# Centro storico di Lanciano

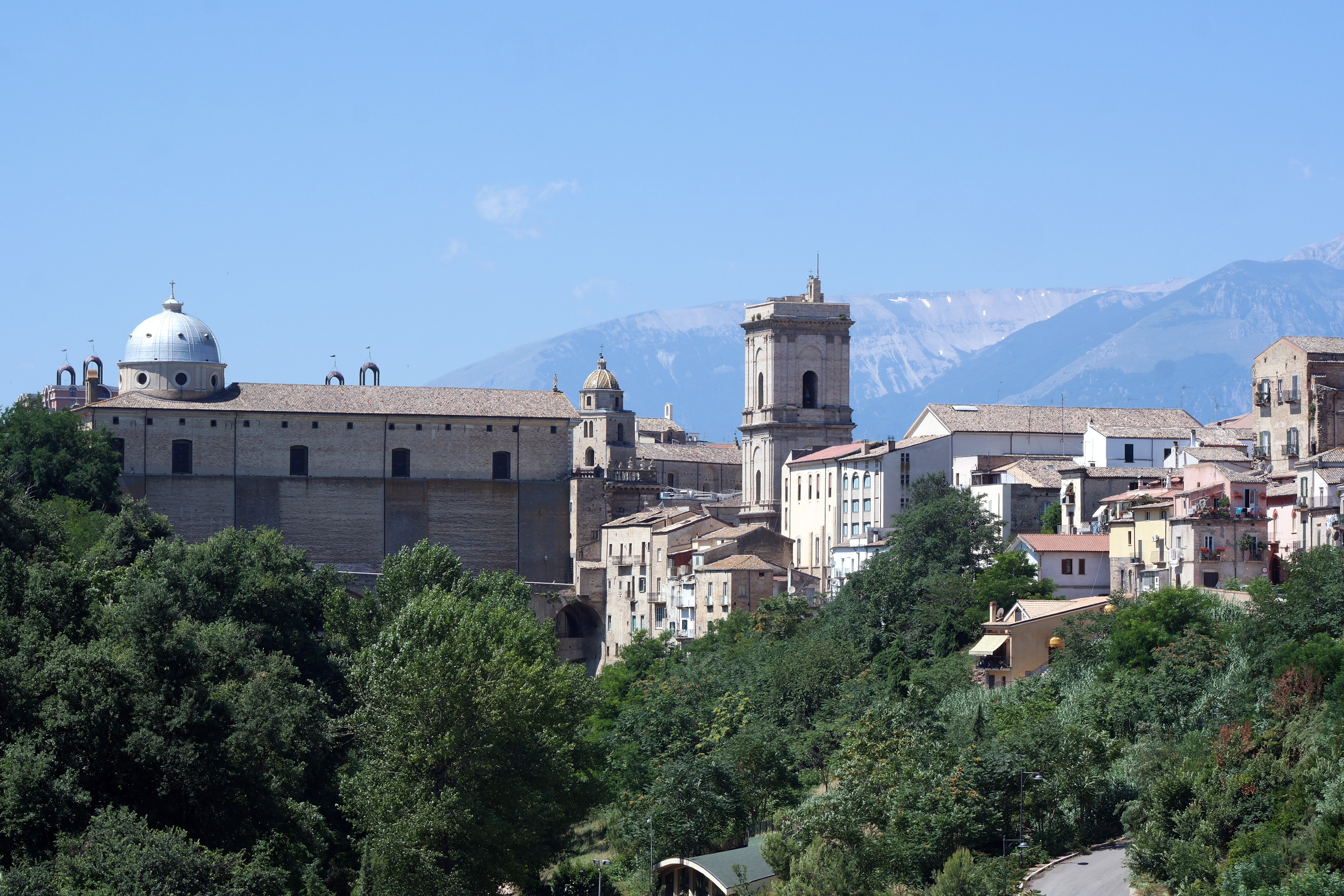
Veduta di Lancianovecchia: la Cattedrale.

Il centro storico di Lanciano è composto da quattro rioni medievali: il  quartiere Lancianovecchia, il quartiere Civitanova, il quartiere Sacca e il  Borgo. Questi quartieri comprendono la parte medievale più antica, poiché l'asse principale del centro, dai primo del '900 in poi, si è spostata verso il contado del convento di Sant'Antonio, oggi inglobato nella città novecentesca, lungo l'asse del corso Trento e Trieste.

## Descrizione geografica
- Lanciano Vecchia: posto sopra il Colle Erminio, collegato all'attuale Piazza Plebiscito dalla via dei Frentani, che attraversa il rione fino alla piazzetta dei Frentani, dove si trova la chiesa di San Biagio e l'edificio delle botteghe medievali. Originalmente aveva mura di fortificazione che proteggeva la via dei Bastioni fino alla Porta San Biagio, l'unica sopravvissuta delle varie porte delle mura; il perimetro murario occidentale, semi.demolito, è costituito da via degli Agorai.
- Civitanova-Sacca: i due rioni si sono fusi nel XVII secolo circa, visto che la Sacca era un punto di confine destinato a essere ghetto ebraico, come parte del rione Lanciano Vecchia. I due rioni occupano il grande Colle Selva, che si trova a ovest del rione Lanciano Vecchio, separati originalmente dal paludoso fosso Malavalle, colmato nel secondo Ottocento da Filippo Sargiacomo, che creò la Piazza Garibaldi. Il corso principale, dal Largo dell'Appello, sede del Seminario Diocesano, è dedicato a Giuseppe Garibaldi, e taglia in due il rione fino alla chiesa di San Nicola. Un secondo principale asse viario è via Cavour, che si immette nel cuore del quartiere Sacca, di origini ebraiche (XII sec).
- Borgo: si erge sul Colle Pietroso, a ridosso del burrone della Pietrosa, oggi piazzale degli autobus; mediante l'asse viario principale del Corso Roma (ex via del Popolo) si collega alla Piazza Plebiscito, mentre dall'altra parte si conclude presso l'ex monastero di Santa Chiara, collegandosi al viale dei Cappuccini. Mediante le antiche mura, in parte demolite, abbracciava la cinta delle Torri Montanare e delle mura aragonesi fino al Santuario del Miracolo Eucaristico. A ridosso del quartiere Civitanova, il rione Borgo terminava in una ripa che affondava nel torrente Malvò, colmato da Filippo Sargiacomo per la costruzione di case civili.

## Storia

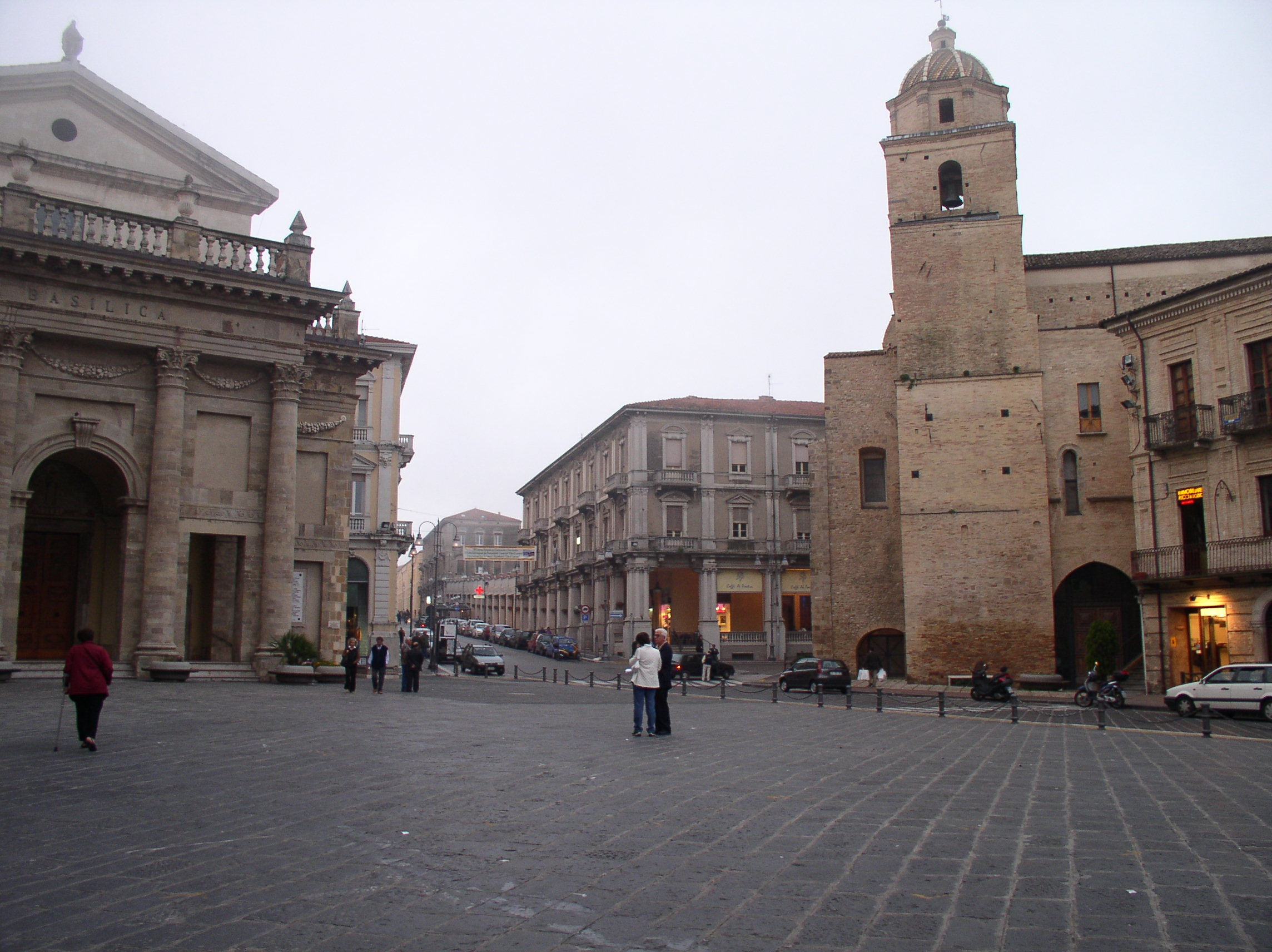
Piazza Plebiscito: in vista il campanile della chiesa di San Francesco e la facciata della Cattedrale, con dietro i palazzi del Corso Trento e Trieste.

### Antichità
Diverse campagne di scavi archeologici condotte dalla Soprintendenza negli anni 1991-92 e 1993-94, dapprima presso l'ex convento di San Legonziano dei Monaci Basiliani, poi in via Corsea e in Largo San Giovanni e in Piazza Plebiscito, e infine all'esterno del santuario del Miracolo Eucaristico (1998-99) hanno evidenziato come la storica città italica di Anxanum fosse assai fiorente, dati rinvenimenti scultorei e architettonici, come fondaci di templi e cisterne. Lo storico Pietro Pollidori nel XVII secolo nella sua opera sulla storia di Lanciano, insieme anche al dottore Giacomo Fella, aveva già compiuto degli studi urbanistici sull'antica città di Anxanum, e nelle Antiquitates Frentanorum (1626) tracciò un primo impianto di questa città, poiché il tutto era ormai stato occupato nei secoli a venire dalla cauta di Roma, da nuove costruzioni medievali a rinascimentali. Scoperse che la maggior parte delle chiese (Santa Maria Maggiore, Santa Lucia, San Nicola, Santa Maria Nuova o Santa Giovina, la Cattedrale, San Giovanni Battista e San Maurizio) erano costruite sopra templi romani, mentre alcuni palazzi, come quello del Marchese d'Avalos e quello del Vescovo, sorgevano sopra il complesso termale  e il teatro romano.
Seguendo anche le successive opere dell'abate Domenico Romanelli e di Omobono Bocache, si ipotizzò che l'abitato protostorico lancianese, risalente all'Età del Bronzo, fosse sviluppato sul Colle Pietroso, ossia nel rione Borgo, e sul pianoro in declivio del Colle Selva, dove si trova il rione Sacca. Gli scavi di via Corsea e della chiesa di San Francesco, hanno dimostrato come l'abitato fosse già pienamente caratterizzato alla fine dell'Età del Ferro, sono stati rinvenuti fondaci di capanne italiche, materiale in ceramica presso i siti di Piazza Plebiscito e il Colle Erminio (Lanciano Vecchia) risalenti al VI-V secolo a.C., e anche una necropoli presso il Largo San Giovanni, che fu usata anche nel medioevo quando vi venne edificata la chiesa, distrutta purtroppo nel 1943.

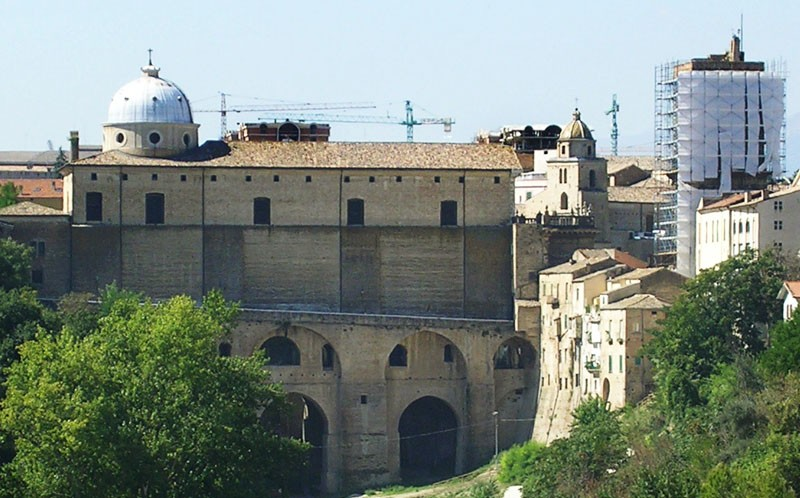
Veduta della basilica cattedrale (in restauro anno 2005) e del sottostante Ponte di Diocleziano

Nel VII secolo a.C. avvenne la colonizzazione italica da parte del gruppo sannitico dei Frentani, e Anxanum divenne la loro capitale, nonché città principale della Frentania, che oltre alla valle del Sangro, si estendeva sino a Larino nel Molise, avente come porti principali Ortona, Histonium (Vasto) e Termoli. Dopo la conquista romana nell'88 a.C., Anxanum divenne municipio, e l'abitato italico si andò riformulando con la costruzione di templi, fori, terme e teatri. Le campagne di scavi in Largo San Giovanni del 1994 hanno evidenziato come il cuore di Anxanum fosse la cittadella del rione Lanciano Vecchio, sorta sul Colle Erminio, il suo cardo principale era l'attuale via dei Frentani. Gli assi minori ortogonali (via dei Bastioni, via degli Agorai, via e piazza San Lorenzo, Piazza dei Frentani, via San Biagio), risalgono all'impianto urbano del I secolo. Molto materiale rinvenuto riguarda l'uso e il commercio della ceramica, poiché Lanciano, già dall'epoca italica per via della mediazione degli Etruschi, era un eccellente centro di produzione, e mediante i tratturi e il mare di San Vito commerciava con altre popolazioni.
Le fiere principali si svolgevano nel piano del colle al di là del Ponte di Diocleziano, costruito nel III secolo d.C. per agevolare il passaggio. Oltre agli studi del Bocache e di Theodor Mommsen riguardo ad una lapide rinvenuta durante il restauro ottocentesco del ponte, gli scavi del 1993 hanno evidenziato come all'epoca romana risalisse effettivamente la testata di ponte, dato che questa struttura a partire dall'XI secolo è stata varie volte rimaneggiata e ricostruita. Vi è stata ritrovata anche una testa monumentale in marmo, che rappresenterebbe l'imperatore Diocleziano, oggi conservata nel museo civico archeologico di Santo Spirito a Lanciano.
Gli scavi a San Legonziano invece hanno riportata alla luce parte di una cisterna romana, mentre il percorso sotterraneo alla Piazza Plebiscito mostra i vari strati di trasformazione del largo delle fiere nei secoli a seguire la caduta di Roma.

### Medioevo

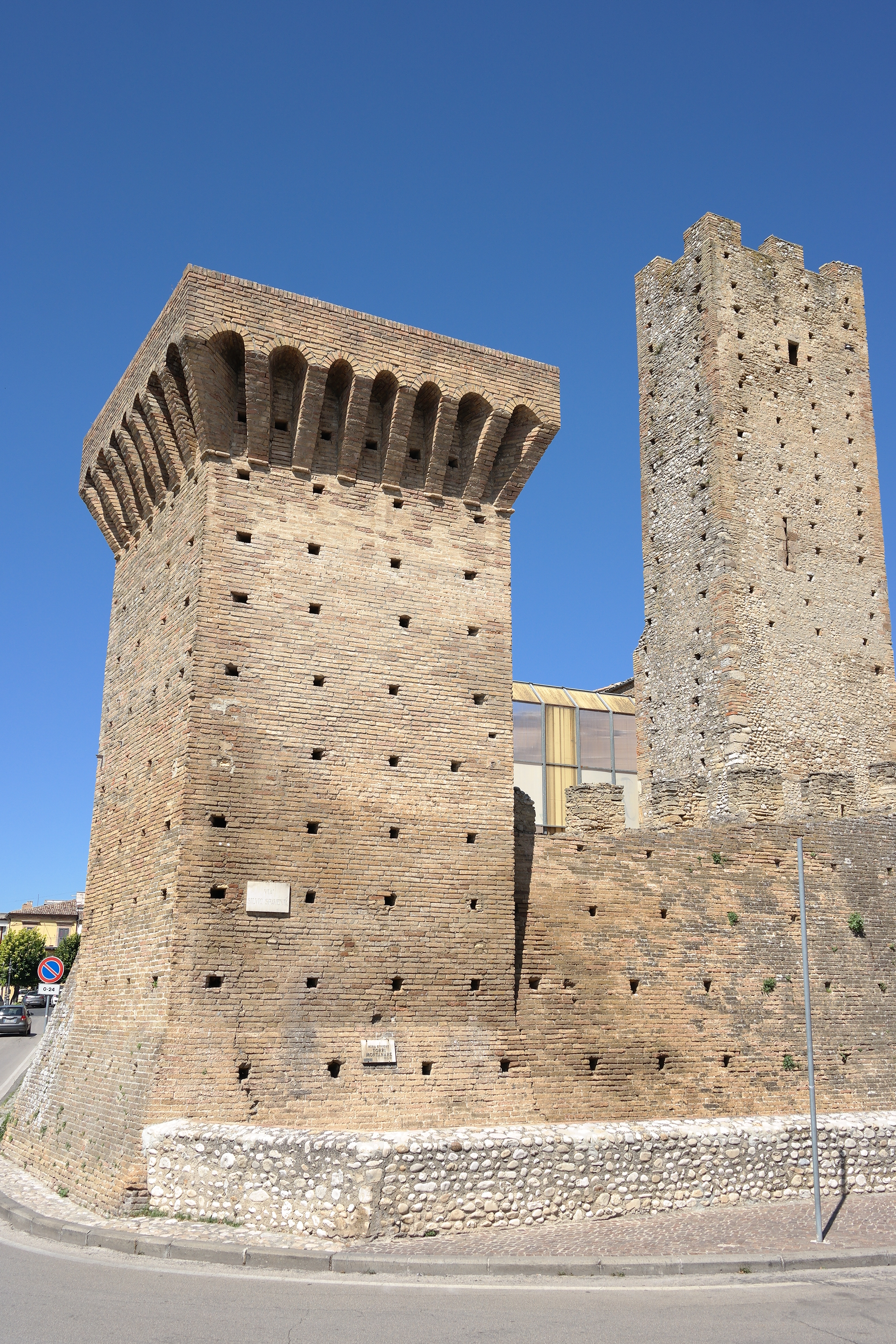
Torri Montanare

In seguito alla caduta di Roma, la città fu saccheggiata dai barbari, e poi occupata dai Bizantini e dai Longobardi (V-VI secolo d.C.). Dell'epoca bizantina si hanno più che altro testimonianze di ceramiche, raccolte nel Museo dell'Abruzzo bizantino Altomedievale di Crecchio (CH), riferibili a un tipo di lavorazione comune nell'area marrucino-frentana; inoltre si sa della conquista longobarda della città nel XVII secolo, quando ci fu una grande battaglia, per i cui i lancianesi si votarono a San Maurizio, il primo patrono di Lanciano. La sua chiesa fu edificata proprio in quel periodo nell'attuale Largo dei Frentani, e malauguratamente fu demolita nel primo ventennio dell'Ottocento.
Dell'epoca longobarda si hanno testimonianze di fondaci presso Largo San Giovanni e il Palazzo Vergilj lungo via dei Frentani, sicché si è pensato che in quest'area esisteva un castello longobardo a pianta allungata, vagamente ellittica, detto anche nelle fonti come "il Tonnino".
Essendo il casello però già scomparso nell'XI-XII secolo, le leggende hanno voluto che un grave terremoto spaccò la valle frentana, e fece crollare il castello, poiché notizie riguardo ad un grave terremoto sono riportate anche nei documenti più antichi riguardanti la storia della statua della Madonna del Ponte, patrona di Lanciano.
La Piazza del Plebiscito era l'antica curtis anteana, ossia conservò il ruolo di crocevia dei traffici commerciali, e collegamento con la chiesa dei Monaci Basiliani dei Santi Legonziano e Domiziano (VIII secolo), dove nel 1258 fu costruita la nuova chiesa di San Francesco d'Assisi con convento. Sul Colle di Lanciano Vecchia esistevano già numerose chiese a partire dall'epoca normanna, ossia San Maurizio, San Lorenzo, San Biagio con porta di accesso presso le mura, San Giovanni Battista e San Martino. Di queste si salvò solo San Biagio, poiché le altre furono demolite in maniera scriteriata nell'Ottocento, San Giovanni fu pesantemente danneggiata dal bombardamento del 1943 e poi demolita. Sant'Agostino non era stata ancora costruita, lo sarà nel 1265.

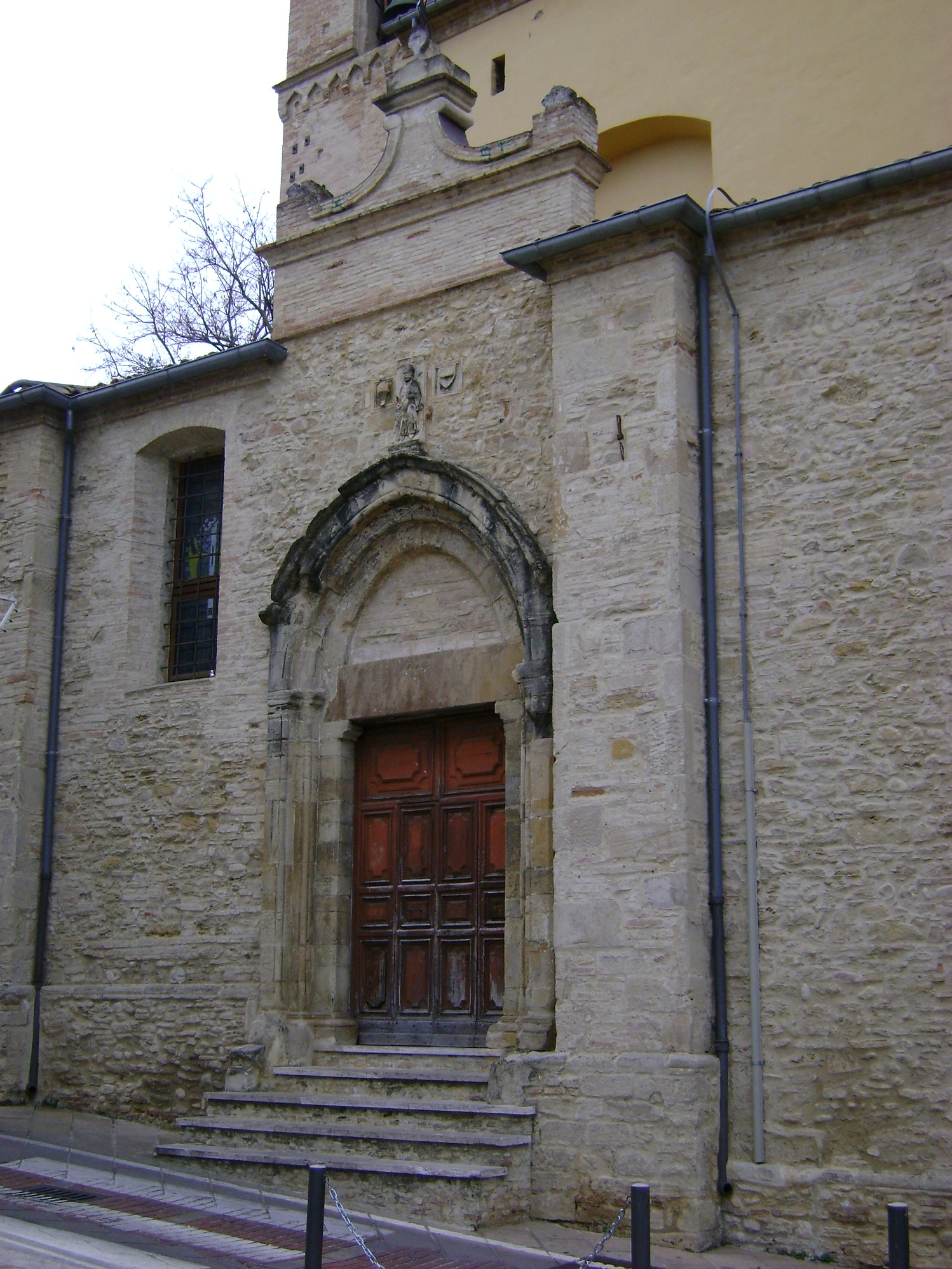
Portale della chiesa di San Nicola

Nel 1031 presso il Colle Selva esisteva solo una chiesa, Santa Maria de Platea, eretta presso un tempio romano, sopra cui nel 1531 verrà eretto il monastero di Santa Maria Nuova per volere del capitano Denno Riccio. Il colle era poco abitato, eccettuata una parte del rione Sacca, esisteva un tempio dedicato ad Apollo, sopra cui a partire dal XII secolo vi verrà eretta la chiesa di Santa Maria Maggiore, ampiamente rifatta in stile gotico nel 1317.
Nei documenti del conte Ugo Malmozzetto, signore di Manoppello e feudatario di Lanciano (metà del 1000), si fa riferimento a un torrione presso Porta Sant'Angelo e al commercio delle "nundinae", le ceramiche artigianali della città, di cui esistevano numerose botteghe nel rione Borgo. La città fortificata di questo quartiere si estendeva dall'attuale via del Tribunale, poi la cinta occupava via dell'Asilo - prima di Porta Sant'Angelo - poi via Fenaroli e via Fieramosca, poiché il fosso di questa strada era occupato sino ai primi anni del '900 da un fiume limaccioso detto Malavalle o Malvò, e separava gli abitanti da quelli del rione Civitanova, che non ancora si era pienamente costituito.
Il rione Sacca si era densamente popolato nel 1191, quando vennero cacciati da Napoli degli ebrei, la nascita vera e propria di Lanciano nel Medioevo avvenne nel XII-XIV secolo, quando a Federico II di Svevia successe Carlo I d'Angiò e poi il figlio Carlo II, che nel 1304 emanò un privilegio speciale per la città, rendendola libera da signori feudatari, e incamerata nel regio demanio. In questo periodo i due quartieri Sacca e Civitanova si espansero sempre di più sino a fondersi, la chiesa di Santa Maria Maggiore venne ampliata in stile gotico-borgognone, furono ampliate le mura normanne delle Torri Montanare. La cinta muraria angioina era già costituita alla fine del Duecento, e nelle carte del XV secolo già si sa come esistevano ben 9 porte maggiori di accesso: Santa Maria Nuova o Civitanova presso viale Spaventa, Porta della Noce lungo via delle Ripe a Civitanova, Porta San Nicola a ingresso della Sacca da nord-est, e la coeva Porta Sant'Antonio Abate, che doveva trovarsi alla fine dell'attuale Piazza Garibaldi verso il Ponte dell'Ammazzo, poi all'accesso dello stradone maggiore del rione Borgo da sud, Porta Santa Chiara o Reale, e nel rione Lancinaovecchia, Porta San Biagio, Porta Diocleziana, e all'ingresso dal fosso Pietroso del rione Borgo, la Porta Sant'Angelo, di origini longobarde.

### Quattrocento

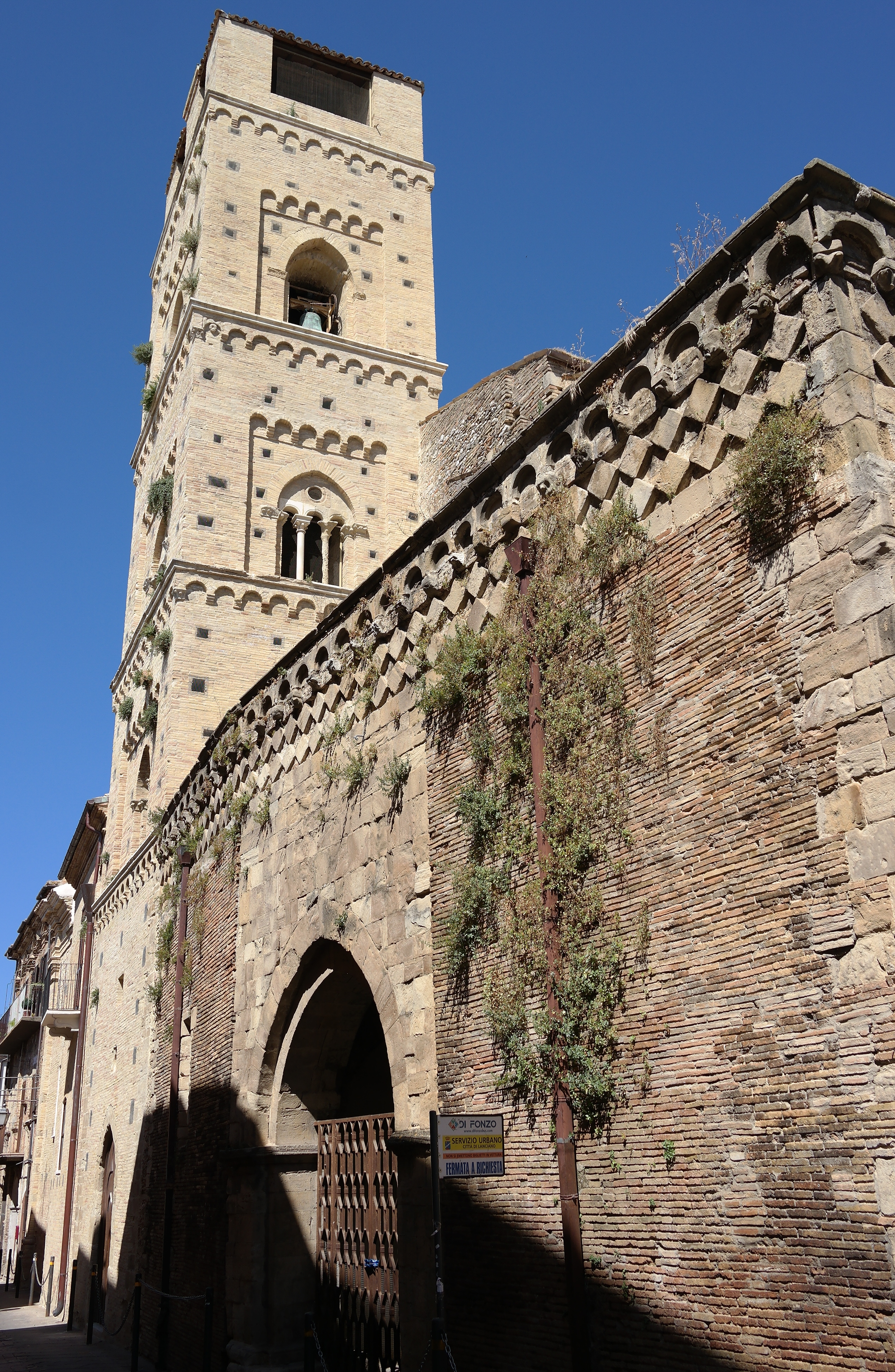
Torre campanaria di Santa Maria Maggiore e l'arco dell'antico portale romanico

Nel corso del Trecento, Lanciano per la sua ricchezza, i commerci, e i privilegi che continuavano a favorirla, dotandola anche di numerosi feudi quali gli attuali comuni nel circondario della città, ossia Frisa, Castelfrentano, San Vito Chietino, Paglieta, mostrò tale potenza soprattutto nell'arte, come dimostrano i notevoli esempi di architettura gotica rintracciabile nelle facciate di Sant'Agostino, Santa Maria Maggiore, San Nicola, Santa Lucia e San Francesco. Nel Quattrocento si ha la pacificazione delle due città, Lanciano e la rivale Ortona, che nel 1427 erano arrivate all'aperta guerra per il possesso del porto commerciale di San Vito. Il frate Giovanni di Capestrano stipulò un lodo di pace a Ortona, e nelle clausole volle che nelle due città fossero edificate due chiese dedicate alla Pace. A Lanciano pertanto,m fuori le mura, nel 1430 venne costruito sopra la cappella di Sant'Angelo, il convento di Santa Maria della Pace, oggi di Sant'Antonio di Padova.
In questo periodo Lanciano soffrì anche gli attacchi per le lotte di potere di Giovanna II di Napoli d'Angiò e del pretendente Alfonso I d'Aragona. I due capitani di ventura Giacomo Caldora e Braccio da Montone passarono al setaccio le città d'Abruzzo per ridurle all'obbedienza, e Lanciano nel 1423 subì l'attacco di Muzio Attendolo Sforza, usando i cannoni.
Nel 1413 il ponte di Diocleziano fu parzialmente demolito e riedificato per allargare il passaggio, con la successiva costruzione di una parte sotterranea per il transito dei pedoni, nel 1442-52 Alfonso d'Aragona, privilegiando al città rispetto a Ortona per la fedeltà, fece rifare le mura, di cui oggi resta l'esempio del torrione delle mura di Borgo, a pianta cilindrica con merlatura a beccatelli.

### Cinquecento - Settecento
Nelle prime carte ritraenti Lanciano nel 1583, e poi nella tavola dell'abate Pacichelli, si vede come, anche se in maniera un po' fantasiosa e lontana dalla realtà quanto alla prima rappresentazione, la città fosse provvista ancora di tutte le mura che cingevano i quattro quartieri storici: Lanciano Vecchio, Civitanova e Sacca, e il Borgo. Le carte mostrano sempre la città vista a volo d'uccello da sud-ovest, all'accesso maggiore di Porta Reale o Santa Chiara con il relativo convento delle Clarisse, si prosegue verso la strada del Popolo (oggi Corso Roma) del rione Borgo, incontrando la chiesa di Santa Lucia, che prima di un terremoto avvenuto nel XVII secolo, era provvista di una monumentale cupola, di cui esiste ancora un contrafforte, arrivando alla monumentale torre del campanile di San Francesco. Oltre il Borgo, verso ovest, si trova un fosso, ossia il fiume Malavalle, e un ponte, quello dei Calzolai, demolito poco dopo il 1879, che collega il rione alla Civitanova. Questa da sud era accessibile da un'altra grande porta collegata a un sistema di torri merlate, di cui restano solo le due Torri Montanare (perché a difesa degli attacchi provenienti dai centri a monte Maiella), di cui una mostra i rifacimenti quattrocenteschi aragonesi; si prosegue per il piano dell'Appello, col palazzo vescovile del 1530 circa e il convento di Santa Maria Nuova, trovando la torre monumentale della chiesa di Santa Maria Maggiore. La doppia facciata di questa chiesa fu realizzata nel XVII secolo, scendendo poi lungo l'attuale via Garibaldi sino alla chiesa di San Nicola, e alla relativa porta a torre coeva della torre Sant'Antonio, così chiamata per la presenza di un monastero, oggi scomparso, e al Ponte dell'Ammazzo, che permetteva il collegamento lungo il piano dalle città di Frisa, Ortona e Guastameroli attraverso il fiume Feltrino.
Al centro, verso nord, domina l'area il rione di Lanciano Vecchio, con le torri campanarie di San Giovanni, Sant'Agostino, San Martino, San Lorenzo, San Biagio e San Maurizio, mentre verso il centro della città si trova la curtis della Piazza del Plebiscito, con la mole dell'antica chiesa di Santa Maria delle Grazie e del Ponte, caratterizzata nel complesso dalla chiesa del XIII secolo con la torre campanaria, ampiamente rifatta nel 1610 in posizione antistante la facciata, e non dietro, come in precedenza, poi accanto la chiesa dell'Annunziata, demolita nel 1819 per allargare la monumentale facciata neoclassica della cattedrale, e accanto, verso il fosso Bagnaro il ponte di Diocleziano, provvisto di una grande torre cilindrica che era la gabella del dazio per accedere al piano della Fiera. Questa torre è ancora oggi conservata, benché in parte interrata, e trasformata nel XVIII secolo a pianta rettangolare.

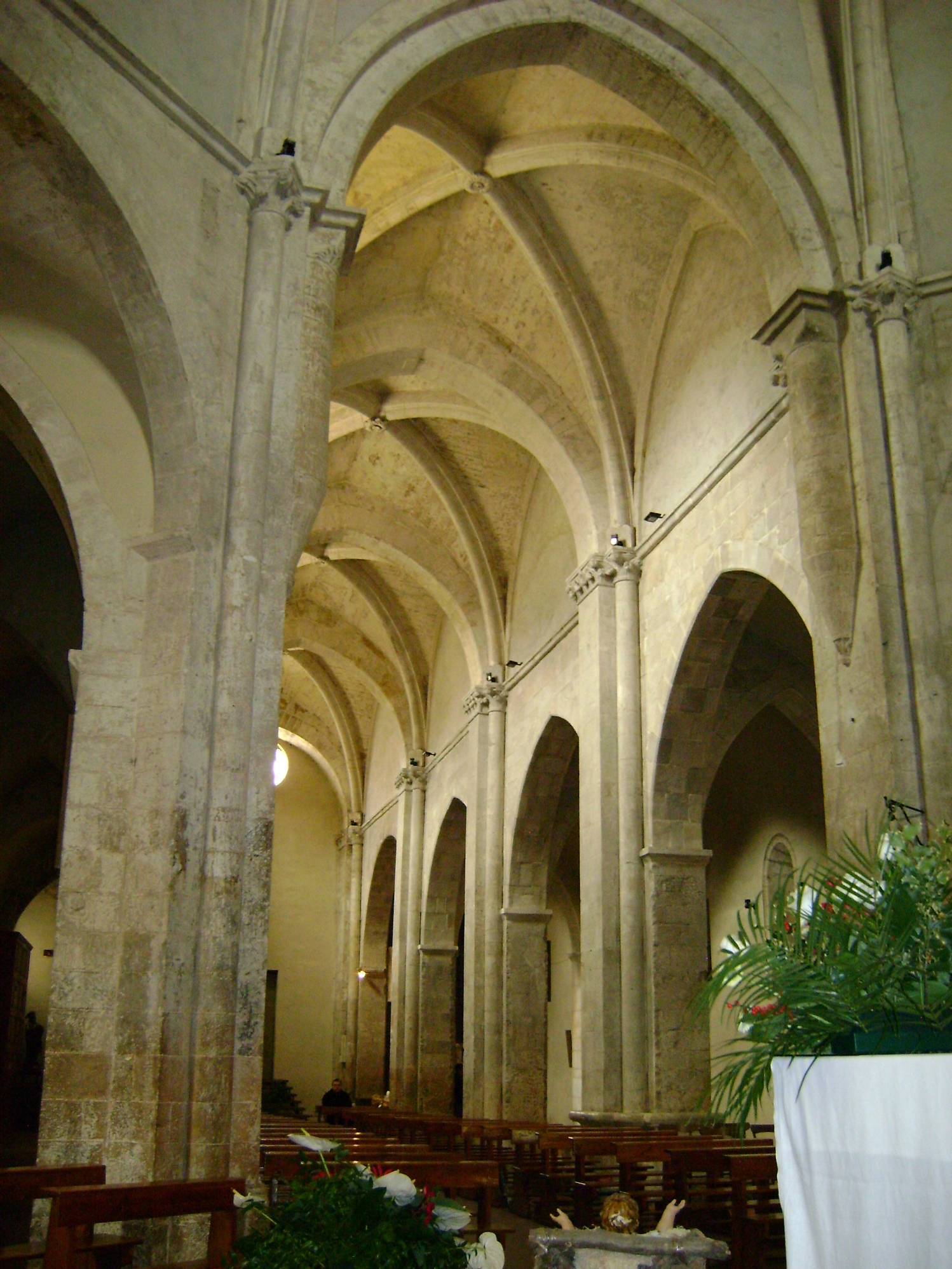
Interno gotico della chiesa di Santa Maria Maggiore

Filippo Sargiacomo, il quale dal 1856 al 1904 realizzò varie modifiche alla città di Lanciano per renderle più moderna

Nel 1513 si ha la realizzazione completa del secondo ponte "catena" del Diocleziano per il passaggio pedonale separato da quello dei carri, si concluse la realizzazione del monastero di Santa Maria Nuova a Civitanova, nel 1583 fu completato il "corridoio" del Diocleziano con le volte a crociera. Lo stesso monaco Serafino Razzi nei Viaggi in Abruzzo descrisse il fervore edilizio della città, anche se le prime avvisaglie di crisi avvennero alla metà del secolo, quando a causa delle lotte fratricide tra le due famiglie i Ricci e i Florio, la città rimase assai fiaccata. Carestie, e le occupazioni francesi e poi spagnole fecero il resto, ponendo limiti ai commerci delle fiere, sicché la città si indebitò sempre di più, sino a cadere nel 1646 possesso del Marchese d'Avalos del Vasto.
Altri problemi giunsero quando un terremoto, verificatosi dopo il 1639, quando un'altra grave scossa tellurica colpì Amatrice, danneggiò molti edifici e chiese, che necessitarono di un rifacimento degli interni. Infatti ancora oggi è possibile vedere come le principali parrocchie del centro siano quasi tutte barocche, eccettuato l'interno gotico di Santa Maria Maggiore, ma non la seconda costruzione sei-settecentesca a due navate che lo fiancheggia, e che è stato separato con un muro nel 1968. Tuttavia il terremoto, che pare si verificò nella piana di Orsogna, non danneggiò in maniera così grave le chiese da obbligarne il totale rifacimento, ma semplicemente alla struttura muraria originaria, vennero applicati gli stucchi, i pennacchi, le paraste corinzie e ioniche, tipiche dell'architettura del barocco; caso a parte fu la chiesa di Santa Maria Maggiore, che pare subì danni seri con il crollo di una delle due torri campanarie, e che quindi essendo sede della cattedra vescovile, venne notevolmente ampliata con la costruzione di un secondo edificio, dalla facciata vagamente gotica ispirata a quella originale del Petrini (1317), e dotata di due navate in più, così grandi da eguagliare e superare la grandezza dell'originario interno a tre navate con volte a crociera.
Nel Settecento non si hanno sostanziali modifiche del tessuto edilizio lancianese, a conferma del grave stato economico in cui versava la città. L'unico elemento di pregio è la costruzione della chiesa del Purgatorio davanti alla chiesa di San Francesco, ad opera di un committente banchiere, per la confraternita della Madonna Immacolata della Cintura. La crisi della città è testimoniata anche dai documenti di Pacichelli, che nel 1693 descrive la città come "disfatta e quasi vacua", mentre nel 1710 frate Serafino Montorio lamentava che gran parte della città era in rovina. Tuttavia non tutta la città appariva in abbandono, dato che il vescovo si adoperò per il rifacimento delle chiese, e nel 1610 aveva innalzato l'attuale imponente torre campanaria della Cattedrale, che presto divenne il simbolo della città.

### Trasformazioni ottocentesche
Avvenuto il rinnovamento delle chiese nel Settecento, dopo il ritorno al potere, nel 1735 di Carlo III di Borbone, anche i palazzi signorili si rifecero l'aspetto esterno e interno, adattandosi alla maniera classica, più che accettare lo sfarzo barocco, presente sempre in maniera piuttosto moderata nella città, a differenza delle opere napoletane, poiché in città furono attivi i due allievi del lombardo Giovan Battista Gianni, che lavorò a Chieti e Penne, ossia Girolamo Rizza e Carlo Piazzola.
In seguito a questi interventi, nel 1789 si iniziò il cantiere di rifacimento totale della chiesa collegiata di Santa Maria del Ponte e delle Grazie, poiché era stata nominata chiesa cattedrale. Prima dell'occupazione francese del 1799, Lanciano vide fondato anche il primo istituto scolastico di educazione giovanile ossia le Scuole Pie del collegio convento di San Giuseppe, che sorgeva presso l'area del teatro comunale Fenaroli, che vi fu eretto nel 1840-47.
In seguito al periodo di dominazione francese dal 1799 al 1815, Lanciano rivide un fervore edilizio, con la costruzione anche delle prime industrie, ossia i lanifici e le fornaci di mattoni presso le contrade attigue, di cui resta l'esempio della fornace di Santa Liberata. Il fervore edilizio tuttavia comportò una sciagurata distruzione di parte del centro storico, iniziata nel 1819 con la demolizione della chiesa dell'Annunziata in Piazza del Plebiscito, da parte dell'architetto Eugenio Michitelli. Per rifare la facciata neoclassica della cattedrale questa chiesa venne sacrificata, essendo molto antica, del XIII secolo, il portale fortunatamente venne rimontata presso il palazzo arcivescovile; il portico di logge della cattedrale del 16140 fu ugualmente abbattuto, nel 1835 fu affrontato il problema del fosso Malvò che rendeva difficile il collegamento tra il Borgo e ala Civitanova, nonché lo stesso collegamento tra la Civitanova e la Piazza del Plebiscito, sicché venne colmato, completato nel 1879 con la realizzazione del selciato su progetto di Sargiacomo, che voleva realizzarvi anche un viale alberato.

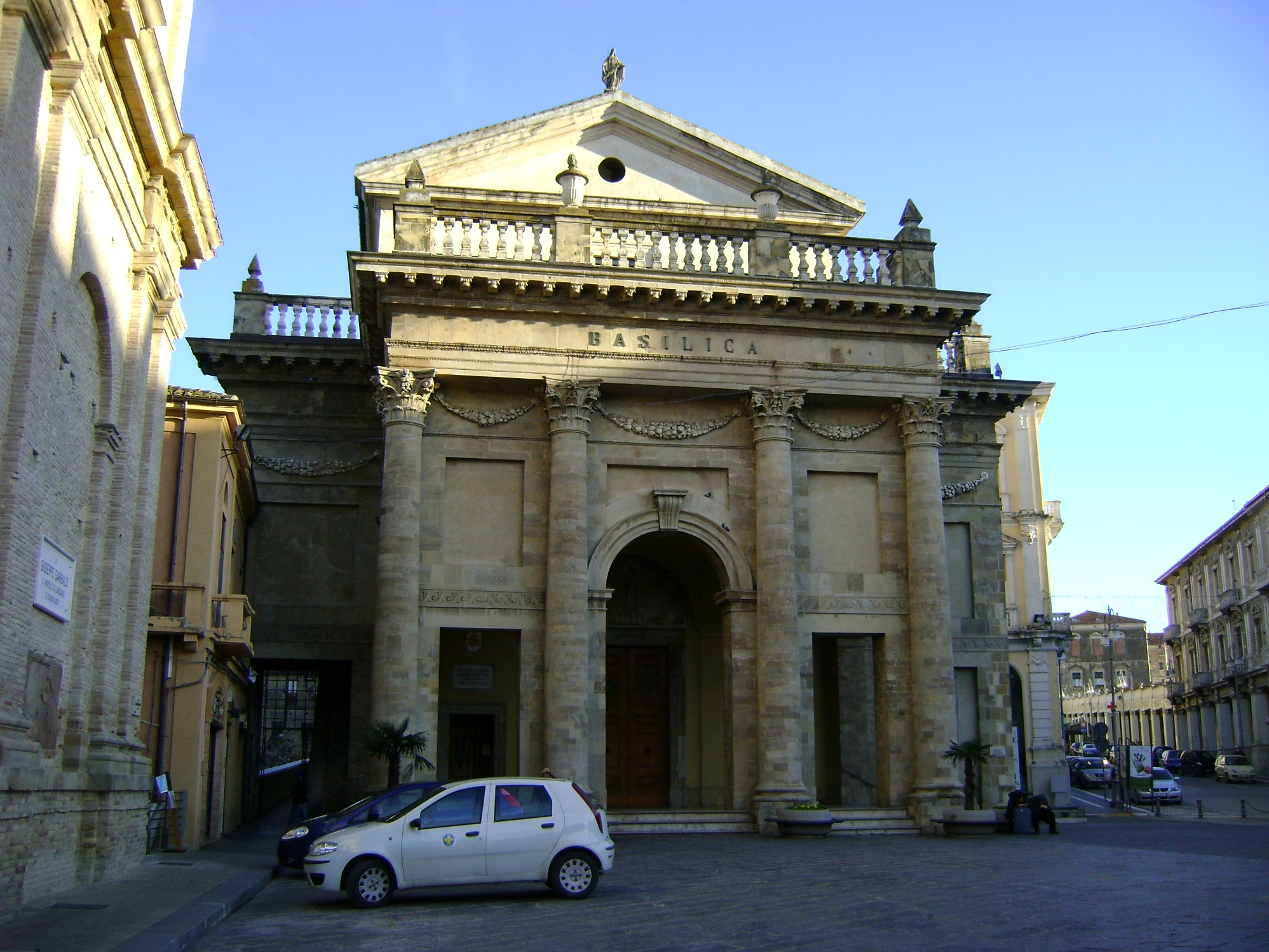
Facciata neoclassica della Cattedrale della Madonna del Ponte, opera di Eugenio Michitelli (1829)

Altre modifiche dannose furono la demolizione parziale delle mura nel 1819, scomparvero Porta Santa Maria Nuova, Porta San Nicola, Porta Diocleziana fu modificata ampiamente, Porta Santa Chiara, demolita nel 1850, e Porta Sant'Angelo (1846), ritenuta una delle meglio realizzate della città per lo stile monumentale. Nel 1841 le Scuole Pie furono radicalmente trasformate da Taddeo Salvini per ricavarvi il teatro comunale, nel 1860 fu completato il cimitero comunale fuori il piano di Sant'Antonio di Padova. Insieme alle mura, anche delle chiese nel rione Lanciano Vecchia vennero abbattute, ossia quella di San Martino che sorgeva in Largo Tappia lungo la via dei Frentani, dove venne eretto il Palazzo De Giorgio, poi del Capitano, la chiesa di San Lorenzo nello slargo omonimo, demolita nel tardo Ottocento perché cadente, e la chiesa antichissima di San Maurizio, che sorgeva dopo le botteghe quattrocentesche, in Largo dei Frentani. Si progettò anche l'abbattimento della chiesa di San Giovanni Battista, ma ci fu scongiurato, anche se pare che il destino di questa chiesa fosse segnato, dato che il bombardamento del 1943 danneggiò il centro storico in particolar modo nel rione Lanciano Vecchia, distruggendo questa chiesa, e risparmiando solo la torre campanaria, ancora in piedi.
Il principale architetto della città nel tardo ottocento fu Filippo Sargiacomo, che dal 1856 fu incaricato di ristrutturare le principali chiese della città, adottando lo stile neoclassico, soprattutto per le chiese di Santa Maria Maggiore, Santa Lucia, San Nicola, San Biagio e Santa Maria Nuova. Nel 1860 per la cattedrale rifece il pavimento monumentale con lo stemma civico, nel 1879 progettò il piazzale Garibaldi sopra il fosso Malavalle, realizzò varie facciate di palazzi, progettò dei villini alto-borghesi fuori le mura, soprattutto lungo il viale dei Cappuccini, e nel 1904 inaugurò la strada nuova del Corso Trento e Trieste, così nominato dopo la fine della guerra nel 1918, e ivi progettò il palazzo delle Poste, demolito nel 1964, e il Palazzo del Collegio, ossia del liceo classico, inaugurato nel 1865.

### Il Novecento
Gli interventi dannosi all'interno del centro storico, con demolizioni di mura e chiese per cercare di allargare la città, e di espandere la popolazione, si rivelarono fallaci e inutili. Solo nei primi anni del Novecento con l'apertura della grande strada del corso nuovo oltre la cattedrale, e il piano delle Fiere, poiché un primitivo corso esisteva già, il Corso della Bandiera, ci furono notevoli migliorie. I palazzi del corso iniziarono ad essere edificati nei primi anni '20 con l'avvento del fascismo, e furono costruiti seguendo lo stile eclettico-liberty-moresco dell'epoca, e ne sono testimonianza il Palazzo Paolini Contento, con i portici, il Palazzo De Simone, il Palazzo Martelli Fantini in squisiti stile liberty-moresco, il Palazzo De Angelis, sede del Banco di Roma. I principali progettisti di queste strutture, situate sia sul corso, che sul viale dei Cappuccini fuori Porta Santa Chiara, furono Donato Villante e Gino Coppedè, costui soprattutto per le case del viale Cappuccini. In questa strada vennero realizzate Villa Paolucci, al confine con Marcianese, Villa D'Ovidio, Villa Pace, Villa D'Alessandro, Villa Carabba Sargiacomo.
Nel frattempo il quartiere tra Sant'Antonio di Padova e la stazione ferroviaria Sangritana, inaugurata nel 1915, si andava costituendo la villa comunale, e nel 1928-33 vi fu realizzato accanto l'ippodromo, usato sino ai primi anni 2000.

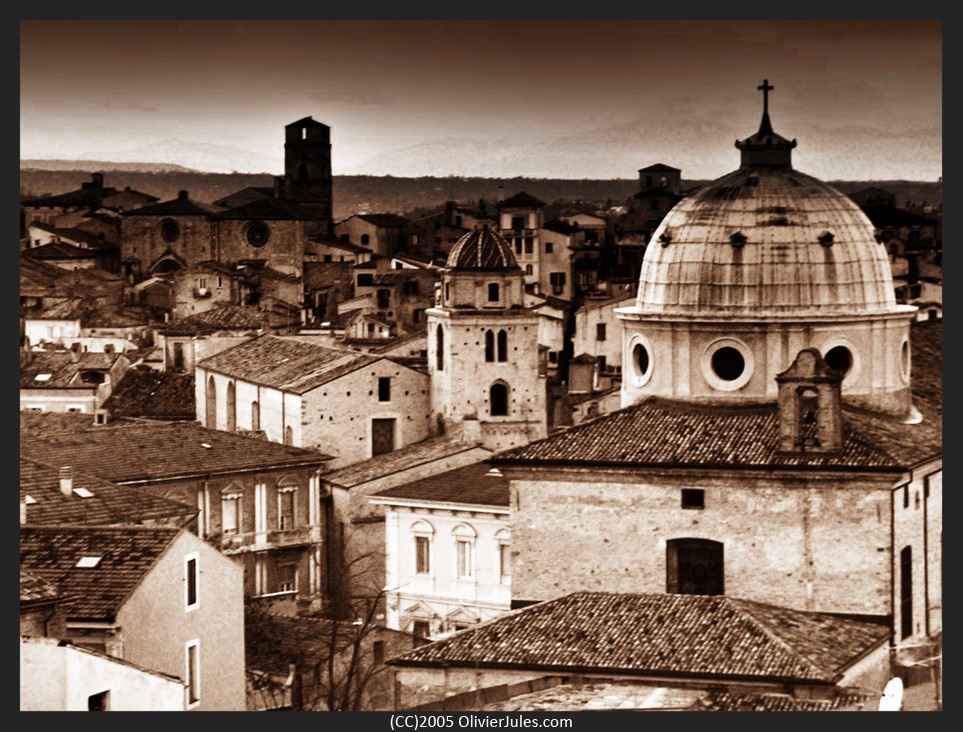
Veduta di Lanciano dalla fine del Corso Bandiera: la cupola della cattedrale e in lontananza la torre campanaria di Santa Maria Maggiore con le due facciate gotiche

In seguito alla ricostruzione del secondo dopoguerra, alcuni palazzi nuovi furono eretti presso il quartiere del Corso Trento e Trieste, altri occuparono l'area della villa di Sant'Antonio presso la strada dell'ospedale nuovo lungo via del Mare. Anche il tranquillo viale alberato dei Cappuccini, popolato solo da residenze alto borghesi, fu invaso da costruzioni moderne, creando di fatto dai primi anni '60 ai '70, un secondo centro urbano a sé, dopo che fu costruito anche l'attiguo quartiere "Guglielmo Marconi".  Prima di allora esistevano solo le ville del primo Novecento, la chiesetta di San Pietro, rifatta daccapo nel 1957, il velodromo, e lo stabilimento della casa editrice Carabba.
Nel corso degli anni il centro storico di Lanciano, dato che le amministrazioni pensavano solo a costruire nuove abitazioni in nuovi quartieri, cade nuovamente nell'abbandono, pur avendo ricevuto apprezzamenti degli studiosi di architettura medievale quali Mario Moretti, soprintendente negli anni '60 dell'Abruzzo. Il quartiere Civitanova, a causa dell'abbandono di varie case, fu consegnato a popolazioni rom e zingari, mentre una parte della Sacca continuava a vantare ancora la presenza storica di popolazioni ebraiche, nonostante i rastrellamenti del 1940-43, che decimarono ad esempio la popolazione situata nel ghetto di San Lorenzo nel rione Lanciano Vecchio, aggiunte alle popolazioni d'etnia rumena e slava, che raggiunsero un tale numero da richiedere la consacrazione dell'antica chiesa della Madonna degli Angeli sulla strada Cavour, nel 2013, al rito ortodosso.
Il fatto delle amministrazioni di aver tralasciato il rione Civitanova, avendo consegnato le case di proprietà comunale agli zingari, ha inciso non poco negli anni a seguire sulla riqualificazione di quest'area, quando c'è stata la rivalutazione artistica e culturale di Lanciano e di altre città abruzzesi, poiché appare in parte degradato, e mancante di strutture ricettive per lo sviluppo turistico, a differenza di altri quartieri quali il Lanciano Vecchio e il Borgo, frequentato soprattutto per la presenza del santuario del Miracolo Eucaristico. Nei primi anni 2000, dopo il contestato restauro della chiesa di Santa Maria Maggiore da parte di Moretti, con l'isolamento dello spazio gotico del XIII secolo da quello barocco, sconsacrato, ci sono stati interventi di restauro anche per altri monumenti di pregio della città, quali la torre della Cattedrale (2005-2008), la cattedrale stessa dopo i danni del terremoto del Lazio del 1984, della facciata di Sant'Agostino (2018-19), del campanile di Santa Maria Maggiore (2004-2006), della facciata di Santa Lucia (2007-2008), e della torre di San Giovanni (2013-15), anche se alcune strutture, soprattutto palazzi quali il Vergilj, il Fella, il Palazzo Carabba necessitano di restauri e consolidamenti, e una migliore destinazione ad uso culturale. Nel 2017-18 si è compiuto invece il restauro della facciata del Palazzo Del Capitano.

## Architettura
Per la presenza di arenaria nel territorio, la città di Lanciano è costruita quasi interamente usando per le architetture civili la pietra concia per edifici medievali, e il mattone cotto per le residenze sette-ottocentesche.  Mentre per strutture più importanti, come le chiese, si usò la pietra concia locale (ad esempio le antiche facciate di Santa Maria Maggiore, Sant'Agostino, Santa Lucia). Per altre chiese notiamo come il costruttori  utilizzavano anche in impasto di pietra  tagliata  e ciottoli di fiume e mattoni (notando gli esterni della chiesa di San Biagio).

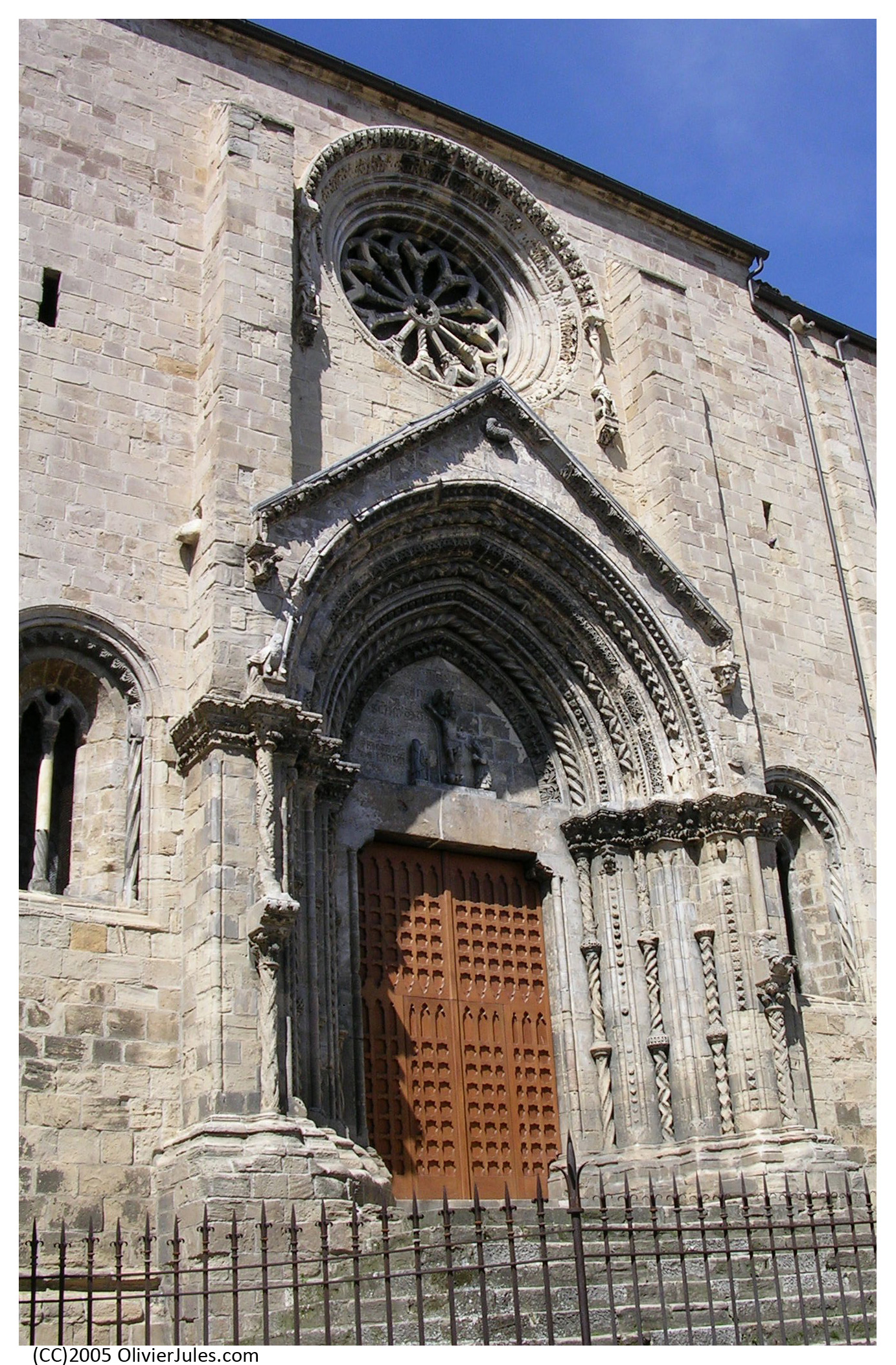
Il portale principale, firmato dal maestro Francesco Petrini, della chiesa di Santa Maria Maggiore

Benché abbia subito alcuni danni nei bombardamenti del 1944, Lanciano è una città perfettamente conservata nel suo centro storico, e se oggi si presentano delle mancanze, ciò è dovuto alla mano dell'uomo che ha distrutto edifici nella parte antica, come ad esempio si può ricordare il piano regolatore urbano del sindaco Gerardo Berenga (colla costruzione del nuovo Corso del 1904), sia con la complicità dell'architetto Michitelli, che realizzò nel 1819 la facciata neoclassica della Cattedrale della Madonna del Ponte, e di Filippo Sargiacomo, i quattro quartieri medievali subirono drastiche modifiche, come l'abbattimento quasi totale delle mura e delle porte di accesso (tra le più rilevanti Porta Civitanova, Porta Sant'Angelo, Porta Diocleziana, Porta San Nicola), lasciando in piedi solo Porta San Biagio; mentre nel rione Lanciano Vecchio a partire dai primi anni '40 dell'800, vennero demolite le chiese di San Martino, San Lorenzo e San Maurizio, considerata la più antica della città dopo quella di San Biagio. Il bombardamento tedesco del 1944 danneggiò irreparabilmente anche la chiesa di San Giovanni della Candelora, che venne demolita, ad accezione del campanile.
Tracce della città romana, che sorgeva sul Colle Erminio (Lanciano Vecchio), sotto le fondamenta delle chiese e dei palazzi della nuova cittadella medievale del XII-XIII secolo, sono visibili soltanto in determinati contesti per mancanza di scavi archeologici programmati, precisamente nel percorso sotterraneo del Ponte di Diocleziano (III sec. d.C.) sotto Piazza del Plebiscito, che portano alle fondamenta dell'ex convento di San Legonziano (V-VIII sec.), sopra cui sorge il Santuario del Miracolo Eucaristico, grazie a cui è possibile conoscere le varie fasi di ricostruzione  riedificazione sopra strati romani della città medievale, con la piazzetta del mercato, e del convento dei monaci Basiliani sopra un'antica cisterna del I sec.
Dato che le più antiche tracce del romanico a Lanciano sono andate perse (XI-XII sec), dal tempo dell'era volgare (V-X sec), poiché il Sargiacomo parla dell'antica chiesetta dell'Annunziata in Piazza Plebiscito, distrutta per realizzare il sagrato del Duomo, e di cui si conserva il portale gotico posto all'ingresso del Palazzo arcivescovile, gli unici esemplari che possono condurre a una lettura dello stile architettonico romanico in città sono la chiesa di San Biagio e la porta delle mura poco distante. A considerare la rozzezza esterna della chiesa, pare fosse stata ricostruita più volte, e di interesse si conserva il fianco sinistro con alcuni contrafforti e finestre allungate dello stile cluniacense della metà del XIII secolo, ricorrenti anche nella chiesa di Santa Maria Maggiore. Il campanile molto robusto appartiene alla metà del Trecento, realizzato insieme ad altre coeve "torri sorelle" (delle chiese di San Francesco, Sant'Agostino, San Giovanni, Santa Maria Maggiore e San Nicola), ed anch'esso è uno degli elementi costituenti più rappresentativi dell'architettura della città. Il maestro che realizzò queste torri usò la pietra locale, scandendo i settori con delle cornici marcapiano a vari motivi, da quelli ad archetti pensili, all'ordine mistilineo zigzagante, mentre nei settori inserì le profonde arcate a sesto acuto, e in alcuni casi le bifore.

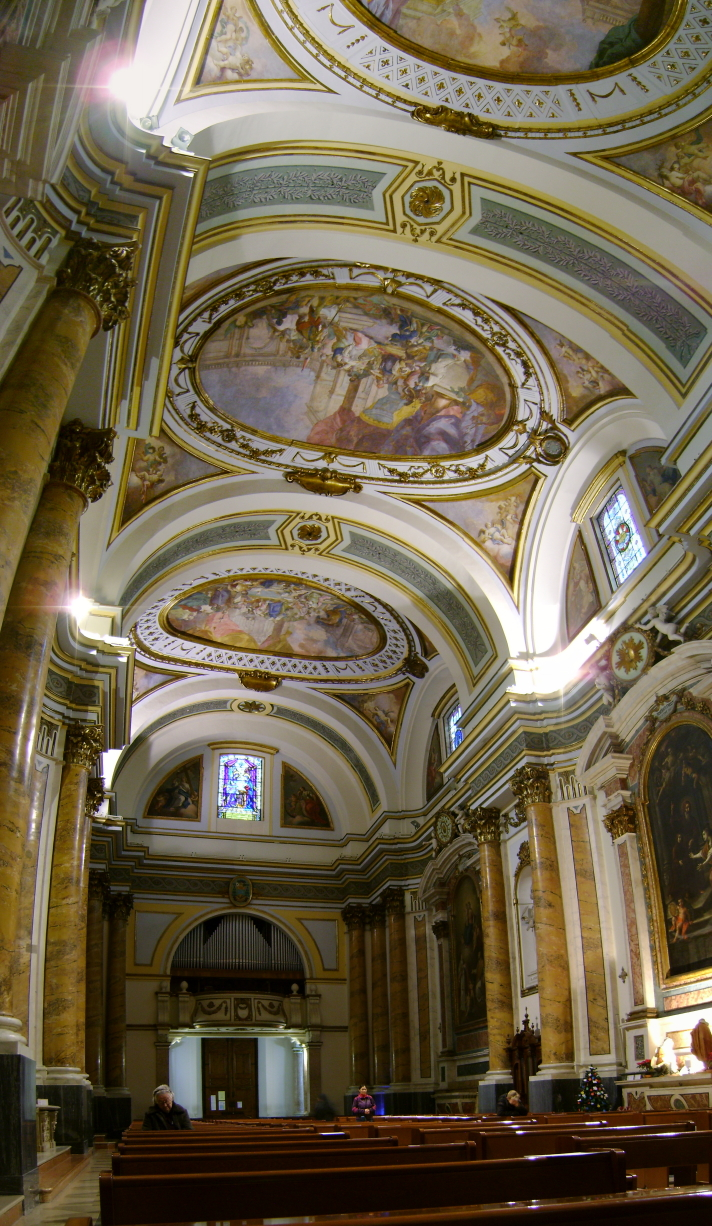
Interno barocco della Cattedrale della Madonna del Ponte

Gran parte delle facciate delle chiese storiche di Lanciano si presentano nello stile gotico del XIII-XIV secolo, in particolar modo quelle di Santa Maria Maggiore, Sant'Agostino e Santa Lucia. Queste chiese, già esistenti da almeno un secolo e mezzo prima della completa trasformazione gotica del primo ventennio del Trecento, vennero ristrutturate dapprima alla metà del Duecento seguendo il modello classico dell'ordine cistercense e cluniacense (per l'accomodamento dei portali a sesto acuto, e delle finestre allungate), e successivamente tra il 1317 e il 1319 definitivamente abbellite dal maestro locale Francesco Petrini (o Perrini), come dimostra l'autografo con la data di realizzazione (1317) sulla lunetta del portale principale della chiesa di Santa Maria Maggiore, presso il gruppo della Crocifissione. Petrini lavorò sicuramente in queste tre chiese, come dimostrano le varie corrispondenze, mentre per altri portali minori, come quelli appunto di Santa Lucia, San Nicola e San Francesco d'Assisi, vennero impiegate altre maestranze, l'opera di Petrini risulta assai interessante poiché il maestro reimpiegò in un'unica opera (Santa Maria Maggiore) varie diversificazioni dello stile gotico, attingendo probabilmente anche all'opera del maestro Nicola Mancino (che realizzò i portali della Cattedrale di Ortona e di Santa Maria della Civitella a Chieti).
Dell'arte rinascimentale, per la presenza molto massiccia del barocco di ricostruzione, a Lanciano rimane poco, almeno a livello architettonico, si segnala soltanto l'attività del pittore locale Polidoro da Lanciano, che rappresentò in questo settore dell'arte il tardo Rinascimento, e l'inizio del manierismo abruzzese dell'area Citeriore. Il barocco in città si presentò abbastanza tardi, nei primi anni del Settecento, a causa di una grave crisi economica che colpì la città, insieme alla pestilenza; venne realizzata soltanto una nuova chiesa in centro storico, quella del Purgatorio, mentre le altre medievali vennero riammodernate negli interni. 

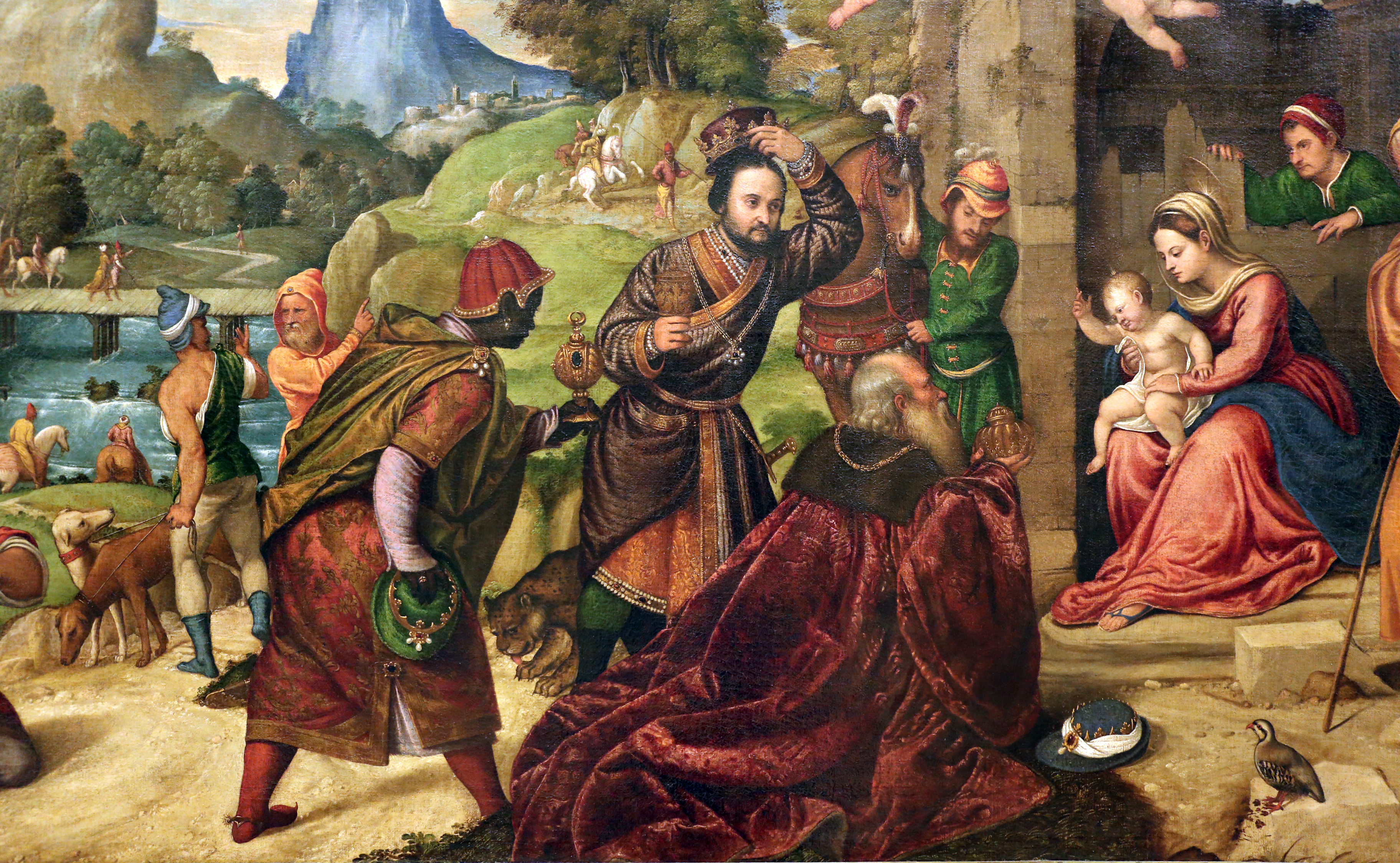
Polidoro da Lanciano: Adorazione dei Magi

Particolarmente influente in questo secolo fu l'attività dei maestri lombardi Girolamo Rizza e Carlo Piazzola, che stuccarono quasi tutte le chiese della città, mentre nella seconda metà del secolo veniva avviata definitivamente la fabbrica di Santa Maria del Ponte, con progetto della diocesi di ricostruita daccapo l'antica cappella sopra il ponte. La poderosa torre civica era stata già realizzata nella prima metà del Seicento, progettata nel 1610 da Tommaso Gottardo, mostrando nella distribuzione delle paraste, degli archi e dei capitelli a ordine ionico, molte corrispondenze con la torretta della chiesetta dell'Iconicella, in aperta campagna, tanto da esser considerata una "gemella" della torre dell'orologio della Piazza Plebiscito.
Nella fabbrica del Duomo fu molto attivo il pittore napoletano Giacinto Diano, che realizzò gli affreschi delle tre volte che precedono il transetto con la cupola circolare (anche per la cupola il Diano realizzò L'incoronazione della Vergine in gloria, ma a causa di un cedimento, la cupola venne abbattuta e rifatta daccapo negli anni '60), i quattro santi monumentali delle nicchie, e le cornici a transetto mistilineo con angeli e putti di ciascun altare laterale che avrebbe dovuto accogliere delle tele.

Immagine storica di Villa Carabba

Nell'edilizia civile, nel Sette-Ottocento presero definitivo aspetto i palazzi gentilizi che sorgono sopra le antiche case medievali. Di queste rimane solo un mirabile esempio nelle botteghe medievali di Nicola De Rubeis (1412) in via dei Frentani; le nuove grandi strutture furono il Palazzo Maiella-Vergilj sorto sopra i resti del castello medievale, il Palazzo De Crecchio sopra la Casa d'Avalos, il Palazzo Carabba, il Palazzo De Giorgio, il Palazzo Berenga. Nella metà dell'Ottocento vennero realizzati anche il Palazzo De Giorgio o del Capitano sopra l'area della chiesa di San Martino (oggi Largo Tappia), il Teatro comunale "San Ferdinando" (1834-40) oggi intitolato a Fedele Fenaroli, su progetto di Taddeo Salvini, ricavato dalla trasformazione delle Scuole Pie di San Giuseppe, poi il Municipio sopra le vecchie carceri, mentre con i lavori di smantellamento delle mura e risanamento urbano, la Piazza del Plebiscito veniva trasformata, perdendo una parte dei portici che caratterizzavano le basi dei palazzi con le botteghe.
Una nuova svolta urbana Lanciano l'ebbe tra la fine dell'Ottocento e i primi del Novecento, con l'inaugurazione nel 1904 del "corso nuovo" (oggi Corso Trento e Trieste), e del nuovo quartiere sopra il piano della Fiera, per permettere alla città vecchia di espandersi. Negli anni '20-'30 quest'area, così come quella del viale Cappuccini, fu interessata dalla realizzazione di varie abitazioni, palazzi di credito e di uffici, e di villini che rappresentarono un momento irripetibile della vivacità e dello sperimentalismo architettonico liberty-moresco-neoclassico e decò, il cui maggior rappresentante fu l'architetto Donato Villante, che realizzò la maggior parte di queste strutture, di cui si ricordano il Palazzo Paolini-Contento, o dei Portici, il Palazzo De Simone, il Palazzo del Convitto, il vecchio Palazzo della Posta (demolito negli anni '70, coevo di Palazzo De Simone), il Palazzo Martelli Fantini e il Palazzo De Angelis o del Banco di Roma; mentre sul viale Cappuccini, tra le nuove costruzioni, insistono ancora gli eleganti esempi di Villa Carabba, Villa Sorge, Villa Pace, Villa D'Alessandro, Villa Colalè.

## Borgo medievale

### Quartiere Lanciano Vecchio
Si tratta del quartiere più antico, risalente alla ricostruzione sopra la città romana di Anxanum (VIII secolo a.C.). Esso è delimitato dalla salita dei Frentani da Piazza del Plebiscito, che era l'antico cardo romano che taglia in due il quartiere, raggiungendo Largo dei Frentani, presso l'edificio delle botteghe medievali, dove si trovava sino ai primi anni dell'Ottocento l'antica chiesa di San Maurizio. Altre strade sono la circonvallazione di via dei Bastioni, che conserva ancora parte di mura e camminamenti delle guardie ad archi a tutto sesto su pilastri, strada che a sud si collega al Ponte di Diocleziano, passando sotto l'edificio del Palazzo Comunale e del teatro Fenaroli, raggiungendo la piazza; mentre scendendo a nord, si arriva alla discesa di via Porta San Biagio; la circonvallazione riguarda anche la parte a ovest delle mura di via Agorai, così chiamata per la presenza di storiche botteghe di fabbricatori di aghi, citate anche dall'Antinori, la quale, da Piazza San Lorenzo, raggiunse sempre la Piazza del Plebiscito, oppure si immette in via Corsea, che separava anticamente le due realtà del Lancianovecchio e del rione Civitanova per mezzo del fosso Malavalle. Altre strade principali del rione sono Piazza San Giovanni, via San Lorenzo con la piazza, il sobborgo del ghetto ebraico tra Piazza dei Frentani (dove stava la chiesa di San Maurizio) e Piazza San Lorenzo (dove sorgeva la chiesa omonima), e Larghetto Ricci, con la chiesa di San Biagio.
Rappresenta il primo nucleo abitativo della città, vi si trovava il castello del Tonnino, distrutto da un terremoto, e occupato dall'attuale Palazzo Vergilj. Dopo l'evento sismica del 770 circa, la città medievale venne ricostruita sopra l'antica area tardo-bizantina, come dimostrano i ritrovamenti del 1992 (materiale d'epoca italico-romana e proto-medievale), specialmente nell'area della scomparsa chiesa di San Giovanni Battista. Lancianovecchia contava 5 parrocchie, molte delle quali antichissime, fondate già dall'VIII secolo sopra antichi templi romani, come la chiesa di San Maurizio (VI sec ca.), oggi demolita e quella di San Giovanni. Nell'XI secolo venne eretta la chiesa di San Biagio e nei secoli successivi le chiese di San Lorenzo, San Martino e il complesso degli Agostiniani.
Le demolizioni ottocentesche interessarono assai il quartiere, al posto della chiesa di San Martino venne eretto il Palazzo del Capitano, al posto del Palazzo d'Avalos, nel XVIII secolo era stato costruito Palazzo De Crecchio, al posto delle chiese di San Maurizio e San Lorenzo vennero creati degli slarghi. Il bombardamento del 1943 inoltre devastò la chiesa di San Giovanni, che venne abbattuta, meno il campanile a torre.
Era collegato a Piazza del Plebiscito mediante il complesso di San Giuseppe con le annesse Scuole Pie, trasformato completamente tra il 1834 e il 1841 nel Teatro Fenaroli (all'epoca Teatro San Francesco, poi San Ferdinando).
I principali monumenti sono:

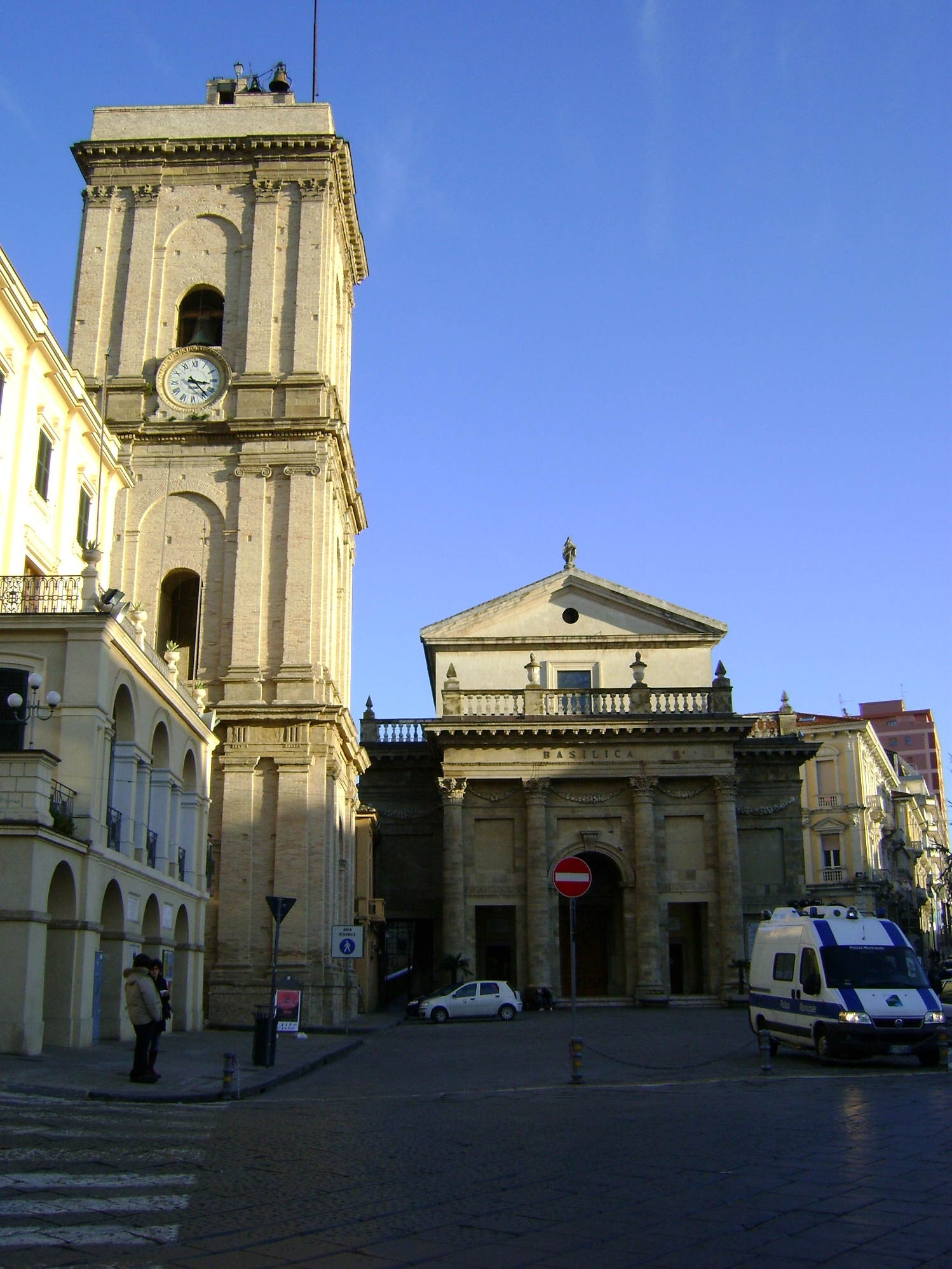
Cattedrale Madonna del Ponte.

- Cattedrale della Madonna del Ponte: in piazza del Plebiscito, risalente al XIII secolo circa come chiesa dedicata ai pastori avente intitolazione a "Santa Maria delle Grazie", dove si conservava una statua lignea della Madonna (XI sec.)[2]. La sede originaria della cattedra si trovava preso l'attigua chiesa di Maria SSma dell'Annunziata, rifatta nel XIII secolo, come testimonia il portale gotico sopravvissuto, rimontato presso l'ingresso del palazzo arcivescovile, successivamente con bolle pointifice le due chiese sorgenti sopra il ponte di Diocleziano furono accorpate in un'unica sede della cattedra vescovile nel XVIII secolo. La chiesa nel XVII secolo incominciò a essere ampliata e abbellita dalle decorazioni di importanti artisti lombardi e napoletani, come Giacinto Diano. Il progetto prese avvio nel 1785 e fu concluso nel 1819 con quello della facciata di Eugenio Michitelli, per il quale si demolì la vecchia chiesa della Santissima Annunziata, annessa alla Cattedrale.[3]. Nel Seicento inoltre era stata costruita l'imponente torre campanaria, simbolo della città. L'interno a navata unica è a pianta rettangolare, con un prezioso altare marmoreo policromo dei maestri di Pescocostanzo (AQ) Felice e Loreto di Cicco (1793), la decorazione dell'altare con statue di angeli e santi appartiene alla scuola napoletana di Crescenzio Trinchese, su progetto di Carlo Fantoni (1778). Gli stucchi delle volte sono di Alessandro Terzani, sostituito poi da Giacinto Diano, che realizzò gli stucchi degli altari laterali e le statue giganti dei santi Agostino, Girolamo, Ambrogio e Gregorio Magno. Tra le opere più interessanti al livello scultoreo e pittorico ci sono La Madonna col Bambino tra santi Andrea Avellino ed Emidio (1794) di Carlo Gigante, San Francesco di Paola (1793) di Nicola Monti, le lunette con le Quattro Virtù Cardinali di Giacinto Diano (1791-2), il Martirio di Santo Stefano di Diano, le lunetta di ciascun altare con ritratti scultorei dei Profeti a opera di Diano (1790-1); nella parete di destra ci sono le tele di Natività di Maria (1792) di Diano, e nella seconda cappella, quella del Sacramento il dipinto dell'Ultima Cena (1601) di Antonio Solaro. Nella cappella finale c'è il quadro della Natività di San Giovanni Battista di Donato Teodoro, proveniente dalla chiesa di Santa Lucia.
Le decorazioni presso la volta ritraggono a ellisse, opera di Giacinto Diano, Il sacrificio di Elia - Davide che mostra a Salomone il Tempio di Gerusalemme Quattro Evangelisti. La cupola è un rifacimento degli anni '60, poiché quella vecchia venne sostituita per problemi statici, e conservava un affresco di Giacinto Diano ritraente l'Incoronazione della Vergine, di cui resta il bozzetto preparatorio nel Museo diocesano.

- Torre civica: è il campanile della Cattedrale della Madonna del Ponte, prospettante sul lato occidentale della piazza del Plebiscito, realizzata in cotto e segnata in tre piani da tre cornicioni marcapiano. Fu realizzata nel 1610, secondo alcuni, dal lombardo Tommaso Sotardo (o Guttardo). Il progetto originale prevedeva quattro piani e una cupola di coronamento; ha pianta quadrata, divisa in tre livelli da cornici, e ciascun livello è caratterizzato alle estremità da due coppie di paraste con capitelli ionici, che inquadrano al centro della porzione un arco a tutto sesto. In origine queste arcate dovevano ospitare delle campane, ma oggi solo l'ultimo piano ospita quattro campane, e due orologi monumentali della ditta Trebino (in origine solo uno, sul lato sud della piazza). Presso il primo piano si trova un'iscrizione latina che attesta la data di realizzazione, in parte danneggiata dal bombardamento aereo del 1944, e una targa commemorativa a Giuseppe Garibaldi, poiché nel 1860 proprio sotto la torre si votò il plebiscito per l'annessione della città al Regno d'Italia. Sulla cima decorata da cornicione con beccatelli, la torre ospita un piccolo cannone che spara tutti i giorni a mezzodì per segnare la pausa lavorativa nei campi, e una cella di tre campane, due fisse per battere le ore, e un'altra a slancio, della "squillina", che suona il giorno del 23 dicembre per il rito pre-natalizio della Squilla.

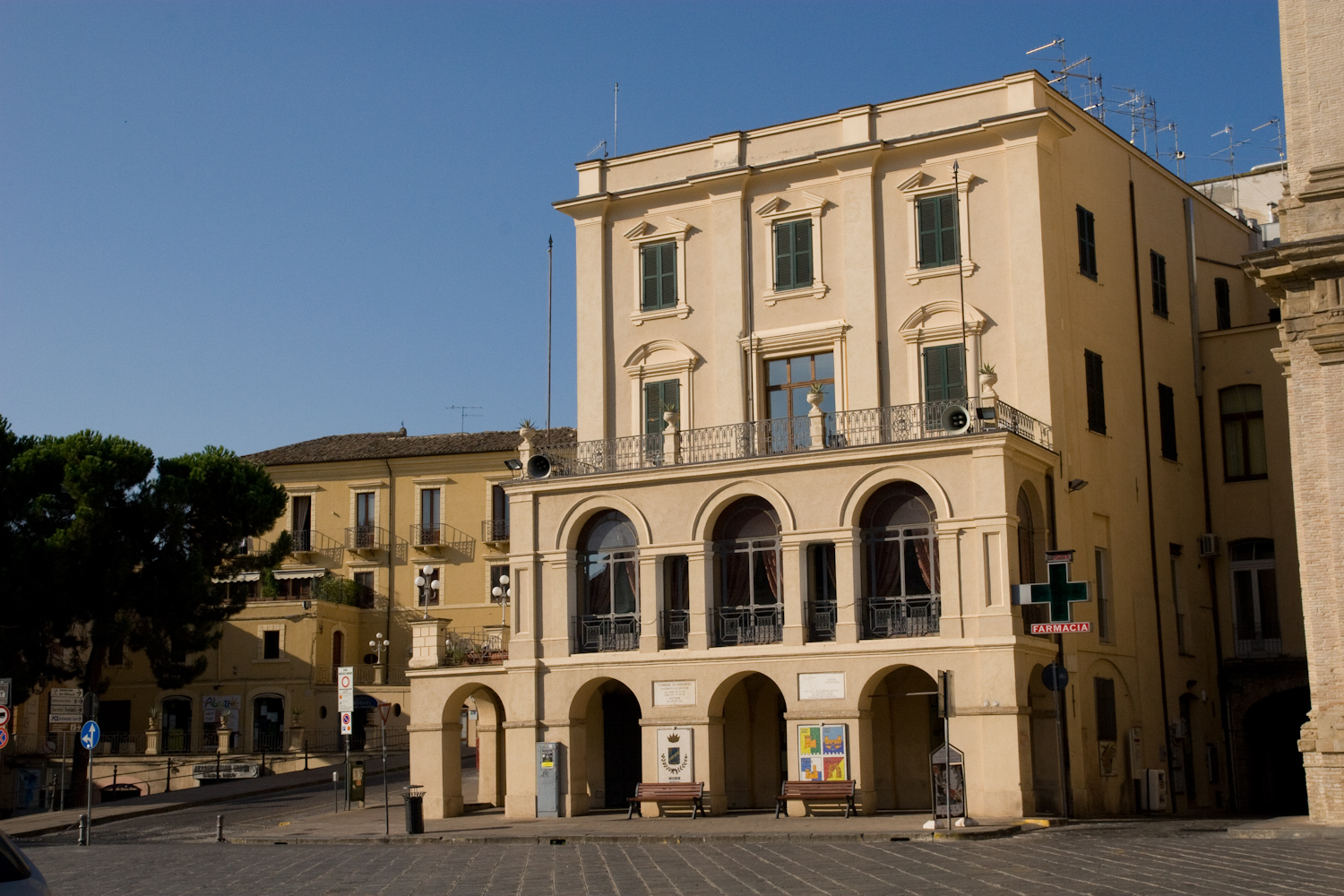
Palazzo comunale.

- Palazzo comunale: risalente al XVI secolo, come "Palazzo dell'Università", fu ricostruito nel 1861 per ospitare la sede comunale; si affaccia su piazza del Plebiscito e su via dei Frentani; sul lato piazza c'è l'edificio della "casa di conversazione". Il palazzo ha pianta quadrangolare ed era anticamente sede del Collegio degli Scolopi della chiesa di San Giuseppe, prima della trasformazione in teatro. Nella seconda metà dell'800 fu dotato anche della "Sala di Conversazione", zona polivalente per conferenze ed eventi di gala. La Casa di Conversazione è stata distrutta, insieme con la facciata antica, dai bombardamenti del 1944, e ricostruita seguendo il progetto originale, ma senza il cornicione superiore decorato coi fasci littori. La struttura esterna ha pianta quadrata, molto imponente, con un loggiato alla base che si affaccia verso Piazza Plebiscito. Il loggiato è sormontato da un blocco con tre finestre ad arco a tutto sesto, sede della Sala di Conversazione, e ancora più in alto da due piani, posti più indietro, che ospitano gli uffici del comune. Lo stile della struttura è neoclassico. Il palazzo, proseguendo verso destra, è legato mediante un corridoio a mezz'aria, alla Sala Mazzini, anch'essa usata per convegni vari, progettata da Filippo Sargiacomo, e successivamente trasformata in cinema, fino alla chiusura negli anni '80. Attualmente la sala è usata per convegni teatrali.

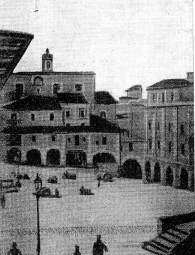
Piazza Plebiscito nel 1870: in vista le logge della chiesa del Suffragio e sulla destra lo scomparso Palazzo Carabba.

- Teatro comunale "Fedele Fenaroli": salendo la via dei Frentani, è posto sulla destra, attaccato al palazzo comunale, sede di un originario convento dedicato a San Giuseppe Calasanzio con il Collegio degli Scolopi. La facciata, insieme con gli interni, è stata realizzata da Taddeo Salvini di Orsogna (la facciata è del 1840, e l'inaugurazione ci fu nel 1847)[4]. I lavori incominciarono nel 1834, dopo la sconsacrazione della chiesa di San Giuseppe, e chiamato "Teatro San Ferdinando", e divenne uno dei principali teatri d'opera d'Abruzzo insieme con il Teatro Marrucino di Chieti e il Teatro dell'Aquila. Gli interni sono stati realizzati con le pitture di Nicola De Arcangelis. Il teatro ha vissuto periodi alterni di fama e di chiusura, come la prima avvenuta nel 1876; fu restaurato varie volte.
Il teatro è a pianta quadrangolare irregolare. La facciata è rialzata rispetto al dislivello della salita, decorata in stile post-classico, frutto del restauro dell'era fascista del 1939: l'ingresso è preceduto da quattro colonne doriche, che sorreggono la balaustra centrale, sormontata da cinque finestre sovrastate da placche rettangolari in rilievo con iscrizioni latine presso tre di queste, che ricordano il restauro del 1939 e la data di fondazione; l'architrave del tetto spiovente è triangolare. L'interno è costituito dall'aspetto classico del teatro d'opera all'italiana, a forma di ferro di cavallo, con 44 posti a sedere nei 4 palchi, suddivisi da festoni decorativi in stile tardo-barocco, con elementi vegetali e figure antropomorfe. Il palcoscenico è decorato da un tendone in rosso porpora, con in alto lo stemma civico di Lanciano.

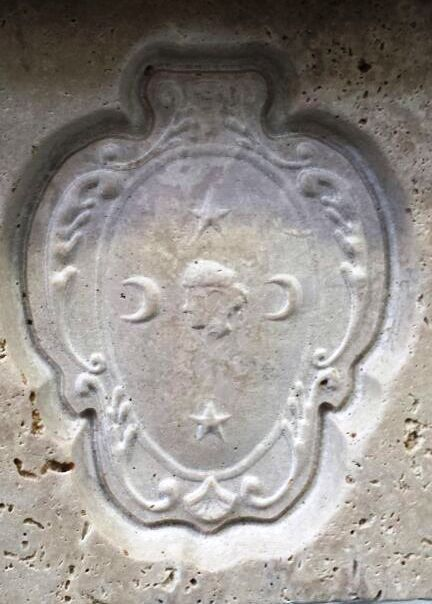
Stemma dei Carabba sul palazzo omonimo.

- Palazzo De Crecchio: si trova nel corso dei Frentani, in corrispondenza, sull'altro lato della via, del palazzo Vergilj. Costruito nel XVIII secolo, completato nel 1811, sopra il Palazzo d'Avalos, ha dato i natali al senatore Luigi De Crecchio. Oggi è usato come biblioteca e sede convegni. Per dimensioni e qualità costruttiva, il palazzo è uno dei più interessanti del centro storico: la facciata principale presenta un forte sviluppo orizzontale, con un corpo centrale coronato da timpano triangolare, aggettante rispetto alle altre ali, definito da piano nobile da un ordine di quattro lesene a capitelli ionici. Le tre campate da queste definite hanno balconi ai lati e vano cieco di uguale dimensione nella campata mediana; i livelli sono due, separati da cornice marcapiano che fa da contrappunto alla fascia di raccordo delle finestre del pianterreno, intercettante i portali ad arco all'altezza d'imposta. La muratura è in mattoni faccia vista, il pianterreno ha fasce orizzontali in bugnato liscio, in corsi di altezza costante, interrotte dai portali a tutto sesto.

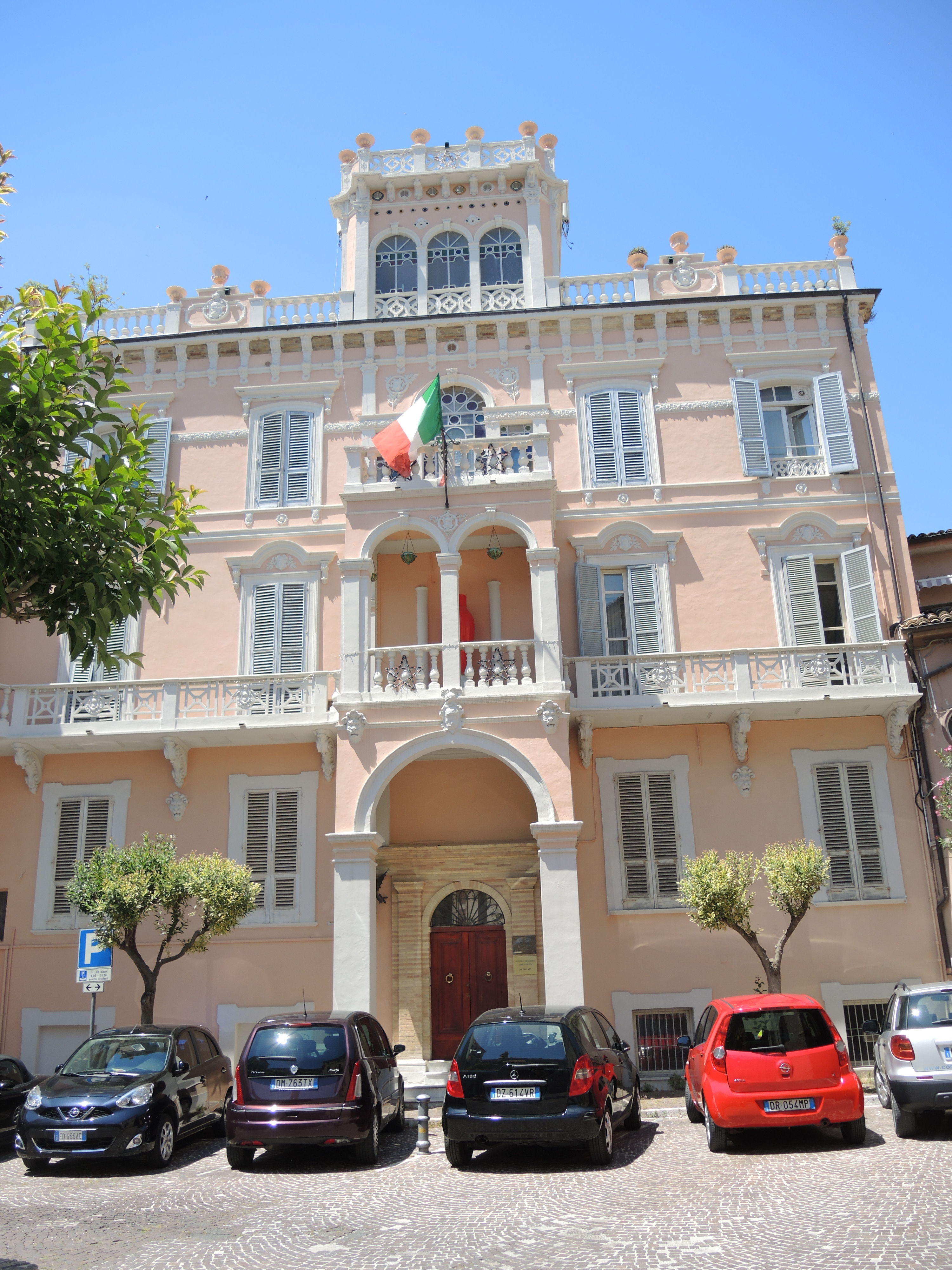
Palazzo del Capitano

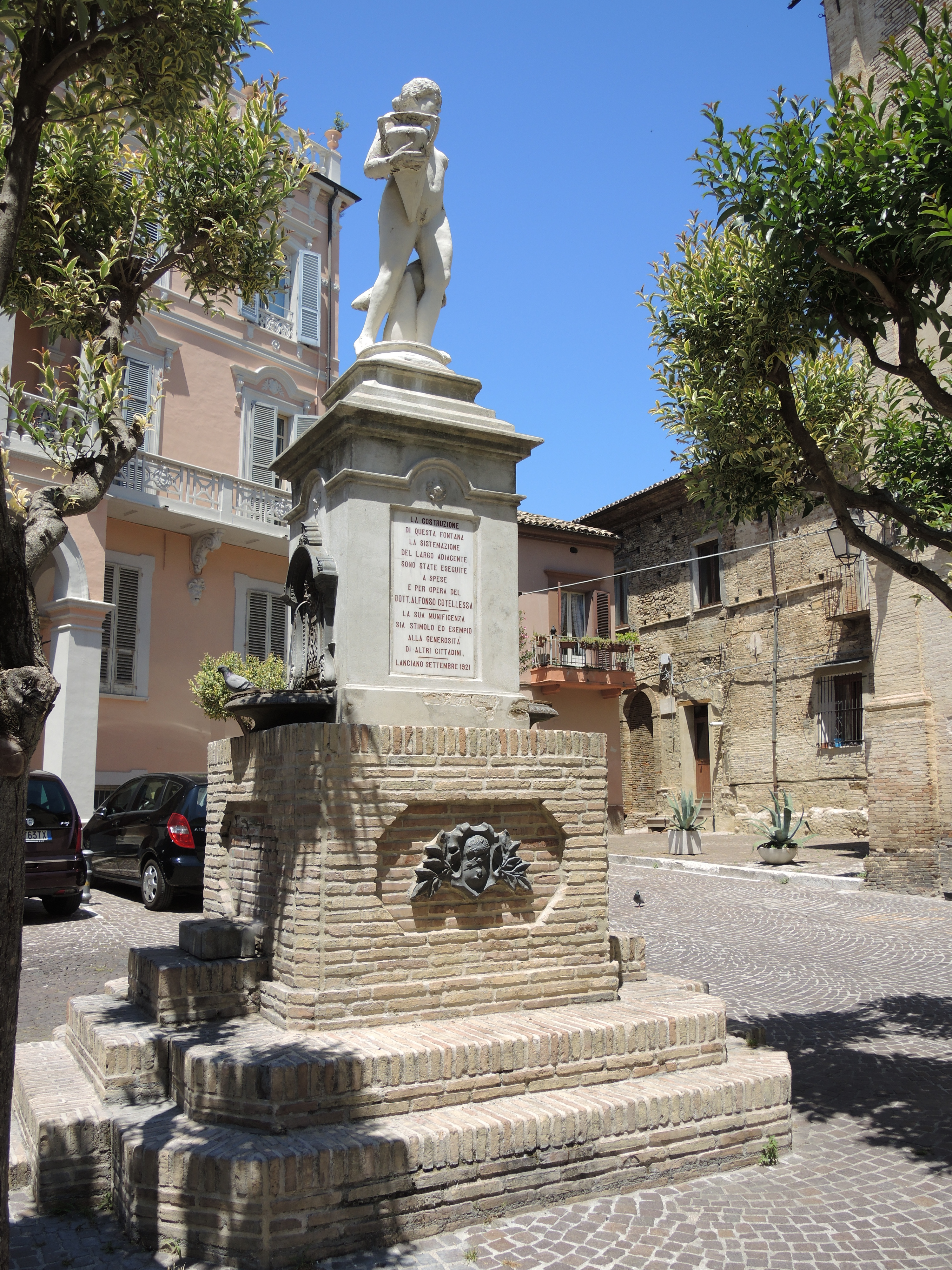
Fontana di Largo Tappia

- Palazzo del Capitano: Fu costruito in epoca Liberty sopra i resti della demolita chiesa di San Martino affacciato su Larghetto Carlo Tappia, completato del 1921 e posseduto da Alfonso Cotellessa. Ha pianta rettangolare, la facciata è articolata su quattro livelli, con altana posta in asse loggiato centrale, caratterizzata da una bicromia bianco-rossastra (nel 2017 i lavori di restauro hanno riportato l'originale color roseo d'intonaco). Il loggiato presenta al pianterreno un'apertura ad arco a tutto sesto, raddoppiata al secondo livello, conclusa da un piccolo terrazzo con balaustra. Il piano nobile è demarcato da una balconata che si sviluppa lungo l'intero fronte della facciata. Il palazzo è coronato da un parapetto con balaustra impostato su una sequenza regolare di mensole inginocchiate.[5]L'accesso avviene mediante un androne voltato a vela, sito al livello inferiore rispetto alla quota dell'ingresso principale su Largo Tappia.

- Fontana di Largo Tappia: fatta realizzare nel 1921, si trova davanti al Palazzo del Capitano. Un piedistallo quadrato in mattoni faccia vista con targa commemorativa, accoglie la lapide commemorativa che ricorda il finanziamento dell'opera da Alfonso Cotellessa, due mascheroni in ferro battuto con le cannelle, e al di sopra di esso la statua di una donna nuda con una conca, simbolo della contadina abruzzese.

- Casa Renzetti: si trova su via dei Frentani prima di raggiungere Largo Tappia, ed è un esempio di abitazione tardo seicentesca realizzata in stile povero, con vari materiali di costruzione. Probabilmente è stata ricavata da una torre, vista la sua conformazione stretta ed elevate, rispetto alle altre abitazioni attigue. Vi nacque lo storico frentano Luigi Renzetti.

- Palazzo Vergilj: in via dei Frentani, oltrepassato Largo Tappia, costruito nel Settecento sopra i resti del castello longobardo Tonnino, è uno dei palazzi più grandi del quartiere e del centro. Il palazzo dovette inglobare anche altri edifici storici per avere tale mole, e ha tipiche forme settecentesche, con sobri lineamenti decorativi. Nel 1832 accolse il re Ferdinando II di Borbone per la sua visita a Lanciano. Il palazzo è stato realizzato nel tardo XVIII secolo, inglobando il palazzo Ricci - Tapia; la facciata che dà su via dei Frentani è contraddistinta da due portali al pianterreno, con cornice decorativa a pinnacoli. Il portale maggiore attraverso una corte permette l'ingresso al chiostro porticato, dove oggi ci sono vari uffici amministrativi, nonché la rampa di scale che portal agli appartamenti del primo e del secondo piano. L'ordine di paraste, cornici marcapiano e finestre è molto regolare, e non lascia trasparire elementi di particolare interesse.

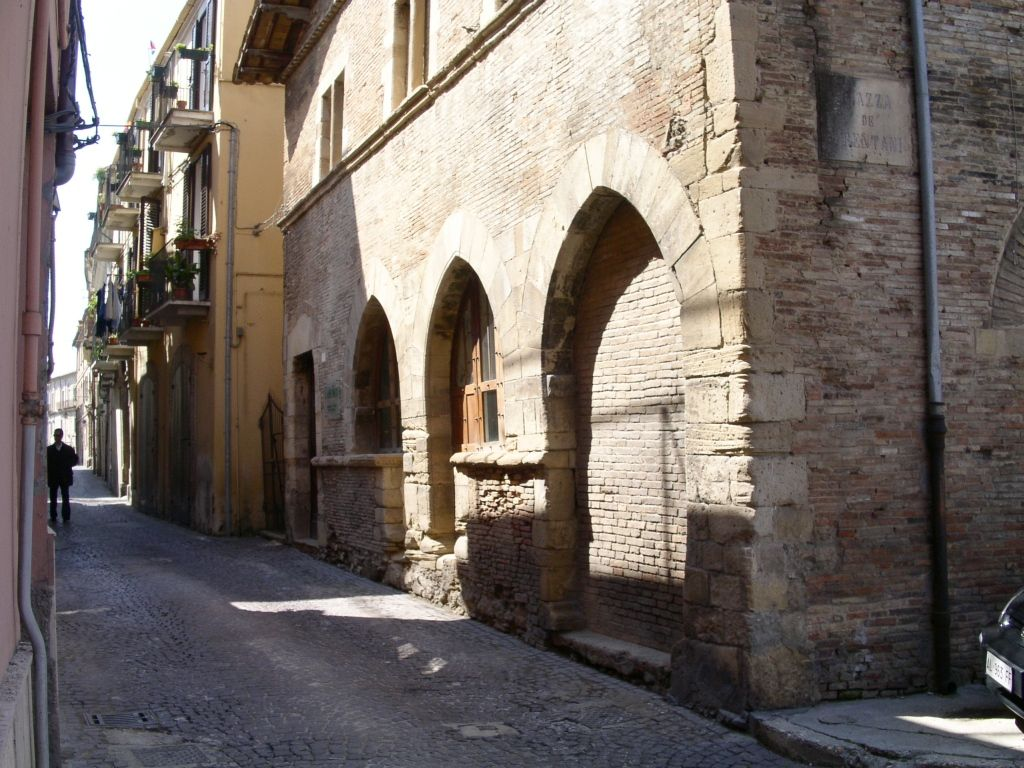
Botteghe medievali.

- Torre di San Giovanni: affacciata su piazzetta San Giovanni, si trova prima chiesa di Sant'Agostino, ed era il campanile della chiesa omonima, o della "Candelora"; una delle chiese più antiche del centro. La chiesa venne ampliata nel XVII secolo, e danneggiata gravemente nel 1943, ragion per cui venne demolita. La torre rimase in abbandono fino al restauro del 2013, che ne permise la visita interna. L'edificio è a pianta quadrata, scandita da due cornicioni marcapiano a zig-zag, tipici dell'architettura medievale lancianese. Ai lati estremi due finestre gotiche contenevano le campane. Si ritiene che sulla sommità, colonnette mozze facessero parte di un piano superiore andato perduto con i bombardamenti. Frammenti del portale gotico ogivale e l'affresco della Madonna di Costantinopoli sono stati conservati nel Museo diocesano.

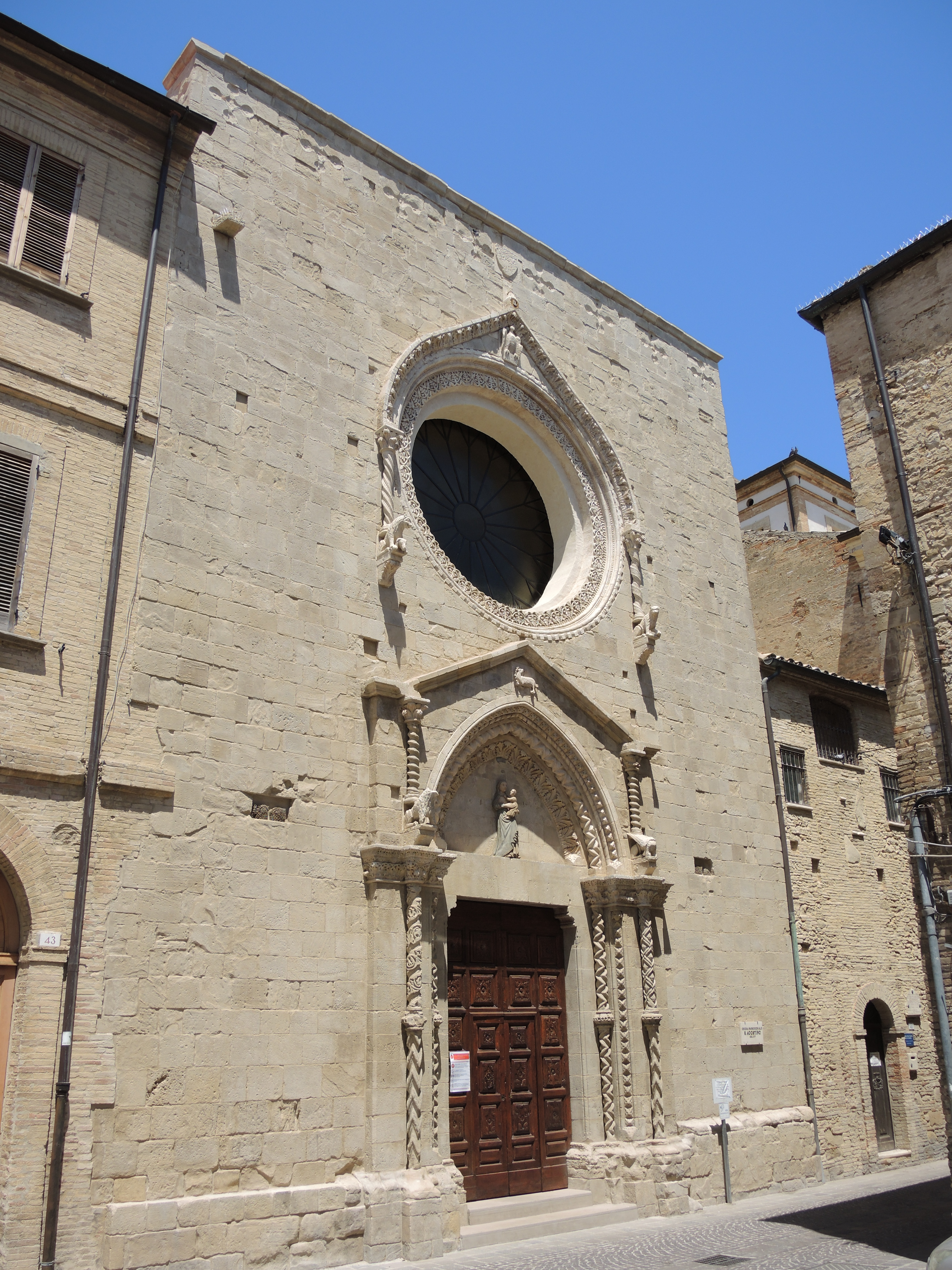
Facciata della chiesa di Sant'Agostino

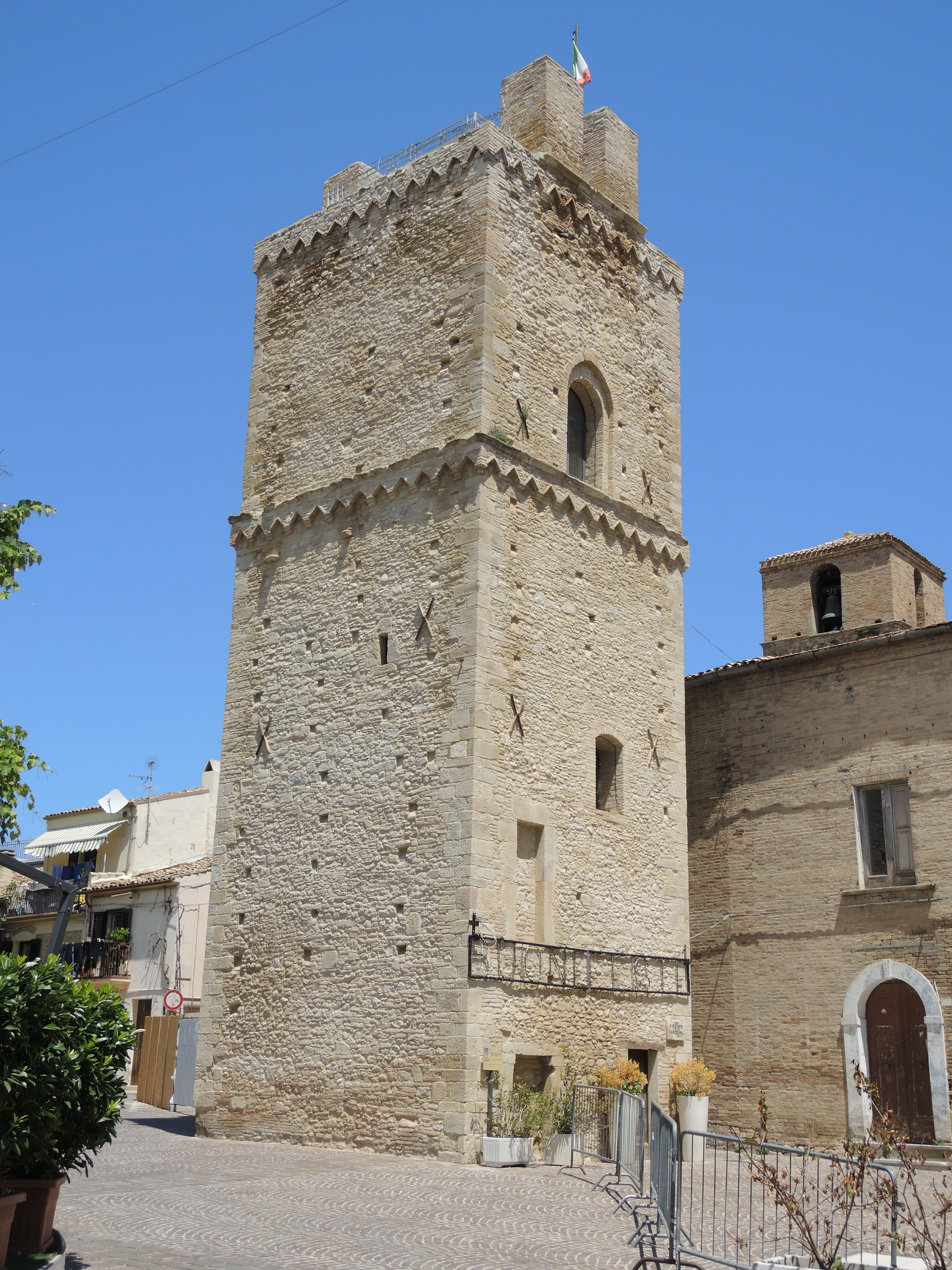
Torre di San Giovanni e campanile di Sant'Agostino

- Chiesa di Sant'Agostino: affacciata su via dei Frentani-Larghetto D'Anniballe, fu costruita nel 1266 dopo che gli agostiniani ebbero la concessione del terreno edificabile. La chiesa venne eretta in puro stile gotico, con la classica facciata lavorata da Francesco Petrini (1317), il quale operò anche a Santa Maria Maggiore. Il monastero godette grandi benefici, divenendo presto una delle parrocchie principali di Lancianovecchia, e continuando a esserlo anche dopo la soppressione dei conventi per le leggi napoleoniche e piemontesi. Il convento venne adibito a caserma, così come lo è oggi, conservando però l'antico aspetto, mentre rimase solo la chiesa aperta al culto. Della facciata molto rilevante è il portale gotico che nella lunetta raffigura la statua della Madonna col Bambino, nonché le colonne laterali traforate. Nel 1438 la chiesa ospitò le reliquie di San Simone e Giuda Taddeo, trafugate da un prete locale a Venezia, e due secoli più tardi fu costruita un'immensa cappella a loro dedicati. L'interno della chiesa ha perso lo stile medievale, presentandosi in forme barocche, a navata unica, con le volte a crociera. Il monumentale altare fu indorato nel 1602 da Bernardino Altobello; è a dossale e presenta un fastigio a cimasa con impianto tripartito, scandito da colonne scanalate aggettanti. Nella parte centrale vi è il grande dipinto della Madonna col Bambino fra santi di Felice Ciccarelli; l'organo è del 1624. Nel '700 furono aggiunti stucchi barocchi da parte del marchese Gaetano Gigliani. Il convento oggi è una delle sedi del corpo carabinieri di Lanciano. La chiesa è sede di una delle principali confraternite della città: la "Confraternita dei Santi Simone e Giuda Taddeo, e di Maria Santissima della Consolazione".

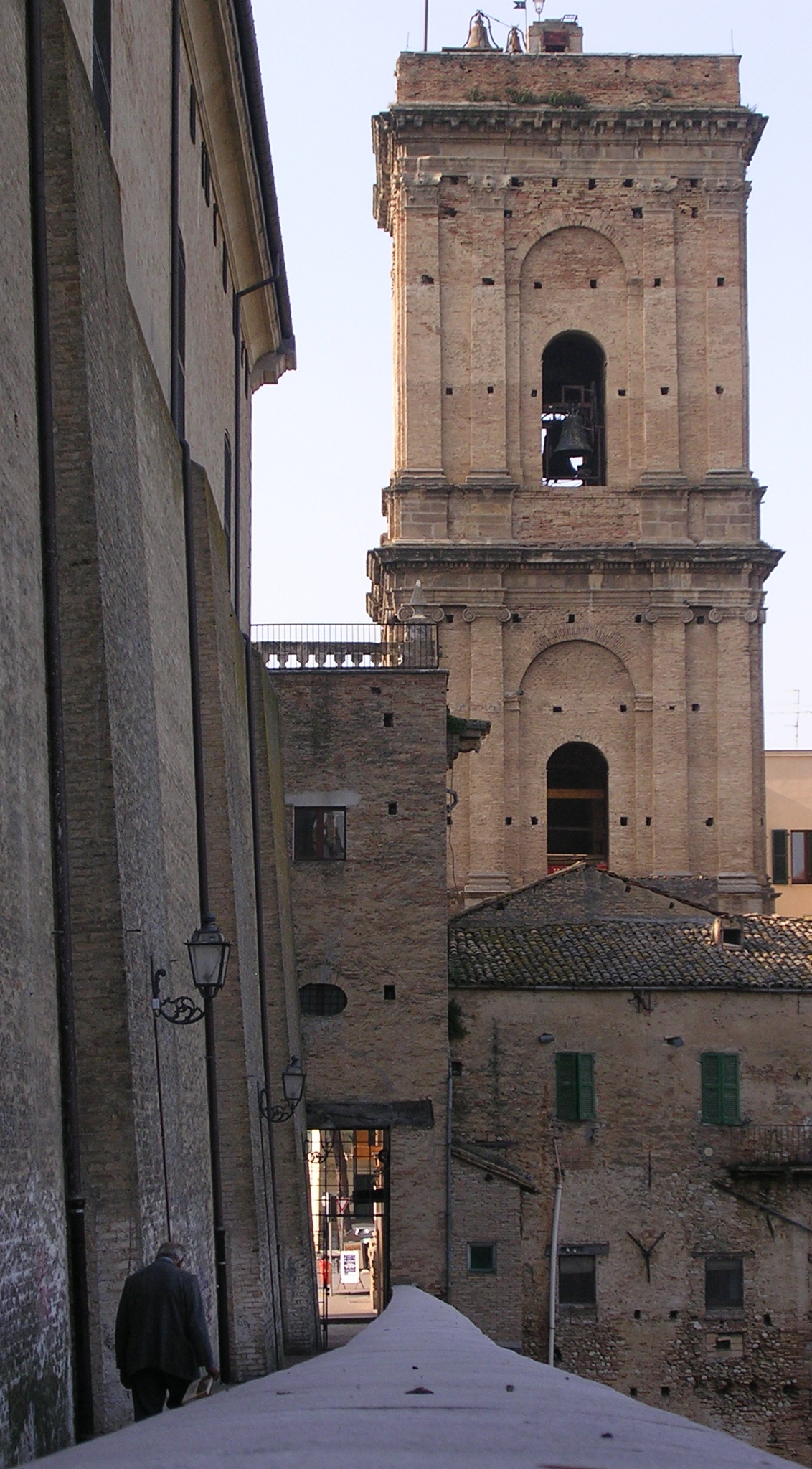
Torre della Cattedrale dal Ponte di Diocleziano.

- Oratorio dei Santi Simone e Giuda Taddeo Apostoli: si tratta di una piccola chiesa a navata unica centrale, a pianta circolare, inglobata nel complesso agostiniano. La chiesa fu eretta nel XV secolo, quando le reliquie dei due Apostoli vennero prelevate da Venezia dal frate Jacopo, e con il corso degli anni la cappella si è andata sempre più arricchendo, fino a dotarsi di una cupola e di nuovo arredo barocco. La cappella all'esterno, su via dei Frentani, non presentala alcunché di interesse, se non una targa che ricorda l'apertura al culto durante la restaurazione borbonica nel 1815; la pianta centrale prevede l'innalzamento a cupola circolare con accanto un piccolo campanile a torre, in mattoni faccia vista. L'interno conserva al centro un monumentale altare in marmo con il reliquiario della testa di San Simone[non chiaro] e il braccio di Giuda Taddeo. La partitura in stucchi e in placche dipinte è di Girolamo Rizza e Carlo Piazzoli, che lavorarono anche nella chiesa di Sant'Agostino, alcune opere come il busto di Sant'Agostino e tele della Maddalena sono state traslate nel Museo diocesano, mentre si conservano le statue del Redentore, della Madonna della Cintura (Giacomo Colombo, 1707) e di San Giovanni. La cupola presenta un ciclo di affreschi che rievocano le scene di vita dei due santi. Altre opere sono una lapide del capitano di venuta Francesco Foscari, sepolto nella chiesa (XVI sec.) e un quadro raffigurante l'Ascensione, con sotto il bassorilievo dell'Ultima Cena.

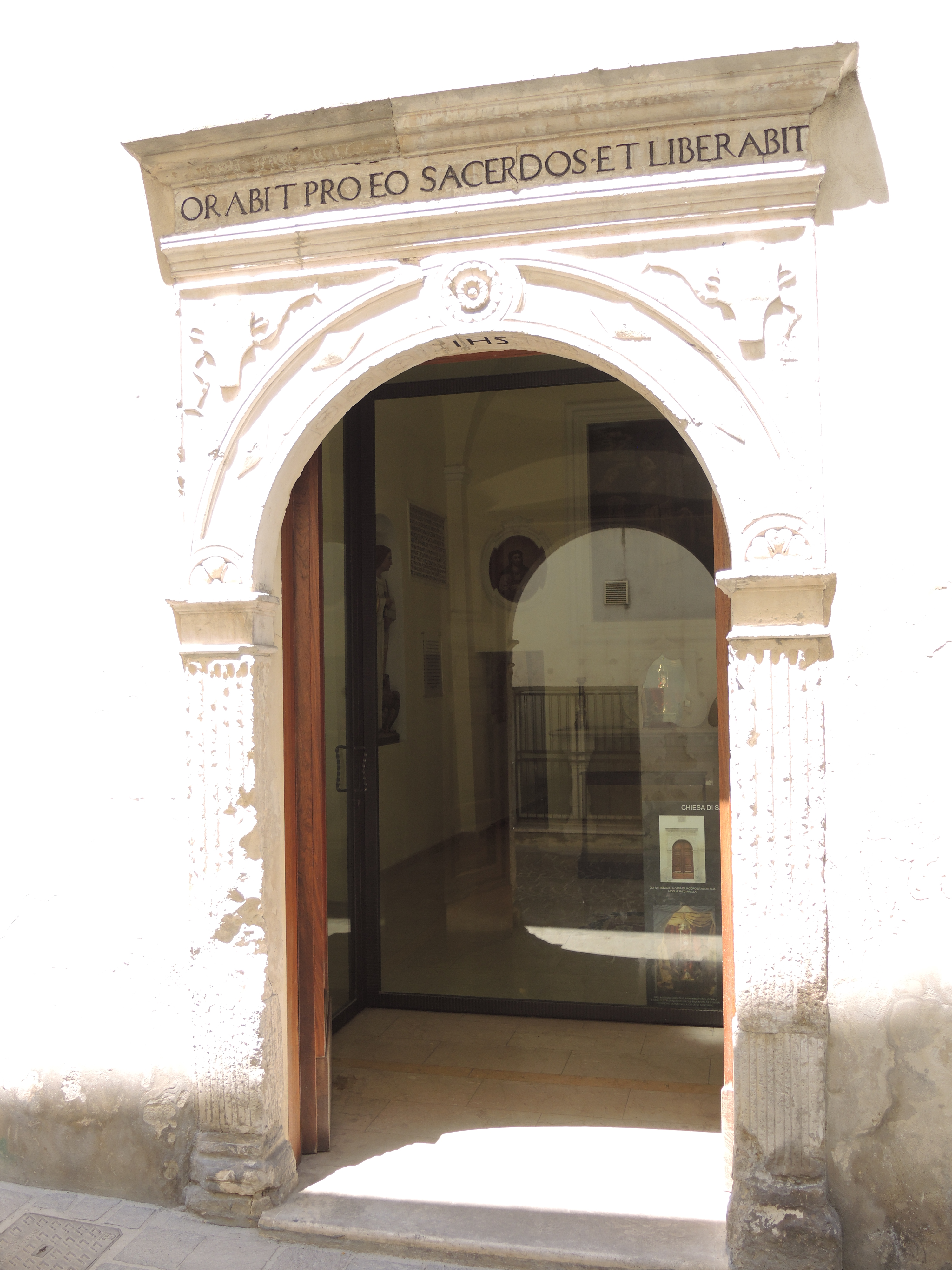
Ingresso alla cappella di Santa Croce

- Cappella di Santa Croce: affacciata su via dei Frentani, fu costruita nel 1583 sopra la casa dove avvenne il "miracolo della Ricciarella" (XIII sec.). La chiesetta, in stile barocco sobrio, mostra una semplice facciata con portale architravato in pietra con scritta dedicatoria, e un finestrone centrale. è ad aula unica con l'altare maggiore affiancato da tele settecentesche che rievocano il prodigio, più una nicchia retrostante con i documenti relativi al miracolo.
- Palazzo D'Anniballe-De Cecco: è del 1778, posto davanti alla chiesa di Sant'Agostino, in Larghetto D'Anniballe. Di interesse il portale in laterizio con due paraste laterali a capitelli, che mostrano due facce umane appena abbozzate, in chiaro stile medievale.
- Palazzo Fella: sulla strada dei Frentani davanti alla chiesa di Sant'Agostino, risale al XVII secolo, frutto di varie modifiche e accorpamenti. Esso è distribuito su due livelli, con un semplice portale a tutto sesto che immette nel piccolo cortile interno. Nel palazzo visse il politico e medico Giacomo Fella, ricordato in una targa esterna, autore della Chronologia Urbis Anxani. Il palazzo è di rado visitabile, l'esterno è realizzato in conci di pietra tufacea, con due aperture murate, dove probabilmente c'erano botteghe o scuderie dei cavalli. L'interno al piano nobile presenta due grandi saloni arredati alla maniera ottocentesca, con pareti e soffitti affrescati e preziosa mobilia d'antiquariato. Il secondo salone è dedicato alle danze, molto più grande del primo, sala dei ricevimenti.

- Botteghe medievali: si trovano alla fine del corso dei Frentani in affaccio su Largo dei Frentani (ex piazzetta San Maurizio), e sono perfettamente conservate nella loro forma originale. Come segnalato da una lapide presso l'arcata, la costruzione della casa risale al 1434, posseduta dal mercante Nicolao De Rubeis (Nicolaus Rubeus)[6], che ne volle fare la sua dimora e bottega. Dopo vari rimaneggiamenti, l'esterno è stato riportato, per quanto possibile, alla sua forma tardo-medievale con i restauri degli anni '30. Al pianterreno c'è un portale architravato, che fungeva da accesso, e tre portali ad arco a sesto acuto che immettevano alle botteghe, più un quarto affacciato su Piazza dei Frentani. Le murature sono in mattoni faccia vista, le mostre dei portali di accesso alle botteghe sono in pietra da taglio. Di pietra sono anche i banchi di accesso alle porte, realizzati in lastre modanate. Al piano nobile ci sono tre finestre bifore in pietra.

- Chiesa di San Biagio: affacciata su Largo Ricci, è la chiesa più antica di Lanciano, conservatasi nello stato originale, costruita nel 1059 circa. Lo stile è romanico rurale, composto, nei lati esterni, da vario materiale: dalla pietra a blocchi ai ciottoli e al laterizio. Nel 1345 fu aggiunto il poderoso campanile turrito, in tardo gotico lancianese, con le classiche cornici marcapiano e le arcate ogivali a bifora. Dei restauri ci furono nel 1529, finanziati da Giuseppe Mozzagrugno, nel 1860 la chiesa perse il titolo di parrocchia e venne chiusa al culto, divenendo un deposito della caserma del convento degli Agostiniani. Molti degli arredi furono pertanto spostati nella chiesa di Sant'Agostino, rimasta unica parrocchia del quartiere, e solo con i successivi restauri nel Novecento San Biagio si riappropriò di alcune statue lignee settecentesche.
Vedendo l'esterno, numerose diastasi sulle pareti rivelano per materiali e tecniche, tempi diversi della storia della chiesa, facendone un palinsesto di notevole originalità. I prospetti esterni sono in pietra, come la mostra del portale e della facciata, e delle strette aperture strombate sui fianchi, in stile gotico. In alcuni punti la muratura è in "opus spicatum", realizzata con mattoni a spina di pesce, forse come motivo decorativo. L'interno a navata unica è intonacato e articolato in piccole nicchie laterali, dove si conservano le statue di San Biagio e della Madonna della Candelora, nonché un altorilievo in terracotta raffigurante l'Annunciazione. La copertura è a capriate lignee, chiuse da laterizi smaltati con decorazioni a losanga. La cripta è accessibile da destra, si suppone fosse stata eretta sopra un tempio di Minerva, come chiesa proto-cristiana dedicata a San Giorgio (VII sec.). Ha impianto a due navate con absidi parallele all'asse della chiesa superiore; due colonne in pietra fanno da sostegno alle volte a crociera di copertura, e da contrappunto alle paraste laterali, che articolano le pareti bucate a nicchie. I paramenti sono in pietra faccia vista, presente nella varietà dell'arenaria dei ciottoli.

- Rua del Baciadonne: caratteristica via medievale accessibile dalla discesa di Palazzo D'Anniballe, che si spezza ad angolo acuto, a causa degli angiporti e dei bastioni che la rendono molto stretta. Infatti è ritenuta la via più stretta del centro storico lancianese.

- Palazzo Cappuccini de Riseis: si trova all'ingresso della salita dei Frentani, in corrispondenza con il Teatro Fenaroli. Il palazzo rinascimentale dà sulla salita. Decorato da fasce in bugnato lungo i lati, avente un portale maggiore ad arco a tutto sesto, ugualmente incorniciato da bugne con scolpite delle figure antropomorfe e mitologiche, come una sirena, e in cima lo stemma della famiglia.

- Casa del XIV secolo: si trova dietro il campanile di San Biagio, risalente al Medioevo. Ristrutturata negli anni '90, mostra l'esterno ancora nello stile tardo-gotico, e l'interno rimodellato secondo le varie epoche di ristrutturazione. Di interesse la sala Gaspare Filippone, dipinta dall'artista Gastone Costantini, con 4 riquadri sulla volta che rievocano la tradizione del "Mastrogiurato", poi da vedere anche la bottega del sarto e quella del vasaio.

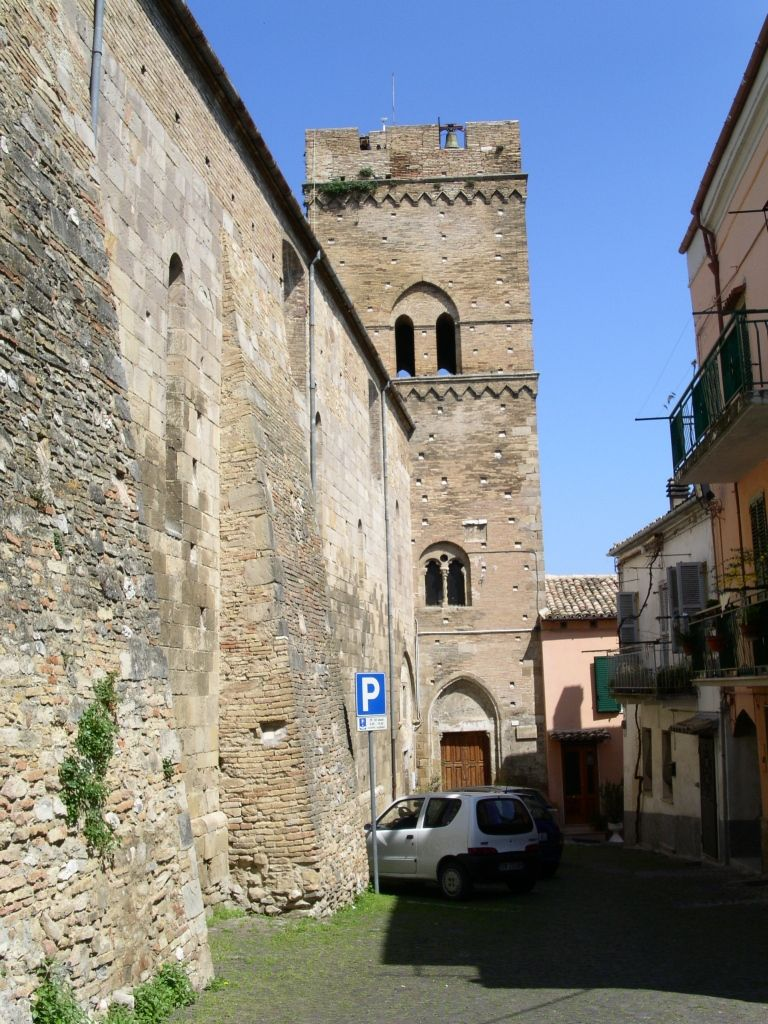
Chiesa di San Biagio

- Via del Ghetto: piccola arteria del rione, che conduce a Piazza San Lorenzo. Le piccole case in stile assai semplice, molte delle quali dipinte a intonaco giallo, non mostrano grandi emergenze artistiche, e sono le une attaccate alle altre. Solo una piccola via cieca separa il piccolo agglomerato, che dalla parte delle mura è attaccata ai resti di un torrione con due bifore. Il ghetto ebraico fu costruito molto probabilmente nel XIV secolo, e durante la seconda guerra mondiale fu rastrellato dalle truppe nazifasciste. Tale via è la seconda rispetto a quella più grande del ghetto ebraico del rione Sacca, lungo corso Cavour.
La storia degli ebrei e delle popolazioni balcaniche a Lanciano è annotata dal Cardinale Anton Ludovico Antinori, il quale sosteneva che la loro presenza in città ci fosse già dall'anno Mille. Nel 1156 il conte di Loritello Roberto di Bassavilla scacciò dal quartiere Giudecca gli ebrei perché si erano accordati con re Guglielmo I di Sicilia. Nel 1191 furono richiamati e riammessi nel quartiere Sacca, e fu firmato uno speciale capitolato che ammetteva la presenza di 80 famiglie, in case non di loro proprietà, ma perennemente in affitto a proprietari cristiani, il divieto di uscire dopo il coprifuoco notturno, e di distinguersi con un segno sugli abiti, di poter partecipare ai mercati cittadini, e di non avere come servitù gente cristiana.[7]Nel 1304 il ghetto si accrebbe con altre famiglie provenienti da Termoli, nel 1426 alcune famiglie corrotte furono cacciate da San Giovanni da Capestrano, passando da Lanciano per Ortona, per firmare la pace tra le due città; nel 1429 la regina Giovanna II di Napoli impose una tassa speciale, nel 1465 i lancianesi chiesero al re Ferdinando che gli ebrei godessero di alcuni privilegi speciali come un comune cittadino cristiano, e la proposta fu accolta; ma nel 1488 si manifestarono numerosi segni di insofferenza tra lancianesi ed ebrei, con rivolte e spargimenti di sangue, ragion per cui molte leggi del XII secolo furono ripristinate nel 1500 dal Capitano di Giustizia della città. Nel 1618 nuovamente furono concessi privilegi agli ebrei della Sacca, tanto che nel 1650, raggiunto il limite massimo di sovrappopolazione, gli ebrei si spostarono nel sobborgo di San Lorenzo a Lancianovecchia, creando un secondo ghetto. Nel 1731 fu approvata una somma per ogni ebreo che si fosse convertito al cristianesimo, e così ci fu un lungo periodo di collaborazione tra famiglie giudee e cristiani, con le parrocchie di San Nicola e San Lorenzo, fino all'inasprirsi dei rapporti con le leggi razziali di Mussolini. Benché il ramo storico, oggi, delle antiche famiglie ebree presenti a Lanciano sia stato spezzato dalle deportazioni, sono comunque presenti nel sobborgo San Lorenzo e nella zona della Sacca numerose famiglie di origini slave e Rom, tanto che la chiesetta della Madonna degli Angeli è stata riconsacrata al rito ortodosso.

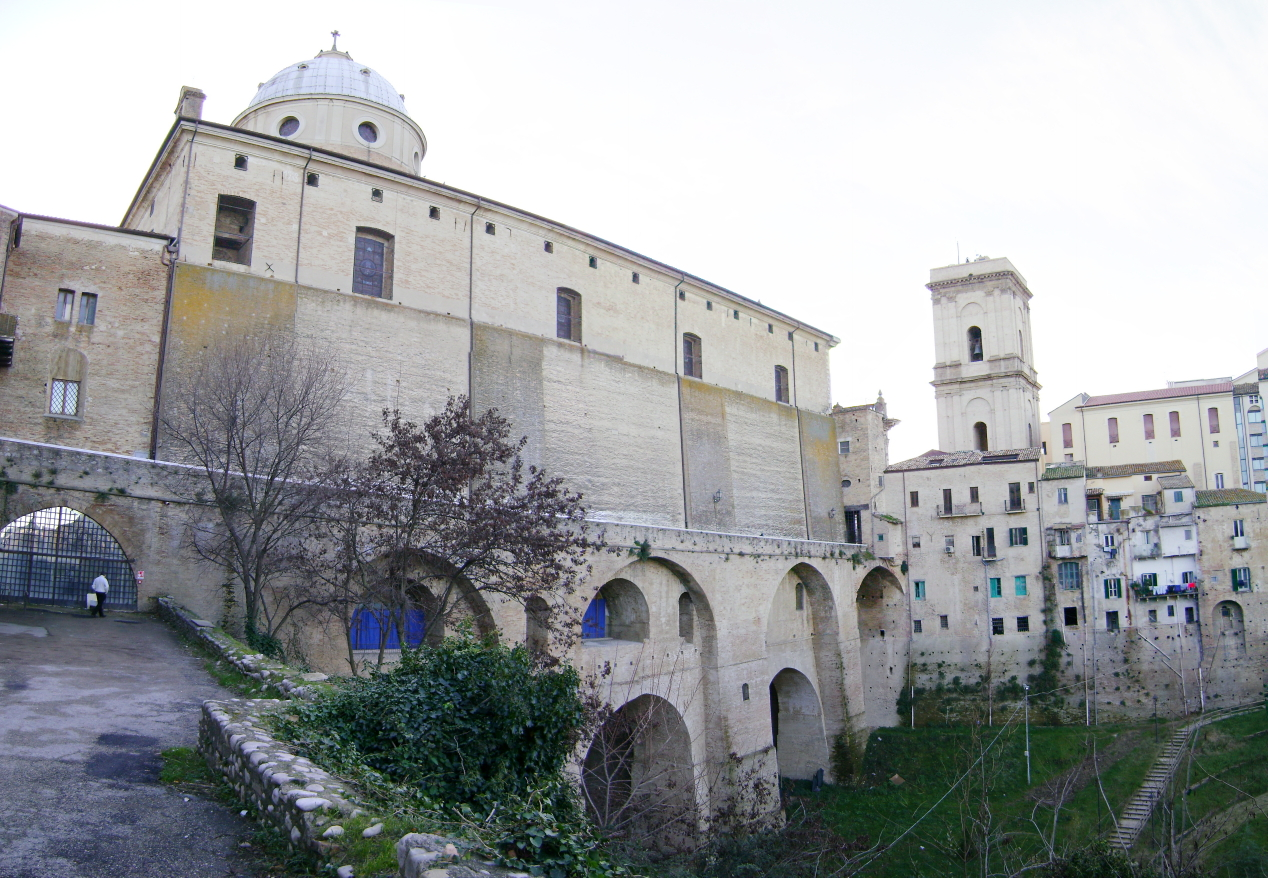
Veduta della Cattedrale sopra il Ponte di Diocleziano.

- Porta San Biagio: unica porta medievale conservatasi della cinta. Si trova a strapiombo del colle a nord di via dei Bastioni, dove termina il quartiere. Risalente al XIII secolo con un aspetto chiaramente gotico, con un arco a sesto acuto con la cornice in grandi blocchi di pietra. Accanto c'è un edificio anticamente usato come bottega di ceramiche (infatti si chiama Largo dei Vasai), e attualmente pub notturno.

- Ponte romano di Diocleziano: accessibile dal lato a sinistra della basilica cattedrale, la costruzione del ponte su tre arcate a tutto sesto si fa risalire alla fine del III secolo, sotto l'impero di Diocleziano. Al crollo di parte della struttura nell'XI secolo per un terremoto segue la ricostruzione con archi a sesto acuto, e il suo prolungamento con un'aggiunta di due campate e di due torri alle estremità, nonché il ritrovamento semi-leggendario dell'antica statua della Madonna del Ponte. Il ponte venne realizzato per collegare la città di Anxanum al piano delle Fiere, e venne potenziano nel 1429, nel XVI secolo venne ulteriormente ampliato con opere in laterizio per evitare il transito dei carri e persone all'interno della chiesa della Madonna del Ponte, posta come luogo di stazionamento per i pellegrini, i mercanti e i pastori in transumanza per il piano delle Fiere. La nuova parte venne coperta da volte a crociera poggianti su pilastri e archi a tutto sesto visibili dalla valle sottostante, in modo da creare due passaggi: uno inferiore per i carri e uno superiore per i pedoni e le carrozze. Nel 1785 durante i lavori di ampliamento della futura Cattedrale, venne ritrovata una tavola quadrata in pietra, con l'iscrizione DOMINO NOSTRO DIOCLETIANO IOVIO AUGUSTUS SENATUS POPULUSQUE ANXANI DEVOTUS NUMINI MAIESTATISQUE EIUS PONTE FACIENDUM CURAVIT.[8]

### Quartiere Civitanova - Sacca

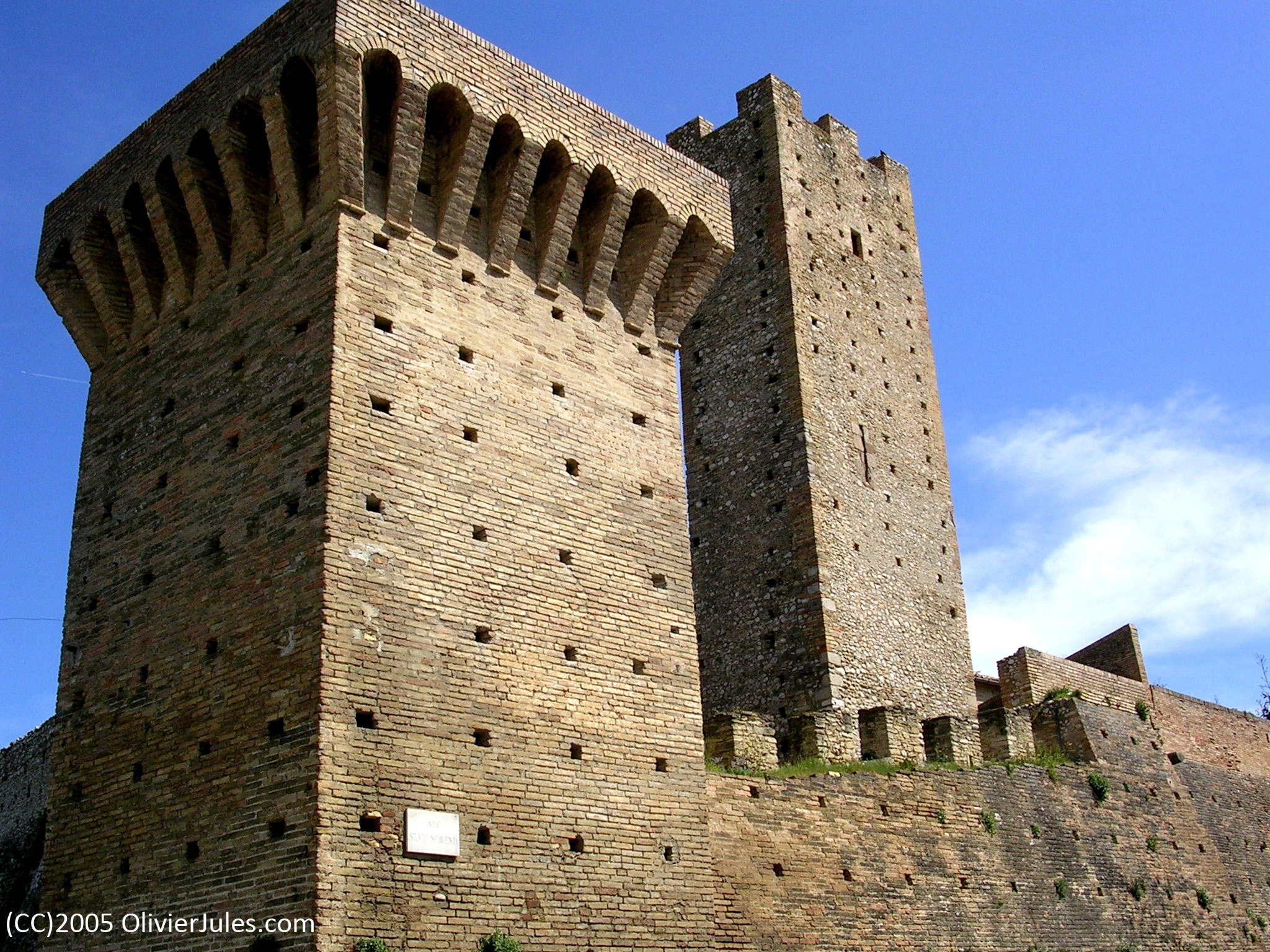
Torri Montanare.

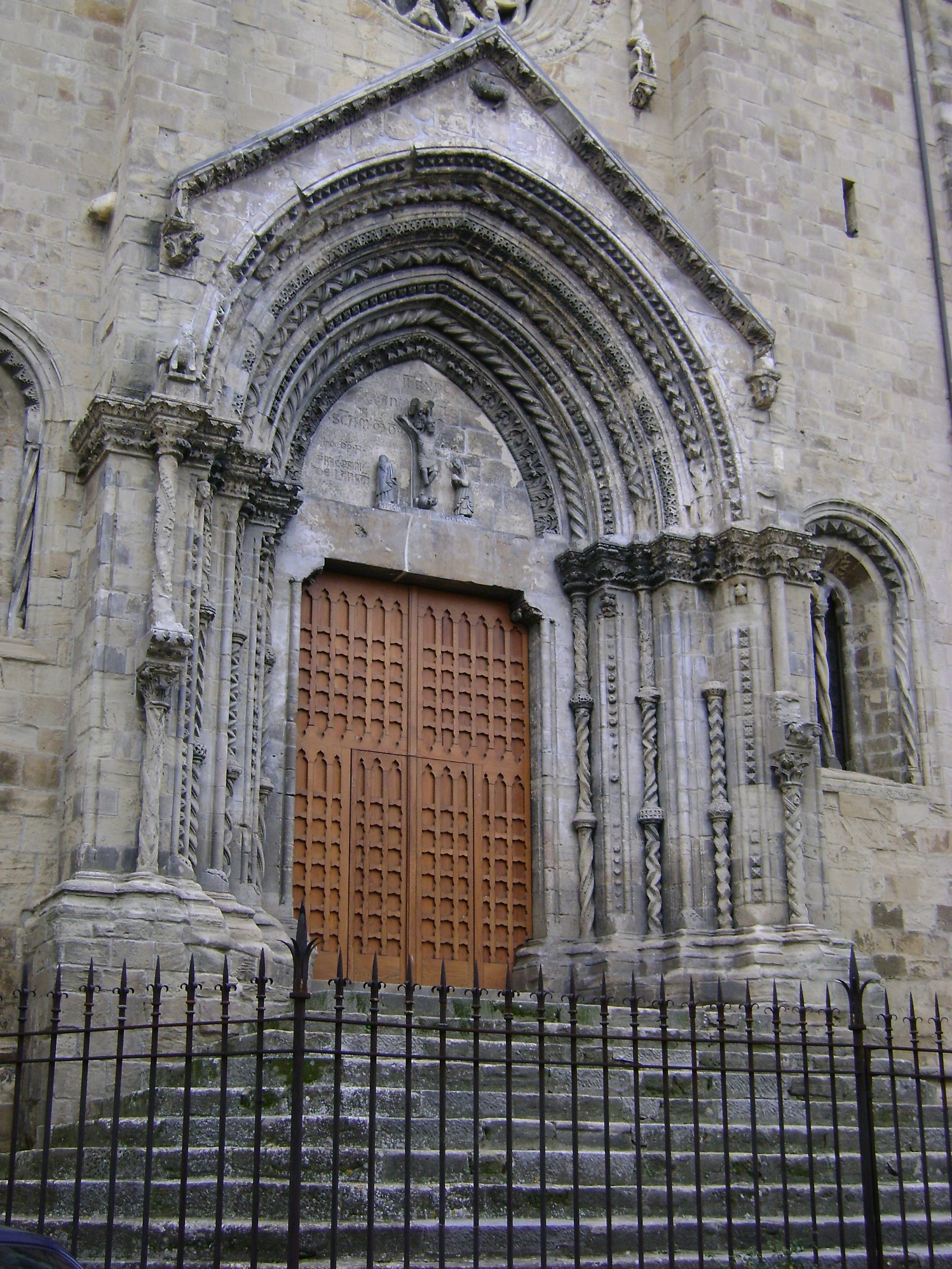
Portale di Santa Maria Maggiore.

Si tratta di uno dei quartieri più grandi della città storica, perché nei secoli si è fuso col il rione della Sacca, molto più antico di questo, sviluppatosi solo nel XII-XIV secolo sopra il bosco (appunto il toponimo Colle Selva) che circondava il tempio di Apollo, sopra cui fu fondata la chiesa di Santa Maria Maggiore. Il quartiere è accessibile attraverso la Piazza del Plebiscito mediante la Piazza della Verdura o di Giuseppe Garibaldi, colmata nel 1879 dalla presenza del fosso Malavalle, oppure dalle mura delle Torri Montanare lungo il viale S. Spaventa, provenendo dal quartiere dei Cappuccini, o dalla salita del Corso Roma del rione Borgo. Dal Largo dell'Appello, dove si trovano la chiesa di Santa Maria Nuova o di Santa Giovina e il palazzo arcivescovile, si diramano tre strade, via Finamore che conduce all'antica area del fosso del rione Borgo, dove si trova l'attuale Piazza Malvò, poi la Via Giuseppe Garibaldi che è il cardo principale del rione, dove si affacciano vari palazzi, compresa l'antica facciata romanica (XII secolo) della chiesa di Santa Maria Maggiore, con attigua torre campanaria gotica, discendendo sino al rione Sacca, incontrando il fianco della chiesa di San Nicola di Bari. La terza strada è via delle Ripe, che costeggia le mura ad ovest, discendendo sino al campanile di San Nicola, dove si incontrano Porta della Noce e un tratto di camminatoio delle guardie, ad archi con piccole feritoie.
Altre strade sono la via di Santa Maria Maggiore con i relativi vicoli, e i vicoli di via Garibaldi. Il rione Sacca inizia a metà della strada Garibaldi, scendendo verso la chiesa di San Nicola, e abbraccia l'intera porzione compresa tra la salita dei Gradoni, da Piazza Garibaldi, e la strada di Camillo Benso di Cavour, dove si trova la chiesa della Madonna degli Angeli. 
Sicuramente era abitato all'epoca romana, data la presenza di un tempio di Apollo, dove fu costruita la chiesa di Santa Maria Maggiore; ma si sviluppò pienamente nel Medioevo, durante il dominio normanno. Nell'XI secolo divenne il secondo quartieri principale di Lanciano, adagiato sul Colle Selva. Vi si accedeva dalla cinta fortificata delle Torri Montanare, venendo dalla montagna, oppure dalla ripa Sacca, dove si pagavano i dazi. Nel 1191 furono riammesse a Lanciano le famiglie ebree, che popolarono il sobborgo della Sacca, nella zona di via Cavour, miste a popoli immigrati dalla zona baltica, come gli Schiavoni. Tutt'oggi tale zona del quartiere è abitata da famiglia dell'est europeo, specialmente Rom, poiché gli ebrei sono stati quasi sterminati dal rastrellamento della seconda guerra mondiale.
Presso il quartiere aveva sede l'antica cattedrale di Lanciano, nella chiesa di Santa Maria Maggiore; nel 1515, quando fu istituita ufficialmente la diocesi di Lanciano-Ortona, fu costruito in Largo dell'Appello il Palazzo arcivescovile, oggi sede del Seminario e del Museo diocesano di Lanciano.
Nell'Ottocento, dati i problemi di malaria (forse qui scoppiò la peste del 1656) per via delle acque del fosso Malavalle, Filippo Sargiacomo colmò il fiumiciattolo creando la Piazza Garibaldi, o del mercato coperto, rendendo così più facile il passaggio alla Piazza Plebiscito sotto il colle. Ragion per cui l'antico ponte dei Calzolari fino ad allora usato fu demolito. I monumenti sono:
- Chiesa di Santa Maria Maggiore: affacciata su piazzetta Santa Maria Maggiore, con il lato campanile rivolto su via Garibaldi, una delle chiese più famose di Lanciano e dell'Abruzzo, per la magnificenza dello stile gotico francese. Risale circa al 1227[9], quando venne ricostruita sopra un tempio precedente cristiano, di cui resta l'antica facciata su via Garibaldi, di cui resta l'ingresso ad arco ogivale, con un piccolo portale romanico all'interno. L'esterno, che in origine era l'abside della chiesa romanica, fu realizzato nel '300 dall'architetto locale Francesco Petrini (1317)[10]La chiesa rimase, nell'impianto planimetrico, intatta fino ai restauri incominciati dal XVI secolo, quando incominciando ad accumulare privilegi per la neo costituita Diocesi Frentana, ed essendo sede della cattedrale e dell'arcipretura, la chiesa venne notevolmente ampliata, con la costruzione di un secondo corpo di fabbrica la cui facciata ricalcava le forme gotiche dell'originale trecentesca, mentre l'interno accoglieva due navate barocche, che vennero annesse alle altre tre originali, le quali vennero intonacate e trasformate secondo lo stile dell'epoca. La chiesa insomma venne stravolta, assumendo l'impianto interno a cinque navate, successivamente ripristinate nelle tre originali con il restauro del 1968 dell'architetto Moretti. L'interno ripercorre lo stile architettonico gotico borgognone presente anche in alte abbazie abruzzesi, come Santa Maria d'Arabona, Santo Spirito d'Ocre e San Bartolomeo di Carpineto della Nora. La navata centrale è scandita da quattro campate voltate con crociere costolonate che innestano su pilastri e colonnine molto slanciate. L'impianto confluisce sul lato orientale in uno spazio ottagonale in origine presbiterio, molto simile alla chiesa di Santa Maria in Piano di Loreto Aprutino (PE), successivamente, con la facciata di Petrini, trasformato in ingresso monumentale, e dopo i restauro del 1968 riadibito nuovamente ad altare.
Di pregio si conservano il Crocifisso di Nicola da Guardiagrele in oro smaltato (1422), alcune statue lignee delle due Marie e un Crocifisso del Settecento, la pala d'altare di Giuseppangelo Ronzi raffigurante l'Assunzione della Vergine, e il prezioso trittico cinquecentesco di Girolamo Galizzi da Santacroce ritraente Madonna col Bambino tra San Nicola e San Tommaso
La facciata costituiva l'ingresso monumentale, ma successivamente dopo il 1968 l'ingresso principale si trova sul fianco di via Spoltore, con un bel portale tardo romanico ispirato all'ingresso di Castel del Monte di Puglia. La facciata realizzata da Francesco Petrini conserva la firma dell'autore sulla lunetta, in caratteri franchi, e la datazione 1317. Essa è inquadrata da due robusti contrafforti, a contrastare la spinta dell'ottagono interno dell'altare. Petrini realizzò il rosone a raggiera inquadrato da due colonne tortili con figure antropomorfe come piedistallo, poi presso la lunetta la scena della Crocifissione con il "Christus patiens" al centro e ai lati la Madonna e San Giovanni Evangelista piangenti (alla Vergine manca la testa). Il Cristo è sovrastato da un angelo piangente, anch'esso mutilo della testa. Il portale ha forti strombature, tipiche dello stile gotico, e le colonnine sono finemente traforate con elementi vegetali e geometrici, e con capitelli lavorati in modo da assumere aspetto umano o animale. Tutto il portale è racchiuso in una grande ghimberga, altrettanto decorata nella cornice. Sulla facciata a destra, quella cinquecentesca, è presente un portale che rievoca lo stile gotico, insieme con il rosone sovrastante. Il campanile a torre rispecchia il tipico stile lancianese della torre a più piani in pietra gialla tufacea, con le arcate gotiche e le cornici marcapiano segnate da dentellature a zigzag.

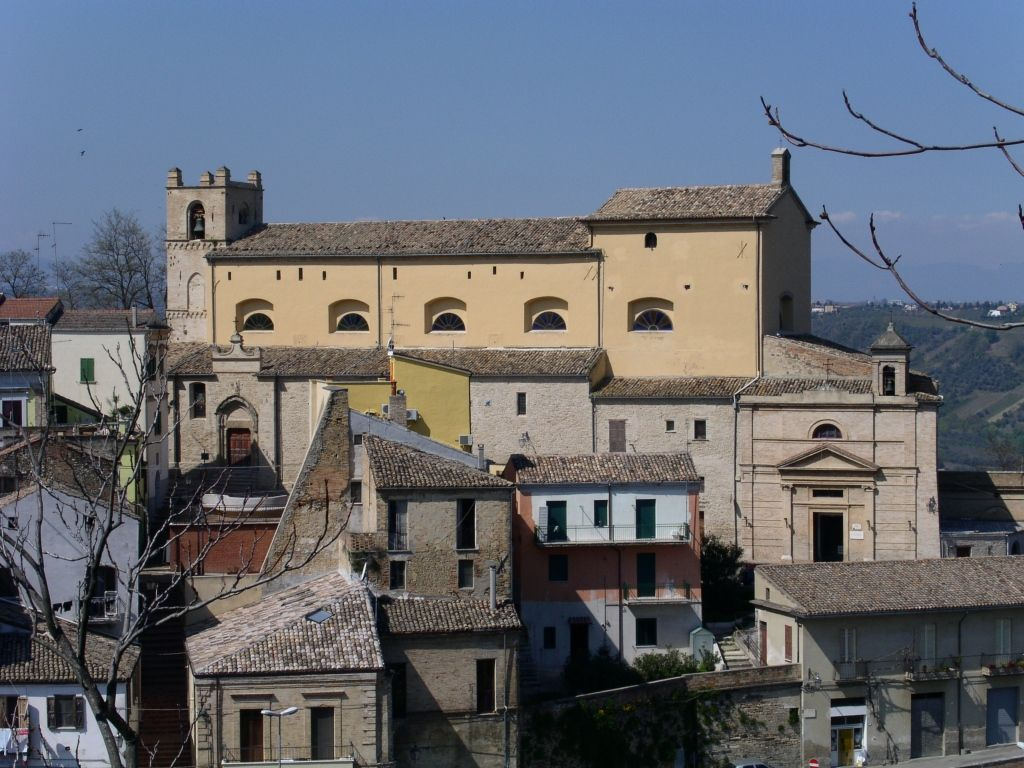
Chiesa di San Nicola e cappella di San Rocco.

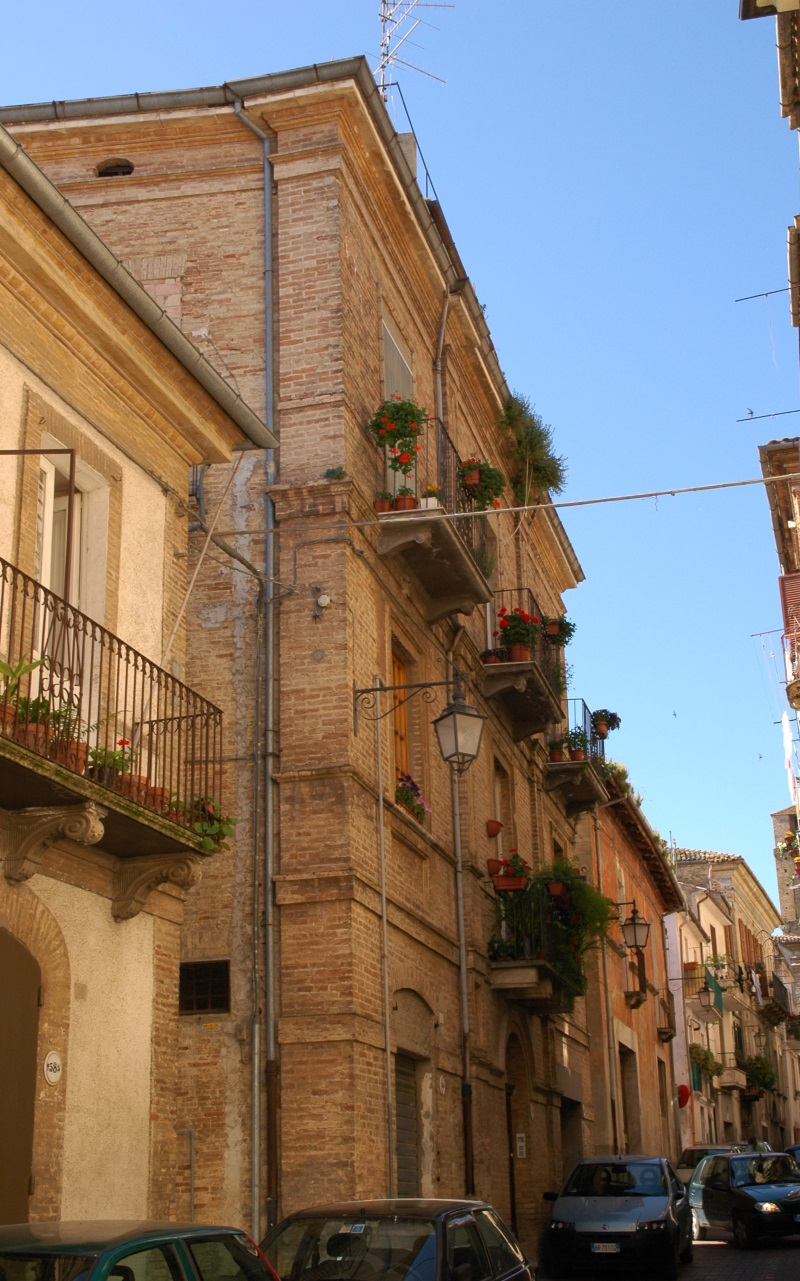
Palazzo Carabba del corso Garibaldi.

- Torri Montanare: si trovano lungo il viale Spaventa e sono la parte restante meglio conservata delle mura cittadine. Furono erette nell'XI secolo circa, fortificate dai Normanni e successivamente dagli aragonesi. Le torri erano a guardia dell'accesso e degli attacchi provenienti alla zona della montagna Maiella, da cui il nome, ed erano provviste dell'ingresso di Porta Civitanova, oggi scomparsa. Il lato murario cinge la parte retrostante della chiesa di Santa Giovina e di vis Paul Harris, e possiedono solo due torri sopravvissute: quella più alta è anche la più antica, a pianta rettangolare (XII secolo), quella più bassa è frutto del restauro aragonese del XV secolo, con le tipiche merlature e beccatelli. La torre normanna è formata da tre lati chiusi e uno aperto, rivolto verso la città: ha un coronamento merlato e all'interno ha diversi ponti di accesso in legno, collegati da scale. La torretta aragonese sporge verso l'esterno, ha base quadrata ed è aperta su entrambi i lati interni.
Il tratto di muratura su viale Spaventa è in mattoni faccia vista con scarpa esterna, interamente realizzata in mattoni, disposti a filari paralleli con un'apparecchiatura irregolare. La muraglia è interrotta da aggetti che fungono da bastioni, riproponendo la medesima tecnica muraria. L'ala nord presenta invece una muratura eterogenea in pietrame e mattoni, il materiale lapideo calcareo in ciottolo è di piccole dimensioni. Sono evidenti tracce di varie fasi costruttive in quanto la muraglie è più volte interrotta da parte realizzate seguendo diverse tecniche, come nel tratto di via Paul Harris in pietra anziché mattoni

- Chiesa di Santa Giovina o Santa Maria Nova: affacciata su Largo dell'Appello. Secondo le fonti la realizzazione risalirebbe ai primi anni del XVI secolo, nel sito occupato dall'antica chiesa di Santa Maria Maddalena presso le Torri Montanare. Con il lascito di Dino Ricci[11], nobile lancianese, che donò i suoi beni ai Padri Lateranensi, venne realizzato questo convento, consacrato nel 1518, intitolato a Santa Maria Nova, perché vicino alla chiesa di Santa Maria Maggiore.
Risalgono alla metà dell'800 i lavori che hanno portato la chiesa all'attuale aspetto neoclassico, con l'ordine di paraste con cappelle, che articolano le pareti. Il prospetto si eleva di qualche gradino rispetto alla quota della piazzetta, formando con i due edifici laterali un sagrato. La facciata è in mattoni faccia vista, rimasta incompiuta rispetto ai progetti di realizzazione, e presenta tre portali romanici e un oculo centrale. Il prospetto laterale destro si apre sulla Piazza d'Armi, compresa all'interno dell'antico recinto fortificato, oggi luogo di eventi e conferenze estive. Sulla sinistra si trova l'ex convento, con chiostro porticato, chiuso al culto nel 1866, divenuto carcere fino agli anni '90 del Novecento, e attualmente usato come centro di scuola musicale.
L'interno è interamente rivestito di intonaco bianco, un ordine architettonico di paraste circolari e rettangolari, con capitelli compositi, aggetta dalle pareti. La trabeazione con cornice sporgente segue in quota il perimetro interno della chiesa, e si interrompe in corrispondenza dell'abside. Di pregio la chiesa conserva le reliquie di Santa Giovina in un sarcofago, il sepolcro cinquecentesco di Denno Ricci, e l'organo della bottega Di Martino del XVIII secolo, ancora funzionante.

- Palazzo Chiavaro-Sabella o della Santa Casa: Si trova nella parte più estrema del quartiere, nel largo Malvò, quasi a confluenza con il quartiere Borgo. Oggi è una comune residenza. Fu costruito sopra l'antica Taverna per l'amministrazione del quartiere nel XV secolo, inizialmente come sede della Santa Casa del Ponte (uffici amministrativi diocesani), poi dal 1854 ospitò le famiglie Chiavaro Sabella. Due dei blocchi presentano un uguale trattamento dei prospetti, sia in ordine al paramento murario, in mattoni faccia vista e membrature in pietra, sia alla geometria delle aperture, caratterizzate dalla presenza di bande piatte e arcuate, decorate con motivi floreali d'impronta decisamente Liberty; il terzo blocco si presenta invece intonacato e con elementi completamente differenti. Il blocco a destra, su piazza Garibaldi, è stretto e profondo e si sviluppa su cinque livelli, inquadrati per tutta l'altezza da lesene, variamente trattate, su cui corrono le fasce d'innesto delle balconate su mensole, al primo livello occupanti l'intera larghezza del prospetto, poi via via ridotte fino al quarto livello. L'ultimo piano, leggermente arretrato rispetto al profilo del prospetto, è occupato da un'altana di gusto Liberty, caratterizzata dalla presenza di una ringhiera in ferro battuto articolata da colonnine, in ferro anch'esse, che sostengono la tettoia su travi metalliche soprastante. Sul terrazzo si aprono tre finestre contigue, di cui la centrale è larga il doppio delle altre, separate da lesene scanalate con capitelli e architrave decorata con medaglione scolpiti.

- Salita dei Gradoni: salita che da Piazza Garibaldi, oltrepassata via Valera, taglia verticalmente il quartiere, portando in un primo livello al sobborgo del corso Cavour, con la parrocchia ortodossa di Santa Maria degli Angeli; continuando conduce alla casa dello storico Omobono Delle Bocache, ossia al corso Garibaldi, arteria principale del rione. Secondo la leggenda i gradoni sarebbero 100, ma ne sono una ventina di meno, e sono usati ogni anno per la Processione del Venerdì santo.

- Palazzo Stella - De Giorgio: Costruito nell'Ottocento e situato in via Cavour, oggi il palazzo è per metà museo civico di Lanciano, con biblioteca, e dall'altra è un prestigioso collegio canadese, che ospita molti studenti americani. Uno scorporamento della scuola del collegio è sito nel larghetto del Malvò del Borgo, con una scuola di italiano per stranieri, chiamato “Collegio Athena”. La facciata principale si presenta intonacata tranne che nelle paraste angolari, nelle cornici marcapiano e nelle mostre delle finestre, lasciate in mattoni faccia vista. Una cortina di mattoni fa anche da sfondo al primo livello della campata centrale, caratterizzato da un interessante portale a tutto sesto, con un profilo concavo realizzato mediante conci di pietra sagomata, assemblati secondo un gioco di pieni e vuoti e contornati da un motivo decorativo a ovoli dorati. A chiudere l'arcata del portale è una robusta chiave in pietra, dal profilo mistilineo, che fa da mensola principale di sostegno della balconata superiore, ripetuta, in dimensioni ridotte, anche al secondo livello.

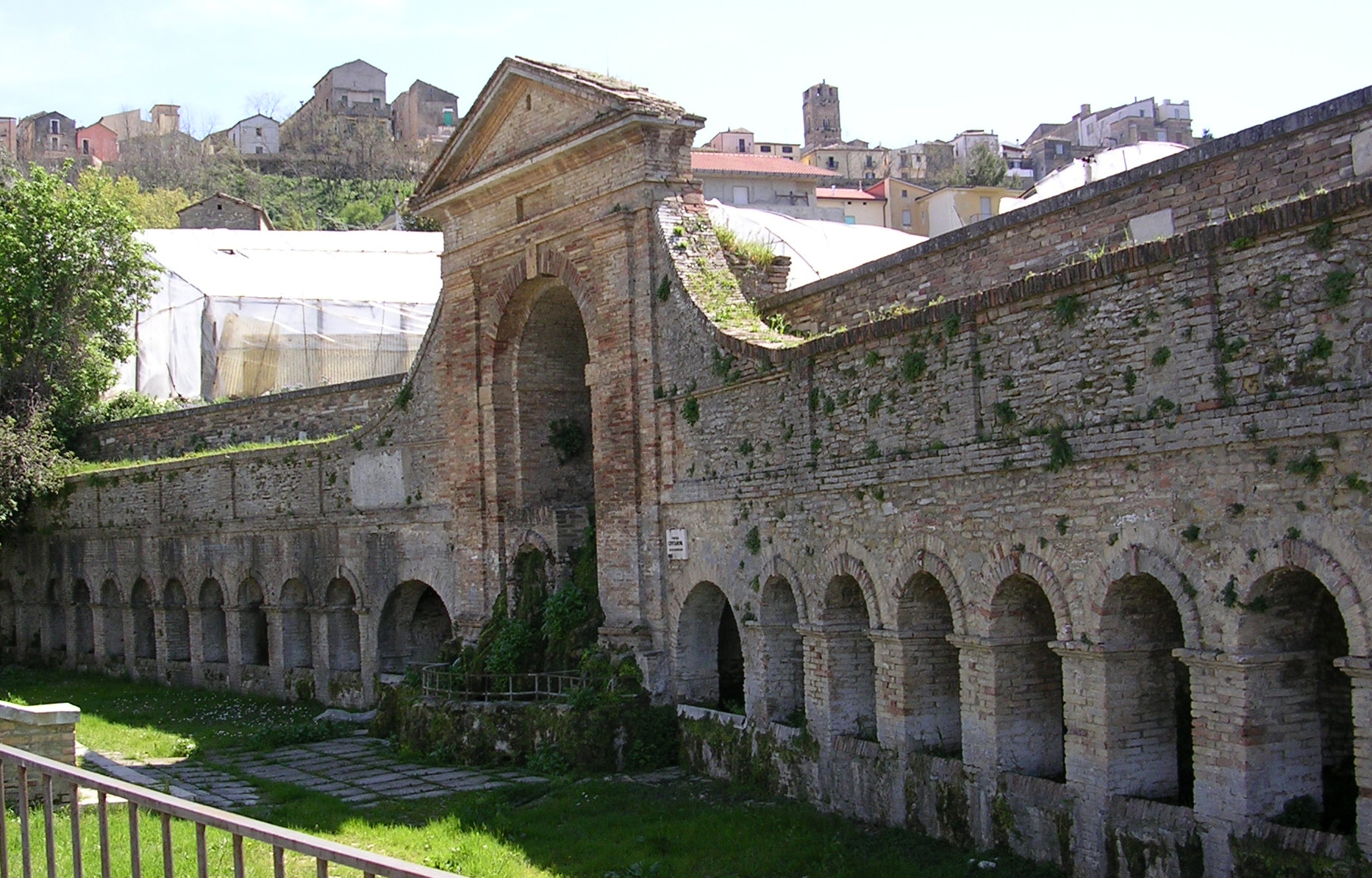
Fontana di Civitanova.

- Palazzo Berenga: il palazzo, costruito nel Settecento, oggi è un normale condominio. L'edificio ha uno sviluppo rettangolare, tagliato in due da un vicolo parzialmente coperto accessibile dalla strada Il prospetto principale, su via Garibaldi, ha una cortina in mattoni faccia vista su cui spiccano le paraste, intonacate, che ne serrano gli angoli e sottolineano la campata centrale.

Al pian terreno l'ordine è posto su alti piedistalli; i due livelli superiori sono invece compresi da un ordine gigante. 
Le cinque campate che articolano la facciata portano ciascuna, al pian terreno, un portale d'ingresso inquadrato da un arco a tutto sesto in bugnato di mattoni. Sopra le arcate corre un'alta cornice marcapiano su cui si impostano finestre rettangolari, con cornice su mensole, alternate a balconi nella prima e quinta campata. L'ultimo livello è caratterizzato dalla presenza di una lunga fila di balconi, conclusi da un cornicione aggettante. 
Di grande originalità sono le ringhiere, a geometria rettilinea o curvilinea. 
All'edificio è accorpata, nella parte posteriore, un'alta torretta a base quadrata, raggiungibile dal vicolo di accesso sul prospetto principale.
- Palazzo Napolitani: al civico 79-83 di via Garibaldi,  risale alla metà del XIX secolo, frutto di accorpamenti di case antiche. Tracce sono presso la corte interna con una loggia a due livelli, La facciata principale dal forte sviluppo orizzontale, appare divisa in due da un vicolo; il prospetto è articolato in cinque campate, con cortina in mattoni su cui risaltano le paraste intonacate, che serrano il fronte e inquadrano la campata centrale. Al pianterreno l'ordine si erge su alte basi, mentre i due livelli superiori sono sottolineati da un ordine gigante. Ciascuna delle cinque campate accoglie al piano terra un portale ad arco a tutto sesto in bugnato di laterizio. All'interno si conservano volte dipinte, segno che il palazzo fu sede di una loggia massonica, per le raffigurazioni dei disegni, e per un'attigua cappella privata con altare settecentesco.

- Casa Sella. sorge su via Santa Maria Maggiore, accanto alla palazzina con la bifora gotica. Risale al XIV secolo, sebbene abbia subito rifacimenti nel Settecento. L'elemento più interessante della casa è l'arco di ingresso a ogiva, testimonianza dell'aspetto medievale, in conci di pietra tagliata con sottarco a lastre sagomate. Le murature del primo livello presentano paramento in mattoni, i cui caratteri costruttivi in ordine all'apparecchio, sembra in linea con la tradizione edilizia lancianese del XIV-XV secolo. In mattoni è anche la mostra dell'apertura ampiamente strombata che dà luce a un locale seminterrato, al fianco d'ingresso. La finestra superiore ha mostre in pietra forate per tutta la loro lunghezza, forse elementi di spoglio provenienti da altre costruzioni oggi scomparse.

- Casa neogotica di via Valera: non si conosce la data di realizzazione, fatto sta che l'aspetto attuale risale alla tarda metà dell'Ottocento. I prospetti interamente in mattoni presentano un bugnato a riquadri al pianterreno e superfici lisce ai piani superiori, scanditi da cornici marcapiano, realizzate con laterizi sagomati. Il prospetto principale ha il pianterreno ornato da grandi portali, con arcate a bugnato di mattoni, allungate in sommità a formare profili a sesto acuto, nel rispetto dello stile gotico. Sopra c'è un piano ammezzato scandito da finestre quadrangolari; il primo livello è caratterizzato da una teoria di finestre bifore con mostra in mattoni, prive di colonnina centrale, qui ridotta ad una sorta di peduccio riccamente lavorato; aperture bifore sono presenti anche al piano superiore, ma con partizioni interne ricoperte d'intonaco e forse parte di un intervento di sopraelevazione. All'ultimo livello la campata centrale del prospetto è esaltata dalla presenza di balconata su mensole dal profilo rettilineo, e con ringhiera in ferro battuto.

- Casa neoclassica di via Valera: sorge accanto al palazzo precedentemente descritto. Nel sua attuale impianto è probabilmente esito di trasformazioni realizzate nella metà dell'Ottocento. La sopraelevazione del quarto livello  e l'uso degli infissi in alluminio denunciano un contesto neoclassico dell'epoca umbertina: il prospetto principale è caratterizzati da una ripartizione in tre campate, netta sui primi tre livelli, individuate in robusti contrafforti bugnati; piegati ad angolo retto sui fianchi, il cui motivo decorato torna sulle mostre del portale. Ossia un'apertura con arco a tutto sesto che fa da ingresso al palazzo, ai lati di due portali architravati, decisamente trasformati dagli infissi, con sopralluce rettangolare chiuso da inferriate. Al secondo livello ci sono tre aperture che fanno da affaccio ad un balcone largo quanto il prospetto: i timpani triangolari delle aperture laterali trovano una variante interessante nel timpano spezzato di quella centrale, assunto a contenere la balaustra in pietra del balconcino superiore. Il terzo livello si conclude con un ampio cornicione impostato sui contrafforti, sopra questo l'ultimo piano dell'edificio è arretrato dal filo della facciata, e presenta caratteri più moderni rispetto a quelli classici.

- Palazzo Carabba: si trova su via Garibaldi, di fianco alla chiesa di Santa Maria Maggiore. Il palazzo è frutto di accorpamento di varie case, e l'aspetto attuale risale al tardo Settecento. L'impianto è rettangolare, con un esterno in mattoni faccia vista, con la facciata rivolta sulla via maggiore, scandita da tre paraste giganti in due settori, il secondo dei quali, posto a destra è quello più ampio, e accoglie l'ingresso principale ad arco a tutto sesto con cornice intonacata di bianco. Oltre a ordini normali di finestre non si evidenziano particolari elementi di pregio, se non il cornicione superiore molto aggettante.

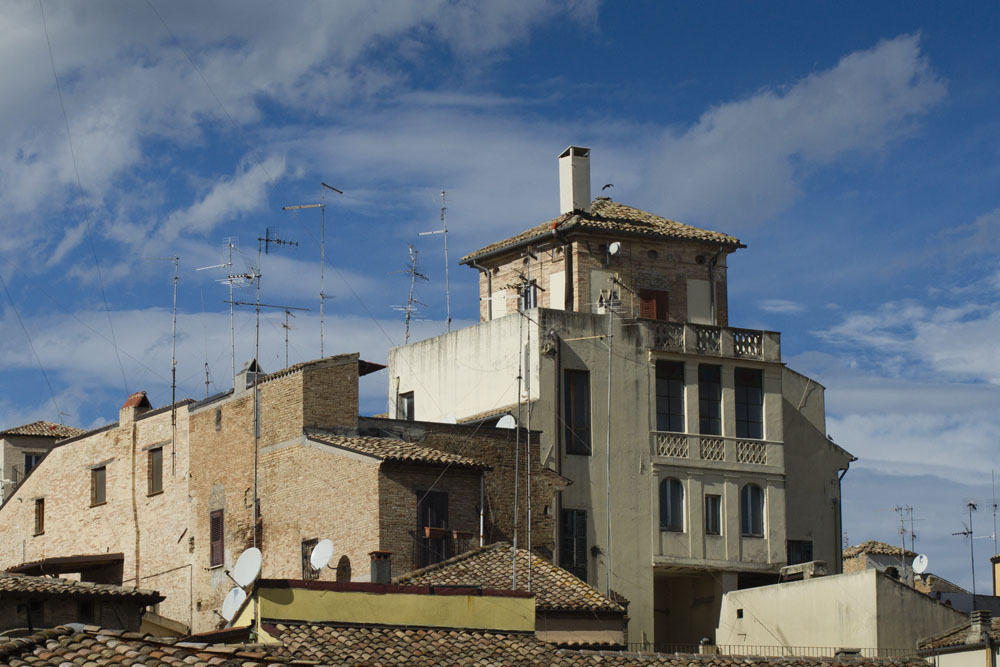
Palazzo Stella De Giorgio.

- Chiesa ortodossa della Madonna degli Angeli - Parrocchia Santi Sergio e Bacco: situata in via Cavour, le uniche testimonianze sono delle iscrizioni sulla facciata, che recano l'anno 1611, e il 1766 presso il portale. Probabilmente in quell'anno si intervenne nel restauro settecentesco del corpo di fabbrica. La facciata si sviluppa orizzontalmente su tre campate, scandite da quattro lesene giganti. Su queste corre una trabeazione aggettante che fa da base del timpano mistilineo che conclude la zona centrale. Il portale è caratterizzato da una cornice spezzata, affiancata da volute e da un timpano curvo spezzato. Al di sopra ci sono le incisioni delle date e una finestra strombata, con sotto l'architrave con la scritta AVE REGINA ANGELORUM. Le campate laterali ospitano ciascuna un portale e una finestra circolare in asse. L'interno è a navata unica, molto più piccolo rispetto alla pianta esterna, con partitura in stucchi di Michele Clerici, con le cornici dell'altare maggiore con due angeli che suonano la tromba, mentre altarini laterali alternano la scansione in paraste. La chiesa contiene delle copie delle tele di Pasquale Bellonio (le originali sono nel Museo Diocesano): presso l'altare si trova al centro la Vergine in trono su una nuvola, circondata da Santi, mentre più in basso, a destra e sinistra l'Annunciazione e la Vergine Assunta.

- Ponte dell'Ammazzo: si trova nel rione Sacca, nel fosso di Santa Liberata, la cui risalita, mediante la strada moderna, immette direttamente a Piazza Garibaldi. L'origine è romana, dettata dall'esigenza di superamento del fosso Malvò, dove scorreva un fiume, per collegare il Colle della Selva al Colle Erminio (Lancianovecchia). Lavori di sopraelevazione vennero fatti nell'XI secolo, attualmente in conseguenza della colmata del fiume, il ponte è visibile soltanto dalla parte della valle con le arcate seminterrate, in stile gotico. Compare anche sullo stemma del quartiere Sacca, data la sua importanza per il passaggio dei pellegrini e dei mercanti, poiché era provvisto di due torri di controllo e una dogana per il pagamento dei dazi; è conosciuto anche con il nome "Lamaccio", articolato in una serie di arcate in pietra su pilastri, di differente ampiezza, definite da ghiere in mattoni.

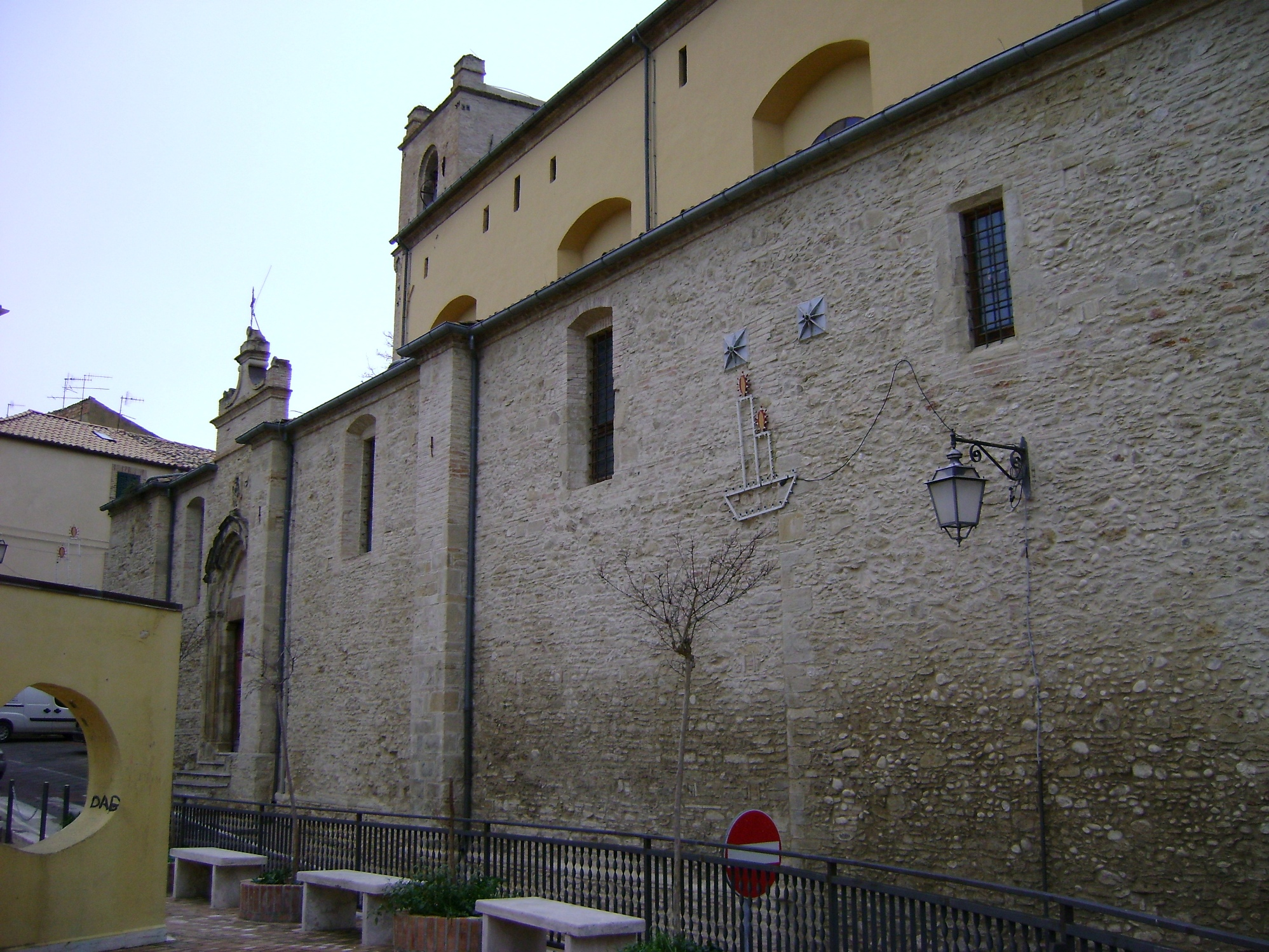
Facciata laterale di San Nicola di Bari.

- Chiesa di San Nicola: la terza chiesa medievale più famosa di Lanciano, dopo Santa Maria Maggiore e Sant'Agostino, posta all'estremo limite del corso Garibaldi, nella discesa del rione Sacca. La chiesa è del XIII secolo, completata circa nel 1292 quando sostituì la vecchia chiesa di San Pellegrino[12]. mantenendo solo l'esterno in stile gotico; poiché l'interno, già trasformato nell'epoca barocca, venne imbiancato totalmente nell'800 da Filippo Sargiacomo, assumendo uno scialbo stile neoclassico. Tale interno è diviso in tre navate, delle quali quella centrale è maggiore, con volta a botte lunettata con affreschi. Di interesse si conserva l'altare di sinistra dedicato alla Madonna col Bambino, un fonte battesimale in legno, e una piccola nicchia all'interno del muro del campanile. Vi è stato scoperto un prezioso ciclo di affreschi del XIII secolo che mostrano le scene delle Storie della Vera Croce, ispirate alla "Legenda Aurea" di Jacopo da Varagine[13]. Si tratta del reperto più importante della pittura lancianese in stile gotico.
L'esterno si presenta gotico, malgrado alcune manomissioni nel prospetto rialzato del fianco che dà su via Garibaldi: di interesse il portale ad arco ogivale con la statua del santo dedicatario, e il piccolo accesso romanico laterale, ad arco a tutto sesto, nonché il campanile a torre quadrangolare, con arcate gotiche, e una bifora laterale.

- Cappella di San Rocco: attigua la chiesa di San Nicola su via Garibaldi, fu sempre suffragata a questa parrocchia, sin dalla sua fondazione nel 1560, quando venne venduta una casa a Ercole Ciampino per avere le somme per la realizzazione. Nel 1579 si costituì la congrega di San Rocco, benedetta da Papa Gregorio XIII, nel 1616 la chiesa era già eretta e in piena attività, e annetteva al suo possesso la confraternita di Santa Maria Liberatrice, in contrada Santa Liberata.[14]La chiesa fu restaurata nel 1795 e nel 1880, quando venne rifatta la facciata, secondo i dettami di Filippo Sargiacomo, su ispirazione della Trinità dei Monti a Roma. La facciata è molto semplice, in mattoni faccia vista, con un architrave a timpano triangolare, mentre l'interno a navata unica è di chiaro gusto barocco napoletano, con il monumentale altare in stucchi dorati.

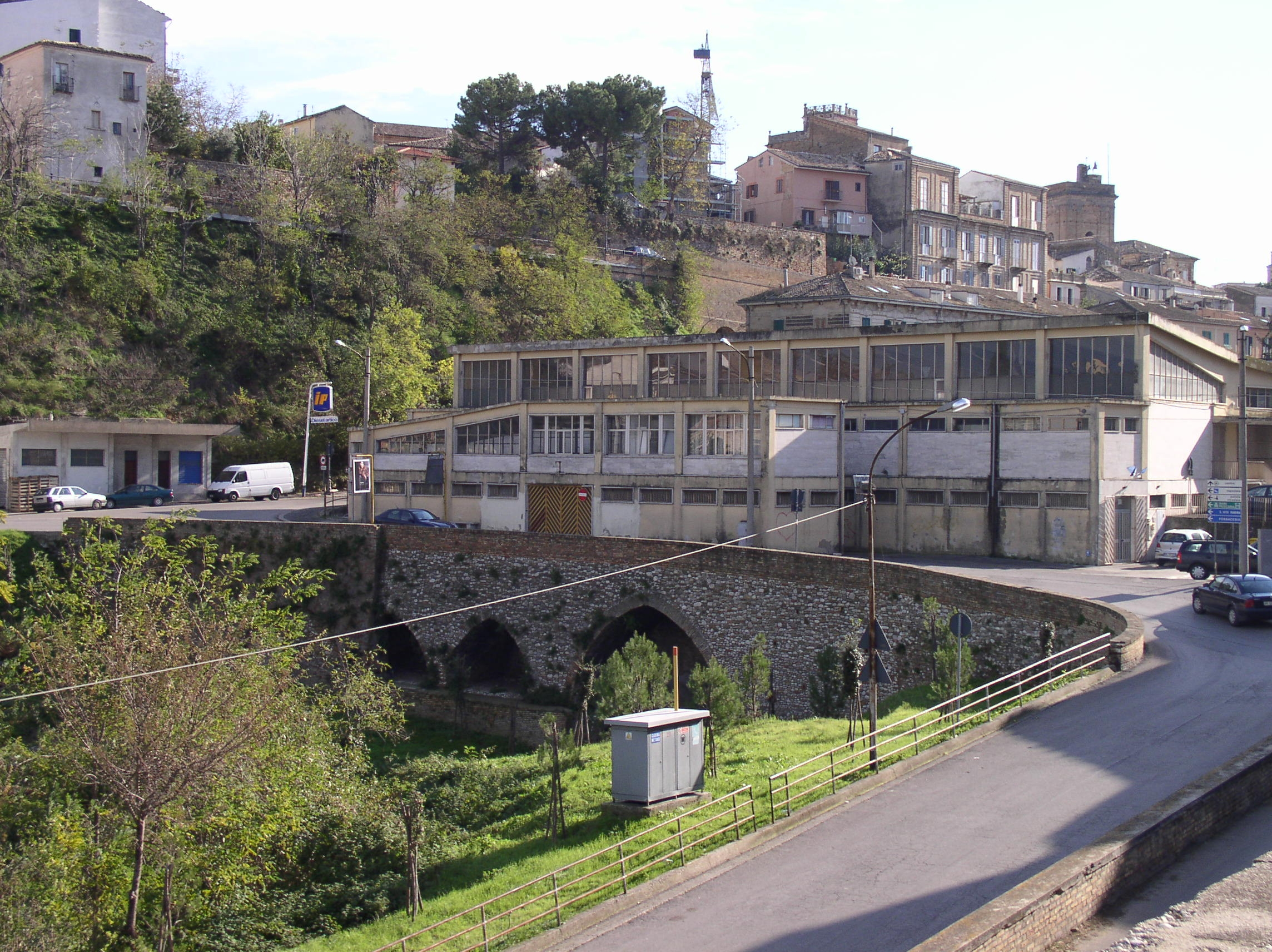
Il Ponte dell'Ammazzo.

- Casa Caramanico: l'edificio si trova su corso Garibaldi è stato costruito nell'800, frutto dell'accorpamento di più case medievali. La parziale caduta dell'intonaco ha scoperto in più punti la muratura eterogenea tinteggiata da colore rossastro, sbiadito dall'umidità. I prospetti sono divisi in due livelli da una fascia marcapiano che intercetta i davanzali delle finestre e la sommità delle ringhiere dei balconi, aperture certamente più tarde che hanno in parte scompaginato le superfici. Sul prospetto principale l'elemento più caratteristico è l'ampio portale con mostra a tutto sesto, realizzata in bugne dentro una cornice modanata.

- Arco gotico di via Umberto I: Si trova vicino alla Piazza del Mercato (o Garibaldi), che porta al largo del Malvò. Di origine medievale, la porta è a volta di botte con arco a sesto acuto, tipico dell'arte gotica. Oggi si trova su una delle strade medievali principali del quartiere (via Umberto I), attraversata da persone e automobili. Sulla salita delle scale si intravede la cornice di un secondo arco oggi murato. Probabilmente tali arcate servivano per il passaggio, mentre altri contenevano botteghe.

- Fontana Grande Civitanova: si trova nella contrada Sant'Egidio, sotto le mura della Civitanova, ed è la storica fontana maggiore di Lanciano. Secondo la leggenda la fontana sarebbe di origini romane, documentata ufficialmente dal XII secolo, e ricostruita attualmente nel 1825 da Nicola De Arcangelis. Era situata in un punto di vitale importanza, lungo il tratturo, per il passaggio dei traffici e dei pastori, sotto le mura del quartiere Civitanova, da cui prende il nome, da dove scendevano anche le donne per lavare i panni e l'approvvigionamento idrico.[15]Un timpano al centro del simmetrico complesso, a un'altezza di 8 metri, copre il sistema delle cannelle di acque che alimentano la vasca centrale, che a sua volta alimenta quelle dei due portici laterali. La fontana venne restaurata da quanto risulta dai documenti, nel 1812, nel 1974 e poi è caduta in degrado, venendo ripulita in sparute occasioni. Con la costruzione dei moderni canali di conduzione delle acque nelle abitazioni, la fonte ha perso la sua importanza, conservando però la valenza artistica, benché rimasta in un contesto agricolo di semi-abbandono, con strade poco praticabili per l'accesso.

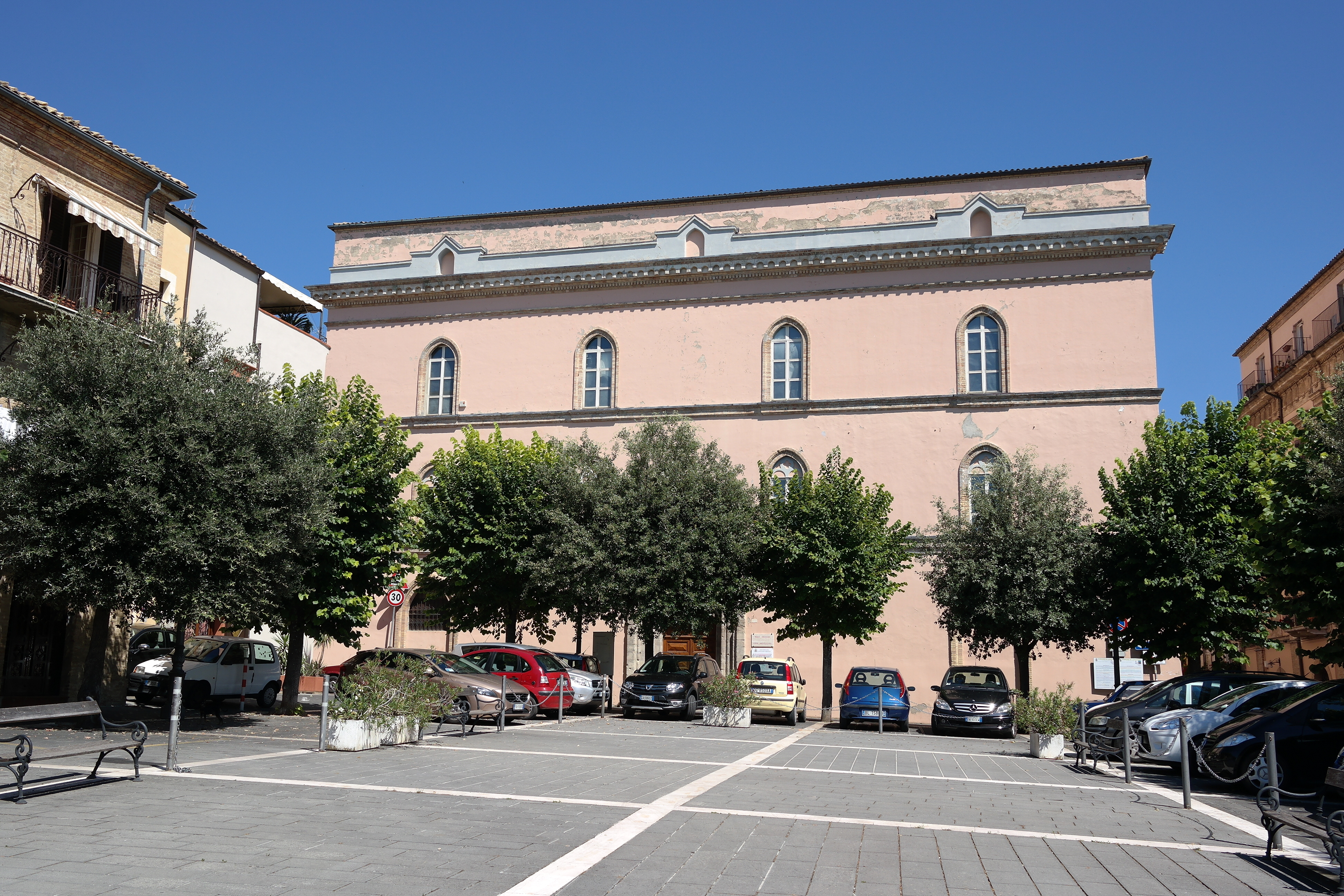
Il palazzo arcivescovile.

- Museo Casa di Federico Spoltore: si trova su via Federico Spoltore, accanto alla chiesa di Santa Maria Maggiore, noto per essere stata la dimora dell'omonimo pittore lancianese Il palazzo oggi è un museo visitabile su prenotazione, dedicato all'artista, dimora dall'aspetto eclettico perché frutto di accorpamento di più strutture storiche. La facciata principale, su via Federico Spoltore, porta i segni dell'unione di due edifici, diversi per tecnica costruttiva e per lessico architettonico.

L'edificio su via Garibaldi è più antico, caratterizzato per la presenza di aperture prive di partiti architettonici, e di murature, rinforzate on contrafforti a scarpata in alcuni lati. Sono realizzate con pezzi di recupero, come ciottoli e pietre di vario genere che ne caratterizzano l'aspetto.
L'innesto tra i due edifici è segnato da una diastasi sulla muratura e dal volume verticale che superando il cornicione di coronamento, si alza a guisa di altana. La parte più recente del palazzo è interamente realizzata in mattoni, arche nei partiti architettonici, presenta una scansione orizzontale in tre livelli. Il settore inferiore è trattato a imitazione di un bugnato a fasce ed è aperto da quattro portali arcuati, di cui quello laterale, in corrispondenza dell'altana, rappresenta l'ingresso principale. 
L'edificio inoltre è impreziosito da uno stretto ordine di paraste con trabeazione. 
Al primo piano si aprono quattro finestre, coronate da timpani curvilinei, e al piano superiore tre balconi e una finestra, posta in corrispondenza del portale principale, a terminazione orizzontale con cornici aggettanti. 
Le modanature della aperture e del cornicione sono interamente realizzate con mattoni sagomati.

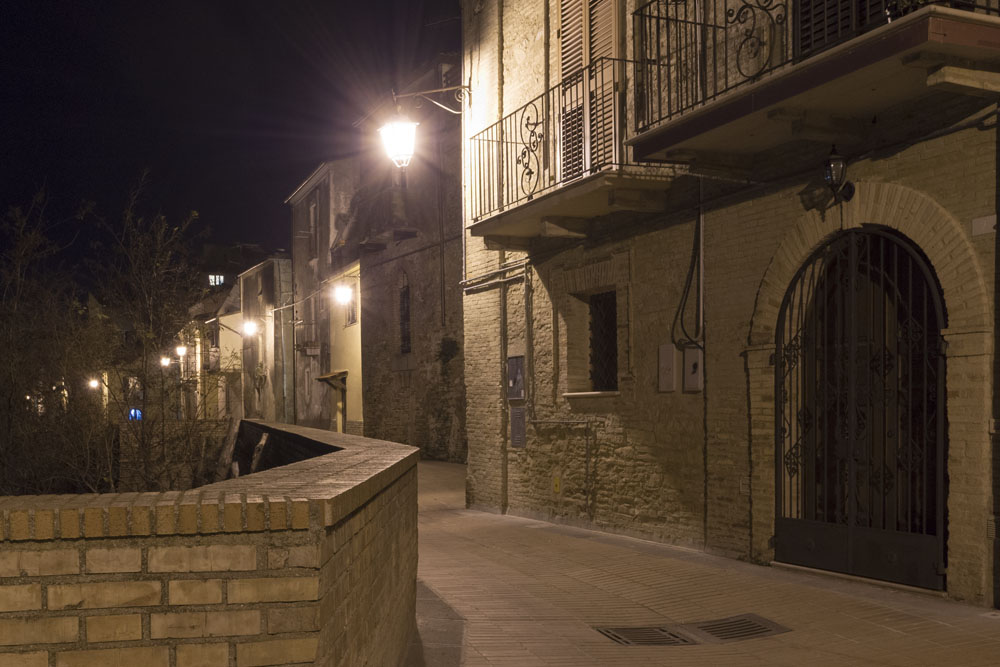
Strada delle Ripe, costa occidentale del rione Civitanova.

L'interno è suddiviso in 4 sale, più l'atrio, tutte riccamente affrescate da Spoltore, con mobilio e oggetti di pregiato valore storico. 
- - L'atrio è detto "Posto di Guardia", con affreschi evocativi che ricordano varie epoche storiche, insieme con degli scranni, alabarde, il guerriero in armatura dipinto ad affresco. Si ammirano pugnali orientali, vasi maiolicati e un bozzetto di Mariano Benlliure y Gil.
  - La Sala I delle Armi conserva una collezione di armi da caccia e da guerra, le vetrate istoriate policrome rendono l'interno molto scenografico, mentre il soffitto raffigura paesaggi d'ispirazione abruzzese. Il soffitto mostra un dipinto ottocentesco con le immagini di Dante Alighieri, Francesco Petrarca, Omero e Virgilio. I quadri presenti, opera di Spoltore sono Il matto di Guardiagrele (1929), Nuovo seme (1945) Autoritratto (1946), il Bozzetto per ritratto di Vasilj Kandinsky (1936) Bozzetto per ritratto di Pio XII (1947) Studio per ritratto di Harry Truman del 1947. Nella piccola anticamera figurano il ritratto del Cardinale Villeneuve del 1934 e un ritratto di Spoltore del 1925, eseguito da Nevio. Tra le suppellettili ci sono una statuetta dell'Addolorata del '700 e un Crocifisso dell'epoca medesima.

- - La Sala II dell'Anticamera è risalente al XVI secolo, rimasta intatta nello stile, con una cassapanca, un tavolo e un mobile a due corpi con statuette, e una collezione di volumi del Settecento-Ottocento. La volta è decorata da figure a sfondo allegorico. Qui vi è anche lo studio dell'artista e ci sono vari dipinti e bozzetti come il Bozzetto per la Pala Stockler del 1939. Tra le suppellettili ci sono due consolle del XIX secolo, un busto di Per Enrico Astori (1882-1926) e due teste di Torquato Tamagnini (1886-1965). Altri dipinti sono Il convento dei Cappuccini di Guardiagrele (1926), Il campanile di San Francesco di Guardiagrele (1925) Donne alla fonte del Piano a Guardiagrele (1920), Il campanile di Santa Maria Maggiore a Guardiagrele (1925). Altre opere sono un ritratto della madre degli anni '50 e la Stella del Mattino del 1948.

- - La Sala III dei Velluti è stata decorata negli anni '50 con dipinti a sfondo evocativo più che rappresentativo.

- - La Sala IV dei Ritratti mostra dei quadri realizzati da Federico Spoltore negli anni '30, come il Ritratto della Madre del 1936, la cognata Lia Spadoni (1945), il nipote Ico e il cane Tom del 1946

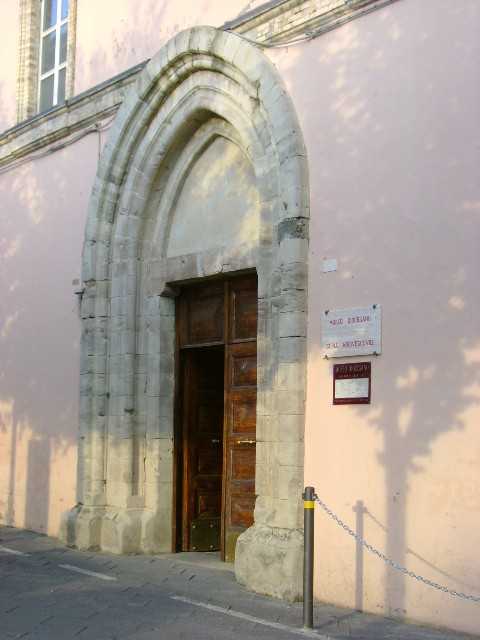
Ingresso principale del museo diocesano: il portale quattrocentesco del 1412 proviene dalla distrutta chiesa dell'Annunziata.

- Palazzo arcivescovile: si trova in largo dell'Appello, presso le Torri Montanare. Fu costruito come sede della diocesi nel XVI secolo, e ospitò il seminario fino agli anni sessanta. Oggi è sede del Museo diocesano di Lanciano. Con molta probabilità la data d'inizio cantiere è il 1590, anno in cui venne abbandonata l'antica residenza vescovile presso la Cattedrale, per realizzarvi l'ospedale di Santa Maria della Sanità. L'edificio presenta un complesso impianto risultato dell'accorpamento di case preesistenti. Nel 1819 sul prospetto principale fu montata la porta dell'antica chiesa dell'Annunziata di Piazza Plebiscito, demolita da Eugenio Michitelli per realizzare la facciata neoclassica della Cattedrale. Il portale quattrocentesco ha un arco ogivale, e gli elementi neogotici della facciata (le finestre) furono realizzati nel contesto di revival, poiché il secondo portale laterale è tipicamente barocco.
La facciata presenta una scansione in tre livelli, più un attico, definita da cornici marcapiano in mattoni sagomati, che segano l'imposta delle aperture. Al piano terra sono tre portali, di cui quelli laterali con stipiti e archi a sesto acuto in mattoni, sono attualmente murati. Al centro si apre l'ingresso principale col portale quattrocentesco.  Dal 2002 il secondo piano è sede del "Museo diocesano d'Arte Sacra Lancianese", con 8 sale, atte ad accogliere delle pregevoli opere provenienti da tutte le chiese storiche della città, nonché dai rispettivi magazzini sotterranei.

- Cappella di San Gaetano: si trova nel palazzo arcivescovile, visibile esternamente da via Gennaro Finamore. La cappella fu voluta dall'arcivescovo Francesco Romero nel 1619 e completata l'anno successivo. Fu terminata definitivamente nel 1680 dall'arcivescovo Carafa e ha un aspetto barocco a navata unica, con altare in marmo policromo. L'accesso è dato dall'atrio del palazzo arcivescovile, l'interno in stile tardo barocco settecentesco è a navata unica, con un soffitto voltato a botte e costoloni a crociera, decorati a mo' di cielo stellato, l'altarino è in marmo policromo, simile a quello della basilica cattedrale.

- Palazzo Lotti - Morale: Si trova nel largo del Malvò che separa i quartieri Sacca e Civitanova dal Borgo. Fu costruito intorno al 1860. Il palazzo si presenta come un blocco unico, coperto da un tetto a padiglione da cui emerge un volume a base quadrata, a guisa di torre, destinato a portare il corpo scala. I fronti sono interamente in mattoni faccia vista, utilizzati sia per le murature sia per i partiti architettonici. La facciata principale è scandita orizzontalmente in tre livelli, e presenta un impaginato di pieni e vuoti perfettamente simmetrico. Al piano terra si aprono tre portali: quelli laterali hanno una struttura architravata, coronata da una cornice aggettante sorretta da mensole inginocchiate; quello centrale, con l'ingresso principale, è caratterizzato da un fornice arcuato, con rosta in ferro battuto, inquadrato da un ordine dorico di colonne isolate che sorreggono una trabeazione con architrave a fasce e fregio decorato da una teoria di mensole, poste a sostegno della balconata del primo piano. Ai piani superiori si aprono finestre con stipiti e architravi in mattoni, coronati da una cornice su mensole. La facciata posteriore, serrata ai cantonali da larghe paraste di ordine dorico, presenta una scansione orizzontale in quattro livelli, con quattro ordini di aperture in cui si alternano finestre, balconi su mensole e balconi cosiddetti “alla romana.” Le aperture dell'ultimo piano sono arricchite da timpani curvilinei in mattoni sagomati secondo modanature classiche.

### Quartiere Borgo

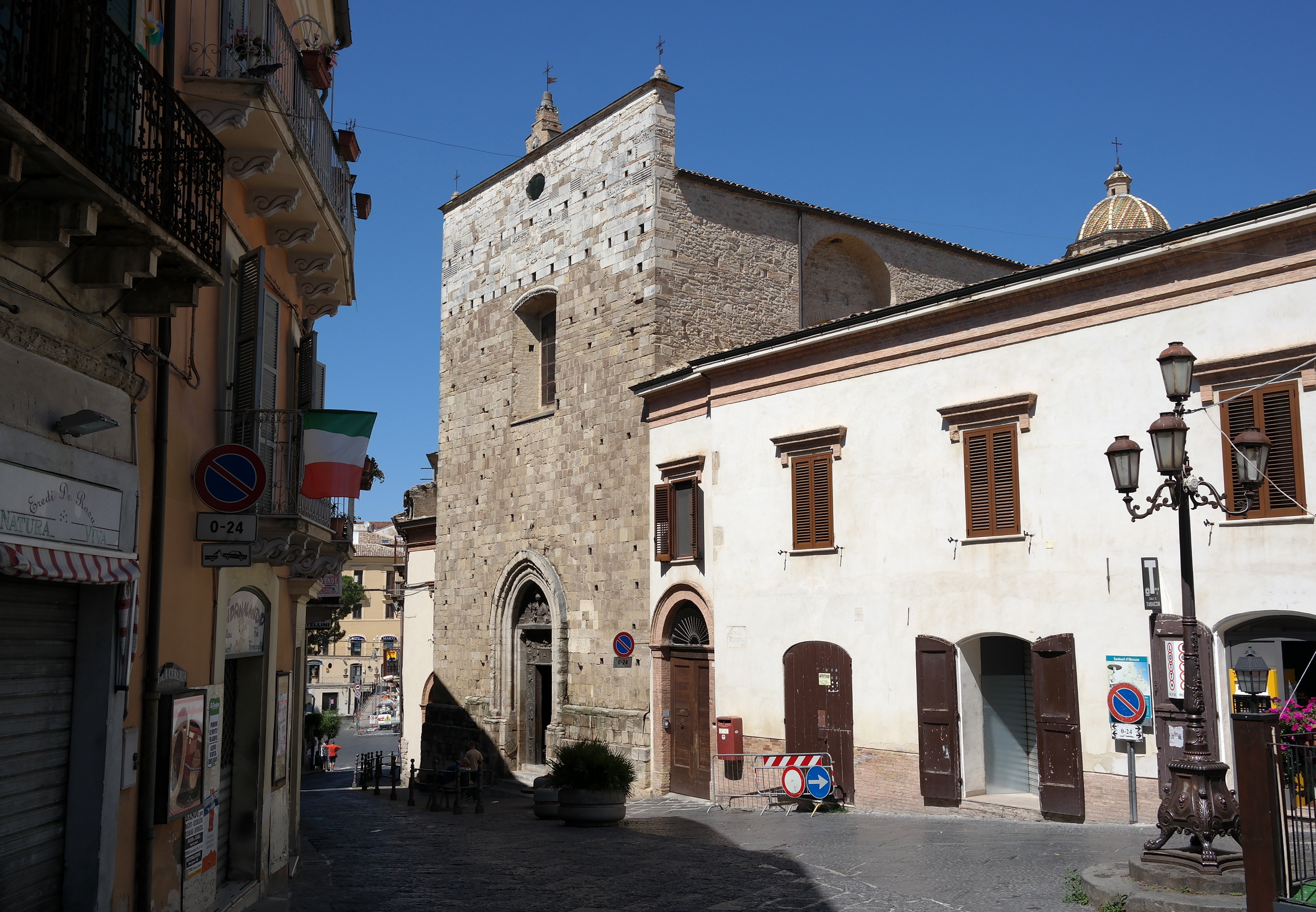
Il cuore del rione Borgo: il corso Roma con la facciata della chiesa di San Francesco.

Il nucleo ha il tipico aspetto fortificato longobardo, essendo a pianta circolare irregolare, ed è delimitato dalla cinta muraria di via del Torrione, Porta Santa Chiara, via salita dell'Asilo, via dei Tribunali, via Fieramosca, da cui poi le case si sono espanse anche presso la via Corsea, a ridosso dell'antico fosso Malavalle, e infine la Piazza del Plebiscito, dall'accesso mediante il Portico della Zecca al Corso Roma, anticamente detto "strada del Popolo". Questa strada è il cardo principale del rione, anche se all'altezza di via Ravizza, subisce una biforcazione, così come all'altezza del sagrato della chiesa di San Francesco, dividendosi in via dei Tribunali e in via Fieramosca. Il nucleo tipico a spirale si trova in via Ravizza, caratterizzato anticamente forse da una torre di vedetta o da un piccolo fortilizio oggi scomparso, mentre si conservano gli angiporti e gli archi rampanti tra i palazzi, che consentono l'accesso ai vicoli. Era accessibile da Porta Sant'Angelo, che si trovava presumibilmente dove oggi insiste la Fonte del Borgo, presso il moderno Piazzale F.P. Memmo degli autobus, oppure da Porta Reale presso la chiesa di Santa Chiara.
Con la colmata del fosso Malavalle, si è creato un piazzale con altre costruzioni, che ha permesso al rione Borgo di fondersi con il rione Civitanova mediante via Umberto I e via Fedele Fenaroli.
Il nucleo esisteva già nell'epoca romana, occupa la parte a sud del centro storico, lungo la salita del Colle Pietroso. Il nuovo abitato medievale prese sviluppo durante il governo longobardo, come testimonia la presenza dell'antico convento di San Legonziano (oggi chiesa di San Francesco), e i toponimi dei due monumenti distrutti della cappella di Sant'Angelo de' Lombardi, posta accanto a Porta Sant'Angelo (restaurata nel 1204). Nel XIII secolo venne costruita la chiesa di Santa Lucia sopra il tempio romano di Cerere, e nello stesso periodo anche il convento di Santa Chiara, collegato alle mura mediante Porta Reale. Nel 1480 circa Alfonso V d'Aragona fortificò nuovamente la cerchia muraria, ed oggi è ancora visibile il torrione cilindrico lungo le mura che circondano il convento, con torri, bastioni e un profondo fossato.Nel corso degli anni il quartiere ha perso gran parte dell'aspetto medievale, per via delle numerose costruzioni settecentesche che hanno preso il posto delle abitazioni medievali, visibili solo in alcune caratteristiche particolari, come i vicoli degli angiporti, o in alcune bifore o architravi rinascimentali.
Attraversato al centro da Corso Roma e delimitato da Piazza Plebiscito, Largo del Malvò e Via dei Funai, comprende le chiese di San Francesco del Miracolo eucaristico, del Purgatorio, di Santa Lucia e di Santa Chiara. Sono presenti inoltre il Palazzo Carabba e del Malvò, edifici storici del XVIII secolo. Al quartiere sono legate anche le mura aragonesi del XV secolo e il Torrione Cilindrico, nonché una palazzina del XVII secolo in piazza Pietrosa, costruita come fabbrica di cera, e la medievale Fonte del Borgo. L'antica cereria De Rosa si suppone sia stata realizzata sopra l'antico ospedale di Sant'Angelo, con la torre normanna, citata anche da Ugo Malmozzetto, in parte risparmiata dalla demolizione delle mura nel primo '800.
Un importante slargo è stato creato nel tardo '800 presso l'attuale Piazza Malvò, ricavato dalla colmata del fiume Malavalle. Dal piazzale è possibile risalire al corso Roma, antica strada del Popolo, dove si trova la casa natale di Fedele Fenaroli, e dove è chiaramente leggibile l'antico perimetro murario dietro la chiesa di Santa Lucia, caratterizzato da case di vario materiale (prevalentemente pietra e mattone cotto), alternate da vicoli in salita con angiporti e bastioni.
I monumenti sono:
- Santuario di San Francesco: all'altezza di corso Roma-Largo dei Tribunali, costruito nel XIII secolo sopra il vecchio convento di San Legonziano, dove nell'VIII secolo si verificò il famoso Miracolo eucaristico di Lanciano. Il nuovo convento venne incominciato nel 1252 e concluso nel 1258[17]. Nel corso degli anni ci furono dei rifacimenti, come quello dell'interno del tardo Settecento, che trasformò la chiesa gotica in stile barocco, e i restauri degli anni '90-2000 per il Giubileo. La struttura ha la facciata duecentesca in conci di pietra sagomati, con un portale gotico del Trecento e un finestrone settecentesco, mentre il campanile è rinascimentale, benché le arcate suggeriscano la sua presenza già dal Trecento. Il tamburo superiore sostiene una cupoletta con tegole policrome, realizzata dai maestri ceramisti di Lanciano. L'interno ad aula unica è barocco, rimodellato nel 2000 per rendere più fruibile l'accesso ai pellegrini, con un percorso didattico attrezzato, che comprende la visita all'ex convento francescano e all'area archeologico di San Legonziano. Le opere di pregio sono l'organo settecentesco in legno dorato di Modesto Salvini, posto nella controfacciata, gli stucchi di Michele Clerici, e le tele presso gli altari laterali finemente realizzati in marmi policromi, della Madonna tra San Marco, San Liborio e San Carlo Borromeo di Nicola Ranieri, la Madonna con San Domenico e Santa Caterina e l'altare maggiore con il reliquiario in marmo lavorato del Miracolo, opera di Filippo Sargiacomo. Il percorso museale comprende tutta l'area dell'ex convento francescano a pianta quadrangolare, che conserva ancora l'aspetto settecentesco, con affreschi rinascimentali presso le arcate del porticato, un'aula museale dedicata al Miracolo con alcuni preziosi paramenti sacri, l'antica cappella del vecchio convento di San Legonziano dove si verificò il Miracolo, un cappellone con affreschi rinascimentali tratti dall'Apocalisse di Giovanni, e la cisterna romana del I secolo d.C., da cui parte il percorso sotterraneo che permette l'accesso al Ponte di Diocleziano, dall'altra parte di Piazza Plebiscito.

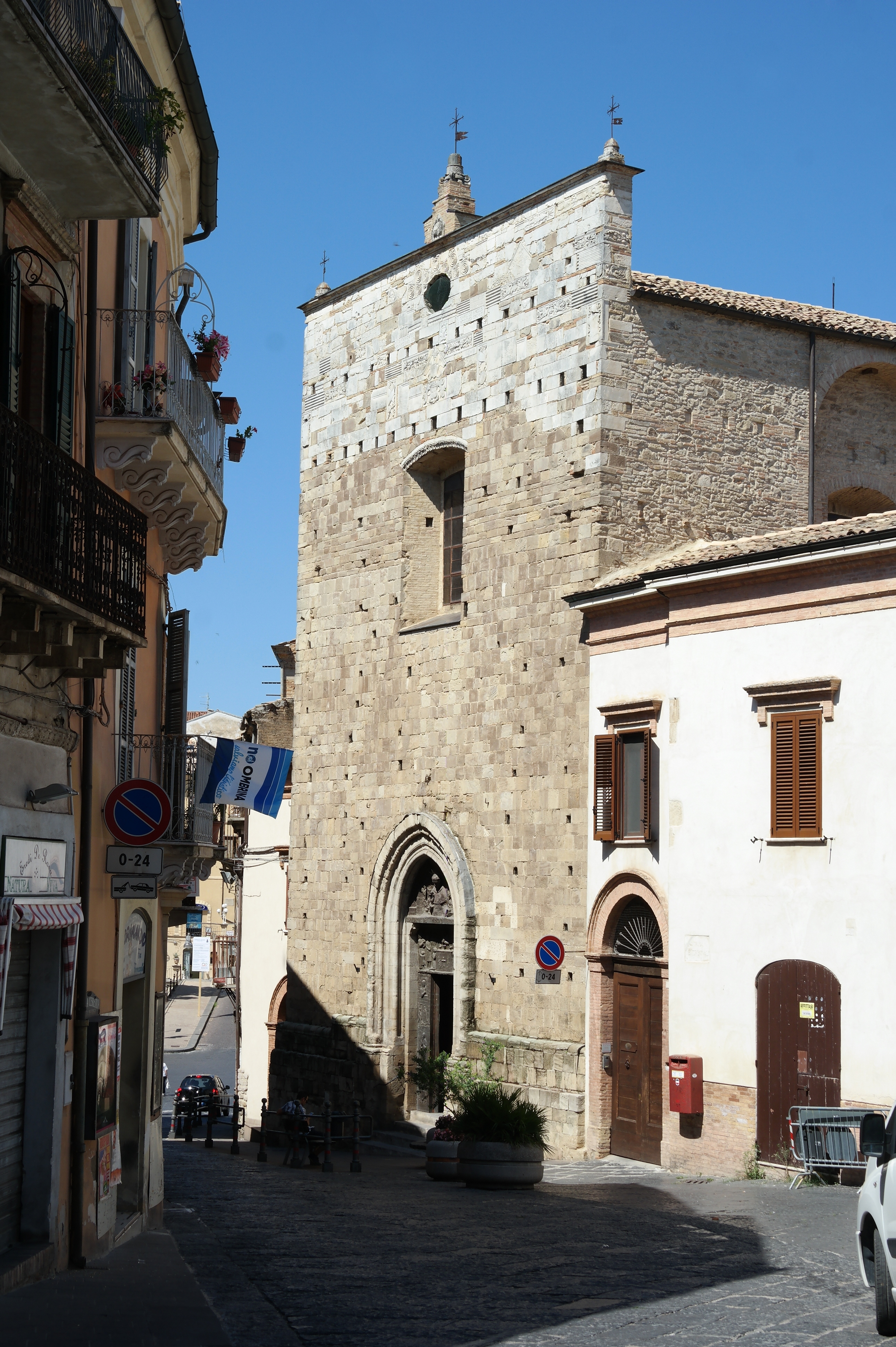
Facciata della chiesa di San Francesco: la parte superiore il finestrone conserva numerosi rilievi medievali tratti dalla cappella di Sant'Angelo dei Lombardi.

- Ex Convento dei Francescani e Cappellone di Sant'Angelo dei Lombardi: il convento si trova su via Monsignor Tesauri, annesso alla chiesa del Miracolo Eucaristico, ma l'accesso è dato dal corso Roma. Il convento fu costruito tra il 1250 e il 1260, rimasto attivo fino alla soppressione con le leggi napoleoniche del 1809. Passato prima nelle disponibilità dei militari, fu convertito nel 1825 in Municipio, e dall'Unità d'Italia prima in tribunale civile e successivamente in scuola, fino a tornare in mano ai Frati Conventuali nel 1997, con un atto ufficiale, al quale seguì un importante restauro in occasione del Giubileo del 2000. La struttura ha pianta quadrangolare, divisa in due parti, entrambe affacciate sul cortile interno con un pozzo centrale: una ospita le residenze dei frati, l'altra e la "Casa San Francesco" aperta ai religiosi e laici in pellegrinaggio a Lanciano. La parte del chiostro con il pozzo è la più interessante, soprattutto per i resti di affreschi rinascimentali situati sui portici, forse mostravano scene della storia del convento francescano di Lanciano. L'ala che si trova ribassata rispetto al livello della chiesa di San Francesco, ospita una mostra permanente dedicata alla storia del Miracolo eucaristico di Lanciano, insieme con arredi liturgici quali tele sei-settecentesche, ritrovamenti d'età italico-romana scoperti sotto il convento, messali e libri di canti del XIV secolo. Il resto del convento ospita il percorso archeologico che porta al Ponte di Diocleziano. La porzione della Casa San Francesco è accessibile da via Monsignor Tesauri, e conserva ancora l'aspetto rinascimentale con una bella loggia di finestre ad arco a tutto sesto. L'interno ha perso ogni forma dell'antico aspetto, perché ristrutturato completamente per le funzioni di albergo. Tra questa casa e il convento si trova un edificio a pianta rettangolare con tetto a spioventi e campanile ottagonale; si tratta del cappellone di Sant'Angelo dei Lombardi, risalente al Medioevo, oggi usato come cappella privata dei laici ospiti e dei frati, e ha perduto tutto l'aspetto originario per via dei numerosi rifacimenti. Dei fasti dell'antica chiesa rimane solo la traccia dei rilievi della facciata superiore di San Francesco su Corso Roma, che mostrano la cornice traforata di un rosone, che abbellisce il finestrone settecentesco, e vari rilievi a carattere animalista (segno che la chiesa esisteva già nel IX secolo). Al centro si trova una raffigurazione simbolica che mostra una testa umana incoronata su un corpo di uccello, ipotetica raffigurazione di San Giovanni Evangelista o di San Michele nelle vesti di angelo.

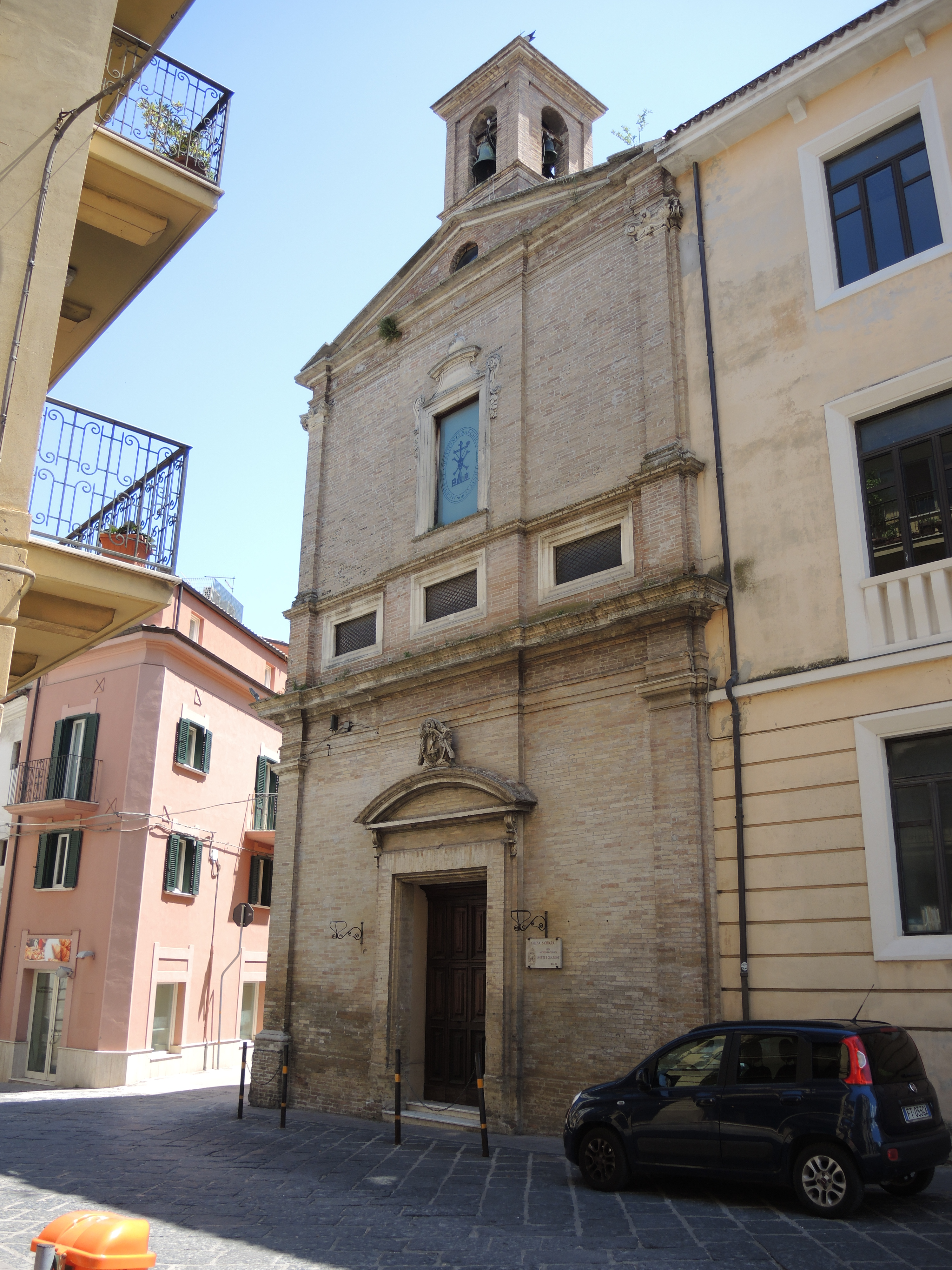
Chiesa di Santa Chiara

- Chiesa di Santa Chiara e San Filippo Neri: si trova all'ingresso del Corso Roma dal viale dei Cappuccini, affacciata su Piazzetta Santa Chiara, originalmente preceduta dalla Porta Reale. Probabilmente risale al 1278 ma l'aspetto attuale ha completamente modificato la chiesa, poiché ricostruita quasi totalmente nell'800. La chiesa è costituita dal corpo principale ad aula unica e dall'ex convento, diviso in due settori: una parte è destinata alla sede dell'Arciconfraternita Morte e Orazione, nonché sala ospizio; mentre la parte a nord dapprima divenne caserma, poi la sede dell'Istituto Magistrale "Cesare De Titta". La chiesa ha una semplice facciata settecentesca in stile classico, con il campanile a torretta centrale; l'interno è a navata unica, scandita da tre campate con cappelle laterali, con tele dipinte da Francesco Paolo Palizzi: San Francesco Saverio, Il cieco di Gerico del 1853 e la Sacra Famiglia. Il presbiterio si trova in una sorta di impianto a piccola croce greca, con due bracci del transetto leggermente allungati, e una finta cupola a calotta, che all'esterno è visibile da una sopraelevazione a pianta quadrata, con tetto a piramide schiacciata. Dal 1954 la chiesa è sede dell'Ariconfraternita "Morte e Orazione", esistente sin dal 1608, che si occupa di organizzare ogni anno i riti della Settimana Santa e della Processione del Cristo Morto.

- Oratorio di San Filippo Neri sopra San Giuseppe in Borgo: si trova lungo via dei Tribunali, annesso all'ex convento francescano. Fu la seconda sede dell'Arciconfraternita "Morte e Orazione" dopo la chiesa di San Martino a Lancianpvecchio. Questa confraternita, originalmente detta della Buona Morte dedicata alla protezione di San Giuseppe, nacque nel 1500, con il compito iniziale di seppellire i morti a chi non poteva permettersi dei loculi, oltre a fare la carità e a trasportare in spalla i defunti dalla casa di morte fino al luogo di sepoltura. Indossavano tunica di color nero con un cordone di crine nera, e si coprivano bocca e naso con un panno bianco. Acquistando favore popolare, la confraternita della Buona Morte divenne ufficiale, con sede nella chiesa di San Martino a Lanianovecchio, adoranti l'effigie del Cristo Morto (1608). Rimase a Lancianovecchia per circa tredici anni. Successivamente la confraternita cambiò il nome nell'attuale, perché venne aggregata alla giurisdizione della Confraternita della Morte e Orazione di Roma.[18]Colla bolla pontificia del 1560 la Confraternita romana ebbe il diritto di aggregare altre confraternite italiane, e acquisì dei privilegi per avere più libertà senza dover dipendere dai prelati o dai vescovi. I confratelli lancianesi costruirono la chiesa di San Giuseppe in Borgo, accanto al convento di Santa Chiara, protettore della Buona Morte, chiesa benedetta il 2 luglio 1622 dall'Arcivescovo Romero. La chiesa era piccola, a navata unica con 5 altari, un coro, la cantoria, la cripta e la fossa dei cadaveri. Col tempo la confraternita acquistò sempre più prestigio e iscritti, tanto da chiedere il riconoscimento ufficiale alla Corte di Napoli, permesso accordato. Riuscì a non essere sciolta con i decreti napoleonici del 1798, continuò a occuparsi delle tumulazioni dei morti, della vestizione dei poveri, e dell'amministrazione dei lasciti dei nobili lasciati alla Chiesa Frentana. Quando però vennero approvate le leggi sulla sepoltura dei cadaveri nei cimiteri fuori le mura, e con la tassa sulla "manomorta" del 1874, la confraternita andò in lento declino. Dopo la seconda guerra mondiale la chiesa di San Giuseppe o di San Filippo Neri era cadente, ragion per cui nel 1952 l'Arcivescovo Benigno Migliorini concesse ai confratelli si stabilirsi nella chiesa di Santa Chiara, dato che da anni il convento era stato adibito a caserma, e poi a istituto pedagogico.
L'aspetto dell'antica chiesa di San Giuseppe è ancora ben visibile lungo la strada, con una pianta rettangolare irregolare, la facciata a capanna con portale architravato rinascimentale e finestrone in asse; nei primi del Novecento aveva anche un piccolo campanile a torre, demolito negli anni '60, se non un portale ad arco a tutto sesto rivestito da una cornice in cotto. L'interno sconsacrato è  di interesse ha soltanto l'altare maggiore in marmo policromo, con la statua di San Filippo Neri.

Complesso scolastico Istituto Magistrale-Geometri "Cesare De Titta-Enrico Fermi"si tratta di una fusione amministrativa di due poli scolastici alle porte del centro storico, l'uno (il De Titta) ricavato dall'ex caserma "Duca degli Abruzzi" presso il convento di Santa Chiara, l'alto realizzato nel quartiere Guglielmo Marconi. L'istituto "De Titta" iniziò l'attività come scuola superiore magistrale nel 1937, modificando i locali dell'antica caserma militare ricavata dalla parte sud dell'ex convento delle Clarisse, risultando la più antica scuola della provincia con questa specializzazione, venendo intitolata al latinista e poeta locale Cesare De Titta. Nel 1954 la scuola venne ampiamente rifatta con l'allargamento dei piani e del corpo fabbrica, venendo terminata nel 1974. Nel 1997 con la legge che soppresse le scuole magistrali, il De Titta divenne semplice Istituto di Istruzione Secondaria Superiore, divenendo liceo nel 2010.
L'Istituto per Geometri "Enrico Fermi" venne realizzato come scuola principale del quartiere Cappuccini, dipendendo prima dal "Ferdinando Galiani" di Chieti, fino all'autonomia nel 1958. Nel corso degli anni '90, la scuola ha aderito a progetti di sperimentazione assistita predisposti per gli istituti tecnici da Ministero della Pubblica Istruzione e sono stati istituiti per la filiera commerciale il progetto IGEA e il progetto MERCURIO. Nel 2017-18 le due scuole si sono fuse in un'unica amministrazione, pur mantenendo le due sedi diverse.

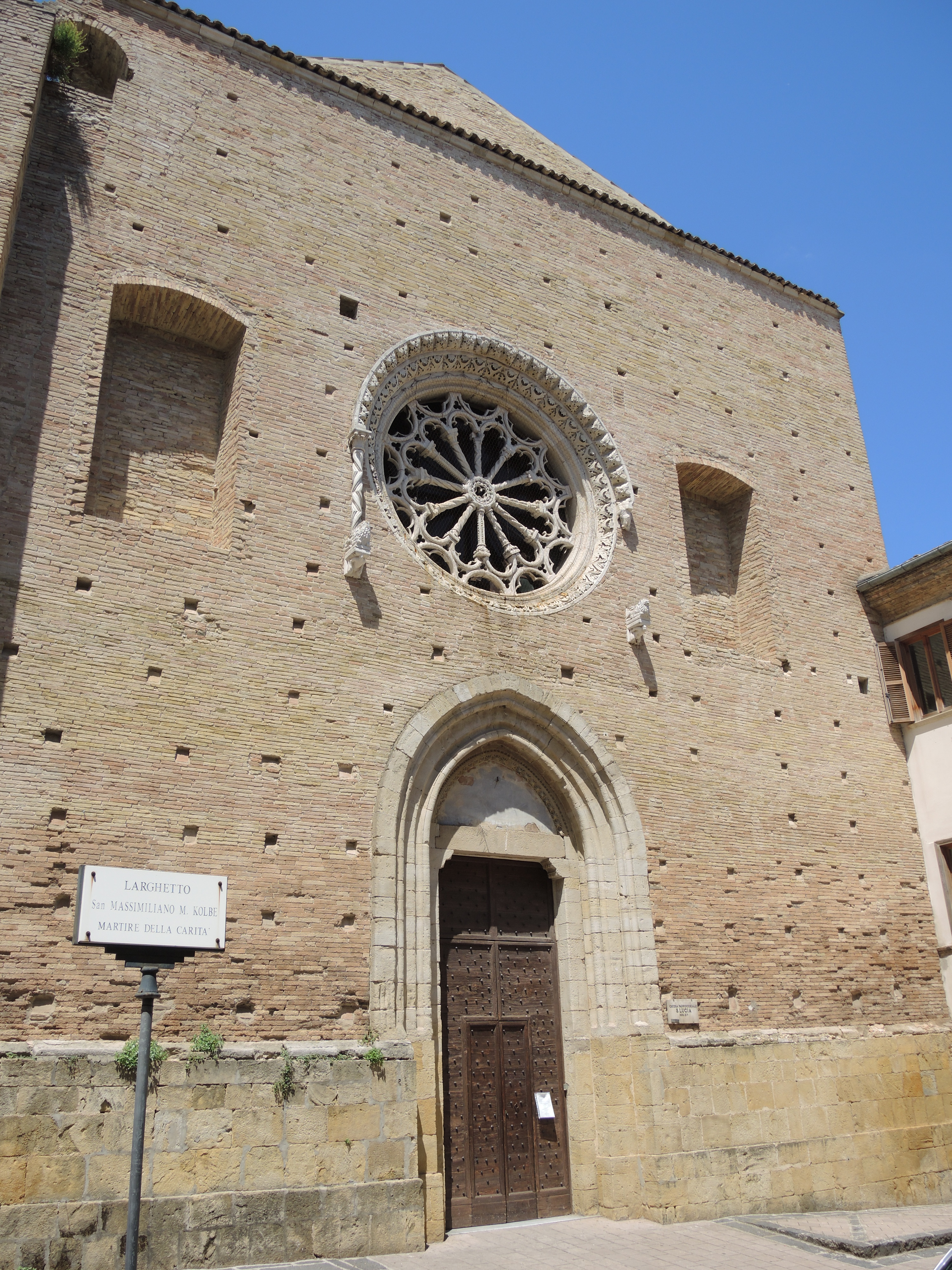
Chiesa di Santa Lucia

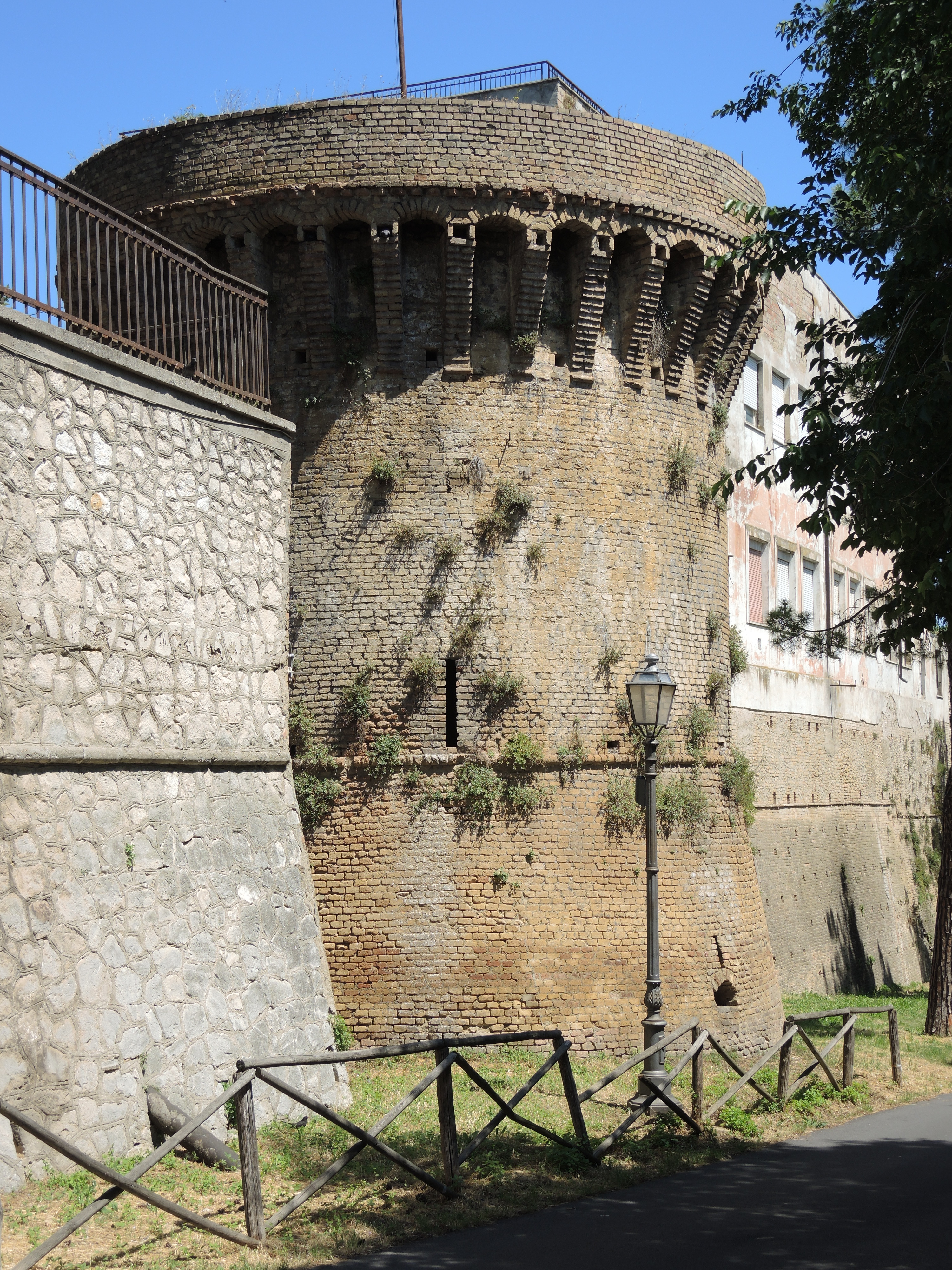
Torrione aragonese o "delle Monache"

- Chiesa di Santa Lucia: si trova lungo il corso Roma (Largo San Massimiliano Kolbe) ed è di particolare interesse, poiché costruita nel XIII secolo sopra i resti del tempio di Giunone Lucina. La chiesa è documentata già dal 1250, come dimostra lo stile prettamente gotico della facciata: il portale in stile borgognone ad arco ogivale molto simile a quelli di San Francesco e dell'Annunziata, e il rosone a raggi con cornice in punta di diamante traforato che rievoca lo stile di Santa Maria Maggiore, probabilmente lavorato dallo stesso Francesco Petrini. La decorazione si innesta su due colonnine tortili che scendono fino a essere sostenute da due leoni stilofori. Il campanile laterale è a torre, ma sembra essere incompiuto, poiché è monco della sommità. Tutto l'esterno lascia intravedere l'irregolarità dell'impianto, poiché sul retro la chiesa sembra curvarsi e restringersi, mostrano l'accorpamento di due fabbriche diverse, l'una delle quali medievale, come dimostra un portale ogivale.
Infatti la chiesa, caduta in degrado dal XVIII secolo, subito vari restauri, l'ultimo dei quali definitivo voluto da Sargiacomo negli anni '50 dell'800, poiché la chiesa rischiava il collasso, dopo l'ulteriore crollo della cupola sopra l'abside. L'interno a navata unica è in stile neoclassico, conserva gli stucchi di Girolamo Rizza e Carlo Piazzoli, ma le cappelle laterali e il cappellone dell Misericordia sono stati realizzati dal Sargiacomo. Quest'ultima ha un aspetto settecentesco, ha due bassorilievi che mostrano scene di vista di Cristo, e al centro ha un ritratto del Redentore. Le altre cappelle laterali sono semplici nicchie decorate da una cornice, e tra le varie statue lignee vi sono San Massimiliano Kolbe, Sant'Antonio di Padova, Santa Rita. L'altare maggiore è sovrastata da una finestra a ventaglio moderna che mostra Santa Lucia con il simbolo del martirio, la patrona presente anche nel nicchione centrale in forma di statua. Il coro ligneo si trova sul retro, sormontato da due grandi tele che rievocano scene di vita della santa siracusana.

- Chiesa di Santa Maria del Suffragio o del Purgatorio: si trova sul Corso Roma, davanti al Santuario di San Francesco. La chiesa è una delle più recenti del centro storico, eretta nel 1716 su progetto del capomastro Falco del Pizzo da Palombaro, e completata nel 1737. Leggende vuole che sia stata costruita sopra un postribolo. L'impianto è molto semplice, benché la chiesa abbia dimensioni notevoli, realizzata con bastioni alla base, per rimediare al dislivello del terreno, più rialzato sul corso Roma che sul retro a via Corsea. L'impianto è rettangolare, con una facciata molto semplice in mattoni faccia vista, scandita da paraste e cornici marcapiano, che inquadrano il portale e il finestrone soprastante. Il campanile laterale è una torretta con cuspide a cipolla. L'interno a navata unica è suddiviso in due ambienti separati da arco trionfale su cui s'imposta lo stucco di Dio Padre tra angeli, e da una balaustra. L'apparato decorativo in stucco è tipico di Rizza e Piazzola, sull'altare maggiore è collocata la Madonna del Purgatorio tra San Francesco, Sant'Antonio con il committente, e sul medaglione in alto c'è il ritratto di San Michele. Tra le altre opere pittoriche negli altari laterali ci sino l'Incoronazione della Vergine di Giuseppe Lamberti, poi una serie di statue lignee. Presso una cappella a sinistra c'è l'altare di San Pantaleone con un reliquiario del suo sangue, e varie dediche ex voto.

- Palazzo degli Antichi Tribunali: è collegato al convento di San Francesco mediante l'omonima via. I Tribunali erano accessibili da Porta Sant'Angelo, oggi distrutta, ed esercitarono la loro funzione sino al tardo Ottocento, quando venne costruito il nuovo edificio. Nel XVI secolo fu tribunale dell'Inquisizione, mentre il 20 marzo 1808 veniva istituito il Tribunale di Prima Istanza, e il Tribunale del Commercio; il 17 luglio il Tribunale di Primo Appello veniva insediato in città, staccandosi da quello di Chieti. Il palazzo ha forma rettangolare, con la facciata principale su via dei Tribunali, con l'ingresso ancora riccamente abbellito da un portale cinquecentesco con volute, e resti di un ingresso con arco a ogiva. Attualmente è adibito a funzione abitativa e a sede di una banca.

- Casa Fedele Fenaroli: piccola abitazione settecentesca, fusa con le altre case civili storiche, con classico portale a tutto sesto. Si trova sulla via dell'omonimo compositore lancianese, e l'ingresso è preceduto da una targa commemorativa e da un piccolo chiostro.

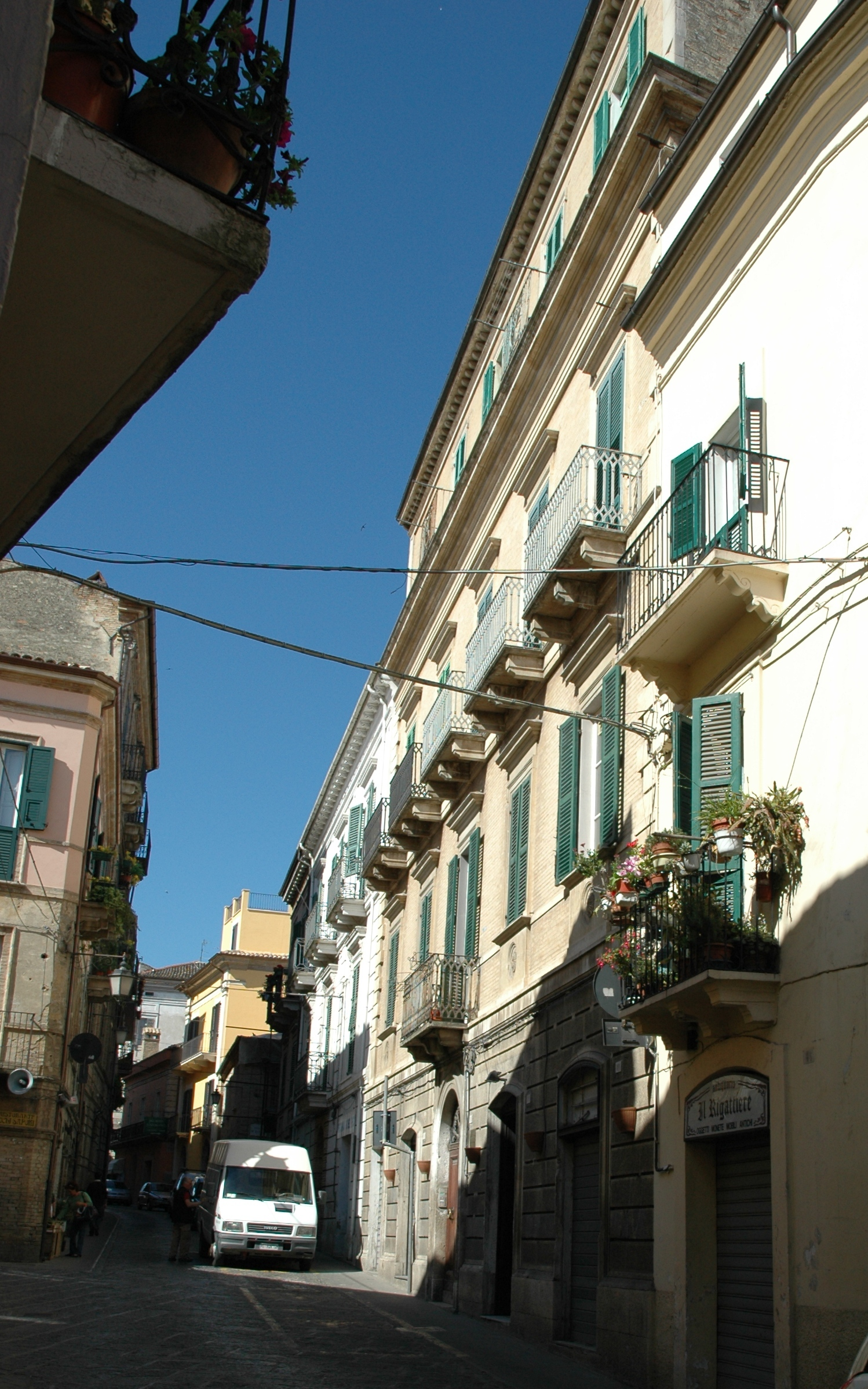
Palazzo Carabba su Corso Roma

- Palazzo Giordano - Brasile: si affaccia sul piccolo slargo dell'ingresso della chiesa di San Francesco (Largo Tribunali), lungo il corso Roma. La storiografia riferisce che risale al XVI secolo, anche se l'aspetto stilistico attuale è frutto di tardi rimaneggiamenti. Il palazzo è adiacente ad altre unità abitative, il fronte sul corso Roma ha una cortina in mattoni faccia vista, scandita da cornici marcapiano e lesene con capitelli stilizzati. Il portale maggiore in pietra posto nella prima campata di sinistra, è chiuso da un arco a tutto sesto impostato su stipiti modanati, anch'essi in pietra, a loro volta poggianti su base in mattoni. L'arco ha la cornice modanata, al di sotto della quale ci sono decorazioni di tipo floreale. A destra del portale si aprono vani di forma rettangolare, in asse con piccole aperture sottostanti ad arco ribassato. I due piani superiori sono uniti da un ordine di lesene giganti, articolari da altre aperture rettangolari rigorosamente simmetriche. Gli interni hanno un corredo pittorico tardo barocco di Giuseppangelo Ronzi

- Palazzo Carabba: il palazzo più famoso della famiglia lancianese, situato sul Corso Roma, altezza Largo Carabba). Lanciano possedeva tre palazzi della famiglia Carabba, compresa l'ex sede della stamperia adiacente al Palazzo Sciarra, sul viale Cappuccini. Il palazzo più importante è quello affacciato su Corso Roma, composto da tre livelli, alternati da cornice marcapiano, con ordine di aperture. Presso le cornici ci sono a intervallo regolare dei motivi a fiore.

- Casa Fieramosca: si trova sulla via omonima, e risale al XVI secolo, appartenuta prima a questa famiglia, poi agli Anelli, che possedettero vari feudi nell'Abruzzo, compresa Chieti, dove si trova la Torre Anelli Fieramosca. La casa benché abbia intonacatura settecentesca, compreso il portale in mattoni faccia vista di epoca più tarda, conserva lo stemma in rilievo dei Fieramosca risalente al Cinquecento, e la cornice di tutto l'ordine finestrato, in pietra tufacea lavorata.

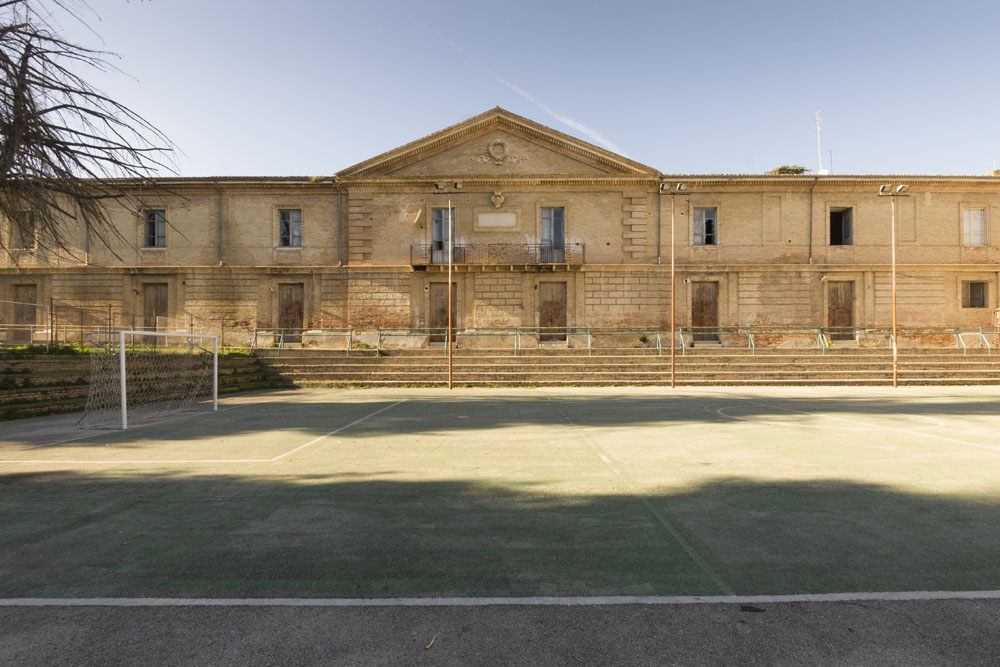
L'ex istituto professionale.

- Portico della Zecca: si trova al termine di Corso Roma, allo sbocco di Piazza Plebiscito. L'edificio risale al XIV secolo, ed era la sede della zecca lancianese. Una leggenda vuole che nel 1426, in piena guerra tra Lanciano e Ortona, dei guerrieri lancianesi abbiano catturato dei nemici, mutilandoli dei nasi e delle orecchie per realizzare una colonna da unire al portico, in segno di infamia. La colonna, detta anche "delle 'recchie", sarebbe quella circolare dell'intero porticato. Il portico si sviluppa su quattro campate coperte da volte a crociera in mattoni. Si apre sulla strada con archi a tutto sesto, di diversa ampiezza, e dimensione.

- Palazzo Liberatore: i trova su via Fieramosca, nel quartiere Borgo. La facciata principale è inquadrata da due paraste giganti, in laterizio, come il cornicione e le mostre delle aperture al secondo piano. Di grande interesse al pianterreno è il portale in pietra lavorata, con arco semicircolare e interessante infisso in legno, chiuso da un sopralluce a elementi convergenti su un medaglione centrale. Di fianco il portale è una lesena in mattoni con capitello schiacciato, terminante sotto il balcone su mensole in pietra all'ultimo livello. Le trasformazioni subite nel corso del tempo sono visibili, poiché la struttura è antica, ma ha un aspetto tardo ottocentesco. Al primo e secondo piano un ritmo regolare di finestre e balconi divide l'ampiezza della facciata in quattro campate con aperture corrispondenti.

- Antica Cereria De Rosa: si tratta di un edificio del 1661 situato in Piazza Pietrosa (o anche piazza Francescopaolo Memmo), sopra la Fonte del Borgo. La Cereria vera e propria nacque nel 1889, quando Luigi De Rosa la impianta in locali siti nel quartiere Borgo, in pieno centro commerciale, a ridosso della chiesa di Santa Lucia. Attività fiorente, venne proseguita dal figlio Vincenzo che nel 1918 diventò padrone della bottega artigiana, e condotta fino al giorno della sua morte nel 1987.[19]La cereria venne premiata nel 1961 con la medaglia d'oro e il 2 giugno 1982 il Presidente della Repubblica Sandro Pertini conferì a Vincenzo De Rosa l'onorificenza di Cavaliere del Lavoro. La cereria è specializzata nella vendita di articoli sacri, ceroni, torce e fiaccole. Nell'edificio a pianta rettangolare in Piazza Pietrosa si conservano le antiche macchine perfettamente funzionanti, per la produzione delle candele, del colaggio dei ceroni, mentre la fabbrica nuova è improntata al mantenimento della tradizione, a cura della lavorazione. Si ritiene che la cereria sia stata fondata sui resti di un antico complesso monastico, con torretta di controllo, data la relativa antichità di un secondo blocco a pianta quadrangolare bastionato, presente sul retro della cereria, davanti alla Fonte del Borgo.

- Casa Petrosemolo: si trova nell'angolo inferiore di Piazza Plebiscito all'incrocio con via Corsea. Realizzato nel primo '900, di proprietà di un certo Nicola Petrosemolo che ha fatto incidere sotto l'architrave superiore il proprio nome, è un elegante esempio di Liberty lancianese nel centro storico, dopo il Palazzo del Capitano. L'aspetto più rilevante dei due fronti è il contrasto cromatico tra il paramento murario in mattoni rosso e il bianco delle partiture architettoniche che fanno da cornici marcapiano. La facciata ha un profilo stretto e alto, presentando al di sopra del primo livello, balconate in ferro battuto sostenute da mensole e inquadrate da fasce, lavorate con motivi floreali, rettilinee al primo livello, ad arco avvolgente al secondo. L'iscrizione "Nicola Petrosemolo" si trova sul nastro continuo che chiude il prospetto, sotto la cornice sommitale.

- Ex Istituto Professionale "De Giorgio": risale al tardo Ottocento, progettato da Filippo Sargiacomo. L'edificio si trova nella piazzetta dei Funai, tra i rioni Civitanova-Borgo, è addossato alle Torri Montanare, ed è stato usato sino agli '70, quando venne inaugurata la nuova moderna sede. La struttura è composta nella facciata da tre grossi blocchi divisi da paraste, con il corpo centrale avanzato rispetto agli altri, e dotato di un timpano ad architrave triangolare. Il palazzo fu fondato sull'area antica della chiesa di San Pantaleone, poi San Carlo, con annesso ospedale. Infatti la chiesa, benché sconsacrata, è stata inglobata nel palazzo, ed è possibile leggerne ancora l'impianto.

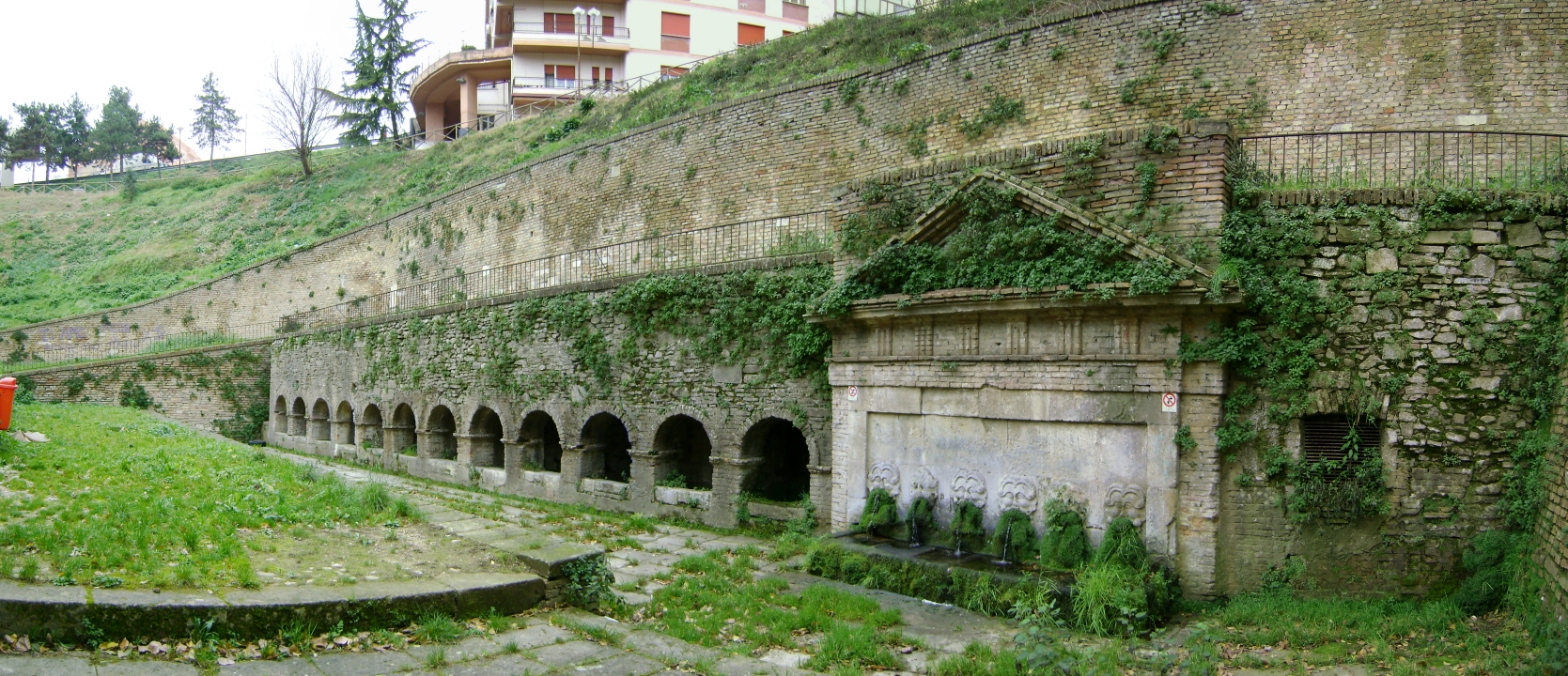
La Fonte del Borgo.

- Torrione Aragonese: si trova lungo via del Torrione, presso Piazzale Memmo, ed è l'unico esempio superstite della cinta muraria aragonese (XV secolo). La torre è interamente in mattoni, oltre alla scarpata, conclusa da un tiro di mattoni sagomati, il suo elemento più caratterizzante è il coronamento in beccatelli, realizzato in mattoni progressivamente sporgenti e a formare le mensole di sezione triangolare fra piccoli archi a sesto acuto. Interessante è anche il foro alla sommità del beccatello, e funzionale all'alloggiamento della struttura in legno del solaio di copertura. Sul corpo circolare della torre sono presenti feritoie, alla sua base lungo la scarpa sono invece piccole aperture ad arco, associate ai piccoli tagli superiori della muratura. Il torrione non è sempre visitabile, e solitamente il FAI di Primavera organizza delle visite annuali.

- Fonte del Borgo: posta nel piazzale Francesco Paolo Memmo, risale al Medioevo. Fu restaurata nell'800, e oggi è compresa in un complesso seicentesco usato per la produzione di candele. La fontana è scavata nella terra, essendo alla base di un fosso. L'impianto è asimmetrico, costituito da un corpo principale con coronamento a timpano e un'ala laterale, che funge da lavatoio, con 12 aperture a tutto sesto con ghiera in mattoni, ricavata da un ampio vano a forma rettangolare, a ridosso della collina. Il timpano triangolare, in mattoni sagomati, è sostenuto da un ordine di lesene in mattoni con capitelli e trabeazione, completa di fregio e triglifi, che inquadrano un paramento di lastre di pietra squadrata, in cui sono inseriti 6 mascheroni scolpiti di aspetto antropomorfo e zoomorfo[20], da cui escono le cannelle.

## Le mura e le porte

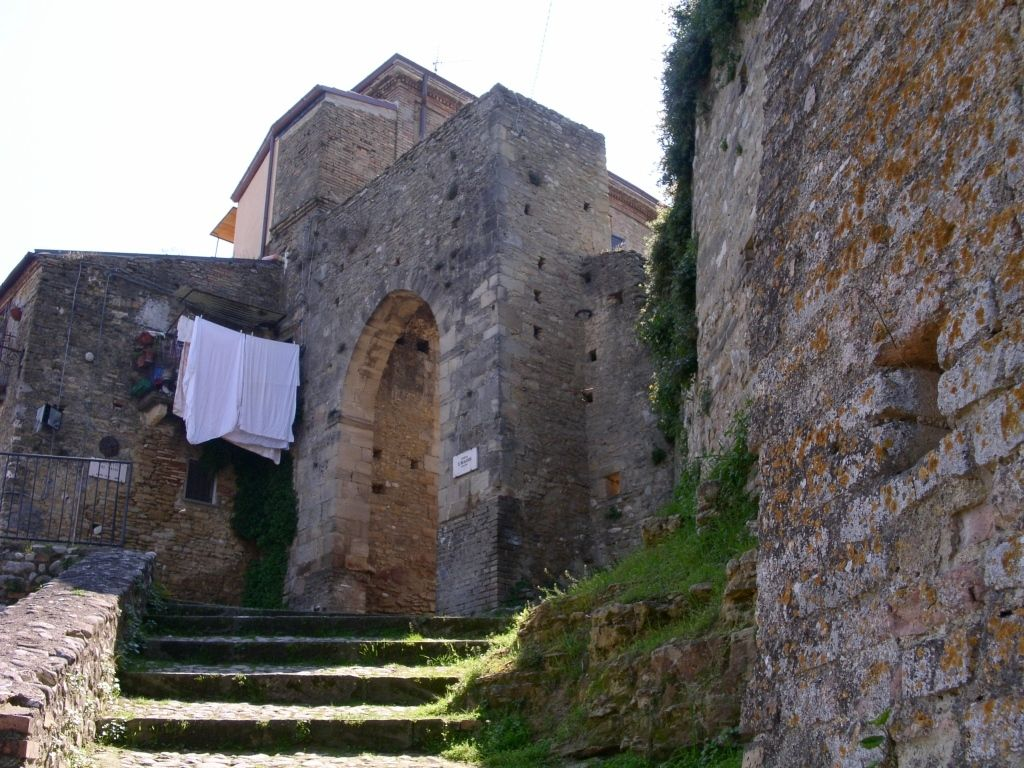
Porta San Biagio.

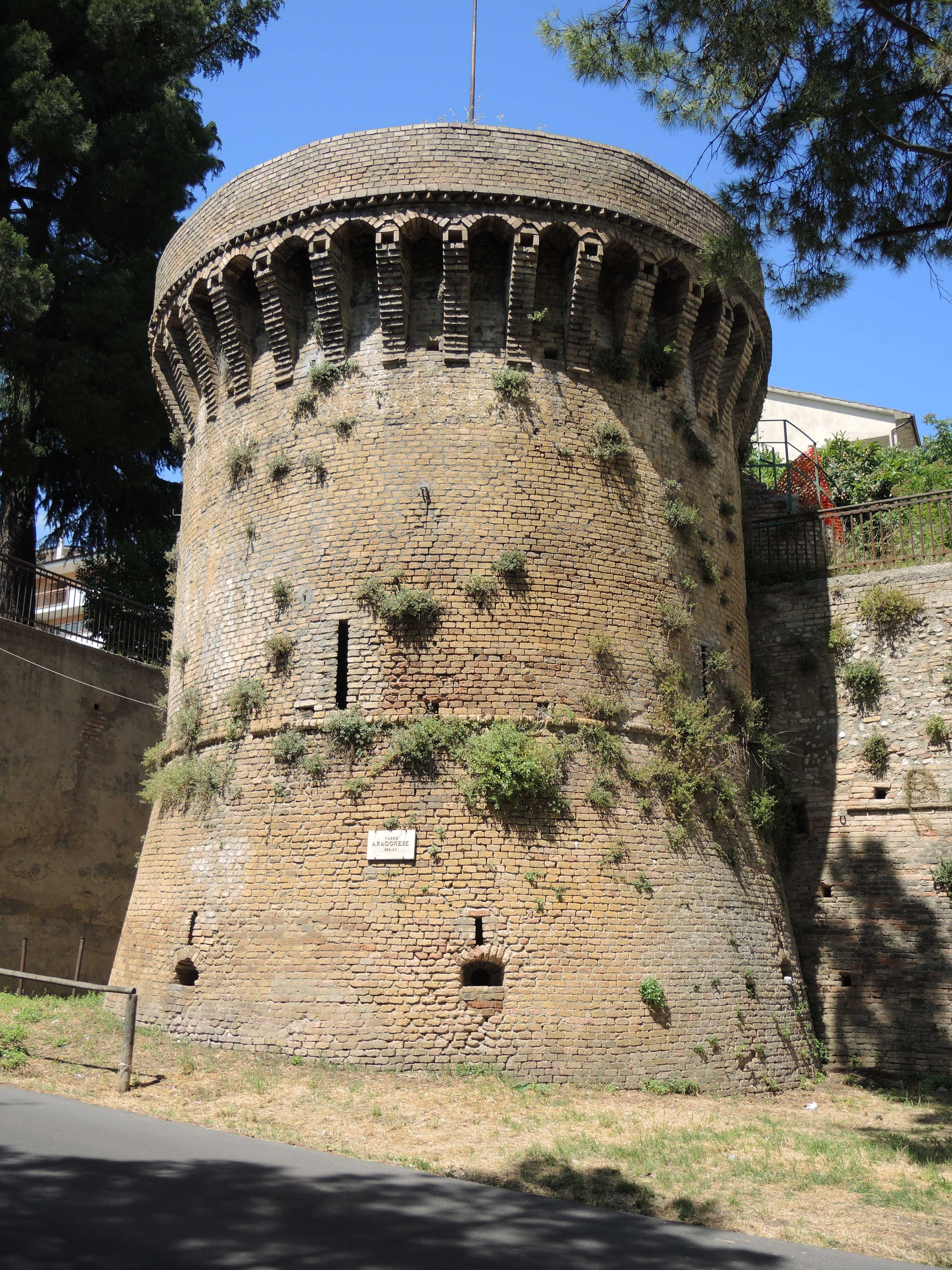
Torrione aragonese

La cinta muraria medievali oggi è ancora ben visibile, e abbracciava tutti e quattro i rioni. Purtroppo nell'Ottocento gran parte delle mura è stata demolita o spianata, insieme con le nove porte di accesso, e di esse rimangono i resti ben visibili delle Torri Montanare (XI secolo), del Torrione Aragonese (XV secolo), la Porta San Biagio(XII secolo) e i vari tratti e le ripe, come la via Agorai a Lancianovecchia, insieme con la via dei Bastioni, o la via delle Ripe a Civitanova.

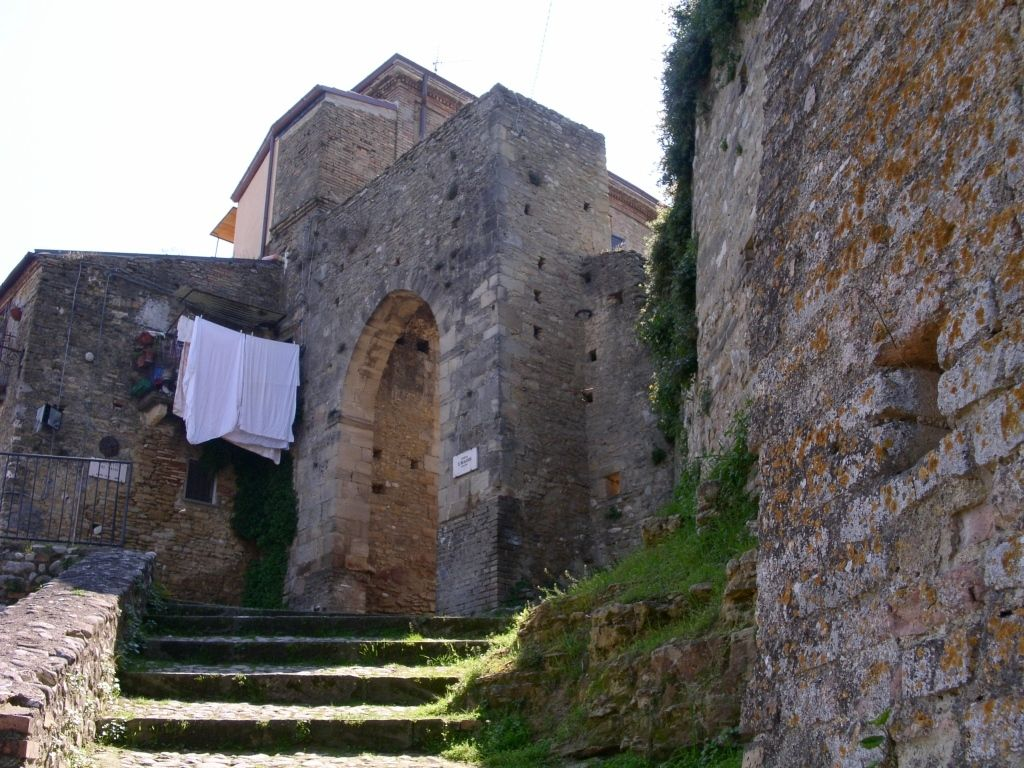
Porta San Biagio di Lanciano

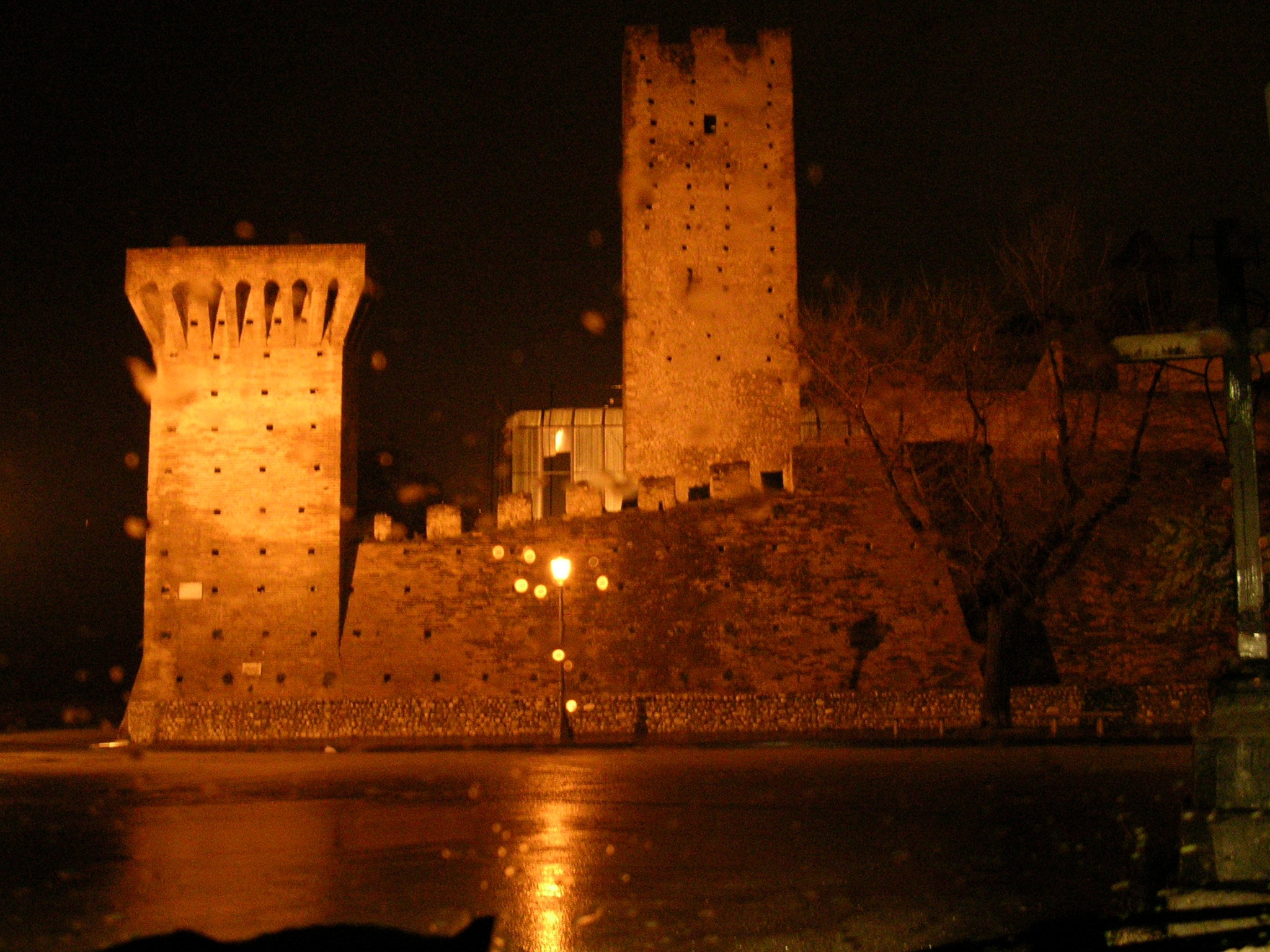
Torri Montanare

Le mura costituiscono il tratto di un'imponente opera di fortificazione protrattasi nei secoli, che racchiude i quattro rioni storici della città (Lancianovecchio, Civitanova, Sacca e Borgo). Il primo tratto di mura risale alla ricostruzione longobarda di Lancianovecchia sul Colle Erminio, sopra l'antico abitato di Anxanum, detto volgarmente Lancianovecchio; alcuni storici sostengono la presenza di un castello medievale detto "Tonnino" nell'area del palazzo Vergilj, i ruderi si trovano sotto il giardino nel tratto murario di via Agorai. All'epoca Angioina risale il tratto di Porta San Biagio, forse nel XIII secolo fu eretta sopra un ingresso preesistente che consentiva l'accesso alla città dal tratturo per la Puglia. Porta San Biagio ad arco gotico  è presso la chiesa omonima esistente già dal 1059 circa. Si ricorda a Lancianovecchio anche  il tratto murario di via Agorai e del sobborgo dei ceramisti con il tratto di via Bastioni, questo è sul versante orientale di Lancianovecchio nel fosso di pozzo Bagnaro, con due archi che si intersecano nella cortina di case mura, il tratto di via Agorai è più antico, in pietrame irregolare di fiume e della vallata. 
Le mura furono fortificate e ampliate in epoca normanna dal Conte Ugo "Malmozzetto", quando Lanciano entrò nella Contea di Manoppello (XI secolo), infatti in alcuni documenti si cita una porta con torrione, alcuni ci hanno visto la torre (rifatta nel XV secolo) di Porta Sant'Angelo al Borgo (zona fonte del Borgo), corva del Torrione aragonese delle Monache in via Torrione; poi furono allargate da Federico II di Svevia, e infine dopo gli angioini da Alfonso I d'Aragona nel 1489, che si occupò di recintare il quartiere di Civitanova con le Torri Montanare già esistenti dall'XI secolo, (si ricorda la torre più bassa del gruppo), sopra il Colle Selva, in corrispondenza del Colle Erminio, e il torrione delle Monache presso il convento di santa Chiara, fortificando dunque la parte meridionale di Lanciano rivolta verso l'entroterra. Nel XIII secolo era stato ben fortificato anche il rione Borgo, di fondazione franco-longobarda, il cui villaggio si era costituito partendo dal vecchio convento di San Legonziano, dove si era verificato nell'VIII secolo il famoso miracolo eucaristico di Lanciano. 
Le porte erano:

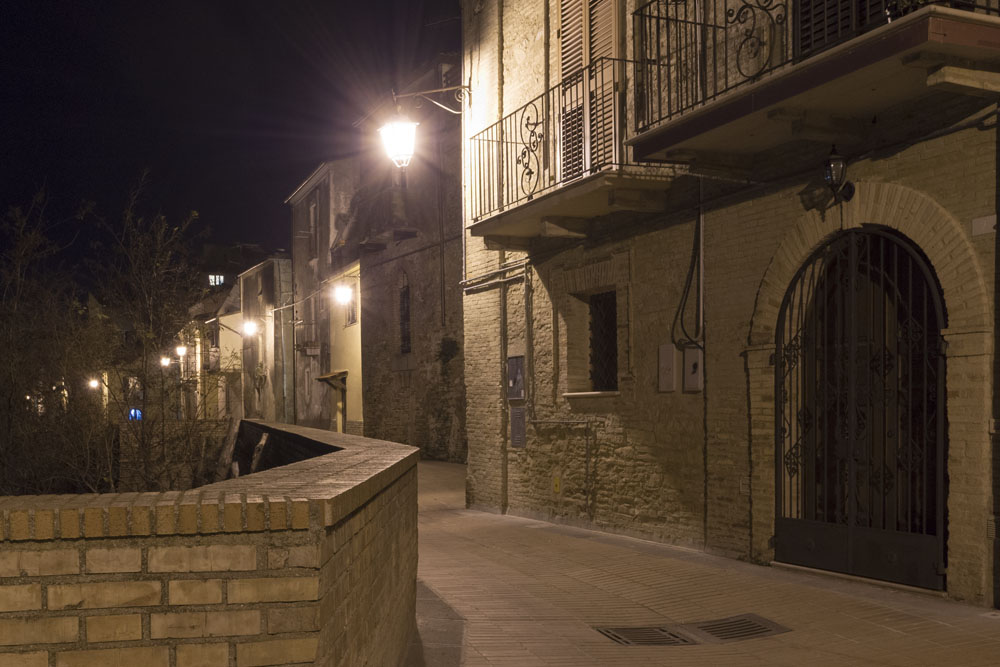
Tratto murario di via delle Ripe (rione Civitanova)

- Porta San Biagio: unica superstite, posta all'ingresso da nord del rione Lancianovecchio, presso la chiesa omonima. Ha un arco ogivale gotico, e muratura in pietra concia a blocchi squadrati, risalente al X-XII secolo.
- Porta Bagnara: del XIII secolo, posta nella salita dei Bastioni, presso il Ponte di Diocleziano. Prendeva il nome da un'antica fonte di Pozzo Bagnaro, oggi scomparsa, che era sotto l'arco maggiore del ponte della Basilica cattedrale.
- Porta Diocleziana - Santa Maria del Ponte: la denominazione è

recente, prima era detta  Porta Madonna, risale al XIII secolo, e oggi, benché modificata, è ancora esistente, costituendo l'ingresso al ponte romano dal retro della Cattedrale. Con i lavori d'interramento del fosso e della creazione del corso nuovo all'inizio del Novecento, la porta è stata notevolmente sopraelevata, ma è ancora ben visibile l'arco a tutto sesto da cui si accede, e la torretta medievale di guardia, oggi trasformata in una casa civile.
- Porta Sant'Angelo: costituiva l'accesso al rione Borgo dalla fonte medievale del Borgo, e prendeva il nome da una cappella dedicata a san Michele Arcangelo, posta nei pressi del convento di San Francesco. La porta, ampliata  con torri  cilindriche  nel XV-XVI secolo, è descritta dagli storici come una delle più belle e decorate della città, prima della distruzione. Si trovava all'incirca all'ingresso di salita dell'Asilo, il torrione era presso l'antico candelificio Di Vincenzo.
- Porta Santa Chiara o Porta Reale: è una delle porte più recenti, aperte nella metà dell'Ottocento per Ferdinando II delle Due Sicilie in visita alla città. Si trovava all'ingresso del corso Roma presso la chiesa di San Filippo Neri del monastero delle Clarisse, e fu demolita nel 1850 circa.
- Porta Civitanova - Santa Maria Nova: si trovava presso le Torri Montanare, accesso principale al rione storico.
- Porta della Noce: si trova in via delle Ripe, ed è posteriore alle porte medievali principali: consiste in un arco a tutto sesto in laterizio che si apre in una fascia di palazzi gentilizi, tra cui Palazzo Macchiocchini Madonna e Palazzo Bocache.
- Porta San Nicola e Porta Sant'Antonio: costituivano due ingressi lungo il Ponte dell'Ammazzo, sotto la chiesa di San Nicola nel rione Sacca. La prima doveva sorgere dal lato della chiesa, l'altra invece dal lato del Piazzale Garibaldi, dove si trovava un monastero omonimo, andato distrutto.

## Città sotterranea di Anxanum

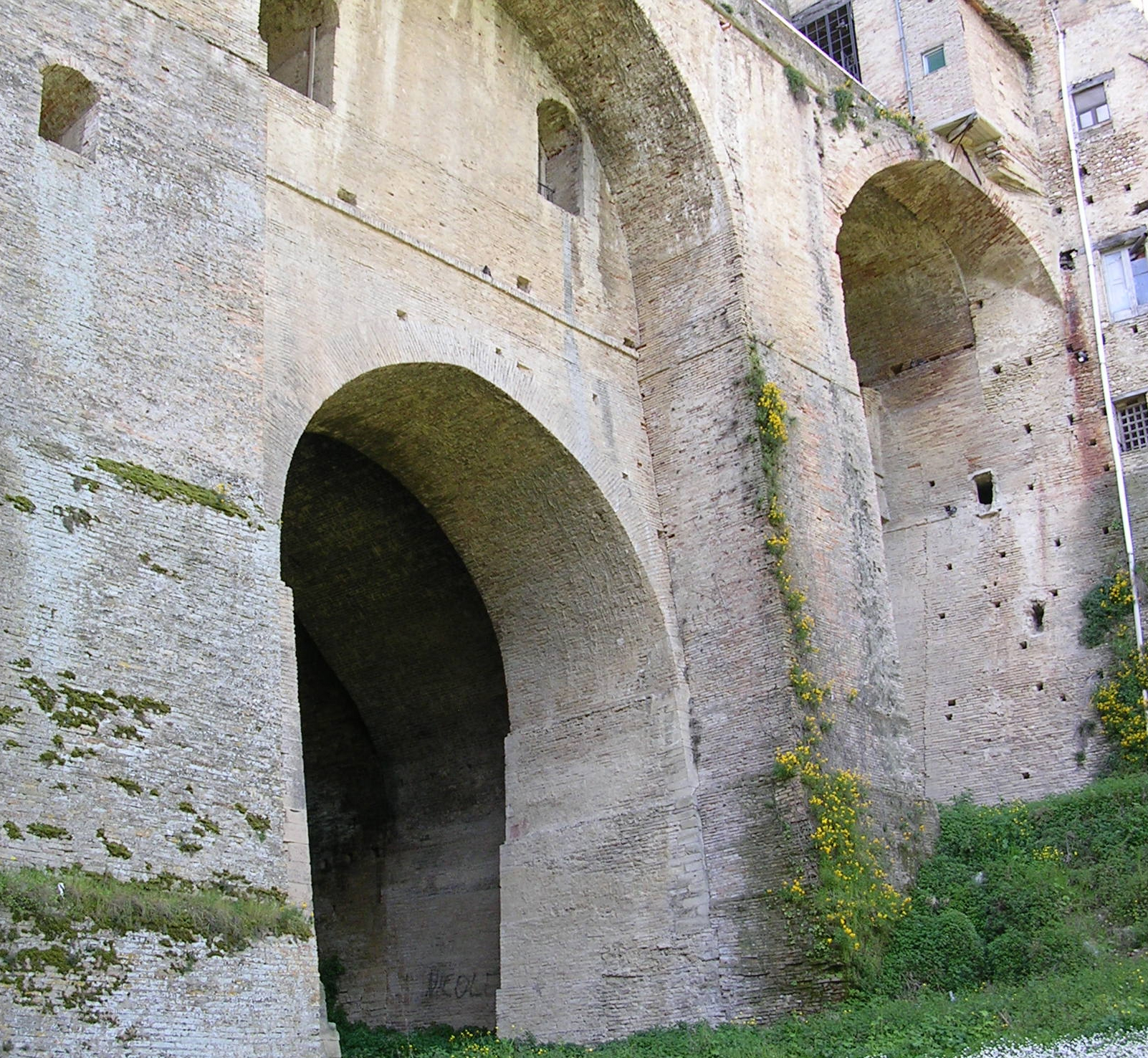
Bastioni del Ponte di Diocleziano.

La planimetria della città occupava più o meno il sito attuale del centro storico, con fenomeni di urbanizzazione più massiccia nella parte del rione Lanciano Vecchio. Il cardo principale era via dei Frentani, in Largo San Giovanni c'era il foro, il campo marzio era in Piazza Plebiscito col tempio di Marte (dove oggi sorge la Cattedrale), altri templi sorgevano nell'area di San Biagio. La parte nuova di costruzione romana (I secolo d.C.) è quella del rione Borgo, anche se non si sono registrati fenomeni ampi di urbanizzazione, l'area era principalmente ripiena di vegetazione, con alcuni templi, dei quali quello maggiore era dedicato a Giunione Lucina, lungo il Corso Roma (oggi vi sorge la chiesa di Santa Lucia). Altra area prevalentemente naturale era il colle della Selva (i documenti più antichi parlando di "silva", ossia che l'area aveva un bosco sacro), dove oggi sorge il quartiere Civitanova-Sacca. Vi erano costruiti solo il tempio di Apollo, dove verrà edificata la Prepositura di Santa Maria Maggiore, e il teatro romano, nell'area del Palazzo arcivescovile.
Lo storico lancianese Luca Pollidori, con Giacomo Fella, parlando dell'origine di Lanciano, che sarebbe stata fondata dal troiano Solima nel 1179 a.C., descrive la planimetri della città romana, e dunque si possono riconoscere, dai reperti archeologici rinvenuti:
- Tempio di Marte (Piazza Plebiscito - Cattedrale della Madonna del Ponte)
- Foro (Largo San Giovanni - Sant'Agostino)
- Tempio di Minerva (Sacello di San Giorgio, poi cripta della chiesa di San Biagio)
- Tempio di Giunone (chiesa di Santa Lucia - Corso Roma)
- Terme romane (via dei Frentani - Palazzo del Capitano, poi D'Avalos, e dal XVIII secolo Palazzo De Crecchio)
- Teatro romano (Largo dell'Appello - Palazzo arcivescovile)
- Tempio di Giove Olimpio (Largo dell'Appello - chiesa della Maddalena, poi di Santa Maria Nuova)
- Ponte dell'imperatore Diocleziano (Piazza del Plebiscito)
- Cisterna romana (Piazza Plebiscito - fondaci dell'ex convento di San Basilio sotto San Francesco d'Assisi)
- Tempio di Apollo (via Garibaldi - chiesa di Santa Maria Maggiore).

Come attestato da vari ritrovamenti e dalle cronache degli storici, la città storica di Lanciano, specialmente i rioni Borgo e Lancianovecchia, poggiano su tutto lo strato urbano italico romano, ricalcandone quasi completamente il sistema viario dei cardi e decumani massimi. Il processo di stratificazione urbana ebbe inizio nell'VIII secolo dopo la conquista longobarda, quando vennero eretti i castelli, le fortificazioni, e le prime chiese sopra i templi romani, come le chiese di San Giorgio (oggi la cripta di San Biagio), Santa Maria Maggiore, Santa Lucia.
Tuttavia oggi, anche per motivi pratici, è possibile intravedere solo una minima parte di tutta la città romana di Anxanum, grazie agli scavi archeologici del 1992, e a quelli del Giubileo del 2000. Gran parte dei reperti trasportabili, come lapidi, capitelli, sculture e ceramiche, è stato assemblato nel museo civico situato dapprima in via Cavour, e poi dal 2011 nel Polo Museale di Santo Spirito, nell'ex convento celestino.

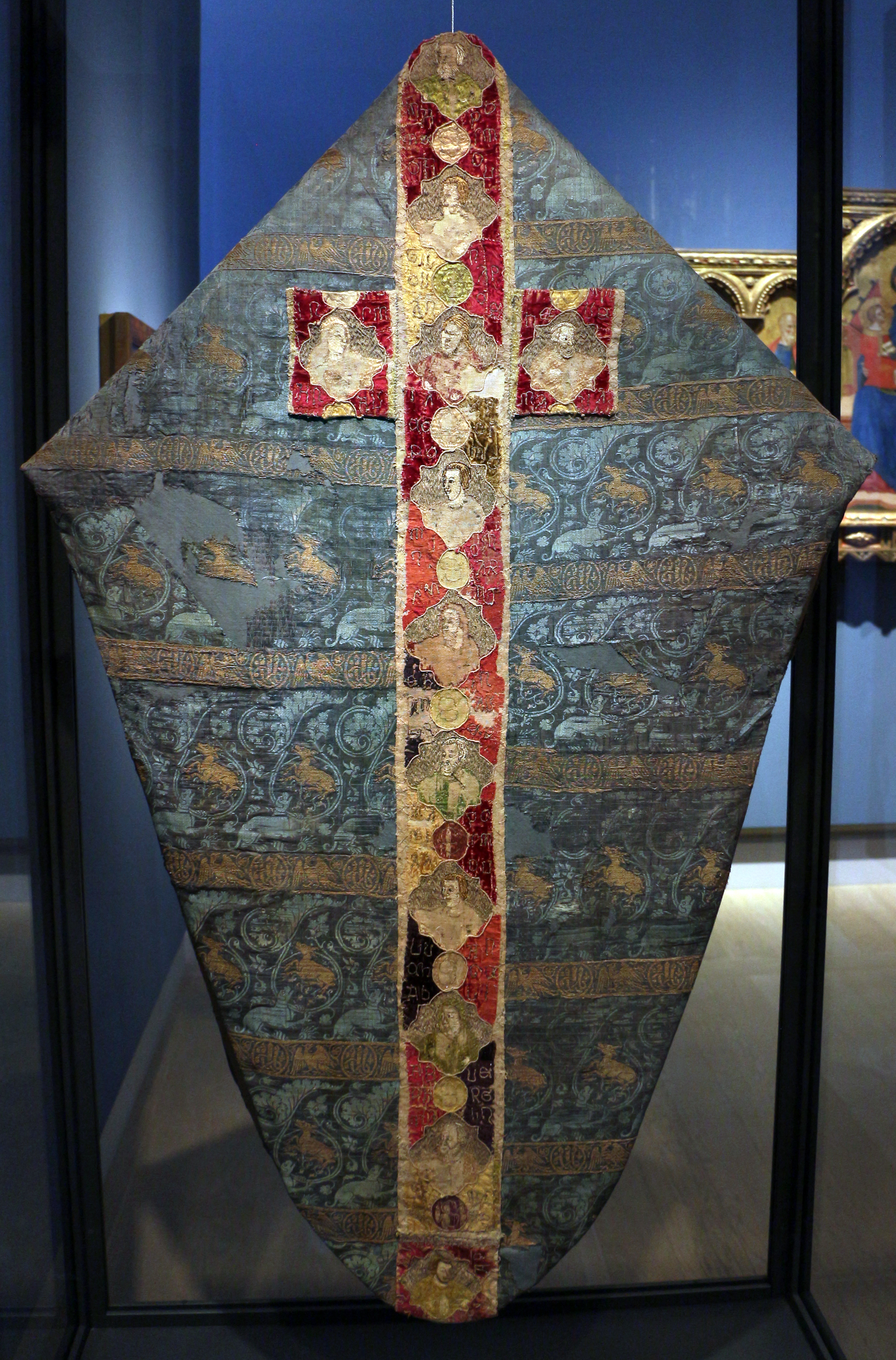
La casula ritrovata nell'area della chiesa di San Giovanni a Lancianovecchia (2013).

Gli scavi archeologici sotto Piazza Plebiscito hanno riportato alla scoperta strutture monumentali molto antiche, alcune delle quali risalenti al periodo proto-italico nel IX secolo a.C., quando in occasione del Giubileo venne promosso lo scavo dell'antico convento di San Legonziano, dove si verificò il miracolo eucaristico di Lanciano. Venne così realizzato un percorso sotterraneo che dalla cappella conventuale di San Francesco avrebbe condotto fino alle fondamenta del Ponte di Diocleziano, attraversando tutta la piazza sotterranea. Nel percorso è possibile comprendere come la piazza fosse adiacente a un lato del ponte di Diocleziano, che consentiva l'accesso alla città, oggi conservato nell'assetto tardo cinquecentesco, dopo i rimaneggiamenti ancora più tardi della soprastante Cattedrale.
Dalla zona del "corridoio" del ponte, trasformato in auditorium, caratterizzato da volta a crociera in mattone cotto, si può accedere alle fondamenta della chiesa della Santissima Annunziata, poi a un corridoio in laterizio che risale alle pendici del Colle Pietroso, dove ci sono i resti di una cisterna romana del I secolo, sopra cui poggia il complesso del Santuario di San Francesco, e parte del vecchio convento di San Legonziano. Questa porzione del complesso è del XII secolo, precedente l'insediamento francescano, ed è dotata di un cappellone monumentale con pregevoli affreschi, come la Crocifissione (XIV sec.), il Giudizio Universale e un ciclo delle Storie dell'Apocalisse di Giovanni del XV secolo, e la cappella del primitivo oratorio dell'VIII secolo, dove avvenne il Miracolo.
Altri scavi archeologici del 1992 presso la torre di San Giovanni hanno riportato alla luce gran parte del materiale conservato nel museo archeologico: ceramiche risalenti all'età del ferro (IX secolo a.C.), i resti di due complessi in opus reticulatum del I secolo a.C., in via del Ghetto è riemersa una moneta raffigurante l'imperatore Adriano, e infine è stata rinvenuta la pianta della chiesa di San Giovanni, dove nel 2013 è stata rinvenuta una "casula" di grande importanza, conservata nel Museo diocesano.

## Monumenti pubblici

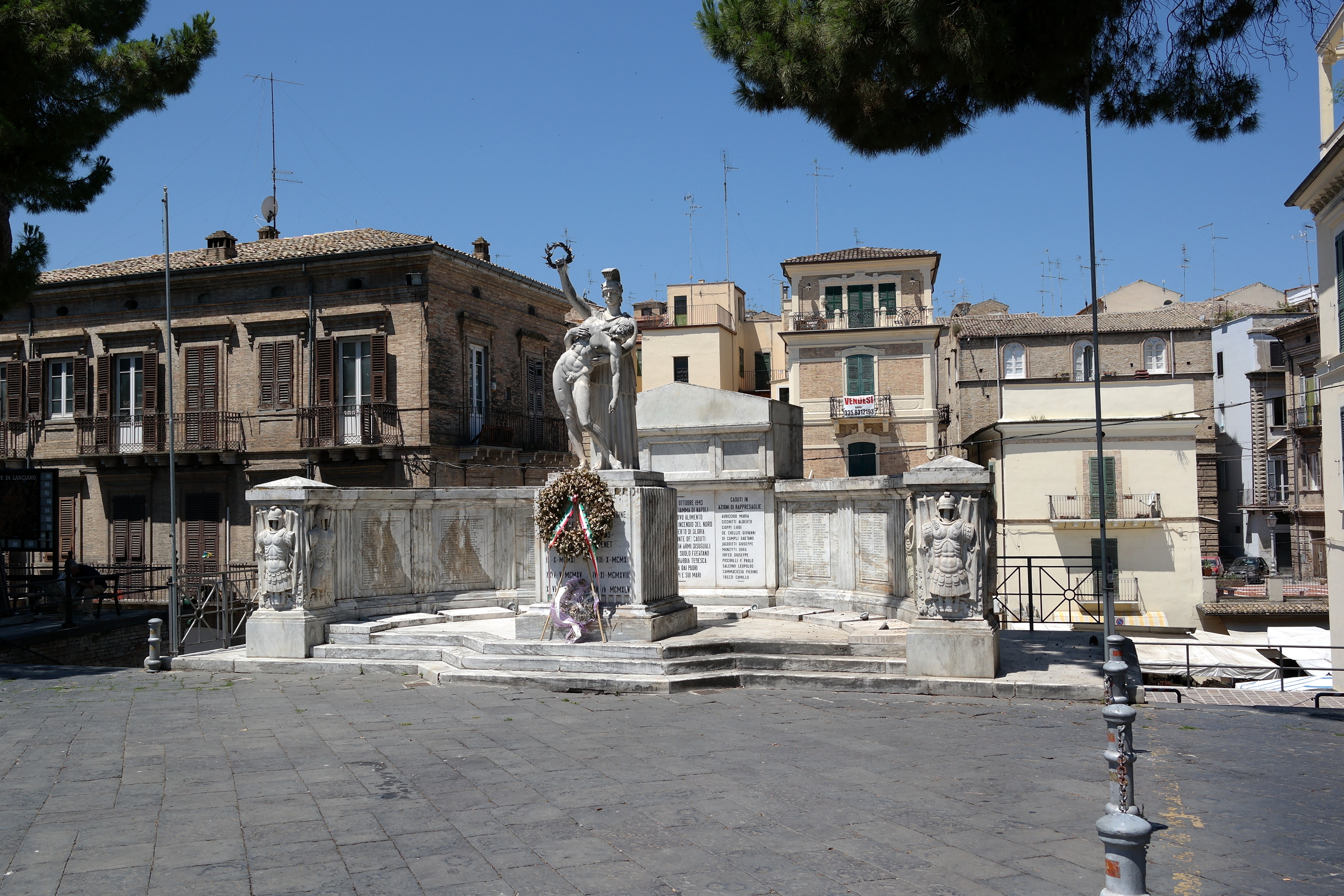
Monumento ai Caduti in Piazza del Plebiscito.

Monumento ai Cadutieretto nella Piazza del Plebiscito sopra la storica fontana dell'inizio Novecento, è opera dello scultore Amleto Cataldi (1926) e si caratterizza per la complessa articolazione e per la sua valenza monumentale, per la qualità della soluzione adottata sotto il profilo urbanistico. Completamente in marmo il gruppo raffigura la Vittoria, nelle veste di Atena che sollevando una corona d'alloro in bronzo, sostiene un soldato morente nelle forme di un guerriero greco nudo del periodo classico. La pedana su cui si colloca il monumento è sopraelevata di tre gradini rispetto al piano di calpestio della piazza. Un emiciclo delimita lo spazio e risolve il rapporto della piazza con il tessuto medievale retrostante.
Monumento a Fedele FenaroliSi trova all'ingresso della villa comunale dal Corso Trento e Trieste, ed è immerso in un giardino ellittico con due palme agli estremi punti. Al centro si trova il blocco con l'iscrizione A FEDELE FENAROLI, sormontato da un busto del compositore.
Monumento a Trentino La BarbaÈ stato realizzato nel 2016 e posto in Largo dell'Appello; scolpito su pietra calcarea della Maiella, raffigura il partigiano Trentino La Barba, una delle vittime dei "martiri ottobrini" che il 6 ottobre 1943 si ribellarono all'oppressione tedesca; La Barba è raffigurato nelle vesti di un martire cristiano, suppliziato con legami contro una colonna, con lo sguardo rivolto verso la montagna.
Sacrario dei Martiri LancianesiRealizzato negli anni '60, si trova nei pressi dell'ex convento delle Clarisse (oggi istituto pedagogico "Cesare De Titta"), dove il 6 ottobre avvenne la rappresaglia dei martiri ottobrini contro i tedeschi, e dove venne impiccato Trentino La Barba. Il monumento è un altare in granito con una lastra di bronzo che raffigura in maniera stilizzata una scena di martirio, e con una lapide che commemora la prima celebrazione ufficiale del 1946, e la lista dei caduti dei martiri.
Monumento ai Bersaglieriè stato inaugurato nel 2018 in Piazza Nicola Pace, e raffigura il busto di un bersagliere sopra un blocco di granito.
Monumento ai Martiri delle Foibesi trova lungo il viale Rimembranze all'incrocio con viale Battisti e viale Caduti di Nassiriya, alle porte della villa comunale. Realizzato nei primi anni 2000, si tratta di un blocco di granito a forma circolare con una citazione scolpita, e con al centro, sulla sommità, due mani di bronzo tese verso il cielo, simbolo del supplizio degli infoibati. Le mani sono circondate da cinque lastre di vetro, a simboleggiare i crepacci delle fosse.
Presepe monumentale di Paolo Spoltoreè stato realizzato nel 2015 dall'artista Paolo Spoltore, figlio del celebre Federico Spoltore, dapprima esposto nella piazza principale di Lanciano, poi nel percorso archeologico del ponte di Diocleziano. Si tratta di otto "totem" tecnologici, composti da ferro proveniente dalle componenti meccaniche di motori automobilistici, viti e bulloni, che compongono la scena della Natività. Il presepe è stato dapprima esposto in Piazza Plebiscito, poi permanentemente nell'auditorium del Ponte Diocleziano. Vennero realizzati inizialmente il bue e l'asino, poi i Re Magi, il Bambinello, Maria Vergine e San Giuseppe. Questi ultimi si distinguono dalle altre statue per la vestizione particolarmente austera ed elegante di ferro e travertino, usato per i volti. Si stagliano in altezza e più delle altre si impongono nella sintesi del linguaggio creativo. Maria ha tra le mani una colomba bianca dall'ala spezzata.

## Quartiere Novecento - Corso Trento e Trieste

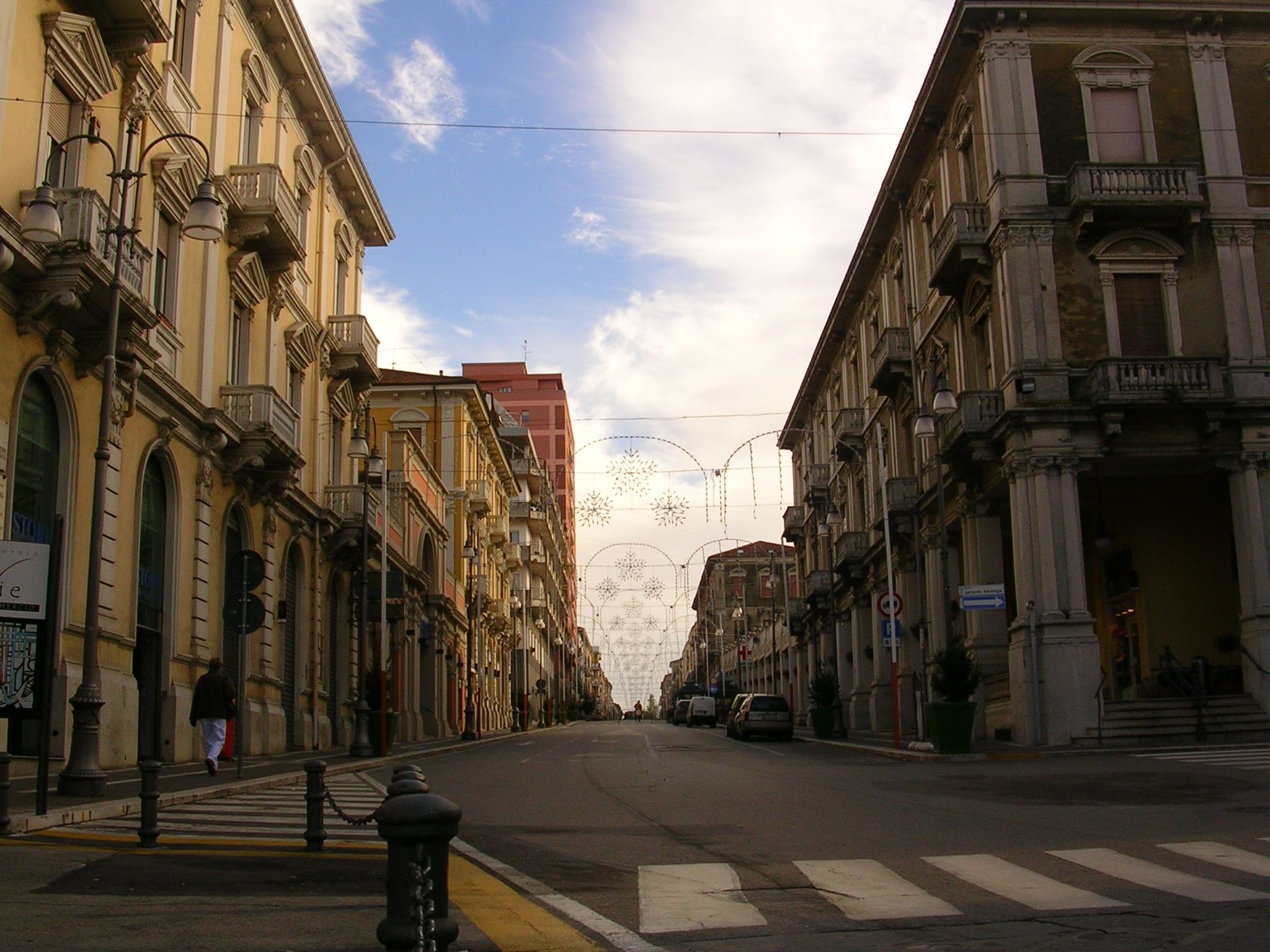
Corso Trento e Trieste visto da Piazza del Plebiscito, in vista a destra i portici del Palazzo Paolini Contento, e a sinistra l'ex River e Palazzo De Simone.

Il nuovo centro principale di Lanciano incominciò a progettarsi dopo il fallimentare tentativo di allargare il borgo medievale, demolendo le mura e alcune chiese, come quelle di San Lorenzo, San Mauro e San Martino. Il primo piano regolatore venne progettato nel 1879 dall'architetto e ingegnere locale Filippo Sargiacomo, che si era occupato anche del restauro di alcune chiese del centro vecchio. L'area scelta per la nuova città borghese fu il piano che separava il fosso di Piazza Plebiscito e il convento di Sant'Antonio di Padova, area delle fiere, dove esistevano alcune ville e il palazzo della dogana.
Nella zona che attualmente è l'ingresso al viale delle Rose (o Salvo D'Acquisto), nel 1840 fu costruito l'ex ippodromo, dall'ingegner Nicola Maria Talli, successivamente ampliato negli anni '30.
Rispetto al nucleo medievale, il quartiere di Borgo Novecento, col corso Trento e Trieste, incominciato nel 1904 e terminato negli anni '20, è più regolare, scandito da vie a scacchiera, con l'asse principale del corso, e termina nel parco della villa comunale. Oltre al corso, le vie principali sono via Luigi De Crecchio. via Dalmazia, la parallela del corso, ossia il corso Bandiera, via Vittorio Veneto, via Renzetti e viale della Rimembranza, che sfocia nella grande Piazza Unità (ex largo della Vittoria). Il viale si fonde successivamente con via Sant'Antonio, che scende fino al convento, da dove poi si snoda la zona moderna di Lanciano. Dietro l'ex ippodromo, sempre nel Novecento fu costruito un villaggio di lavoratori industriali, chiamato Borgo Mancino, ancora oggi in parte conservato, e attraversato dalla ferrovia.
Nel corso del Novecento, anche la zona del viale Cappuccini fu interessata dall'edilizia, dapprima con la costruzione di ville borghesi, e successivamente negli anni '50 con quella di palazzi popolari, comprendendo dunque un secondo principale agglomerato urbano, che si estende a ridotto delle Torri Montanare fino alla zona dello stadio Biondi. Le ville storiche sono Villa Spinelli D'Alessandro, Villa Pace, Villa d'Ovidio Colalè, Villa Carabba, e verso Marcianese Villa Paolucci, quartier generale dei nazisti nel periodo bellico 1943-44.

Filippo Sargiacomo, l'architetto e ingegnere che progettò il primo piano regolatore di Lanciano nel 1879, e costruì il Corso Trento e Trieste.

### Architetture civili del Corso Trento e Trieste
Antico Ospedale e Convento di Santa Maria della Sanità o di San Giovanni di Diosi trova presso il Larghetto Mons. Paolo Tasso all'imbocco dell'arco del Ponte di Diocleziano, provenendo da via Piave. Si tratta dell'unico esempio di antico ospedale cristiano in città ancora oggi conservato, dato che i conventi con annesso ospedale degli infanti e degli ammalati erano molti, oggi purtroppo non più esistenti. Il convento di Santa Maria della Sanità esisteva dal XV secolo, gestito dall'Ordine dei Fratelli di San Giovanni di Dio dopo il restauro del 1580 voluto dal Monsignor Paolo Tasso, e operava vicino all'ospedale della Santa Casa del Ponte (presso la Cattedrale). L'ospedale era provvisto di una chiesa ed era rinchiuso dentro l'ultimo tratto di mura urbiche.  Nel corso del Novecento l'ambiente circostante è stato stravolto con le costruzioni novecentesche di via Piave e del Corso Bandiera, l'ospedale già dal 1807 era sciolto, adibito a semplice chiesa. Successivamente la chiesa venne usata per il rito ortodosso, ma venne sconsacrata e adibita attualmente a sala riunioni, avendo perso tutto l'arredo sacro interno. L'impianto del complesso tuttavia è ancora perfettamente conservato: presso Porta Diocleziana (oggi arco Monsignor Tasso) si trova l'antico ospedale con l'ingresso a cancello, usato come condominio civile. La chiesa a fianco ha il portale romanico in stile rinascimentale con la targa scolpita dedicata a Santa Maria della Sanità. Una seconda targa recita "Xenodochium ex vetere in commodiore loco Deo ac Beatae Mariae sanitatis de ponte Paulus Tassus neapolitanensis archiepiscopus lancianensis p. lapide imposito civium opera dedicavit VIII Kal aprilis MDLCXXXX". Presso il portale si trova anche un'antichissima lapide con foro destinata alle offerte dei gentiluomini.
Ex ospedale Floraspe RenzettiSi trova all'incrocio del Corso Bandiera con via Renzetti. Un'iscrizione sulla facciata attesta la sua inaugurazione il 12 gennaio 1843 da parte del medico lancianese. Nel corso degli anni la struttura divenne il primo ospedale civile della città, accogliendo anche la scuola di ostetricia, inaugurata nel 1934, e poi spostata negli anni '70 nel nuovo polo ospedaliero, poco distante. L'edificio si sviluppa su due livelli separati da cornice marcapiano. I prospetti sono completamente intonacati, la facciata principale presenta uno sviluppo orizzontale in tre campate, aventi il proprio fulcro su quella centrale, aggettante rispetto alle ali e conclusa da un timpano triangolare. L'ingresso è definito da un portale a tutto sesto, bugnato e con cornice orizzontale modanata, lateralmente si aprono i vani finestrati quadrati.

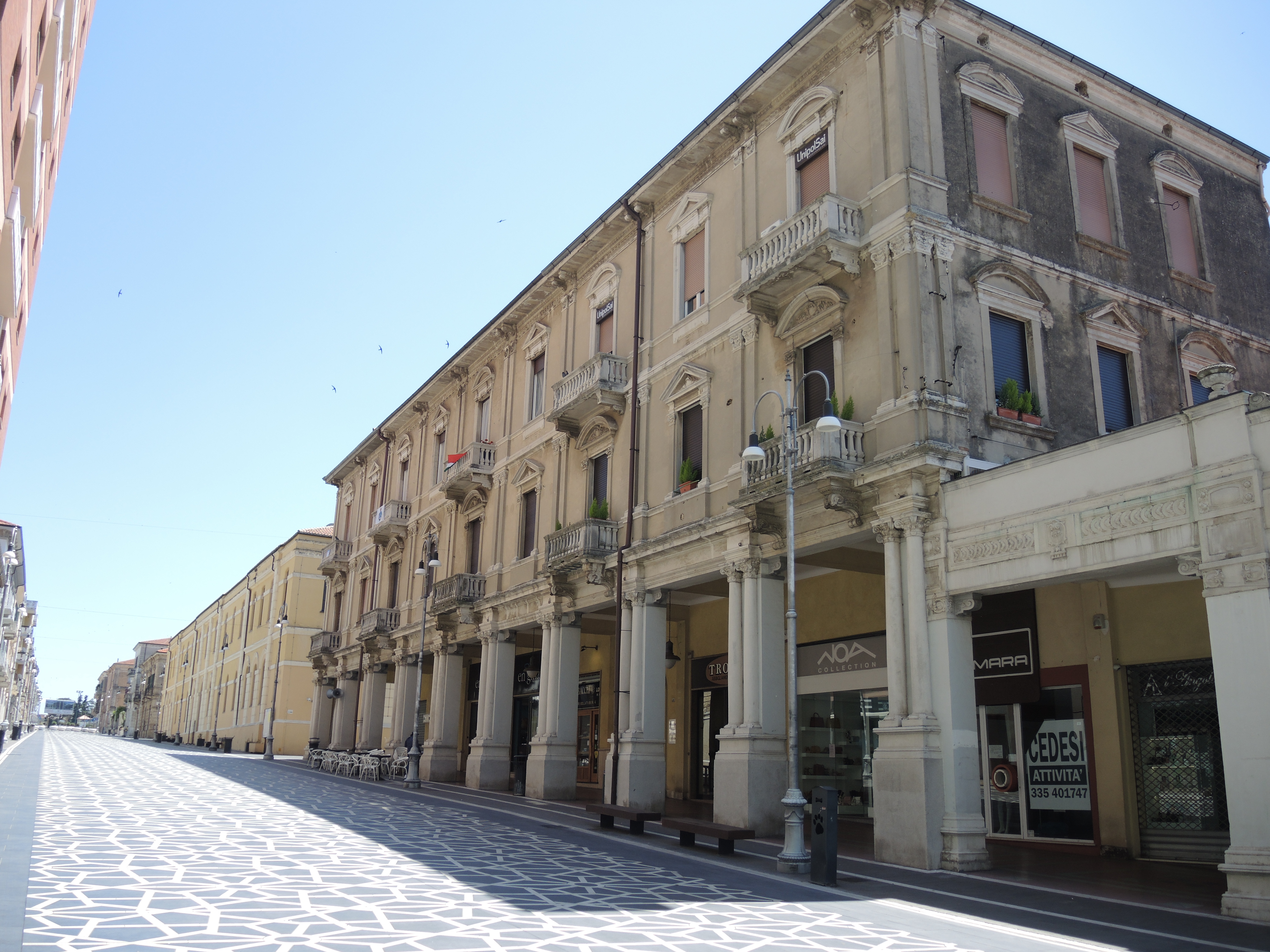
Palazzo Paolini Contento, o dei Portici

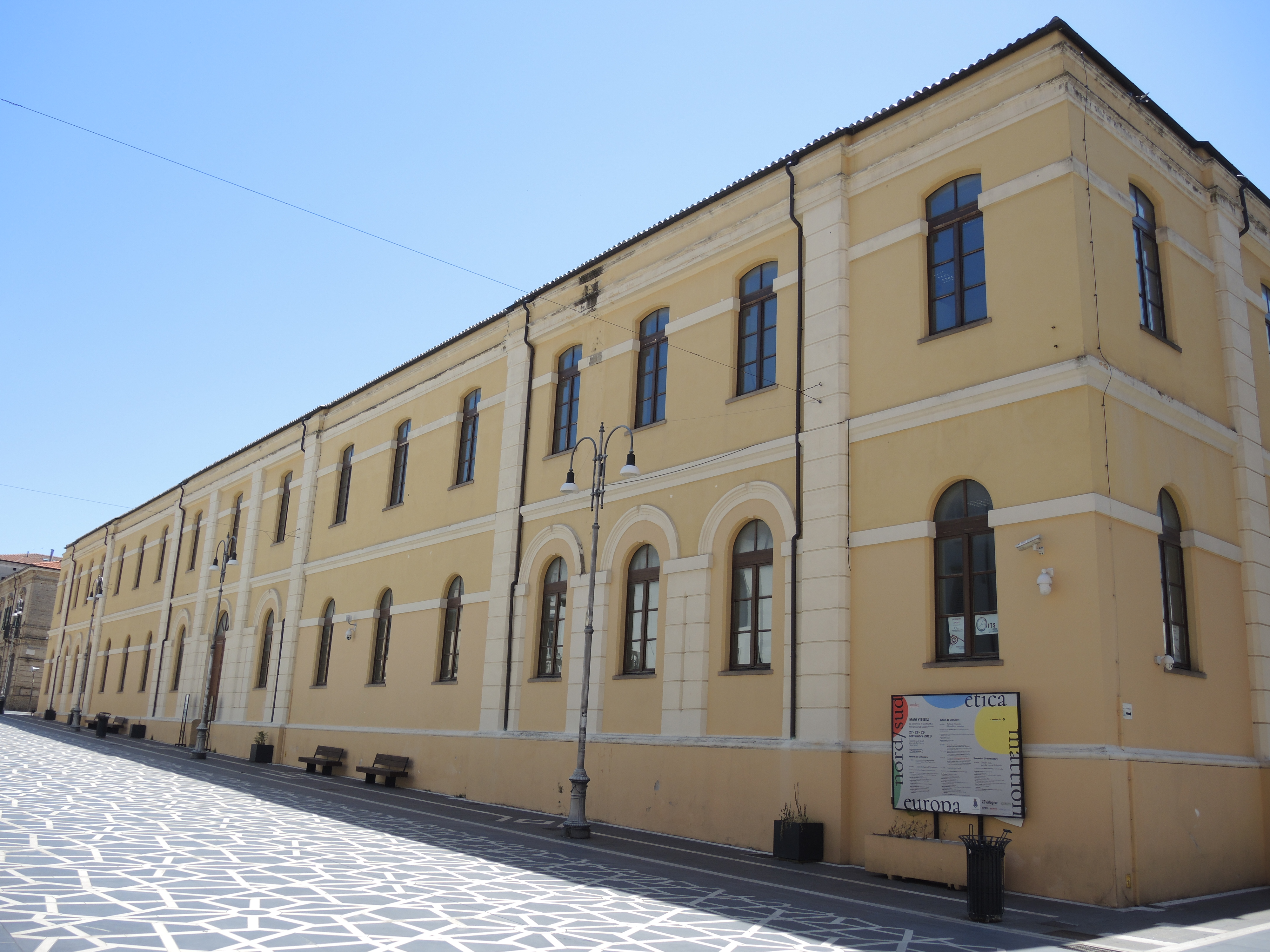
Palazzo dell'ex liceo classico, o "degli Studi"

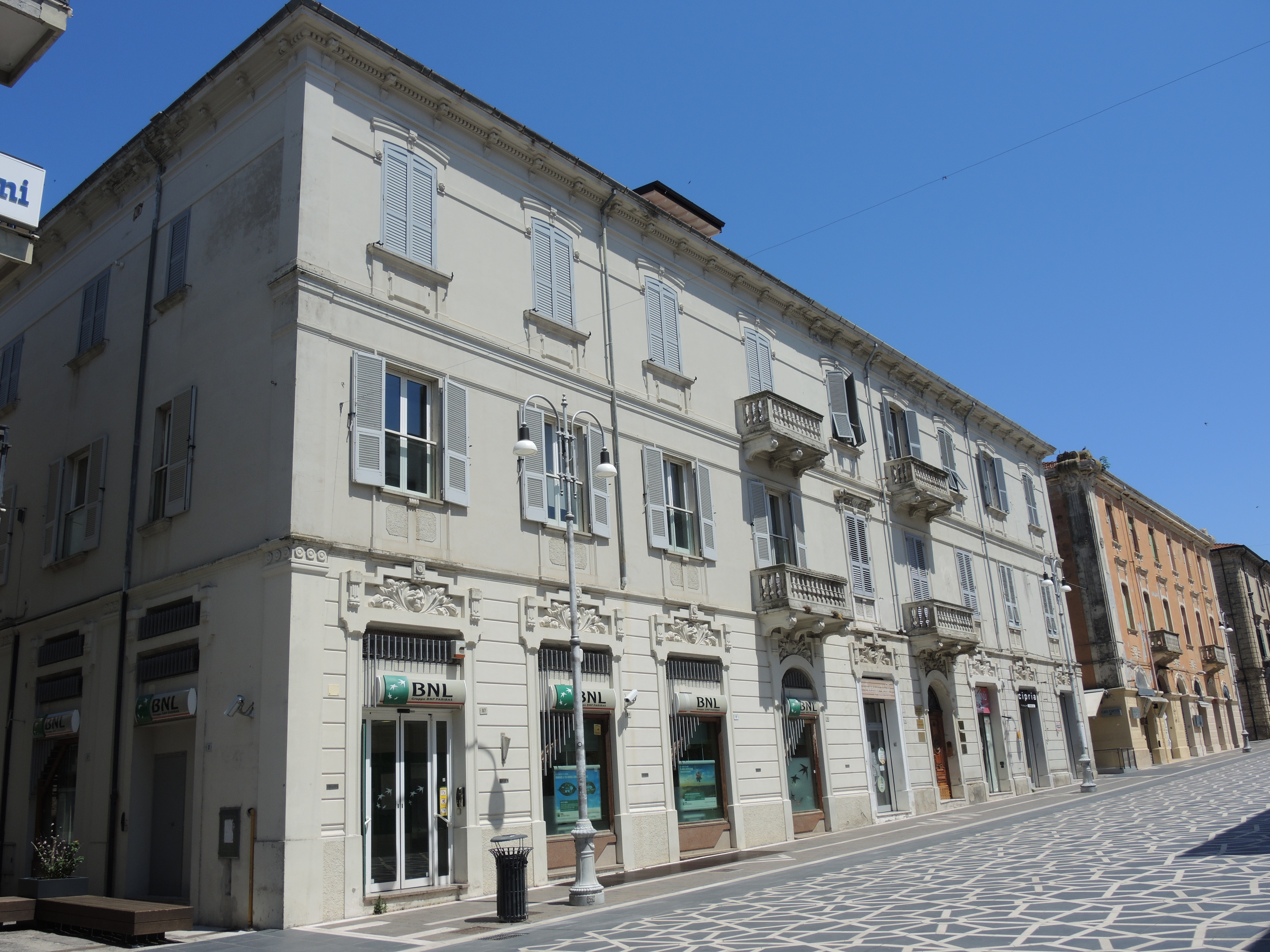
Palazzo Colacioppo

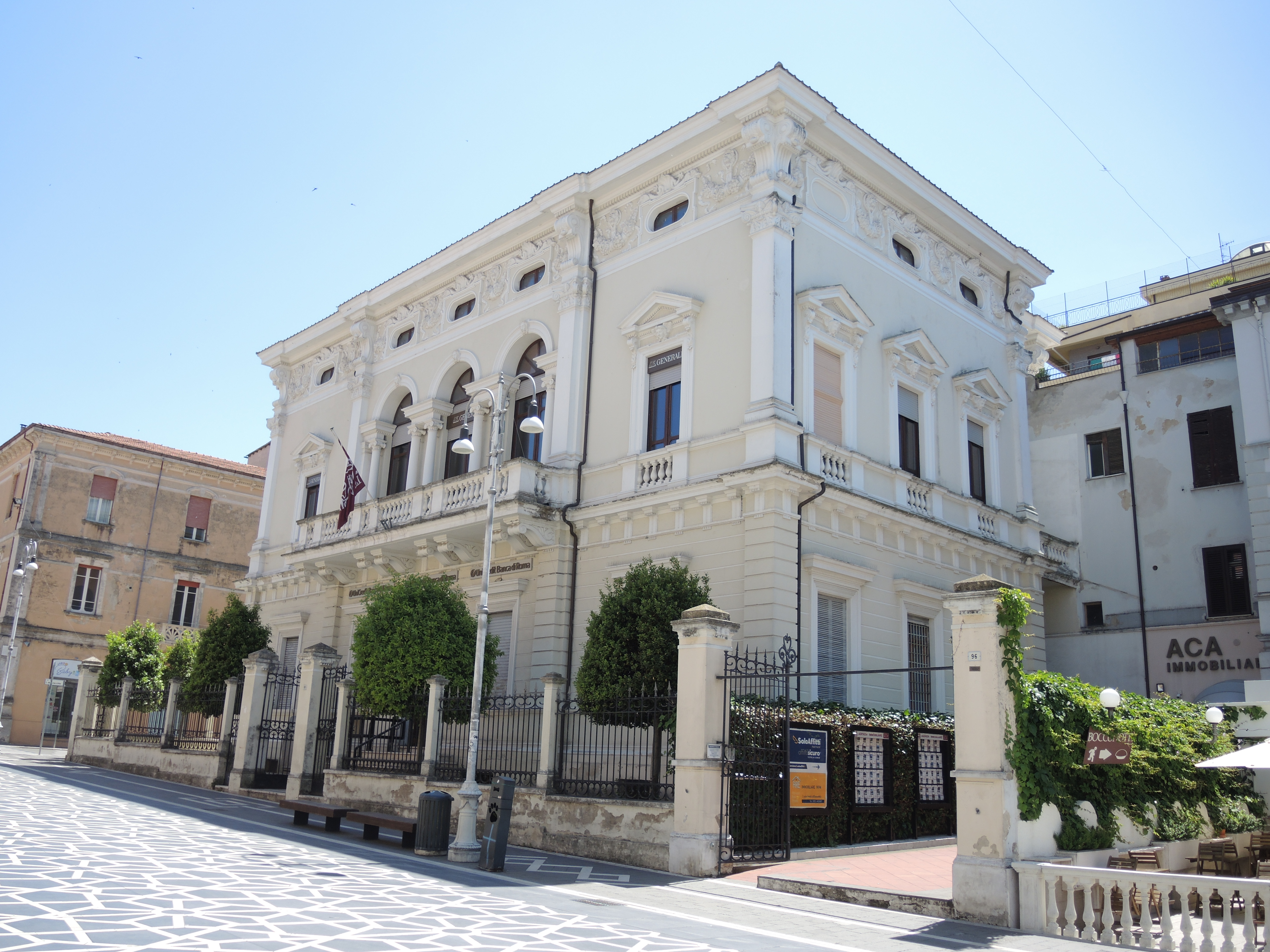
Palazzo De Angelis o del Credito Romano

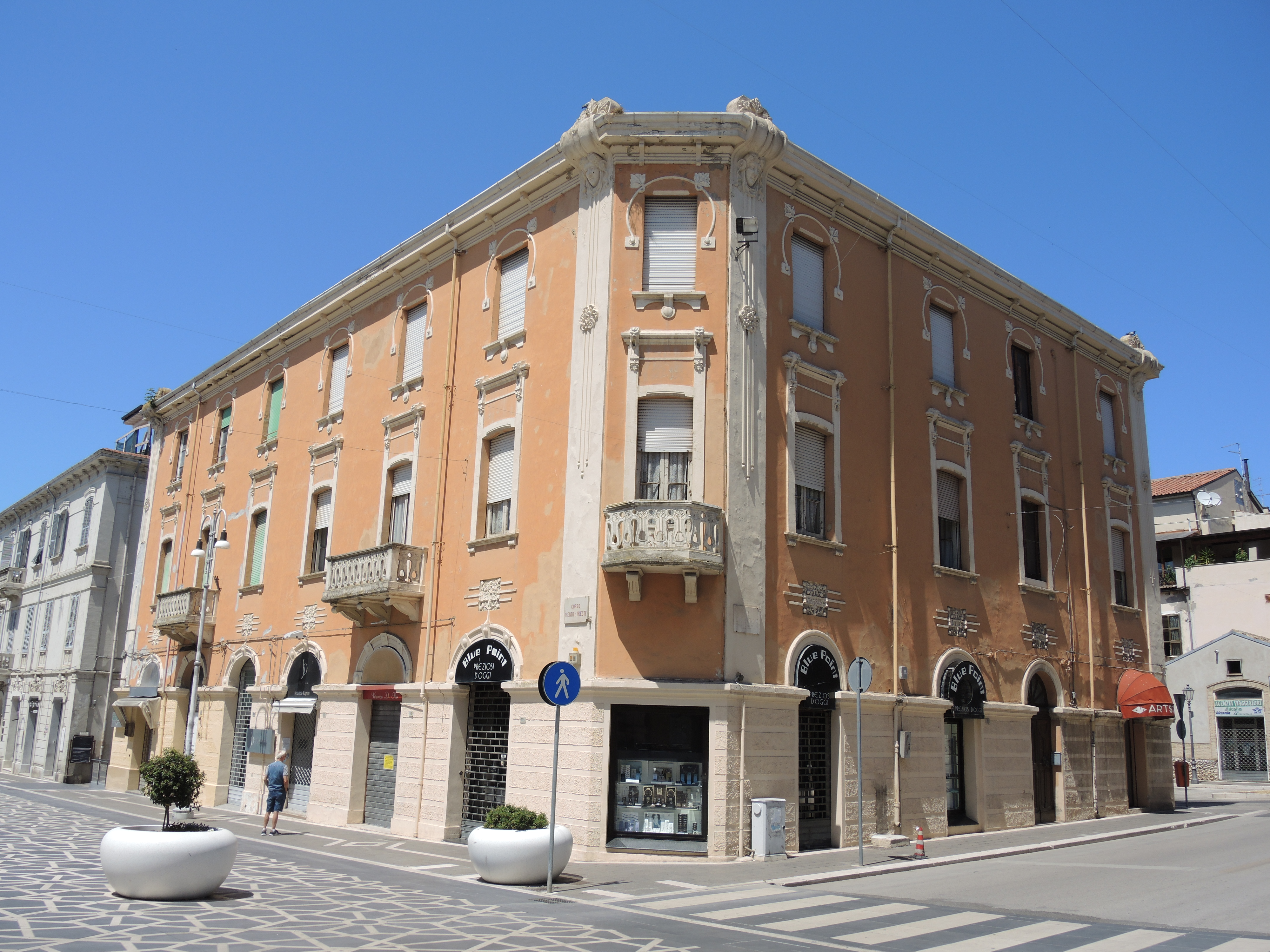
Palazzo Martelli Fantini

Ospedale CivileAncora funzionante, si trova in via del Mare, accanto all'ospedale moderno. Si tratta di una costruzione degli anni '20 in stile Liberty, a pianta rettangolare, decorato da paraste giganti in bugnato e da un cornicione in aggetto che sorregge la balconata maggiore della facciata, rivolta sulla via. Esso è diviso in tre ordini, dei quali il primario è più grande, completamente fasciato in bugnato. La cornice della sommità è decorata nel tipico stile eclettico, con capitelli compositi e due grandi iscrizioni in rilievo che dicono "Ospedale".
Palazzo JacobittiSi trova su via Vittorio Veneto e Corso Bandiera, dove mostra la facciata principale. Costruito dalla famiglia Murri che nel 1854 vi aprì una seteria, l'edificio venne acquistato dopo l'unificazione italiana da Vincenzo Jacobitti, da cui prese il nome, venendo ampliato come palazzo gentilizio. Nel dopoguerra un nuovo fabbricato venne addossato alle antiche strutture ottocentesche, ossia il Palazzo delle Poste, di inchiara impronta razionalista dell'architettura di regime. Oggi il palazzo è in attesa di restauro, si compone di una pianta rettangolare con la facciata principale su Corso Bandiera, con ingresso principale inquadrato da due colonne cilindriche che sorreggono la balconata della finestra maggiore. I vari settori sono divise da paraste con capitelli corinzi e il rivestimento è in mattoni faccia vista.
Palazzo RussoEdificio ottocentesco su Corso Trento e Trieste, ritenuto il più antico, prima che il corso nuovo fosse realizzato nei primi anni del Novecento. Il palazzo ha pianta rettangolare con esterno in mattoni faccia vista, scandito da fasce di bugnato sugli angoli, composto da un ordine al piano superiore di bucature regolari. Il palazzo è sede della storica gioielleria Petragnani, a Lanciano dal 1784.
Palazzo De GennisÈ l'edificio più caratteristico del Corso Bandiera, realizzato negli anni '40 su progetto di Donato Villante. Ha un aspetto eclettico che rievoca lo stile razionalista del fascismo, e quello eclettico del classicismo del primo Novecento: i fronti sono caratterizzati da una forte bicromia tra il rosso degli sfondi e quello bianco di tutte le partiture architettoniche, dallo zoccolo basamentale alle cornici marcapiano, alle mostre delle aperture. Il prospetto principale presenta tre campate verticali articolate da aperture simmetricamente disposte, la campata centrale ha al pianterreno una finestra rettangolare su mensole, inquadrata da cornice e sormontata da un timpano triangolare spezzato. In asse con questa al primo livello, c'è una loggia vetrata sporgente rispetto alla facciata e alle due balconate laterali, che si allungano su tutto il prospetto, e sviluppata sino al parapetto del balcone superiore. Ai lati della loggia, le due aperture dei balconi sono concluse da timpani con profilo curvilineo sotto cui si trova una decorazione a conchiglia. All'ultimo livello le tre finestre trovano una variante decorativa nell'arco a tutto sesto che le chiude, all'interno dei vani rettangolari sormontati da cornice.
Palazzo degli StudiSempre situato sul corso Trento e Trieste, fu progettato da Filippo Sargiacomo, e il disegno lascia intendere l'ambizione del progetto di realizzazione di un vasto complesso in stile neoclassico. Tuttavia per mancanza di fondo il palazzo venne realizzato, però senza tutte le decorazioni del progetto originale, venendo inaugurato nel 1865 come Real Liceo Ginnasio "Vittorio Emanuele II", già istituito come Liceo Ginnasio il 20 dicembre 1864 con deliberazione comunale.Il palazzo venne completato nel 1902 su progetto dell'architetto lancianese Donato Villani, e abbandonato negli anni '60 per la realizzazione del nuovo polo scolastico lungo via del Mare. Sottoposto a recupero, oggi ospita varie conferenze e corsi, e dal 2017 la sede distaccata dell'Università Telematica di Nettuno. Il palazzo si sviluppa su due livelli, al di sopra di un alto zoccolo; come ricorrente all'edilizia scolastica, i prospetti si presentavano scarni e austeri, ritmati al piano terra da aperture a tutto sesto. La facciata principale si presenta scandita da lesene giganti, trattate a bugnato, che la dividono in cinque campate principali, più due centrali ai fianchi dell'ingresso principale, e due angolari. Tanto le finestre (originalmente neogotiche) dei due livelli che i portali al pianterreno sono sottolineati da una fascia a rilievo che accompagna tutto il perimetro della fabbrica. All'interno del palazzo, di interesse, si conserva l'antico orologio civico della Torre della Cattedrale.
Palazzo Martelli FantiniÈ uno dei palazzi più rappresentativi del corso Trento e Trieste, posto all'incrocio del cardo con il decumano massimo di viale Luigi De Crecchio. Progettato da Annio Lora di Roma nel 1912, il palazzo mostra dei prospetti inquadrati da robusti cantonali, ornati con decorazioni Liberty floreali, a rilievo e grossi mascheroni in sommità. La parte del basamento è caratterizzata da un alto zoccolo lavorato in fasce di bugnato, cui si contrappone la parete liscia dei livelli superiori; tanto la facciata principale sul corso, quanto quelle minori sono articolate in campate da teorie di aperture che si succedono simmetriche per tutto lo sviluppo: ai portali del pianterreno sono poste in cima cornici Liberty con le iscrizioni "Ars / Labor" per le botteghe del commercio, poi ci sono le finestre e i balconi infarcite di specchiature, cornici, mensole e festoni di gusto Liberty. L'angolo tra il corso e via De Crecchio è risolto con una stretta parete a 45° inquadrata da paraste giganti con fasce avvolgenti in pietra portanti mascheroni antropomorfi.
Palazzo MaiellaOccupa l'isolato accanto al corso, da destra. Il primo livello ha il carattere di alto basamento, in mattoni a vista assemblati a fasce, che corrono per tutto il perimetro. I tre livelli sono articolari in cinque campate sui lati lunghi e in due su quelli corti da un ordine di lesene giganti, impostato su un alto zoccolo e chiuso da un cornicione in pietra. Esempio di edilizia palaziata a motivi Liberty, benché sotto un aspetto più sobrio di altri palazzi del corso. Le lesene sono bugnate alla base e concluse da riquadri in pietra lavorata con medaglioni e motivi floreali, cui si aggiungono in alto altri riquadri con triglifi binati fermati da fasce avvolgenti.

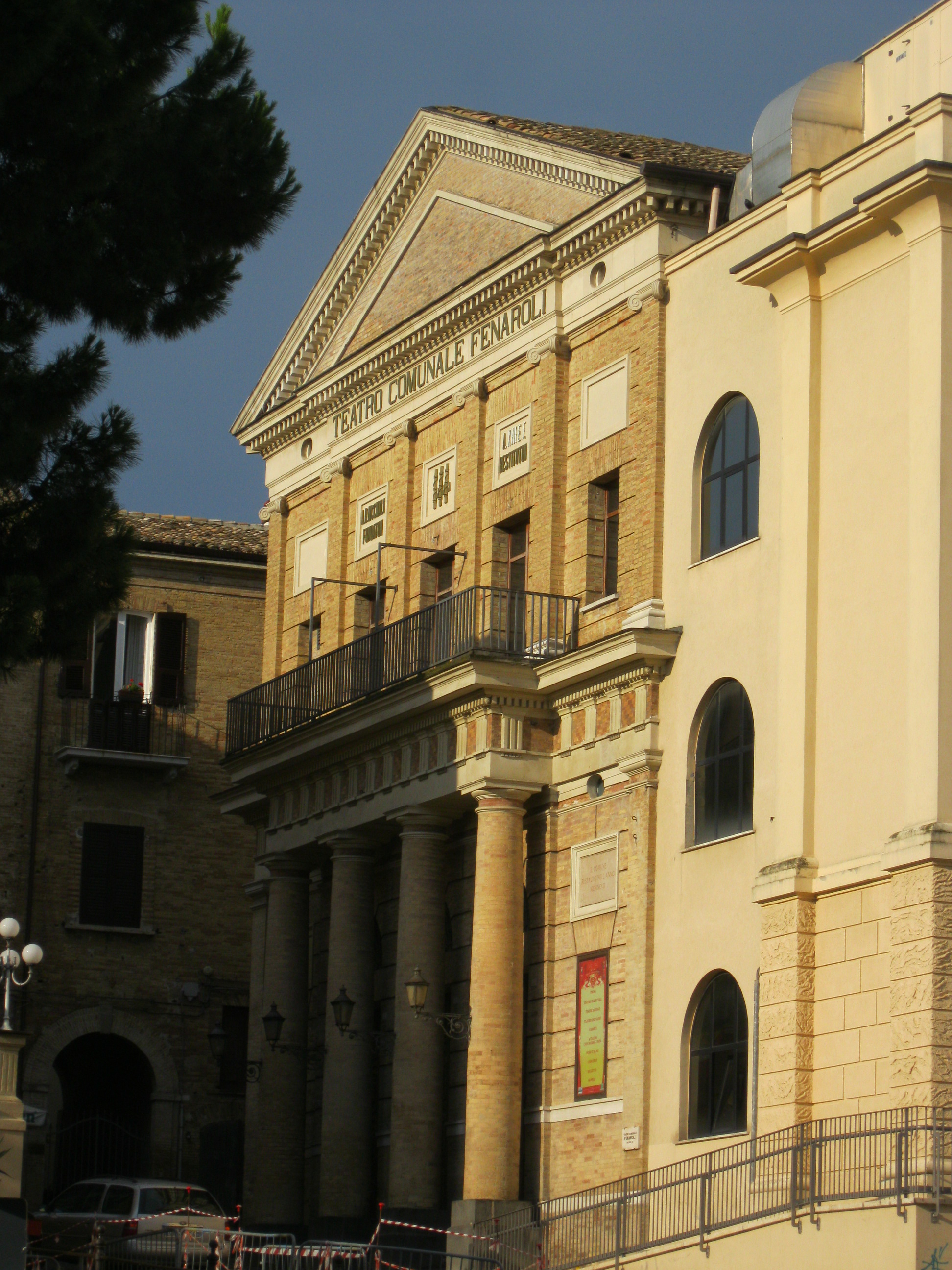
Teatro Fenaroli.

Palazzo Paolini Contento - Portici comunali
Sono due palazzi che occupano una parte consistente del Corso Trento e Trieste, perché ospitano i portici comunali. I palazzi furono costruiti nel 1927 su progetto dell'architetto Donato Villante, l'edificio si sviluppa su tre livelli e ha un forti sviluppo longitudinale, occupando il primo tratto del corso, e quello in pendenza, verso la Piazza del Plebiscito. L'edificio sul lato destro è di ispirazione neoclassica, sottolineata dalla combinazione degli elementi delle colonne binate del piano terra, dall'alternanza delle aperture e dall'ordine dei timpani triangolar e curvilinei. Il secondo palazzo che si affaccia sulla piazza è d'impronta neorinascimentale, per l'inquadramento dell'ordine delle cornici, con elementi floreali, la decorazione dei capitelli, delle mensole, delle lesene bugnate al piano terra e sormontate da capitelli realizzati con incrocio di elementi vegetali e zoomorfi.
Palazzo De SimoneIl palazzo si trova all'incrocio del corso con via Piave, realizzato in stile liberty, costituito da due corpi di fabbrica separati dall'edificio River (oggi Galleria Martelli). L'impaginato dei prospetti utilizza un repertorio di forme chiaramente neorinascimentali, commiste a elementi di gusto floreali del primo Novecento, soprattutto nella decorazione dei capitelli e delle mensole, Le due facciate principali si sviluppano in tre livelli, separati da cornici marcapiano modanate. Le cinque campate che ne realizzano la scansione verticale sono inquadrate da lesene, bugnate al piano terra e lisce ai piani superiori, con originali capitelli dai motivi vegetali e zoomorfi. Ogni campata presenta al pianterreno un'apertura ad arco a tutto sesto con piccola cornice modanata a concio di chiave decorato, al primo piano ci sono aperture con timpano triangolare, al secondo con timpano semicircolare. Sulla campata centrale e su quelle estreme si affacciano piccoli balconi con balaustra a colonnine, sorretti da mensole decorate.
Palazzo De Angelis - Ex Banco di Romasi trova all'estremità sinistra del corso Trento e Trieste, all'incrocio con viale De Crecchio, in corrispondenza con il Palazzo Martelli Fantini. L'edificio, realizzato nel primo '900, è ritenuto l'esempio più interessante del liberty neorinascimentale lancianese. Si sviluppa su due livelli più un mezzanino superiore, su cui si imposta il padiglione della copertura. Il prospetto principale presenta caratteri di monumentalità nella rigorosa simmetria delle parti, e nell'articolazione sapiente dell'ordine architettonico; le tre campate che lo definiscono sono inquadrate da un doppio ordine di lesene sovrapposte.Queste hanno al pianterreno un fusto bugnato e fanno da base d'appoggio di una cornice con metope e triglifi. Al piano nobile le lesene sono di ordine composito, e portano su ciascun capitello delle mensole alte quanto il mezzanino tra cui si svolge un fregio riccamente scolpito, forato da finestrelle ovali inquadrate da cornici mistilinee. La campata centrale mostra un loggiato a triplice arcata, ordito con un motivo a serliana su colonnine binate di ordine ionico, impostate su piedistalli ricavati tra le balaustre.
Palazzo Ex River - Galleria Martellirealizzato nel primo '900, ha la facciata principale rivolta sul corso Trento e Trieste caratterizzata da un fronte monumentale composto secondo il linguaggio neoclassico. L'unico livello in cui si sviluppa è diviso verticalmente in tre parti da un ordine di lesene, la zona centrale rispetto alle altre ali è dominata da un ampio arco a tutto sesto, sormontato da attico. Sui fianchi ci sono coppie di aperture a tutto sesto.
Palazzo Biellisul viale De Crecchio, è tipicamente liberty, con i paramenti in mattoni faccia vista, con bugnato a fasce al pianterreno. La facciata risulta dalla giustapposizione di tre campate dal disegno rigoroso: quelle laterali più ampie inquadrano, a mezzo di due paraste giganti, una zona centrale conclusa da un timpano triangolare. Tutte le aperture presentano cornici in stucco trattate a bugnato. Di grande interesse nella composizione dell'insieme è la successione in altezza di balconi, la cui ampiezza si riduce gradualmente nel passaggio dal secondo all'ultimo livello, Tanto le mensole su cui poggiano i balconi che le balaustre sono in pietra, tranne l'ultimo livello dove la balaustra di pietra del balcone centrale fa da contrappunto alle inferriate di quelli laterali. Il tutto è stilizzato da festoni e bassorilievi liberty a figure antropomorfe.

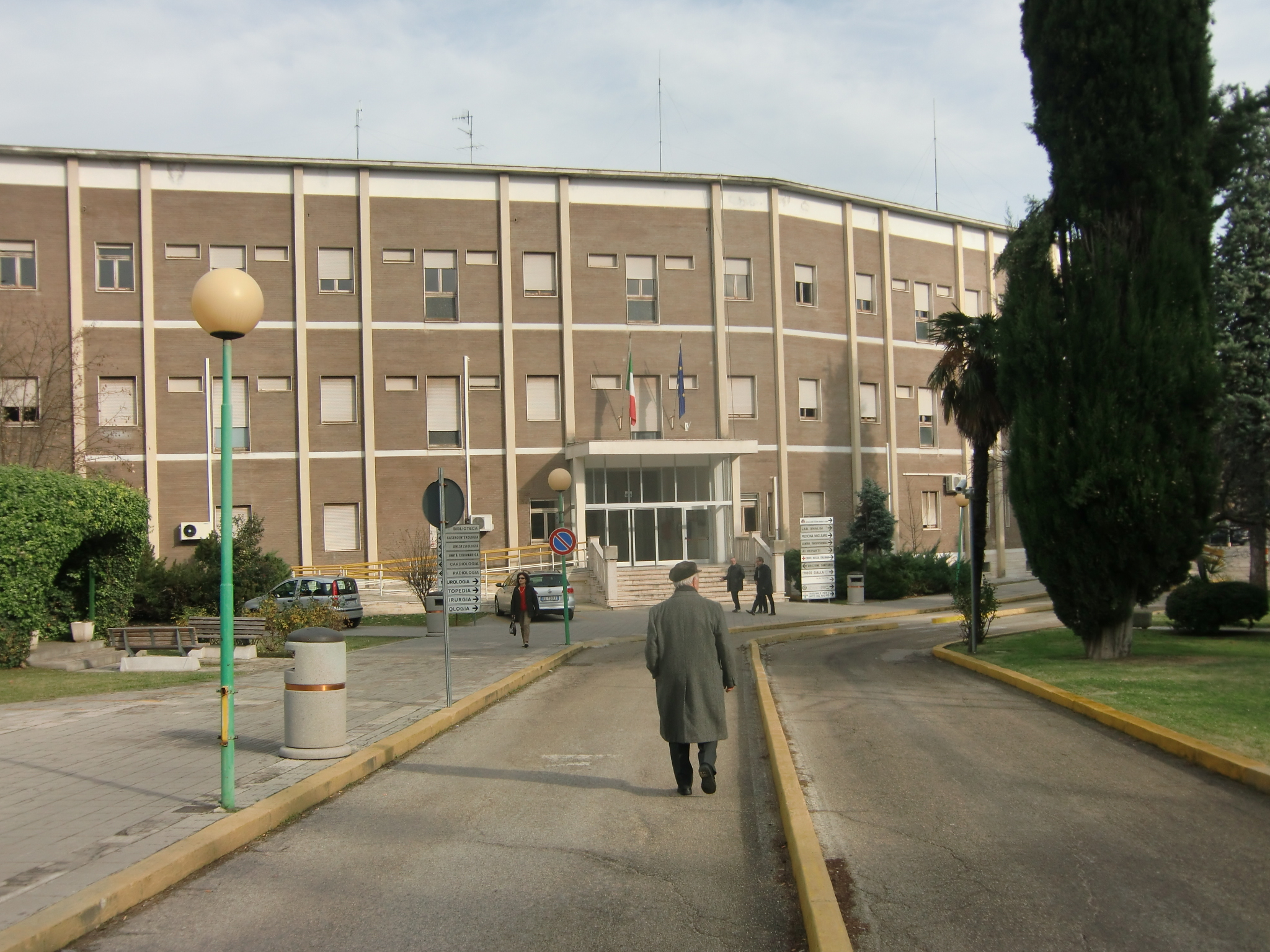
Nuovo ospedale "Floraspe Renzetti"

Palazzo Colacioppomolto simile al vicino Palazzo Bielli, ha i prospetti diversamente trattati; il piano terra presenta uno zoccolo rivestito da lastre di pietra ritagliate tra ampi portali a sesto ribassato. Il primo piano è scandito da una successione di aperture a tutto sesto, con ghiere di mattoni comprese tra sottili cornici in conglomerato cementizio, utilizzato anche nei balconi su mensole. Questi sono caratterizzati da un'interessante balaustra traforata; al secondo piano si aprono finestre a sesto ribassato, dilatate in larghezza dalla presenza ai fianchi di piccole colonne tortili. Le finestre sono alternate a inseriti di intonaco incorniciati e lavorati secondo disegni geometrici.
Palazzo Fantini Paone - Battistella Carlinisituato all'imbocco del corso dalla villa comunale, sulla sinistra. L'edificio si sviluppa su tre livelli divisi da fasce marcapiano e conclusi da un cornicione su mensole. I prospetti sono raccordati da angoli smussati, ed esibiscono cortine di mattoni faccia vista diversamente trattate. Il piano terra presenta un bugnato lavorato a fasce, con ampie aperture su tutti i prospetti, al centro della facciata principale c'è il portale, inquadrato da due colonne ioniche e chiuso da un timpano curvilineo spezzato. Ai piani superiori l'alternanza di balconi e finestre è arricchita da originali motivi decorativi nella balaustre in pietra e nelle mostre delle finestre.

Immagine storica di Villa Carabba

Palazzo Iavicoli Bomba Di Santoaffacciato sul viale Rimembranze, è stato progettato da Donato Villante. L'edificio si sviluppa su tre livelli ed è concluso da un cornicione aggettante impostato su motivo decorativo a zigzag, che corre su tutto il suo perimetro. D'impronta tipicamente decò, ha la facciata principale scandita dalla presenza di aperture ricavate entro specchiature trattate ad intonaco e arricchite al centro da decorazioni floreali. Al pianterreno il paramento murario è lavorate a fasce, interrotte in prossimità della aperture da locali commerciali. AL primo piano l'alternanza tra finestre e balconate su mensole in pietra è la nota dominante, così anche al piano superiore dove l'alternanza è variata dalla presenza di balconcini semicircolari, impostati su un'unica mensola centrale a forma di conchiglia, cui fa da contrappunto il motivo decorativo a cesta di fiori, che conclude le campate con le aperture.
Palazzo Trivilinosi trova prezzo viale Vittorio Veneto, in stile decò, concilia sui prospetti in laterizio gli elementi in cemento utilizzati per motivi decorativi, come riquadri lavorati con medaglioni e motivi floreali che concludono le lesene, oltre a fasce marcapiano e ai parapetti dei balconi.

## Edifici del quartiere Cappuccini e fuori le mura
Il viale era in passato popolato soltanto dai monaci Cappuccini che si trovavano presso il monastero di San Bartolomeo, ancora oggi esistente, posto tra costruzioni moderne, quali l'Hospice Alba Chiara e e lo stadio comunale. Lo stradone permetteva il collegamento da Porta Santa Chiara con le contrade poste a sud della città, quali Marcianese. Nei primi anni del '900 è iniziata la colonizzazione del quartiere con la costruzione di villini dallo stile eclettico per la committenza di proprietari alto borghesi, negli anni '60 invece è iniziata l'edilizia moderna, creando una sorta di cittadina a sé, staccata dal centro storico mediante il Piazzale VI Ottobre, presso l'ex caserma "Santa Chiara" ricavata dal convento delle Clarisse,sopra cui nel 1952 è stato costruito il palazzo delle scuole magistrali, e dove il 6 ottobre 1943 fu trucidato e impiccato il partigiano Trentino La Barba, per rappresaglia tedesca contro la rivolta dei cosiddetti "martiri ottobrini". Le costruzioni di maggior interesse sono:
Scuole elementari "Principe di Piemonte"l'edificio sorge in Piazza della Vittoria o dell'Unità d'Italia. Fu realizzata tra il 1917-18 da Federico De MarcoL'edificio segue le linee architettoniche molto sobrie delle scuole pubbliche del primo Novecento, mostrando l'esterno in mattoni faccia vista, e un doppio ordine di aperture senza particolari decorazioni. Sopra il portale maggiore campeggia la scritta della scuola.
Villa Sciarra - ex stabilimento "Rocco Carabba"si trova all'ingresso del viale Cappuccini, sulla destra, da Piazza VI Ottobre. La costruzione è riferibile alla prima metà del Novecento, eretta accanto allo storico stabilimento tipografico di Rocco Carabba, che nel 1878 fondò l'omonima casa editrice. Oggi la villa è divisa in due tronconi, uno abitato, e l'altro in abbandono: la facciata principale è dominata da un ampio scalone che conduce a un portale neoromanico, inquadrato da due coppie di colonne trabeate e chiuso da un archivolto a fasce riccamente decorato. L'esercizio di eclettismo così espresso nel portale si ripete nella varietà di finestre che articolano le facciate: i balconi sono inquadrati da stipiti e archivolti in pietra su mensole, sormontati a loro volta da lunette; alcune finestre hanno il profilo a tutto sesto con ghiera in mattoni rifinita da cornici in pietra; altre sono bifore con colonnine in pietra e ghiere in mattoni sapientemente sagomati.
L'ex stabilimento Carabba sorge un po' più distante, lungo via Ferro di Cavallo. Dopo anni di abbandono dalla chiusura nel 1948, salvo poi riaprire nella zona industriale sud presso Marcianese, il complesso è in fase di recupero. Mostra le tipicità sobrie di una fabbrica del primo Novecento: ha le pareti esterne in mattoni faccia vista senza ornamenti vari, composte figurativamente secondo i principi del gusto neoromanico, molto vago, applicati all'edificio industriale. Le bifore che si susseguono presentano arcate in cotto a filo con essi, inframmezzate da paraste, sempre in mattoni, sormontate da capitelli schiacciati in pietra.
Villa Marciani - Biblioteca civica "Raffaele Liberatore"si trova su via del Mancino. La storia della biblioteca civica di Lanciano ebbe inizio nel 1868 quando il comune entrò in possesso del Monastero dei Cappuccini di Sant'Antonio di Padova. All'inizio la biblioteca fu usata solo da una stretta cerchia di intellettuali, nel 1921 fu rinnovata e intitolata al lancianese Raffaele Liberatore (1787-1843) che fu studioso e filosofo. La biblioteca rimase nell'ex convento sino al 1964, quando il patrimonio venne trasferito nel liceo classico "Vittorio Emanuele II" presso l'edificio del corso Trento e Trieste, slavo poi trovare definitivo alloggio nella Villa Marciani, dal 2006, mentre una sezione distaccata si trova nell'archivio civico del Palazzo De Crecchio, nel centro storico. La biblioteca recentemente si è dotata di nuovo materiale proveniente da varie donazioni: dai Rossi, Gentile, Berenga, Fagiani, Sigismondi, De Ritiis: oggi possiede una collezione di volumi pubblicati dalla casa editrice Carabba, 80 periodici, e circa 80.000 volumi di pergamene, incunaboli, cinquecentine, seicentine, manoscritti vari. La villa ha un aspetto rurale ottocentesco, dove all'esterno prevale l'alternanza degli intonaci colorati, e dei mattoni faccia vista degli stipiti del portale, e delle cornici delle finestre. Sulla sinistra si apre un portico in mattoni ad arcate a tutto sesto, gli interni sono voltati a botte. Accanto alla villa sorge una piccola e curiosa torretta neogotica, che ospita la sezione ragazzi della biblioteca, posta all'interno di un giardino con il pozzo.
Tra i vari documenti di grande importanza della biblioteca, ci sono i regesti e gli atti notarili del XV-XVIII secolo, trascritti da Corrado Marciani proprietario della villa, la collezione di 115 pergamene che vanno dal XIII al XVI secolo, comprendenti il lodo di pace di San Giovanni da Capestrano del 1427 tra Lanciano e Ortona, le bolle pontificie pergamenacee sulle indulgenze concesse da Papa Bonifacio VIII e le riviste di storia locale, alcuni bollettini della Deputazione abruzzese di Storia Patria (L'Aquila), e la raccolta completa della Rivista abruzzese, fondata nel 1886.
Ex calzificio Torrierisorge dalla parte opposta della ferrovia Sangritana, posto nel sobborgo di Piazza Mancino. Si tratta di un raro esempio di archeologica industria, purtroppo da anni in abbandono. Tra il 1923 e il 1926 fu realizzato in forme monumentali da Donato Villante, architetto di molti palazzi lancianesi del Corso Trento e Trieste. Fu il fiore all'occhiello dell'industria della provincia di Chieti sino agli anni '60-'70, quando per la concorrenza massiccia di altre case di produzione dovette chiudere. Dell'edificio si conserva abbastanza bene il corpo centrale principale, composto da una casa rettangolare in stile neoclassico, da cui partivano lateralmente dei bracci che andavano a comporre un perfetto quadrato di casette-deposito con le relative fornaci. Dai resti di questi bracci e di case, alcune adibite ritrasformate ad uso abitativo, si può comprendere come fosse molto vasta l'area occupata dal calzificio, che abbracciava Piazza del Mancino, la strada rasente la ferrovia, dia del Sangro, fino al burrone dove è stata realizzata via del Verde. Sono stati avanzati vari progetti di recupero dell'edificio, ma si rischia la demolizione, come è avvenuto per l'ex Azienda Tabacchi.
Villino liberty di via del Mareposta quasi all'incrocio con via Bologna, non si conosce la data di realizzazione, anche se dallo stile, si ipotizza l'inizio degli anni '20. Il primo piano si caratterizza per la presenza di un apparato decorativo di chiara derivazione liberty, coppie di lesene con riquadro interno in mattoni a vista, dividono la facciata in due campate uguali, intonacate. Le lesene sono sormontate da capitelli su cui poggiano le mensole di sostegno del cornicione. Le finestre hanno mostre esterne in mattoni, con specchiature superiori, e pareti interne rivestite di piastrelle maiolicate.
Ex Azienda Tabacchi di Lancianolo stabilimento fu costruito nel 1933, sorgente presso il piazzale dove oggi si trova un complesso residenziale, all'ingresso del viale Cappuccini da Piazza VI Ottobre, ed era uno degli stabilimenti all'avanguardia della provincia di Chieti. Il complesso fu protagonista di una feroce rivolta nel 1968, quando l'azienda era a rischio chiusura per la concorrenza sempre più massiccia. Un drappello di tabacchine occupò la fabbrica per settimane, scontrandosi con la polizia durante le proteste di piazza, fino a che riottenne l'apertura dell'azienda, anche se tuttavia venne riassunta meno della metà del personale originario. Un'altra succursale dell'azienda venne costruita presso il quartiere Guglielmo Marconi, prospiciente il viale Cappuccini; tuttavia la grave crisi del 2003 costrinse il tabacchificio alla chiusura e alla demolizione. Della struttura si conserva solo il ricorda in fotografie storiche, nel 2018 l'amministrazione comunale ha realizzato un pannello commemorativo ed esplicativo con fotografie, inserito nell'area dell'ex tabacchificio, per ricordarne la storia.
Villa Spinelli-D'Alessandrofu realizzata lungo il viale Cappuccini nel 1897, da Annio Lora, considerata uno dei migliori esempi delle edificazioni lungo questa strada nello stile eclettico del XIX secolo. Caratterizzata dal gusto eclettico del moresco-classico, con ricco apparato decorativo di ghirlande, festoni, motivi vegetali, mascheroni grotteschi che si combinano con le maioliche dipinte sulle balaustre.
La facciata principale presenta struttura simmetrica: al centro è ubicato l'ingresso percorribile mediante scalinata con strombatura curva, preceduto da un piccolo atrio; ai lati si aprono a sinistra una finestra e a destra un balcone alla romana, con balaustra in stucco imitante un intreccio di ramificazioni vegetali. Entrambe le aperture sono inquadrate da paraste ad arco superiore a sesto ribassato; come cornice marcapiano c'è una fascia in maioliche decorate con motivi vegetali, animali, e colori molto accentuati. Al primo piano in asse con il portale maggiore c'è la balaustra identica a quella del piano di sotto, ai lati invece ci sono finestre architravate, il coronamento dell'edificio è realizzato con un cornicione caratterizzato da mensole e maioliche colorate. Al di sopra di esso c'è, nella parte centrale, un terzo livello a forma di torretta, con terrazza superiore a balaustra.
Villa Pacefu realizzata negli anni '30 da Donato Villante in chiaro stile decò, con accenni di razionalismo. L'architettura è un omaggio a quella romana di Marcello Piacentini, il volume corposo e severo è a pianta rettangolare, scandito geometricamente da cornici e da paraste rettilinee, e dalle balconate a mezza-luna senza fronzoli e decorazioni di gusto classico.
Villa Carabba-Sargiacomosorge sul viale Martiri VI Ottobre, progettata da Filippo Sargiacomo, circondata da un ampio giardino. D a anni abbandonata, è detta dai locali "casa stregata" per via di leggende, e meriterebbe un accurato restauro per il gusto neoclassico, molto simile a quello di Palazzo del Capitano nel centro storico. La facciata principale è caratterizzata da un corpo centrale, su tre livelli, simmetrico rispetto ai due campi laterali, e con essi definito a mezzo di lesene bugnate, che ne accompagnano tutto lo sviluppo verticale. Oltre che nelle lesene, il motivo del bugnato è presente al pianterreno, trattato con intonaco a fasce, spezzato in corrispondenza delle aperture. Il corpo centrale è a sua volta tripartito da un doppio ordine di lesene ioniche, corrispondenti a quelle ad arco ribassato, dell'ingresso delle due finestre laterali al pianterreno. Una chiusura a terrazza con balaustra in pietra fa emergere questo corpo rispetto agli altri, nella cornice e nella decorazione, i motivi ornamentali che articolano le superfici.
Villa D'Ovidio-Colalèsorge lungo il viale Cappuccini, realizzata negli anni '20 da Pietro d'Ovidio, passata poi alla famiglia del radiologo Gaetano Colalè; l'edificio è caratterizzato da una torre angolare sul fronte principale e da un repertorio formale di chiaro gusto neogotico, per quanto riguarda l'aspetto dei portali e delle finestre
Villa Carabba-D'Ameliodetta anche Villa Macchia, sorge su una traversa del viale Cappuccini sud, alla periferia della città con la contrada Marcianese. Fu progetta all'inizio del Novecento da Adolfo e Gino Coppedè per conto di Rocco Carabba. Un lungo viale alberato esalta il carattere monumentale della struttura, riutilizzata dalla famiglia d'Amelio come abitazione e location di cerimonie; sono da notare lo scalone monumentale realizzato a imitazione di quelli rinascimentali dei palazzi veneziani, l'esterno caratterizzato dalla cornice di coronamento, costituita da una serie di mensole fortemente aggettanti che fungono da sostegno della gronda. Come altre ville lancianesi, la casa è composta da due corpi, uno quadrangolare, e un altro addossato più alto, realizzato a forma di torretta, con tetto spiovente, e corpo aggettante. Di grande interesse sul corpo a "L" dell'edificio è la presenza della cornice di sommità, realizzata con una teoria di sottili colonnine impostate su una fascia continua, e terminanti in grossi capitelli che fanno base d'appoggio della gronda. Il prospetto principale è articolato nei due blocchi sfalsati della L, quello rientrante è l'ingresso, ricavato sotto un grosso arco policentrico sospeso su peducci, e affiancato da due aperture assunte a seguire la curva dell'arco. Al piano superiore il motivo della triplice apertura si ripete, sotto un arco ribassato con al centro un balcone con ringhiera a filo di muro.
I prospetti laterali sono articolati da finestre rettangolari, singole oppure accoppiate, con davanzali e piattabande arcuate a sesto ribassato, inquadrate da mensole, al piano nobile le piattabande hanno anche chiavi di volta, tanto sulle finestre quanto sulle aperture e strette sui balconi, e anche qui con ringhiera a filo di muro.

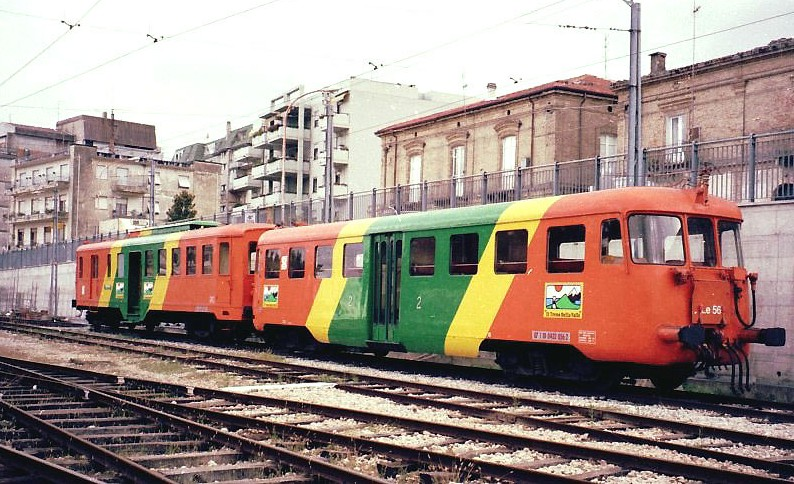
Il Treo della Valle sui binari, all'altezza della storica stazione Sangritana

Villa Sorgesi trova in via M. Eisenstein, nella parte a sud del viale Marconi. La villa è divenuta famosa per essere diventata un campo d'internamento durante la seconda guerra mondiale, di prigioniere ebree. L'iniziativa ci fu il 27 giugno 1949 con l'entrata in guerra dell'Italia, la villa aveva 3 piani, 4 camere, ingresso, gabinetto e vano rustico, un primo piano con 5 camere, cucina, secondo piano con 3 vani. Il proprietario Filippo Sorge l'affittò alla Prefettura di Chieti, che la usò per l'internamento delle ebree a partire dal 15 settembre 1940, con 49 internate più 4 bambini. Importantissima è la testimonianza scritta dell'internata n. 6 ossia Maria Eisenstein, che soggiornò nella villa dal 4 luglio al 13 dicembre 1940; le donne nel campo erano addette alla pulizia, alla cucina, alle lezioni di lingua, al lavoro a maglia. Nel 1942 la villa divenne un campo di reclusione per i prigionieri di guerra, principalmente slavi e inglesi, oltreché di politici e manifestanti antifascisti. La villa oggi è privata, ma aperta su prenotazione per delle visite, nel 2018, presso il prato pubblico è stato realizzato un monumento alla "Deportazione dei Rom Sinti" nei campi nazisti di concentramento, con patrocinio del prof. rom Santino Spinelli.
Villa Gentilesorge su via De Crecchio, all'altezza dell'incrocio con via F. Filzi, facente parte di un complesso di altre due ville poste lungo la strada. La villa è stata realizzata negli anni '20, mostrando ancora i caratteri del gusto liberty, ha due piani, ed è caratterizzata da un grande portico di accesso a semi-ottagono, con quattro colonne cilindriche di sostegno, terminanti a capitello corinzio, e balconata superiore per l'affaccio dalle finestre del primo piano.
Galleria Imperialeposta con le due facciate su via Luigi De Crecchio e via Dalmazia, sorge sopra l'antico complesso di San Mauro degli Zoccolanti (XVI secolo), soppresso e adibito a Cinema Imperiale negli anni '30. Dopo la guerra, il cinema cadde lentamente in abbandono dagli anni '80 e venne demolito per la costruzione del monumentale complesso che ospita uffici vari, aziende residenziali, e gli uffici dell'autolinea Sangritana. Mostra poco di interessante al livello architettonico, se non il doppio accesso dalle vie, realizzato con un portale decorato da stipiti a colonne cilindriche, e timpano triangolare, con la scritta centrale "G".
Storica stazione della Sangritanasi trova in Piazzale della Stazione, nell'area della comunale all'ingresso del Corso Trento e Trieste. Venne edificata nel primo decennio del Novecento, quando tra il 1908 e il 1915 veniva realizzata la ferrovia che collegava il comune marittimo di San Vito Chietino a Castel di Sangro, risalendo il fiume sino all'alta montagna. La stazione è ancora oggi usata, anche se la nuova è stata edificata intorno al 2010-11 più a sud, nel nuovo tratto ferroviario, sotto il colle della chiesa di Sant'Antonio di Padova. La stazione presenta un'interessante architettura neoclassica, a pianta rettangolare, con gli angoli fasciati da bugne, scandita da paraste e cornici marcapiano intonacate di bianco in due piani, con ordine regolare di finestre. La cornice superiore mostra nella parte centrale un piccolo rialzo con un orologio civico per segnare le partenze. L'interno è stato ampiamente rifatto, i locali del pianterreno sono adibiti a biglietteria e bar, mentre i piani superiori hanno gli uffici, condivisi con quelli di un nuovo stabile, costruito poco più a sud, nel piazzale di fermata degli autobus.

### Parrocchia di Sant'Antonio di Padova e convento di Sant'Angelo della Pace
Il convento dei Cappuccini di Sant'Antonio conclude l'area storica del quartiere Trento e Trieste con la relativa villa comunale, si trova lungo il viale Sant'Antonio nel piazzale omonimo. Fu costruito nel XV secolo (1430 ca.) come monastero di Santa Maria della Pace sopra la chiesetta di Sant'Angelo, gestito dagli Cappuccini antoniani, e voluto da San Giovanni da Capestrano per celebrare la pace tra Lanciano e Ortona dopo la guerra del 1427.Infatti anche a Ortona fu costruita una chiesa della "Pace" (oggi Santa Maria delle Grazie). A memoria di questo intervento pacifico, nella ricostruzione della chiesa dopo il 1945 è stato dipinto un affresco che celebra il lodo di pace. Il convento ospitava all'inizio 50 frati, lo studio generalizio provinciale, un lanificio e la biblioteca,
Il convento fu abbellito nel XVII secolo in stile barocco, soppresso nel 1806, riattivato nel 1815 e nuovamente soppresso definitivamente nel 1866, con la cessione al comune degli spazi sconsacrati, tranne la chiesa. L'edificio fu danneggiato dai bombardamento del 1943, specialmente la facciata che fu rifatta in stile pseudo-romanico, e nel 1965 fu riconsacrato il convento con gestione ai Cappuccini. Nel 1970 venne eretto con la benedizione di Papa Paolo VI lo svettante campanile alto circa 70 metri, il più alto della città, visibile a chilometri di distanza.
In occasione di queste celebrazioni, la chiesa venne rimodellata ampiamente, con la ricostruzione della facciata in stile pseudo-medievale, con l'ornamento di un nartece ad arcatelle gotiche, e nicchie con mosaici del Cristo al centro della facciata, con accanto da una parte Sant'Antonio e dall'altra San Giovanni di Capestrano.
Il campanile ha pianta quadrata, e si eleva fino alla zona della cella, con sotto quattro orologi. La cella ospita 13 campane, il concerto maggiore di Lanciano, e la torre termina con una vistosa croce che la notte si illumina. L'interno è a navata unica con volta a botte lunettata. Presso ogni cappella laterale c'è un dipinto che riguarda la storia della chiesa, tra cui il lodo di pace tra Lanciano e Ortona, e a ciascuna campata corrisponde, nella volta, un affresco barocco, uno dei pochi elementi originali del convento. La zona del transetto, coi bracci sporgenti, non è conforme alla chiesa originaria, che aveva pianta rettangolare, successivamente ampliata a pianta basilicale a croce latina. Presso l'abside semicircolare si eleva una falsa cupola dipinta dal cielo stellato con al centro lo Spirito Santo. L'abside invece è decorata dal dipinto del Cristo salvatore tra la Madonna e santi.

## Parchi pubblici

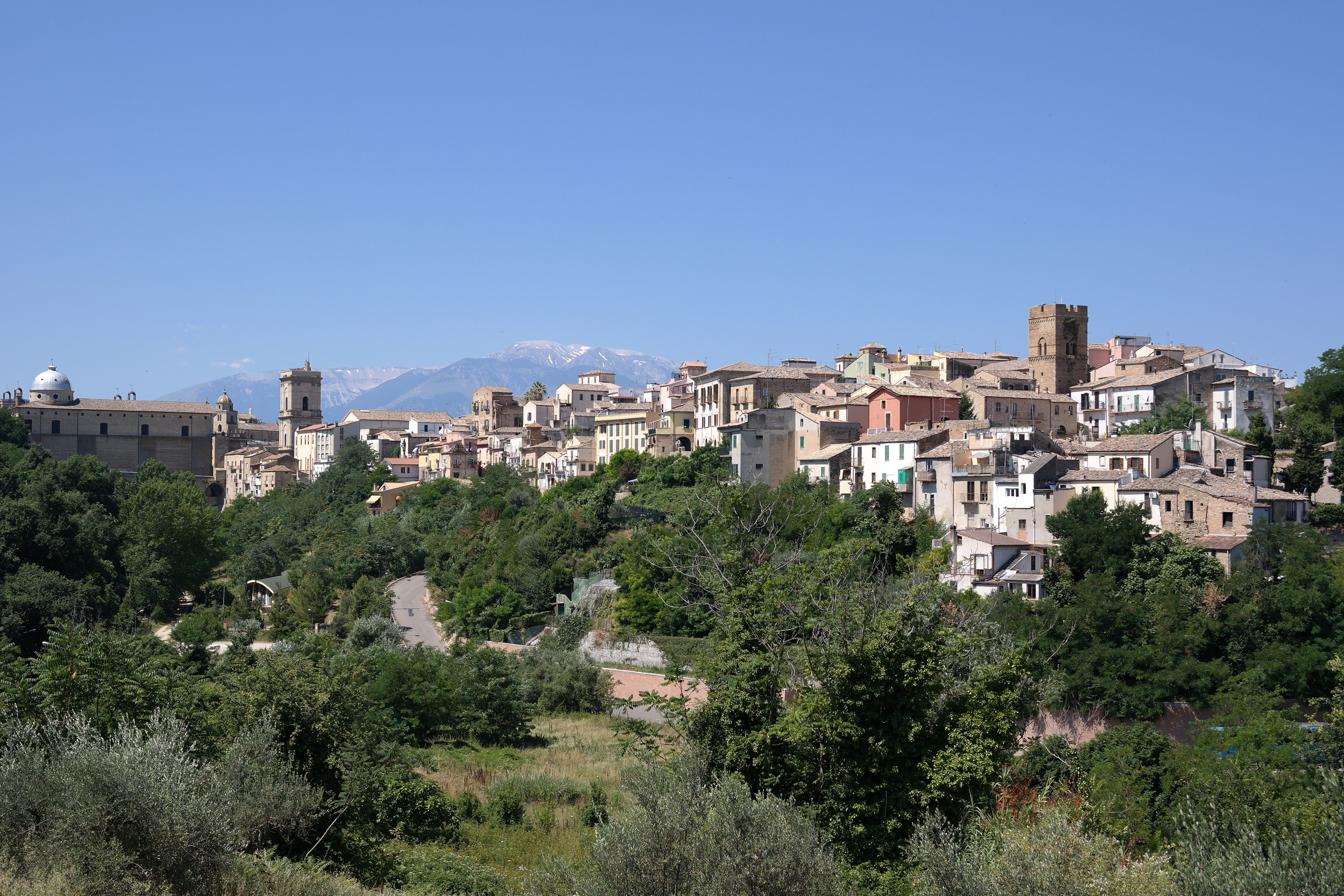
Veduta di Lanciano vecchia con il parco del Diocleziano

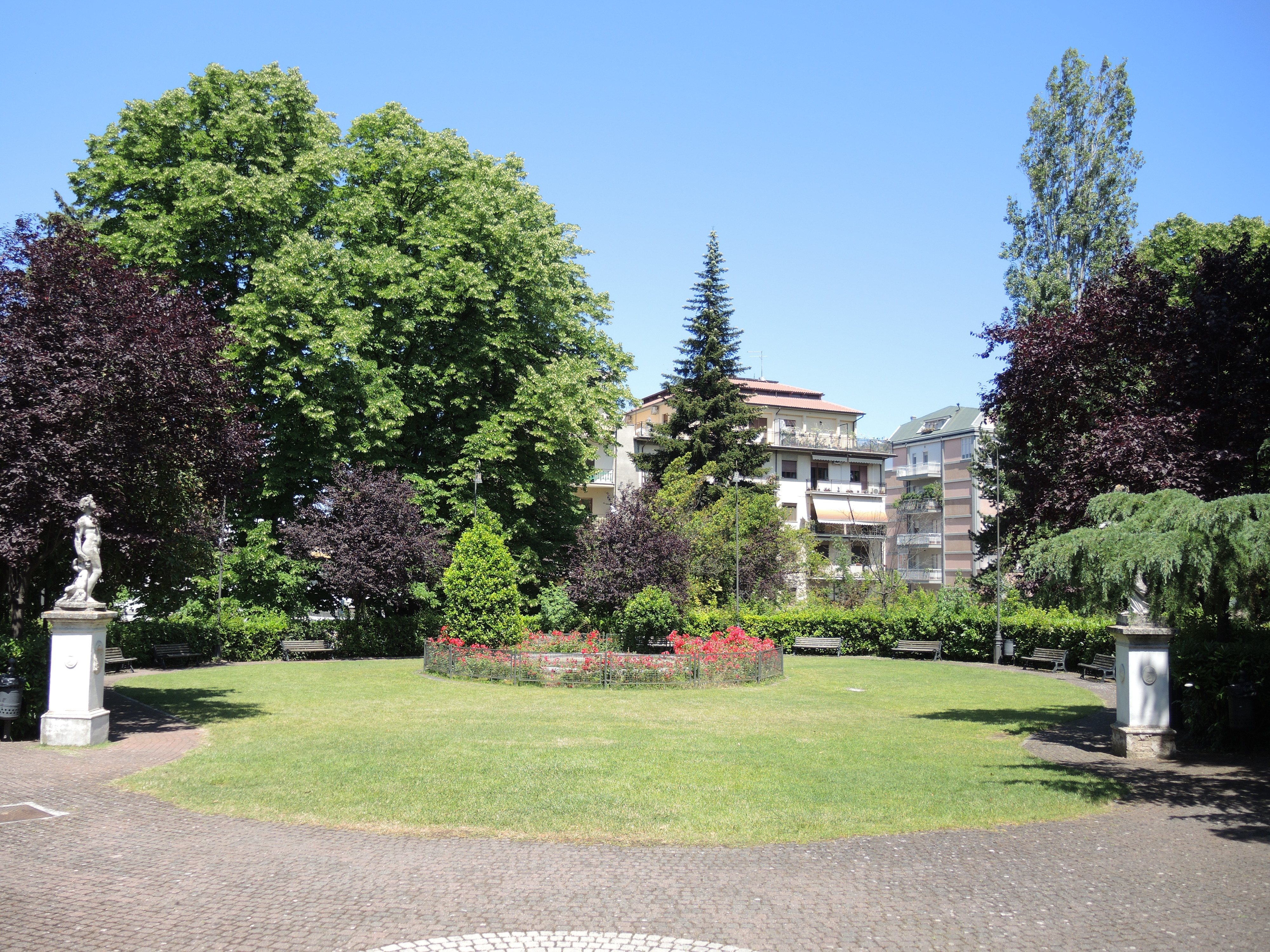
Parco Villa delle Rose

Nella città Lanciano possiede un buon numero di aree verdi destinate al passeggio o ai giochi per i ragazzi. Tuttavia oltre ai parchi cittadini della Villa comunale e del Parco naturale del Diocleziano, non possiede vere e proprie aree naturali protette, benché sia circondata da vaste campagne a strapiombo, a nord verso il mare, sopra colli tufacei, e a sud-est da campi coltivati con uliveti e orti. Tuttavia Lanciano è compresa nel gruppo "Terre dei Trabocchi", associazione dei comuni a ridosso della costa dei Trabocchi, che comprende anche aree naturali come la grotta delle Farfalle di Rocca San Giovanni e la pineta naturale del borgo, e Fosso Vallevò di San Vito Chietino.
- Villa delle Rose: la villa e l'ippodromo furono realizzati durante il regime, negli anni '30. Venne acquistata l'area del convento di Sant'Antonio di Padova, e presso la chiesa vennero impiantati i tigli per il parco pubblico, realizzate due grandi fontane, una voliera, e delle statue in stile greco classico per rendere il tutto più armonioso. La villa prima degli anni '60 era molto più vasta, successivamente ridimensionata dalla costruzione dei palazzi moderni a ridosso dell'ospedale, a pochi passi. Sempre oggetto di polemiche sono stati gli stipiti d'ingresso della villa, caratterizzati da alte colonne con i fasci littori in vista. Il percorso della villa si posta verso l'ex ippodromo lungo viale delle Rose, o viale Cesare Battisti, più volte modificato, caratterizzato da una passeggiata in betonelle alternata a piccole aiuole con piante basse o palmeti, e con un recinto che separa il vasto campo ellittico dell'ex ippodromo, confinante con la stazione della ferrovia Sangritana.  L'impianto, oggetto di vari interventi di riqualificazione, gli ultimi dei quali partiti dal 2017, dispone di una piccola pista di sabbia di 573,78 metri di lunghezza e con larghezza 12, 15 m. Le scuderia, in disusi, comprendono 40 box, il pubblico è ospitato in una tribuna con gradoni di cemento e prato, ubicati a semicerchio, di capienza 2.447 posti.

- Parco naturale del Diocleziano: si trova sotto il ponte romano, nella frana del Pozzo Bagnaro (o "Pozzo Pajare"), dove si trovava una fontana e Porta Diocleziana. Fino al 2008 il parco non esisteva, ma c'era solamente un bosco incolto, successivamente tagliato e accomodato per la realizzazione di una pista di corsa e di passeggio, con box di ristorazione, e percorsi di facile risalita al quartiere antico di Lancianovecchia. Purtroppo le amministrazioni nel corso degli anni non si sono sempre curate della manutenzione del parco, che più volte rischia di cadere nel degrado.

## Strade e piazze maggiori

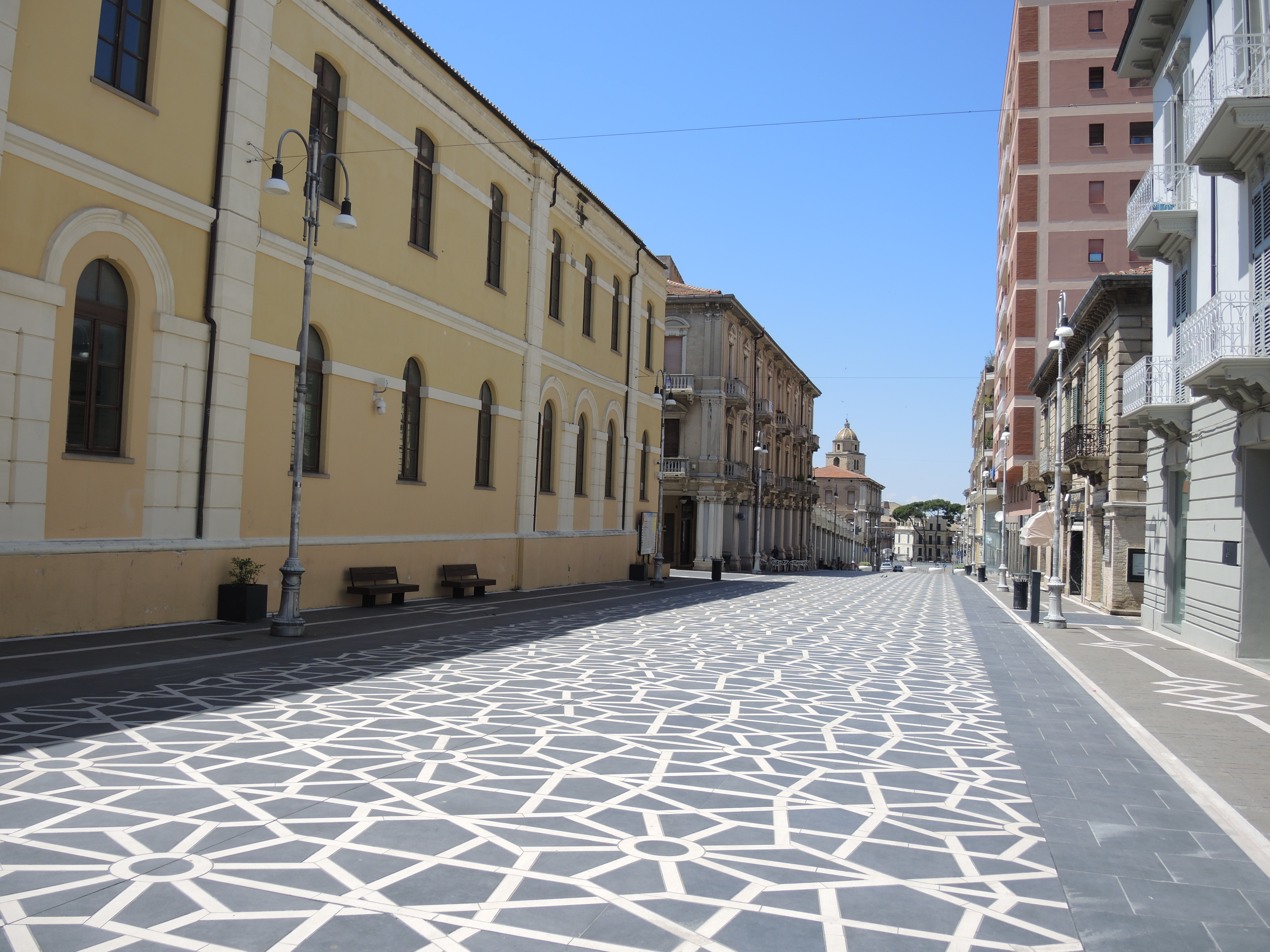
Corso Trento e Trieste, i portici

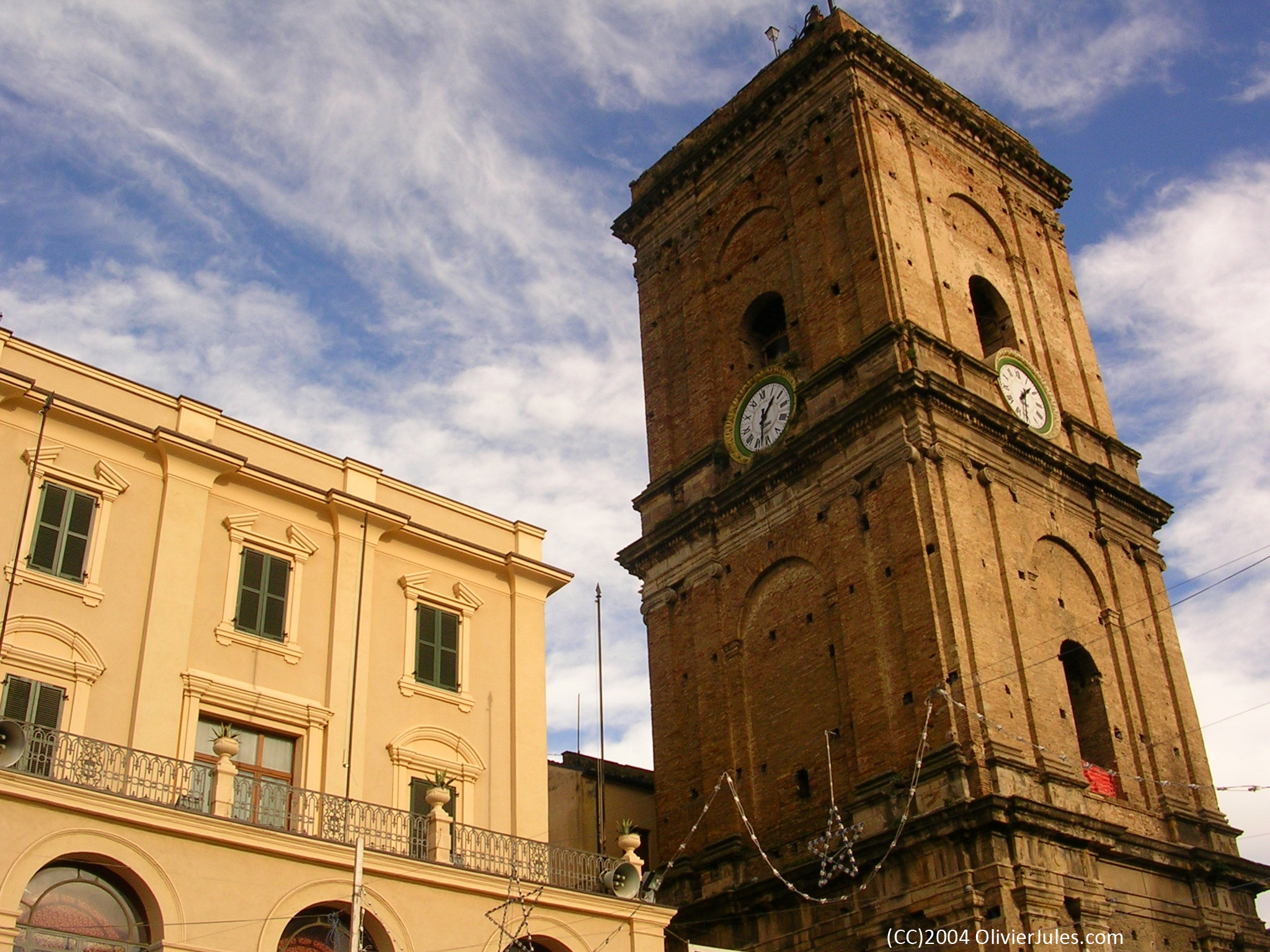
Piazza del Plebiscito: il comune e la torre civica, prima del restauro del 2007

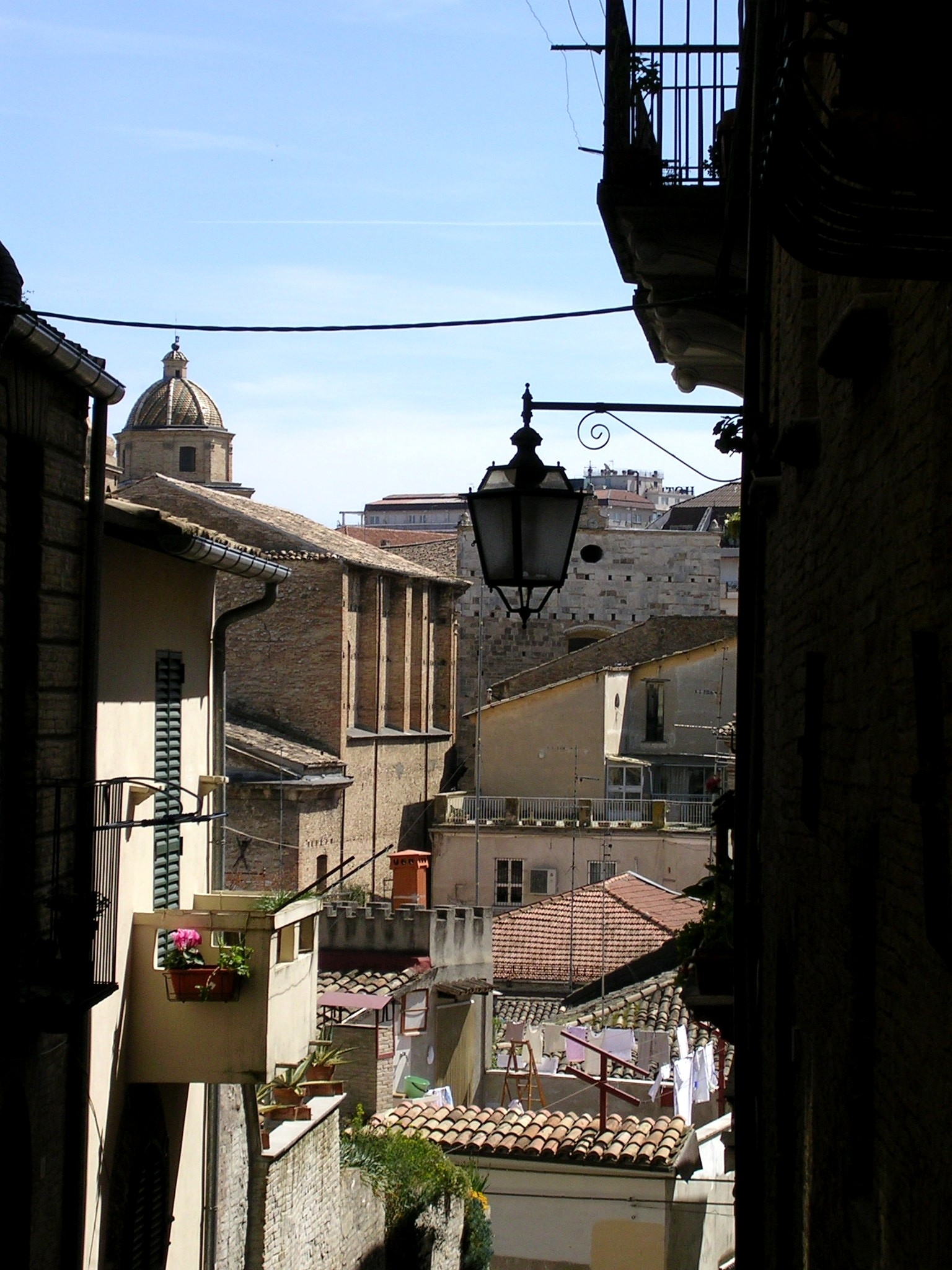
Scorcio del Corso Roma

Corso Trento e Triestesorge sull'area vasta del Piano Delle Fiere, che comprendeva lo struscio del corso "vecchio", detto della Bandiera, e il piano di Sant'Antonio di Padova; per questo, prima dell'intitolazione attuale in epoca fascista, era detto "corso nuovo". Venne realizzato per il bisogno delle classi più abbienti di Lanciano di avere un nuovo snodo di transito, fuori dal vecchio perimetro murario, onde costruite i propri palazzi di rappresentanza, e le sedi amministrative di vari uffici comunali, come il Palazzo delle Poste, le scuole, le botteghe del commercio, che non potevano più continuare ad usufruire degli esigui spazi dei rioni storici. Nel 1879 l'ingegnere Filippo Sargiacomo progettò il primo piano regolatore della città, e tra i lavori c'era anche la costruzione del "corso nuovo", per distinguerlo del "corso vecchio", ossia Corso della Bandiera. Il corso venne inaugurato nel 1904, e arricchito negli anni a seguire con i palazzi attuali, tra cui Palazzo Paolini Contento, Palazzo De Simone, Palazzo Maiella, Palazzo Martelli Fantini, Palazzo De Angelis. Oggi il corso è l'arteria principale della città, snodo del traffico e delle attività commerciali.
Caratteristica del corso, oggetto di polemiche varie, è la presenza dei tombini di regime fusi nel 1928, con la scritta "anno VI", e l'immagine del fascio littorio. Nel corso degli anni la strada maggiore ha subito varie modifiche, dapprima era in blocchi di pietra, successivamente rimossi per l'asfaltatura negli anni '80 sotto la giunta Fosco, e infine dal 2017 oggetto di vari progetti di riqualificazione e ripavimentazione.
Corso Bandieradetto anche "corso vecchio", era l'area della dogana delle fiere, per l'accesso all'enorme piano dove svolgere i commerci. Nel XIX secolo l'area venne acquistata in parte delle famiglie Cipolla e De Pasqua, dove iniziarono a costruite i primi palazzi, i primi a sorgere furono Palazzo Jacobitti e l'ex ospedale Renzetti, seguiti poi da vari palazzi in stile liberty e decò, tra cui il Palazzo De Gennis, su progetto di Donato Villante. Questo corso è sopraelevato rispetto al Corso Trento e Trieste, e negli anni '60 nella zona di discesa a strapiombo sono stati realizzati dei garage per i palazzi attorno, insieme a un complesso di gallerie commerciali facenti parte de "Le Vie del Commercio".
Strada dei Frentaniè il corso principale del rione Lancianovecchia, che da Piazza Plebiscito taglia in due il quartiere fino alla piazzetta dei Frentani, dove si trovava la chiesa di San Maurizio, e dove oggi si affacciano le botteghe medievali del XIV secolo. La strada è stata ripavimentata in sampietrini nel 2016, dove sono state fatte scoperte archeologiche dei resti delle costruzioni del periodo romano, per altro già venute alla lcue con gli scavi del 1993-94; lungo il suo attraversamento si trovano il Teatro Fenaroli, il Palazzo De Capitano, il Palazzo De Crecchio, la chiesa di Sant'Agostino, Palazzo Fella e le botteghe medievali.
Via Giuseppe Garibaldiè il principale "struscio" perpendicolare del quartiere Civitanova (in passato era detto "strada Grande"), tagliandolo a metà, che parte in discesa dal Largo dell'Appello, dove si trova il palazzo arcivescovile. Lungo il suo percorso si trovano la facciata romanica (quella primitiva del XII secolo) della chiesa di Santa Maria Maggiore, Palazzo Delle Bocache, Palazzo Berenga, Palazzo Macciocchini Madonna, alcuni angiporti medievali che conducono alla strada delle Ripe e la chiesa di San Nicola di Bari.
Corso Romadetto anche "strada del Popolo", è lo snodo principale del quartiere Borgo, che in discesa, partendo dallo spiazzo dell'inizio del viale Cappuccini, dalla chiesa di Santa Chiara scende fino alla Piazza del Plebiscito; vi si trovano vari palazzi settecenteschi, alcuni dei quali anche rinascimentali, nella biforcazione del Largo Carabba, il Palazzo Carabba, la chiesa di Santa Lucia, e la seconda biforcazione di via dei Tribunali, e la chiesa di San Francesco, dove si trova il Miracolo Eucaristico, poi la chiesa del Purgatorio, il portico della Zecca.

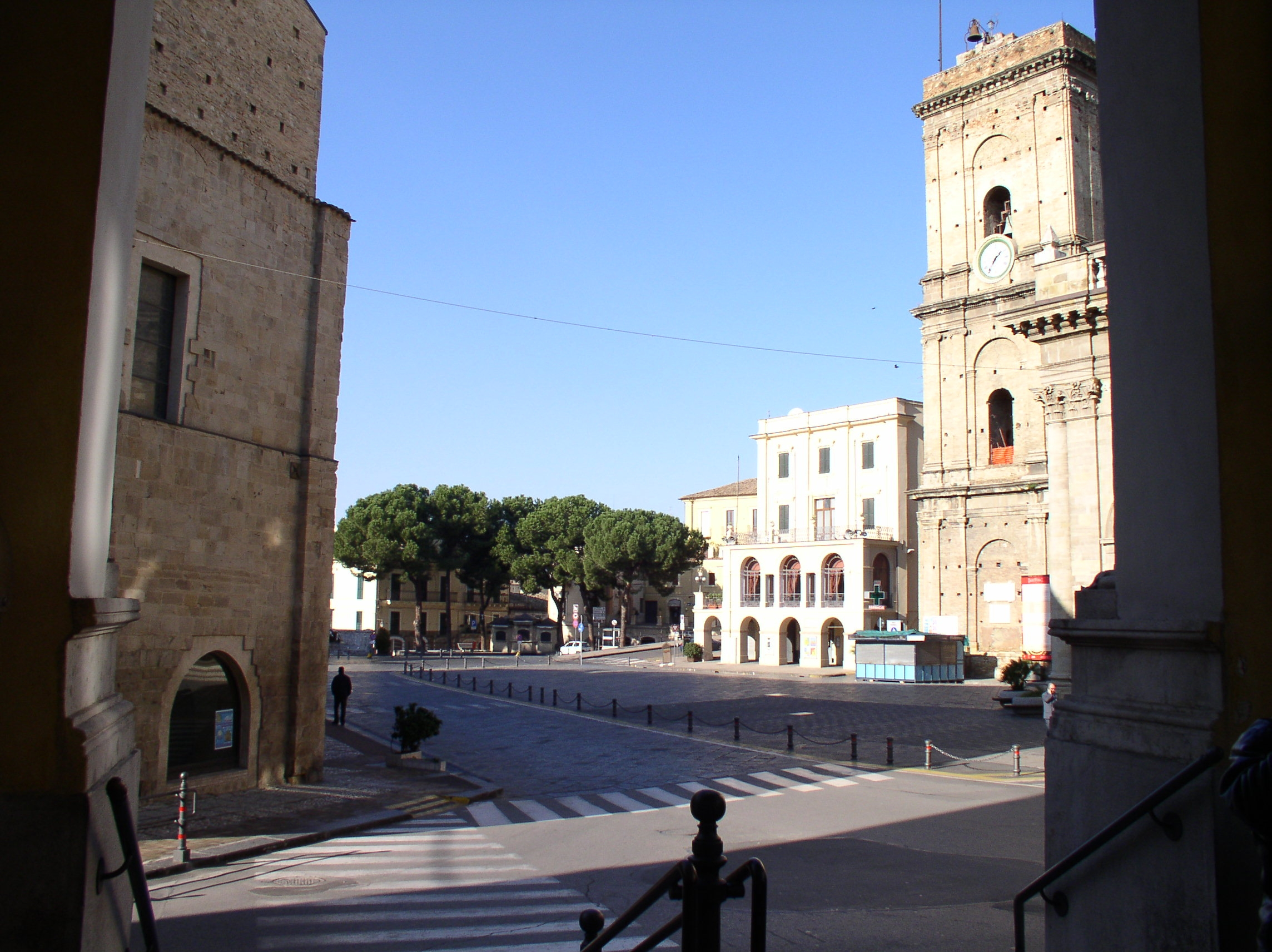
Scorcio di Piazza Plebiscito, da Largo Berenga

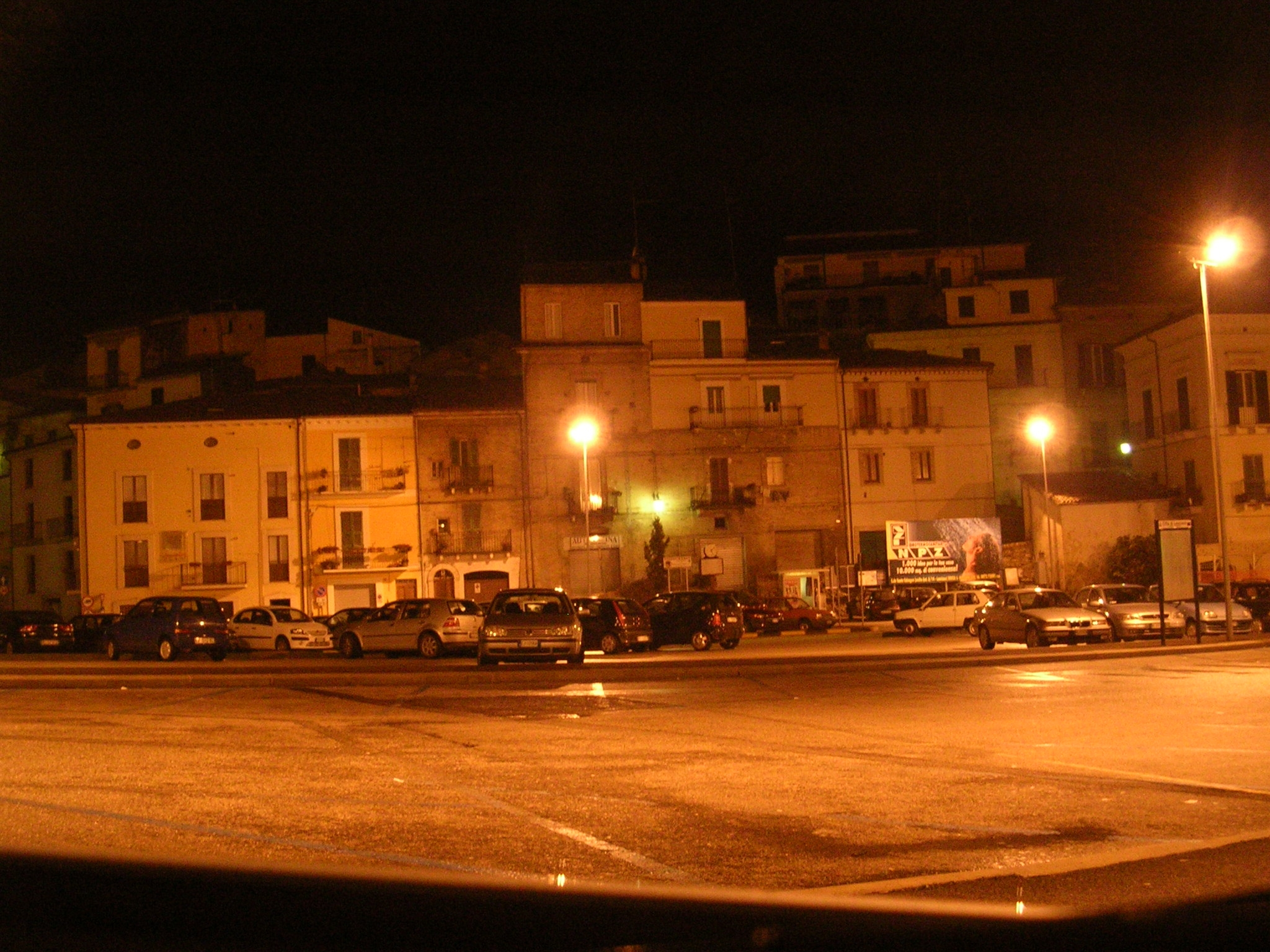
Notturna di Piazza D'Amico, o "Pietrosa Alta", con in vista le case-mura del rione Borgo, zona Porta Sant'Angelo

Piazza del Plebiscitopiazza principale lancianese, rappresenta il punto di convergenza dei tre quartieri storici Borgo, Civitanova, Lancianovecchia. Importante centro di scambi commerciali, era il fulcro vitale degli artigiani e mercanti che qui avevano le loro botteghe, ed era il punto di partenza, mediante il ponte di Diocleziano, per arrivare alla piana delle Fiere. Nel corso dei secoli, soprattutto a partire dal XVIII secolo, furono molti gli interventi urbanistici, poiché il centro della città, dai quartieri vecchi, si andava spostando nella piazza, profondamente modificata. Nel 1799 vi venne innalzato l'Alberto della Libertà, perché Lanciano fu governata dai giacobini durante il periodo di occupazione francese, e successivamente nel 1860 assunse l'attuale nome perché vi venne indetto un plebiscito per l'annessione all'Italia. Nel 1819 iniziarono le prime demolizioni del loggiato a portico che interessava il perimetro di tutta la piazza, venne demolito un piccolo edificio annesso alla Cattedrale, usato come sede del mercato e di incontri tra politici, poi la chiesetta quattrocentesca della Santissima Annunziata per permettere la costruzione delle monumentale facciata neoclassica della Madonna del Ponte, nel 1904 venne inaugurata all'estremità, verso Piazza Garibaldi, la fontana pubblica con giochi d'acqua, sostituita nel 1926 dal Monumento ai caduti.Oggi la piazza è dominata dalle moli della Cattedrale, dalla sua torre civica, dal palazzo comunale, dal Monumento ai caduti, dal loggiato del portico della Zecca e dal campanile della chiesa di San Francesco, con i resti dell'antico convento di San Legonziano.
Piazza Giuseppe Garibaldirealizzata nel tardo '800 con la colmata del fosso Malavalle da parte di Filippo Sargiacomo, nei primi anni del secolo si è arricchita di palazzi gentilizi e costruzioni civili, alcuni dei quali di notevole interesse architettonico per il gusto eclettico liberty, altri invece per il semplice uso dell'impaginato a mattoni faccia vista, con schematiche realizzazioni delle bucature. La piazza immediatamente è diventata una seconda sede del mercato pubblico, che si svolgeva principalmente in Piazza Plebiscito, dove i contadini delle contrade sottostanti venivano, e vengono tutt'oggi, a vendere la loro merce. Negli anni '60 è stato realizzato un mercato coperto, tuttavia caduto in degrado, demolito nel 2007 e ricostruito ex novo, con molti più servizi.
Dalla piazza è possibile raggiungere il piccolo Largo Malvò, sempre ricavato dalla colmata del fiume, ed è anche possibile leggere l'antico impianto murario dei due quartieri Lancianovecchia-Civitanova (Piazza Garibaldi) e Borgo (Largo Malvò), la cui cinta è stata inglobata nelle case civili in cotto, che compongono una doppia cortina di difesa, alternate, nei vicoli in salita, da angiporti medievali e da arcate, alcune delle quali veri e propri corridoi abitativi, alternati a bastioni.
Piazza Unità d'Italia (ex Piazza della Vittoria)dal punto di vista architettonico è uno degli esempi più interessanti di edilizia popolare realizzata durante il regime, al termine dell'area delle Fiere, nel quartiere del corso Trento e Trieste. La piazza è stata realizzata nel 1921, e gli edifici qualche anno più tardi. Lo slargo è dominato dalla scuola elementare "Principe di Piemonte", costruita tra il 1917 e il 1918 da Federico De Marco, con impaginato molto austero, il cui esterno è in mattoni faccia vista con due ordini di finestre. Anche gli altri palazzi attorno hanno lo stesso stile sobrio, dato che furono realizzati come case popolari. Oggi la piazza è una delle più importanti della città perché ogni sabato vi si svolge il mercato pubblico, è sede di vari uffici amministrativi, esercizi commerciali, e vi è il Tribunale di Lanciano.

## Monumenti scomparsi di Lanciano
Il centro storico di Lanciano, benché quasi completamente integro, ha subito a partire dai primi anni del XIX secolo varie modifiche, che comportarono sventramenti e demolizioni di edifici di pregevole valore storico, come chiese e mura. Gli ulteriori lavori di costruzione del Corso Trento e Trieste nel 1901 permisero la colmata del fosso che raccoglieva le acque della Fonte del Borgo, che arrivavano a confluire col feltrino sotto le arcate del monumentale Ponte di Diocleziano.
Lista parziale:

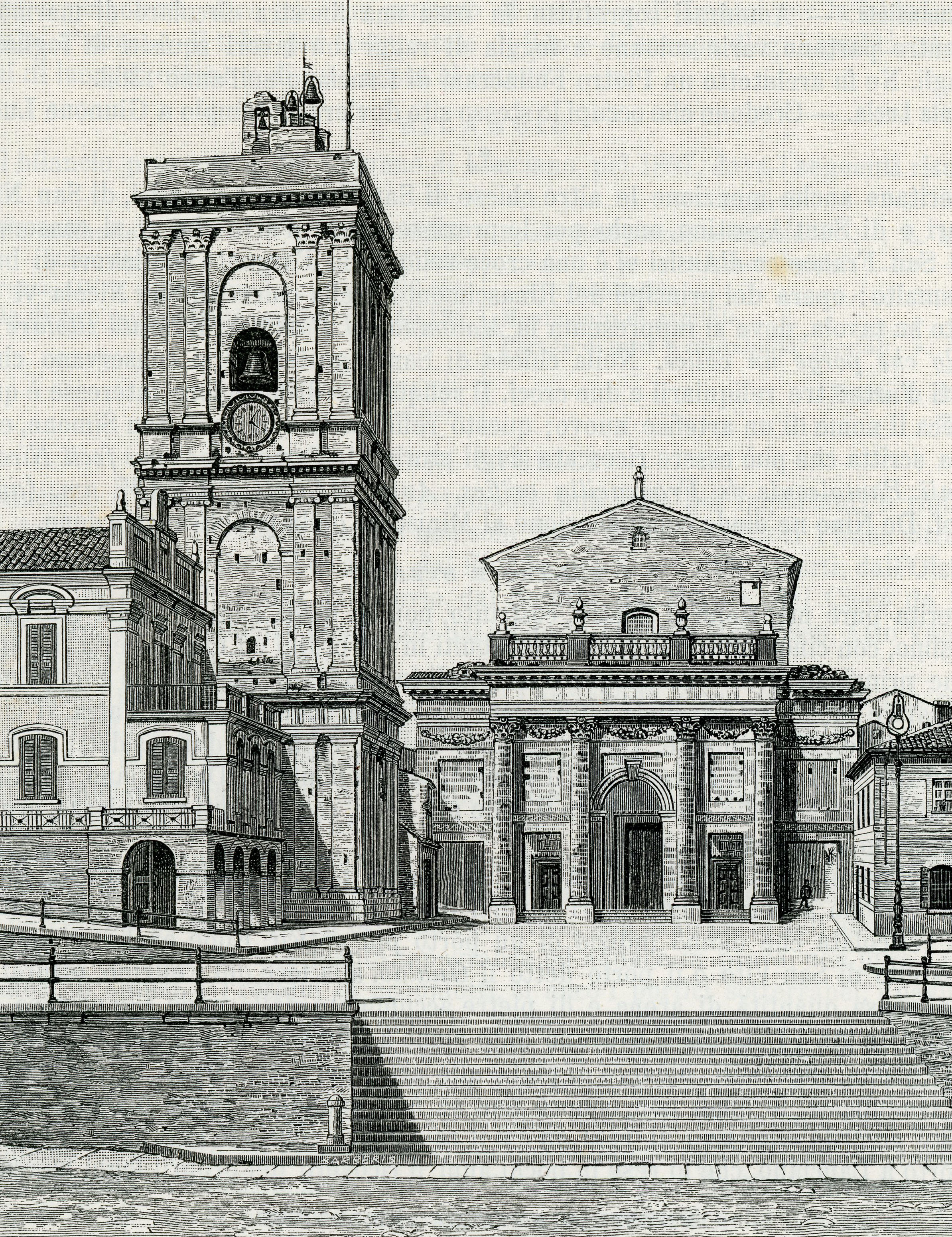
Disegno del 1898 raffigurante la Cattedrale, con la facciata incompiuta, e sulla sinistra l'antica Casa di Conversazione, prima della distruzione del 1944, e della successiva ricostruzione

- Chiesa di Sant'Antonio abate: si trovava sotto le mura della città a nord, a collegamento del Ponte dell'Ammazzo alla salita degli Agorai lungo le mura di Lancianovecchia. Esisteva già dall'897 d.C., come è scritto in un documento, in cui si descriveva il monastero a ridosso del Ponte di Diocleziano, abitato dai monaci addetti al filare la lana. Nel 1418 il convento subì un restauro e venne inglobato nelle mura cittadine, con la costruzione di una porta di accesso. Nel 1645 fu visitato dall'Arcivescovo Gervasi, e da lì in poi il convento cadde in degrado. Nell'800 esistevano solo pochi ruderi, definitivamente demoliti. In un acqurello di fine 800 fu mostrata la porta Sant'Antonio, posta all'incrocio di piazza Garibaldi con via per Frisa.

- Chiesa della Santissima Annunziata: si trovava in Piazza Plebiscito, accanto alla Cattedrale, ingresso al piano del corso Trento e Trieste, nel luogo dove oggi una lapide ricorda la data di completamente nel 1412 e la demolizione nel 1819,  per permettere la costruzione della nuova facciata della cattedrale della Madonna del Ponte. Fu eretta, seguendo  le ricerche di Sargiacomo, citando Fella e Antinori, sopra un tempio dedicato a Marte, esistente già dal 900 d.C., mentre nel 1032 vi presiedeva un Preposto con 9 canonici. Nel 1030 fu costruito un trono episcopale in pietra grezza, molto simile a quello della chiesa di Sant'Aspreno a Napoli; era sede vescovile già prima della chiesa di Santa Maria del Ponte, ed aveva il controllo parrocchiale su tuta la piazza e il largo delle Fiere. Nel 1031 un tal Borrello di Polone fece una donazione al preposto Dauferio, come si legge da un documento dell'archivio episcopale, segno che la chiesa gestiva le rendite del territorio, quando nel XIII secolo venne sostituita da Santa Maria del Ponte. La chiesa fu ricostruita nel 1397 perché cadente, e completata nel 1412 in stile gotico, con un bel rosone a raggiera opera di Pietro Follanari da Lanciano, e un portale ogivale, rimontato presso l'ingresso maggiore del Palazzo Arcivescovile. Nel 1488 ad istanza dell'Università di Lanciano, Papa Innocenzo VIII soppresse i benefici di cui godeva la chiesa, e ne aggregò le rendite all'attigua Madonna del Ponte. Ci fu un lento declino, poiché la chiesa divenne una semplice cappella per ospitare i pellegrini e i mercanti in viaggio verso il piano delle Fiere, fino alla demolizione nel 1819 per volere di Eugenio Michitelli, che si occupò della costruzione della facciata neoclassica della Cattedrale.

- Gli antichi ospedali religiosi: in tutto erano quelli di Sant'Agata (contrada San Iorio), della Santissima Annunziata (piazza), di San Raffaele, di Santa Maria della Sanità, di Sant'Angelo (via dei Tribunali), di Santa Maria del Ponte (fondato nel 1489 insieme alla sede primaria dell'Università, ancora presente in Largo Paolo Tasso), l'ospedale di Santa Caterina presso Porta San Biagio (nel 1434). Di questi ospizi per il ricovero dei poveri e dei malati, oggi sopravvive solo l'antico ospedale di Santa Maria della Sanità o di San Giovanni  di Dio, presso il Ponte di Diocleziano in Largo Tasso.

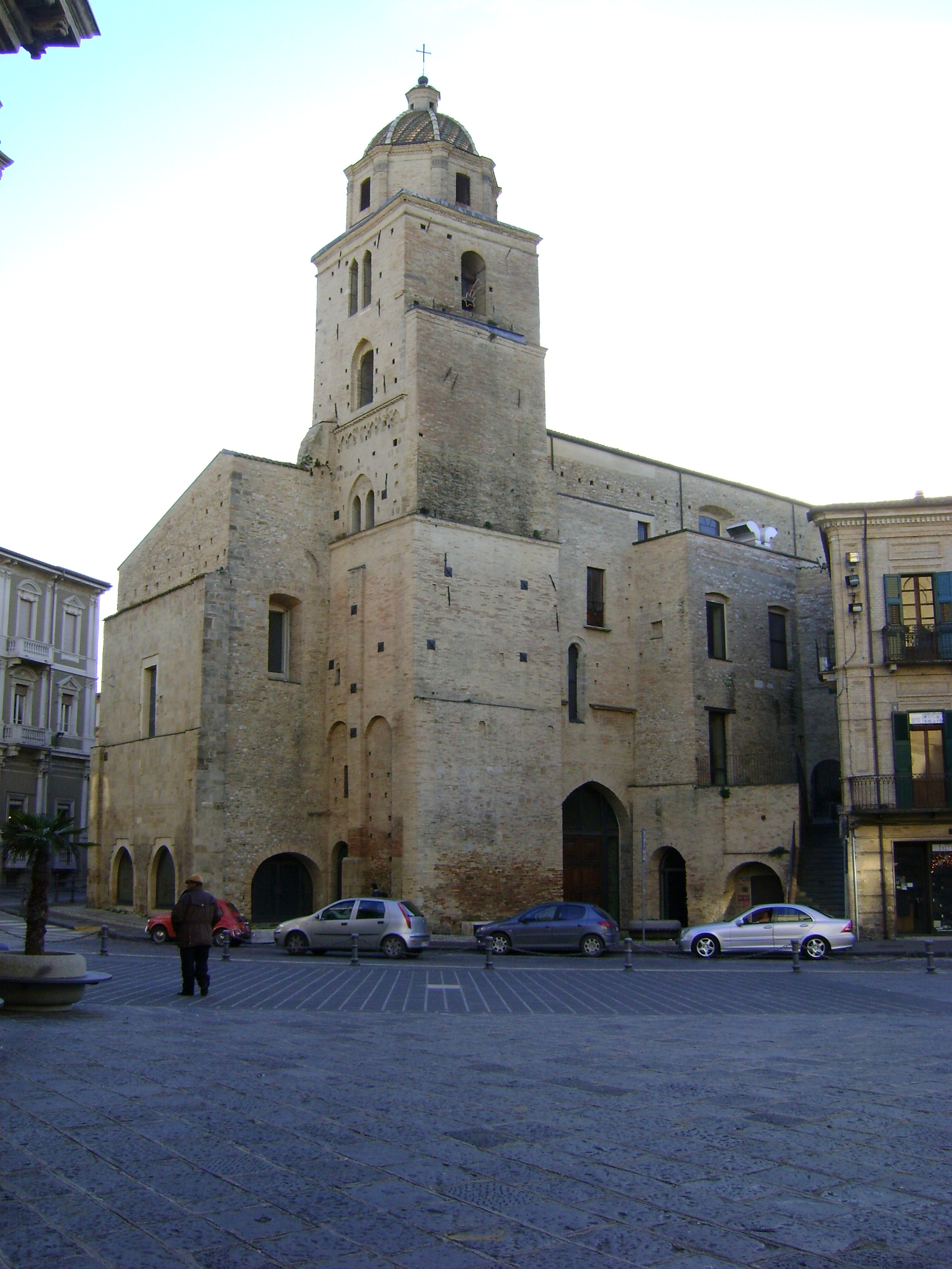
Veduta del campanile di San Francesco, con i resti del convento di San Legonziano

- Chiesa di San Maurizio: era una delle chiese più importanti del quartiere Lancianovecchia, nonché una delle più antiche, posta in Largo dei Frentani. Inizialmente San Maurizio fu il santo patrono di Lanciano, chiamato in soccorso dalla popolazione nel 610, nella guerra contro il greco Comitone che voleva soggiogare la città, fedele ai Longobardi. La chiesa doveva esistere già prima del 592, quando ricevette benefici da papa Gregorio I, poi nel 610 da Bonifacio III e Nicolò II nel 1059.[31]La chiesa fu parrocchia sino al XVIII secolo, quando venne amministrata poi dalla vinca San Biagio, per poi essere demolita nel secondo Ottocento. Occupava l'attuale piazzetta dei Frentani, e alcune sue opere di pregio sono conservate nel Museo diocesano. Aveva una campana del 1342, la più antica di Lanciano, anch'essa conservata nel Museo diocesano. Presso la chiesa vi risiedettero i primi Arcipreti che avevano il controllo di Lancianovecchio, aveva una pianta rettangolare con portale ogivale, il pavimento a mosaico romanico, e il soffitto a capriate lignee con losanghe dorate. Ci fu un restauro nel 1580 che la trasformò in stile barocco, finanziato dai signore De Arcangelis, a spese di don Vincenzo Radio. La chiesa restò in piedi sino al 1825, quando venne demolita per pericoli statici.

- Chiesa di San Martino: demolita nel 1848. Occupava l'area di Largo Tappia, dove oggi sorge Palazzo del Capitano o palazzo De Giorgio, e risaliva al XII secolo. Dopo la demolizione alcune opere sono state trasferite in altre chiese, e poi nel 2002 nel Museo diocesano. Tali opere sono i dipinti di San Giovanni Evangelista e la Madonna col Bambino decorati da un diadema vero sulle teste. Nel 1608 venne istituita nella chiesa la famosa Arciconfraternita "Morte e Orazione", che oggi occupa la chiesa di Santa Chiara. La chiesa, come riporta un documento di una visita del 13 gennaio 1613 di A. Caramanico, vicario del Vescovo, risultava a navata unica con 5 altari: il maggiore, l'altare del Carmine, l'altare di Santa Maria di Costantinopoli, l'altare del Crocifisso e l'altare della Concezione. La chiesa aveva origini molto antiche, perché già nel 1373 è menzionata in un documento dell'abbazia di San Giovanni in Venere, sotto cui era amministrata. Nel 1449 circa venne eretta a parrocchia, perché i cappellani di San Martino e San Maurizio si opposero alla visita dell'Arcivescovo di Chieti, reclamando la visita dell'arciprete di Lanciano.

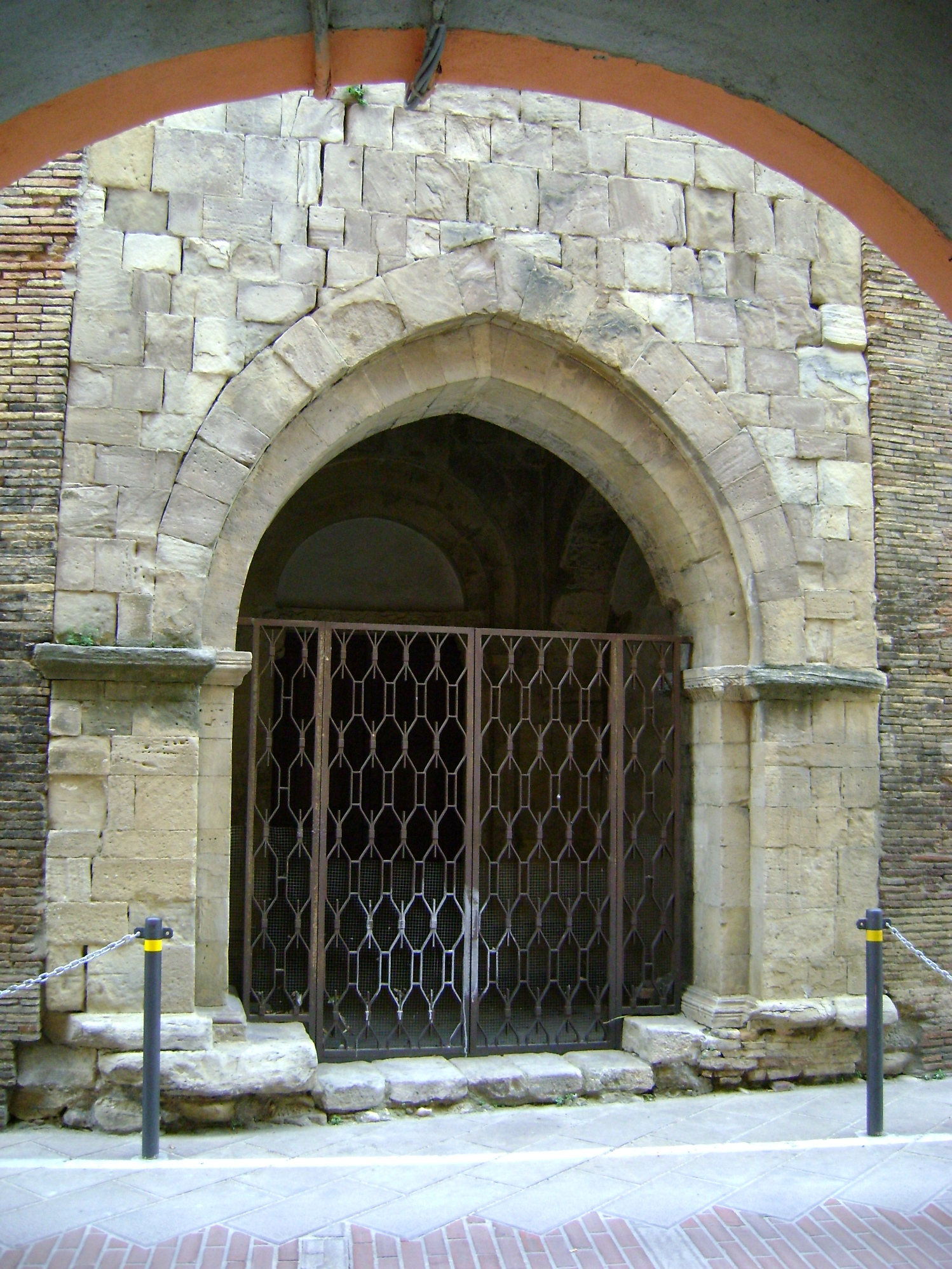
Il portale romanico originale della chiesa di Santa Maria Maggiore prima del rifacimento del 1317, posto su via Garibaldi

- Chiesa di San Lorenzo: era una delle chiese più interessanti, secondo le cronache, del rione Lancianovecchia, situata nell'attuale Largo San Lorenzo. Risalente al XIII secolo circa, subì rimaneggiamenti barocchi, fino alla demolizione ottocentesca. Un importante affresco è stato staccato dalla parete e conservato nel Museo diocesano, conservato in precedenza nel deposito agostiniano. La chiesa è documentata nel 1517 quando divenne la quinta parrocchia di Lancianovecchio, con l'istituzione della diocesi. Conteneva una spina della Corona di Cristo e una porzione del Sacro Legno, successivamente questi manufatti nel 1671, per volere dell'Arcivescovo Alfonso Alvarez, vennero traslate nella Cattedrale. Nel 1875 crollò il tetto della chiesa, chiusa al culto da anni, e pertanto avvenne la demolizione nel 1882.

- Chiesa di San Giovanni Battista o della Candelora: si trovava presso il largo con la torre omonima, lungo via dei Frentani, sopravvive la torre campanaria. L'edificio era una delle 6 chiese del Colle Erminio, l'antico  rione Lancianovecchio, e risaliva al XIII secolo, benché delle fonti la facciano risalire all'epoca longobarda. Il portale era ogivale medievale, in pietra arenaria, secondo i "regesti" al suo interno conservava la tela del Salvatore, e un'epigrafe con scritto "Non avertas era faciem tuam me, quia ego Deus tuum sum", un affresco della Madonna di Costantinopoli del pittore Giacomo Di Campli. Fu parrocchia fino al 1827, quando venne soppressa dall'arcivescovo Francesco Maria De Luca, che l'aggregò all'attigua chiesa di Sant'Agostino. Dalle foto storiche, negli esterni  si presentava  in modesto stile barocco, con facciata in mattoni. Nel novembre 1943 un grave bombardamento alleato la danneggiò, e venne definitivamente demolita nel 1949.[32]

- Le Quattro Prepositure di San Pantaleone, San Nicola dei Ferrati, Santa Maria Maddalena e San Carlo Borromeo: si trovavano tutte nella stessa area, a ridosso delle mura di Civitanova, in comunicazione tra loro, nel sobborgo dei Funai. Per la chiesa di San Pantaleone, affacciata  su via Finamore o dell'arcivescovado, nel 1543 era rettore don Fabio Florio, il quale per il restauro vendette al monastero di Santa Maria Nuova (oggi Santa Giovina) un orticello che formava parte della via dei Funai. Prima di quest'epoca la chiesa era detta "San Nicola dei Ferriati", con annesso ospedale. L'altare maggiore di San Pantaleone, da cui il nome della chiesa venne ampliati nel 1593 per volere dell'Arcivescovo Monsignor Paolo Tasso. L'ospedale era uno dei più antichi di Lanciano, risalente al 1371, menzionato da un documento del priore Andrea di Gaeta, e occupava l'area di "Vallebona dei Funai". La chiesa della Maddalena occupava l'area della chiesa di Santa Giovina alle torri Montanare, che venne costruita sopra di essa nel 1514. La chiesa di San Pantaleone, non quella di San Nicola dei Ferriati, cambiò il nome in "San Carlo Borromeo", con annessa  confraternita, nel 1577, quando venne soppresso il culto del santo precedente. Nel 1866 era ridotta in cattive condizioni, e venne smantellata, quando vi venne eretto l'ex Istituto Professionale, benché la facciata si riconosca ancora,  affacciata sulla strada. Tuttavia questa chiesa è ancora leggibile da via Finamore, dove si trova l'accesso. Presso l'ex istituto invece è possibile vedere l'altare sconsacrato ad arco a tutto sesto, con l'iscrizione del restauro del 1618.

- Convento dei Carmelitani di San Mauro: si trovava presso l'area dove nel 1930 venne edificato il Cinema Imperiale (facciata su viale De Crecchio e retro su via Dalmazia), ricavato dall'antica chiesa a pianta  retrangolare con abside semicircolare; e poi negli anni '80 il cinema  fu distrutto  per lasciare  spazio al Palazzo della Galleria Imperiale, posto tra viale De Crecchio e viale Dalmazia. Il convento risaliva al XV secolo, occupato dai Padri Carmelitani nel secolo seguente, ben visibile bella pianta di Lanciano dell'abate Pacichelli, e sconsacrato nella metà dell'Ottocento, divenendo sede di botteghe. dopo la sua demolizione, di esso oggi resta solo un importante affresco rinascimentale, staccato nei primi del Novecento  dagli studenti  dell'istituto d'arte  Giuseppe  Palizzi fi Lanciano, e ora ospitato dal 2002 nel Museo civico diocesano. Esso raffigura una Crocifissione tra le due Madonna dolenti, e sullo sfondo la città di Lanciano.

- Chiesa di Santa Maria delle Grazie alla Fiera: si trovava nell'area delle Fiere, oggi Piazzale D'Amico. Nel 1619 fu ceduta ai Carmelitani e il nome cambiò. Aveva un convento, fondato dai Frati Minori Paolotti, ai quali l'Arcivescovo Tasso nel 1690 donò la chiesetta. Il convento però fu soppresso da Innocenzo X nel 1654 e la chiesa presto andrò in degrado, scomparendo.

- Convento di Sant'Agata: si trovava fuori Porta San Nicola nel rione Sacca, posta verso la discesa di contrada  San Iorio, nota anche  come chiesa di Sanr'Andrea, ed esisteva già dal 1390, quando in un atto notarile un tal Puccio di Stefano di Michele lasciò alle badesse suor Cecca e suor Filippa la sua eredità. Il convento successivamente fu demolito e restò soltanto la chiesa, che nel 1573 fu unita alla Mensa Capitolare dell'Arcivescovo Piscicelli. La chiesa nel 1625 risultava già in cattive condizioni, e oggi non ve n'è traccia. Secondo le cronache di Giacomo  Fella, la fondazione della chiesa risalirebbe al 900 d.C., e vi si conservava il quadro della Madonna della Purificazione (oggi nella chiesa di San Nicola), opera di Antonio Solaro da Civitella, dello "lo Zingaro".

- Chiesa di San Giuseppe Calasanzio e Scuole Pie: si trovava sulla salita dei Frentani, dove oggi troneggia il Teatro Fenaroli. Il teatro è stato realizzato nel 1841, ricavato dalla chiesa, su progetto di Taddeo Salvini quando le scuole erano state chiuse nel 1809, situato nell'antica chiesa del Transito di San Giuseppe, annessa al collegio delle Scuole Pie. Il convento ed il collegio fu fondato nel 1644 quando il nobile Giovan Battista Valsecca lasciò la sua eredità ai Padri Scolopi perché a Lanciano venisse eretto un collegio per l'educazione giovanile. Il convento però venne iniziato nel 1735, quando venne approvata l'idea di realizzare un principale centro amministrativo del Capitano, che non fosse dentro le mura della piccola Santa Casa del Ponte. Il progetto del complesso fu di Carlo Peri Milanese, la camera delle carceri fu benedetta nel 1736 dal vescovo Ciccarelli, usata come cappella dell'educandato. Il convento esercitò la sua attività sino al primo ventennio dell'800, quando fu soppresso per la trasformazione in teatro pubblico. Il progetto di costruzione fu approvato nel 1834 con delega all'architetto Taddeo Salvini, con una prima scelta di erezione presso le vecchie carceri in Piazza (dove dopo il 1870 verrà costruito il palazzo comunale di Lanciano), e successivamente presso il collegio. Una porzione dell'ex collegio fu restaurata nel 1869 da Filippo Sargiacomo, il quale realizzò il loggiato della Casa di Conversazione.
- Fontanone di Piazza Plebiscito e Ponte dei Calzolari: la prima occupava l’area del Monumento ai caduti, e venne inaugurata nel primo Novecento insieme all'acquedotto pubblico. Era una fontana a esedra in travertino con giochi d’acqua, demolita negli anni ’20. Il ponte venne demolito nella seconda metà dell’800, perché con la colmata del fosso Malavalle e la creazione di Piazza Garibaldi perse la sua secolare funzione di collegamento tra Lancianovecchia e Civitanova. Risaliva al Medioevo, forse al XIV secolo. Di recente, dopo una frana, è stato individuata sotto via Corsea, lato piazza Malvò, la collocazione del.ponte dei calzolari.

- Palazzo Di Lallo: corrispondeva al Palazzo De Simone lungo il corso Trento e Trieste all'incrocio con via Piave, molto simile per lo stile liberty, ed ospitò un cinema e le poste civiche. Venne demolito nel 1964 per la realizzazione di un palazzo moderno e anonimo, che ospitò la Standa, ed oggi è adibito a vari usi commerciali, tra cui la storica galleria Diamante. Si affaccia su via salita della Posta, e affianca un altro palazzo moderno rosso,  più alto, detto "Grattacielo".